# 2015 a jogalkotásban
2015-ben az alábbi fontosabb jogszabályokat alkották meg:

## Magyarország
2015. január 1-je és december 31-e között kereken 1300 új jogszabályt fogadtak el.

### Törvények
- 2015. évi I. törvény Az adózás rendjéről szóló 2003. évi XCII. törvénynek az Elektronikus Közúti Áruforgalom Ellenőrző Rendszerrel összefüggő módosításáról
- 2015. évi II. törvény A pénzügyi intézmények fogyasztói kölcsönszerződéseivel összefüggő, valamint egyéb magánjogi tárgyú törvények módosításáról
- 2015. évi III. törvény az egyrészről az Európai Unió és tagállamai, másrészről Mongólia közötti partnerségi és együttműködési Keretmegállapodás kihirdetéséről
- 2015. évi IV. törvény egyes törvényeknek a jövedéki biztosíték mértékével összefüggő módosításáról
- 2015. évi V. törvény a földgázellátásról szóló 2008. évi XL. törvény módosításáról
- 2015. évi VI. törvény Egyes közigazgatási tárgyú törvények módosításáról
- 2015. évi VII. törvény A Paksi Atomerőmű kapacitásának fenntartásával kapcsolatos beruházásról, valamint az ezzel kapcsolatos egyes törvények módosításáról
- 2015. évi VIII. törvény A területi államigazgatási szervezetrendszer átalakításával összefüggő egyes törvények módosításáról
- 2015. évi IX. törvény A nemzeti köznevelésről szóló 2011. évi CXC. törvény módosításáról
- 2015. évi X. törvény A népesség személyi, családi és lakásviszonyainak minta alapján történő 2016. évi felméréséről
- 2015. évi XI. törvény A polgári perrendtartásról szóló 1952. évi III. törvény módosításáról
- 2015. évi XII. törvény Egyes agrártámogatási tárgyú törvények módosításáról
- 2015. évi XIII. törvény Egyes felsőoktatási tárgyú törvények módosításáról
- 2015. évi XIV. törvény A Városliget megújításáról és fejlesztéséről szóló 2013. évi CCXLII. törvény módosításáról
- 2015. évi XV. törvény az államháztartásról szóló 2011. évi CXCV. törvény módosításáról
- 2015. évi XVI. törvény a kereskedelemről szóló 2005. évi CLXIV. törvény módosításáról
- 2015. évi XVII. törvény a kiskereskedelmi szektorban történő vasárnapi munkavégzés tilalmával összefüggésben a munka törvénykönyvéről szóló 2012. évi I. törvény módosításáról
- 2015. évi XVIII. törvény a Magyarország és az Albán Köztársaság között a szociális biztonságról szóló Egyezmény kihirdetéséről
- 2015. évi XIX. törvény Magyarország Kormánya és az Albán Köztársaság Minisztertanácsa között a minősített adatok cseréjéről és kölcsönös védelméről szóló egyezmény kihirdetéséről
- 2015. évi XX. törvény a Magyarország Kormánya és az Azerbajdzsáni Köztársaság Kormánya közötti Légiközlekedési Megállapodás kihirdetéséről
- 2015. évi XXI. törvény a Magyarország Kormánya és a Koreai Köztársaság Kormánya közötti légiközlekedési megállapodás kihirdetéséről
- 2015. évi XXII. törvény a  Magyarország Kormánya és a Koreai Köztársaság Kormánya között a vezetői engedélyek kölcsönös elismeréséről és cseréjéről szóló megállapodás kihirdetéséről
- 2015. évi XXIII. törvény a Magyarország és a Macedón Köztársaság között a társadalombiztosításról és a szociális biztonságról szóló Egyezmény kihirdetéséről
- 2015. évi XXIV. törvény Magyarország Kormánya és a Macedón Köztársaság Kormánya között a minősített adatok cseréjéről és kölcsönös védelméről szóló egyezmény kihirdetéséről
- 2015. évi XXV. törvény a Magyarország és a Szlovák Köztársaság közötti, a Magyar Köztársaság és a Szlovák Köztársaság között a határokat átlépő bűnözés megelőzésében és a szervezett bűnözés elleni harcban folytatott együttműködésről szóló, Pozsonyban, 2006. október 2-án aláírt Egyezmény módosításáról és kiegészítéséről szóló Egyezmény kihirdetéséről
- 2015. évi XXVI. törvény a Magyarország Kormánya és a Szlovák Köztársaság Kormánya között, a Magyar Köztársaság Kormánya és a Szlovák Köztársaság Kormánya közötti, személyeknek a közös államhatáron történő visszafogadásáról szóló, Budapesten, 2002. szeptember 12. napján aláírt Egyezmény módosításáról és kiegészítéséről szóló Egyezmény kihirdetéséről
- 2015. évi XXVII. törvény a Szlovén Köztársaság Kormánya, Magyarország Kormánya és az Olasz Köztársaság Kormánya között a Többnemzeti Szárazföldi Kötelékről szóló Megállapodás kihirdetéséről
- 2015. évi XXVIII. törvény a Magyar Köztársaság Kormánya és az Üzbég Köztársaság Kormánya között a kettős adóztatás elkerüléséről és az adóztatás kijátszásának megakadályozásáról a jövedelem- és a vagyonadók területén Taskentben, 2008. április 17. napján aláírt Egyezmény módosításáról szóló Jegyzőkönyv kihirdetéséről
- 2015. évi XXIX. törvény A Magyarország Kormánya és az Amerikai Egyesült Államok Kormánya között a szociális biztonságról szóló Egyezmény kihirdetéséről
- 2015. évi XXX. törvény A Magyarország Kormánya és a Török Köztársaság Kormánya között a szociális biztonságról szóló Egyezmény kihirdetéséről
- 2015. évi XXXI. törvény A brókerbotrányok áldozatainak kártérítését szolgáló vagyon biztonságba helyezéséről
- 2015. évi XXXII. törvény Egyes jogállási tárgyú törvények módosításáról
- 2015. évi XXXIII. törvény A Budapesten megrendezendő Úszó-, Vízilabda-, Műugró, Műúszó és Nyíltvízi Világbajnokság megvalósításához szükséges létesítményfejlesztésről
- 2015. évi XXXIV. törvény A földgázellátásról szóló 2008. évi XL. törvény módosításáról
- 2015. évi XXXV. törvény A nemzeti utasadat-információs rendszer létrehozása érdekében, és a bűnügyi illetve rendészeti tárgyú együttműködés keretében történő információcsere szabályozásával összefüggésben szükséges egyes törvények módosításáról
- 2015. évi XXXVI. törvény A muzeális intézményekről, a nyilvános könyvtári ellátásról és a közművelődésről szóló 1997. évi CXL. törvény módosításáról
- 2015. évi XXXVII. törvény Az állatok védelméről és kíméletéről szóló 1998. évi XXVIII. törvény módosításáról
- 2015. évi XXXVIII. törvény A környezetvédelmi termékdíjról szóló 2011. évi LXXXV. törvény módosításáról
- 2015. évi XXXIX. törvény A Quaestor károsultak kárrendezését biztosító követeléskezelő alap létrehozásáról
- 2015. évi XL. törvény A bírósági végrehajtásról szóló 1994. évi LIII. törvény módosításáról
- 2015. évi XLI. törvény A Nemzetközi Beruházási Bank megalapítása tárgyában, Moszkvában, 1970. július 10-én aláírt és 1990. december 20. napján módosított Egyezmény és az Egyezményhez csatolt Alapszabály, továbbá az ezek módosításáról szóló Jegyzőkönyv, valamint a Jegyzőkönyv részes államává váláshoz kiadott értesítések kihirdetéséről
- 2015. évi XLII. törvény A rendvédelmi feladatokat ellátó szervek hivatásos állományának szolgálati jogviszonyáról
- 2015. évi XLIII. törvény A honvédek jogállásáról szóló 2012. évi CCV. törvény, valamint az azzal összefüggő egyes törvények módosításáról
- 2015. évi XLIV. törvény Egyes ingatlan-nyilvántartással és földméréssel összefüggő törvények módosításáról
- 2l015. évi XLV. törvény A termőföld védelméről szóló 2007. évi CXXIX. törvény módosításáról
- 2015. évi XLVI. törvény az élelmiszerláncról és hatósági felügyeletéről szóló 2008. évi XLVI. törvény módosításáról
- 2015. évi XLVII. törvény a víziközlekedésről szóló 2000. évi XLII. törvény módosításáról
- 2015. évi XLVIII. törvény a halgazdálkodásról és a hal védelméről szóló 2013. évi CII. törvény módosításáról
- 2015. évi XLIX. törvény az erdőről, az erdő védelméről és az erdőgazdálkodásról szóló 2009. évi XXXVII. törvény módosításáról
- 2015. évi L. törvény a vad védelméről, a vadgazdálkodásról, valamint a vadászatról szóló 1996. évi LV. törvény módosításáról
- 2015. évi LI. törvény a Budapesti Agglomeráció Területrendezési Tervéről szóló 2005. évi LXIV. törvény módosításáról
- 2015. évi LII. törvény a banki elszámolás során tapasztalt visszaélések elleni fellépéshez szükséges törvények módosításáról
- 2015. évi LIII. törvény egyes energetikai tárgyú törvények módosításáról
- 2015. évi LIV. törvény  a sportról szóló 2004. évi I. törvény módosításáról
- 2015. évi LV. törvény  az ENSZ Éghajlatváltozási Keretegyezménye és annak Kiotói Jegyzőkönyve végrehajtási keretrendszeréről szóló 2007. évi LX. törvény hatósági bevételek rendezésével összefüggő módosításáról
- 2015. évi LVI. törvény a kiskereskedelmi szektorban történő vasárnapi munkavégzés tilalmáról szóló 2014. évi CII. törvény módosításáról
- 2015. évi LVII. törvény az energiahatékonyságról
- 2015. évi LVIII. törvény a polgárőrségről és a polgárőri tevékenység szabályairól szóló 2011. évi CLXV. törvény módosításáról
- 2015. évi LIX. törvény az ENSZ Éghajlatváltozási Keretegyezményéhez fűzött Kiotói Jegyzőkönyv 2012. december 8-án Dohában, az ENSZ Éghajlatváltozási Keretegyezmény Részes Felek 18. Konferenciáján elfogadásra került „dohai módosításának” kihirdetéséről
- 2015. évi LX. törvény  a bíróságok elnevezéséről, székhelyéről és illetékességi területének meghatározásáról szóló 2010. évi CLXXXIV. törvény módosításáról
- 2015. évi LXI. törvény   az egyes adótörvények és azzal összefüggő egyéb törvények módosításáról szóló 2011. évi CLVI. törvény módosításáról
- 2015. évi LXII. törvény a reklámadóhoz kapcsolódó törvények módosításáról
- 2015. évi LXIII. törvény a gyermekek védelméről és a gyámügyi igazgatásról szóló 1997. évi XXXI. törvénynek az ingyenes bölcsődei és óvodai gyermekétkeztetés kiterjesztése érdekében történő módosításáról
- 2015. évi LXIV. törvény a Gyermek és Ifjúsági Alapról, a Nemzeti Gyermek és Ifjúsági Közalapítványról, valamint az ifjúsággal összefüggő egyes állami feladatok ellátásának szervezeti rendjéről szóló 1995. évi LXIV. törvény módosításáról
- 2015. évi LXV. törvény a nemzeti köznevelésről szóló 2011. évi CXC. törvény módosításáról
- 2015. évi LXVI. törvény a szakképzésről szóló 2011. évi CLXXXVII. törvény, a felnőttképzésről szóló 2013. évi LXXVII. törvény és az azokkal összefüggő tárgyú törvények módosításáról
- 2015. évi LXVII. törvény a géntechnológiai tevékenységről szóló 1998. évi XXVII. törvény módosításáról
- 2015. évi LXVIII. törvény Magyarország Kormánya és a Nemzetközi Távközlési Egyesület között az ITU Telecom World 2015 konferencia megrendezéséről, megszervezéséről és finanszírozásáról szóló Megállapodás kihirdetéséről
- 2015. évi LXIX. törvény a Visegrádi Szabadalmi Intézetről szóló megállapodás kihirdetéséről
- 2015. évi LXX. törvény a Bolgár Köztársaság, a Horvát Köztársaság, Magyarország és az Osztrák Köztársaság között a közúti közlekedésbiztonságot veszélyeztető közlekedési jogsértések miatt alkalmazott jogkövetkezmények határon átnyúló végrehajtásának elősegítéséről szóló Megállapodás alapján kötött Adminisztratív és Technikai Végrehajtási Megállapodás kihirdetéséről, valamint ezzel összefüggésben egyes törvények módosításáról
- 2015. évi LXXI. törvény a 650/2012/EU európai parlamenti és tanácsi rendelet 31. cikke szerinti megfeleltetési nemperes eljárásról, valamint egyes igazságügyi tárgyú törvénymódosításokról
- 2015. évi LXXII. törvény Magyarország 2016. évi központi költségvetésének megalapozásáról
- 2015. évi LXXIV. törvény a diákok iskolaszövetkezeti munkavállalásának, és a megváltozott munkaképességű személyek munkaerő-kölcsönzés keretében történő foglalkoztatásának elősegítéséről
- 2015. évi LXXIII. törvény a Magyarország 2015. évi központi költségvetéséről szóló 2014. évi C. törvény módosításáról
- 2015. évi LXXV. törvény a megyei könyvtárak és a megyei hatókörű városi múzeumok feladatának ellátását szolgáló egyes állami tulajdonú vagyontárgyak ingyenes önkormányzati tulajdonba adásáról
- 2015. évi LXXVI. törvény egyes büntetőjogi tárgyú törvények módosításáról
- 2015. évi LXXVII. törvény egyes egészségügyi és egészségbiztosítási tárgyú törvények módosításáról
- 2015. évi LXXVIII. törvény a tisztességtelen piaci magatartás és a versenykorlátozás tilalmáról szóló 1996. évi LVII. törvény, valamint a Gazdasági Versenyhivatal eljárásaival összefüggő egyes törvényi rendelkezések módosításáról
- 2015. évi LXXIX. törvény a nemzetgazdasági szempontból kiemelt jelentőségű közlekedési infrastruktúra-beruházások megvalósításának gyorsításával összefüggésben egyes törvények módosításáról
- 2015. évi LXXX. törvény a magyar nemzeti értékekről és a hungarikumokról szóló 2012. évi XXX. törvény módosításáról
- 2015. évi LXXXI. törvény az adózással összefüggő egyes törvények módosításáról
- 2015. évi LXXXII. törvény a rendvédelmi feladatokat ellátó szervek hivatásos állományának szolgálati jogviszonyáról szóló 2015. évi XLII. törvény módosításáról
- 2015. évi LXXXIII. törvény a Nemzetközi Vasúti Fuvarozási Egyezmény (COTIF) módosításáról Vilniusban elfogadott, 1999. június 3-án kelt Jegyzőkönyv C Függeléke Mellékletének kihirdetéséről, valamint a belföldi alkalmazásának egyes kérdéseiről
- 2015. évi LXXXIV. törvény a Genfben, 2000. május 26. napján kelt, a Veszélyes Áruk Nemzetközi Belvízi Szállításáról szóló Európai Megállapodáshoz (ADN) csatolt Szabályzat kihirdetéséről és belföldi alkalmazásáról
- 2015. évi LXXXV. törvény egyes törvényeknek a pénzügyi közvetítőrendszer fejlesztésének előmozdítása érdekében történő módosításáról
- 2015. évi LXXXVI. törvény a Nemzeti Adó- és Vámhivatalról szóló 2010. évi CXXII. törvény, valamint a rendvédelmi feladatokat ellátó szervek hivatásos állományának szolgálati jogviszonyáról szóló 2015. évi XLII. törvény módosításáról
- 2015. évi LXXXVII. törvény az egyes közlekedéssel összefüggő törvények módosításáról
- 2015. évi LXXXVIII. törvény a Magyar Fejlesztési Bank Részvénytársaságról szóló 2001. évi XX. törvény módosításáról
- 2015. évi LXXXIX. törvény a Veszélyes Áruk Nemzetközi Közúti Szállításáról szóló Európai Megállapodás „A” és „B” Melléklete kihirdetéséről, valamint a belföldi alkalmazásának egyes kérdéseiről
- 2015. évi XC. törvény az egyrészről az Európai Unió, annak tagállamai, másrészről Izland között Izlandnak a Kiotói Jegyzőkönyv második kötelezettségvállalási időszakában az Európai Unióra, annak tagállamaira és Izlandra háruló kötelezettségek közös teljesítésében való részvételéről szóló megállapodás kihirdetéséről
- 2015. évi XCI. törvény a Magyarország és a Luxemburgi Nagyhercegség között a jövedelem- és a vagyonadók területén a kettős adóztatás elkerüléséről és az adóztatás kijátszásának megakadályozásáról szóló Egyezmény kihirdetéséről
- 2015. évi XCII. törvény az Európa Tanácsnak a gyermekek szexuális kizsákmányolás és szexuális zaklatás elleni védelméről szóló Egyezménye kihirdetéséről, valamint ezzel összefüggésben egyes törvények módosításáról
- 2015. évi XCIII. törvény az Európai Unió saját forrásainak rendszeréről szóló, 2014. május 26-i 2014/335/EU, Euratom tanácsi határozat kihirdetéséről
- 2015. évi XCIV. törvény egyes állami vagyont érintő törvények módosításáról
- 2015. évi XCV. törvény az emissziókereskedelmi rendszer magyar államot megillető kvótabevételeinek megosztási és célzott felhasználási szabályainak módosításáról
- 2015. évi XCVI. törvény az információs önrendelkezési jogról és az információszabadságról szóló 2011. évi CXII. törvény és a közadatok újrahasznosításáról szóló 2012. évi LXIII. törvény módosításáról
- 2015. évi XCVII. törvény a mezőgazdasági termékpiacok szervezésének egyes kérdéseiről, a termelői és a szakmaközi szervezetekről
- 2015. évi XCVIII. törvény a szőlő- és bortermeléssel kapcsolatos egyes törvények módosításáról
- 2015. évi XCIX. törvény a mezőgazdasági, agrár-vidékfejlesztési, valamint halászati támogatásokhoz és egyéb intézkedésekhez kapcsolódó eljárás egyes kérdéseiről szóló 2007. évi XVII. törvény módosításáról
- 2015. évi C. törvény Magyarország 2016. évi központi költségvetéséről
- 2015. évi CI. törvény a számvitelről szóló 2000. évi C. törvény, valamint egyes pénzügyi tárgyú törvények módosításáról
- 2015. évi CII. törvény a vasútnak nem minősülő egyéb kötöttpályás közlekedésről
- 2015. évi CIII. törvény a vasúti közlekedésről szóló 2005. évi CLXXXIII. törvény, valamint az ezzel összefüggő törvények módosításáról
- 2015. évi CIV. törvény a hadigondozásról szóló 1994. évi XLV. törvény módosításáról
- 2015. évi CV. törvény a természetes személyek adósságrendezéséről
- 2015. évi CVI. törvény a menedékjogról szóló 2007. évi LXXX. törvény módosításáról
- 2015. évi CVII. törvény a bírósági végrehajtásról szóló 1994. évi LIII. törvény, és ezzel összefüggésben egyes törvények módosításáról
- 2015. évi CVIII. törvény a csődeljárásról és a felszámolási eljárásról szóló 1991. évi XLIX. törvény és a kisajátításról szóló 2007. évi CXXIII. törvény módosításáról
- 2015. évi CIX. törvény az állami vagyonról szóló 2007. évi CVI. törvény módosításáról
- 2015. évi CX. törvény az állami vagyonról szóló 2007. évi CVI. törvénynek az állami vagy önkormányzati vagyon gyarapításával összefüggő módosításáról
- 2015. évi CXI. törvény az anyakönyvi eljárásról szóló 2010. évi I. törvény és a közfoglalkoztatással összefüggő egyes törvények módosításáról
- 2015. évi CXII. törvény a közfoglalkoztatásról és a közfoglalkoztatáshoz kapcsolódó, valamint egyéb törvények módosításáról szóló 2011. évi CVI. törvény módosításáról
- 2015. évi CXIII. törvény a szövetkezetekről szóló 2006. évi X. törvény módosításáról
- 2015. évi CXIV. törvény a személyszállítási szolgáltatásokról szóló 2012. évi XLI. törvény módosításáról
- 2015. évi CXV. törvény a világörökségről szóló 2011. évi LXXVII. törvény és a környezet védelmének általános szabályairól szóló 1995. évi LIII. törvény módosításáról
- 2015. évi CXVI. törvény az egyes fővárosi fejlesztési beruházások gyorsításáról és egyszerűsítéséről
- 2015. évi CXVII. törvény a Budapesten megrendezendő Úszó-, Vízilabda-, Műugró, Műúszó és Nyíltvízi Világbajnokság megvalósításához szükséges létesítményfejlesztésről szóló 2015. évi XXXIII. törvény módosításáról
- 2015. évi CXVIII. törvény a műsorterjesztés és a digitális átállás szabályairól szóló 2007. évi LXXIV. törvény módosításáról
- 2015. évi CXIX. törvény a víziközmű-szolgáltatással összefüggő egyes törvények módosításáról
- 2015. évi CXX. törvény egyes vízgazdálkodási és tűzvédelmi tárgyú, illetve közszolgáltatás ellátásával összefüggő törvények módosításáról
- 2015. évi CXXI. törvény az Európai Közjogi Szervezet létrehozásáról és alapokmányáról szóló Egyezmény kihirdetéséről
- 2015. évi CXXII. törvény a Magyarország Kormánya és az Egyesült Nemzetek Gyermekalapja között az Egyesült Nemzetek Gyermekalapja Globális Szolgáltató Központjának létrehozásáról szóló Megállapodás kihirdetéséről
- 2015. évi CXXIII. törvény az egészségügyi alapellátásról
- 2015. évi CXXIV. törvény a nemzeti akkreditálásról
- 2015. évi CXXV. törvény az Országgyűlésről szóló 2012. évi XXXVI. törvény módosításáról
- 2015. évi CXXVI. törvény az állami vezetői juttatások csökkentésével összefüggésben egyes törvények módosításáról
- 2015. évi CXXVII. törvény az ideiglenes biztonsági határzár létesítésével, valamint a migrációval összefüggő törvények módosításáról
- 2015. évi CXXVIII. törvény a Magyar Fejlesztési Bank Részvénytársaságról szóló 2001. évi XX. törvény módosításáról
- 2015. évi CXXIX. törvény az információs önrendelkezési jogról és az információszabadságról szóló 2011. évi CXII. törvény, továbbá egyes más törvények módosításáról
- 2015. évi CXXX. törvény az e-kártya megvalósításához szükséges egyes törvények, valamint az állami és önkormányzati szervek elektronikus információbiztonságáról szóló 2013. évi L. törvény módosításáról
- 2015. évi CXXXI. törvény egyes, a felsőoktatás szabályozására vonatkozó törvények módosításáról
- 2015. évi CXXXII. törvény a Nemzeti Közszolgálati Egyetemről, valamint a közigazgatási, rendészeti és katonai felsőoktatásról szóló 2011. évi CXXXII. törvény és a nemzeti felsőoktatásról szóló 2011. évi CCIV. törvény módosításáról
- 2015. évi CXXXIII. törvény egyes szociális és gyermekvédelmi tárgyú törvények módosításáról
- 2015. évi CXXXIV. törvény az egyesülési jogról, a közhasznú jogállásról, valamint a civil szervezetek működéséről és támogatásáról szóló 2011. évi CLXXV. törvény, valamint a civil szervezetek bírósági nyilvántartásáról és az ezzel összefüggő eljárási szabályokról szóló 2011. évi CLXXXI. törvény módosításáról
- 2015. évi CXXXV. törvény a sportról szóló 2004. évi I. törvény, valamint az egyesülési jogról, a közhasznú jogállásról, valamint a civil szervezetek működéséről és támogatásáról szóló 2011. évi CLXXV. törvény módosításáról
- 2015. évi CXXXVI. törvény a Budapesten megrendezendő Úszó-, Vízilabda-, Műugró, Műúszó és Nyíltvízi Világbajnokság megvalósításához szükséges létesítményfejlesztésről szóló 2015. évi XXXIII. törvény módosításáról
- 2015. évi CXXXVII. törvény a fogyasztóvédelemről szóló 1997. évi CLV. törvény, valamint a kis- és középvállalkozásokról, fejlődésük támogatásáról szóló 2004. évi XXXIV. törvény módosításáról
- 2015. évi CXXXXVIII. törvény az elektronikus hírközlési szolgáltatások és infrastruktúra fejlesztésének, kiépítésének ösztönzéséről, a jogszabályi háttér akadálymentesítéséről szóló törvénymódosításokról
- 2015. évi CXXXIX. törvény a szerencsejáték szervezéséről szóló 1991. évi XXXIV. törvény módosításáról
- 2015. évi CXL. törvény Egyes törvényeknek a tömeges bevándorlás kezelésével összefüggő módosításáról (részletek: Jogi határzár)
- 2015. évi CXLI. törvény A személyi jövedelemadóról szóló 1995. évi CXVII. törvény és az adózás rendjéről szóló 2003. évi XCII. törvény módosításáról
- 2015. évi CXLII. törvény egyes törvények Magyarország államhatárának hatékonyabb védelmével és a tömeges bevándorlás kezelésével összefüggő módosításáról
- 2015. évi CXLIII. törvény A közbeszerzésekről
- 2015. évi CXLIV. törvény A Magyarország 2015. évi központi költségvetéséről szóló 2014. évi C. törvény módosításáról
- 2015. évi CXLV. törvény Egyes fogyasztói kölcsönszerződésekből eredő követelések forintra átváltásával kapcsolatos kérdések rendezéséről
- 2015. évi CXLVI. törvény Az egyes polgári és büntető ügyekben eljáró bíróságok illetékességéről
- 2015. évi CXLVII. törvény A kötelező gépjármű-felelősségbiztosítással összefüggésben egyes biztosítási tárgyú törvények módosításáról
- 2015. évi CXLVIII. törvény Magyarország minisztériumainak felsorolásáról szóló 2014. évi XX. törvény és a központi államigazgatási szervekről, valamint a Kormány tagjai és az államtitkárok jogállásáról szóló 2010. évi XLIII. törvény módosításáról (okt. 12.)
- 2015. évi CXLIX. törvény A Magyarország 2015. évi központi költségvetéséről szóló 2014. évi C. törvény módosításáról (okt. 12.)
- 2015. évi CL. törvény  A Magyarország és a Liechtensteini Hercegség között a jövedelem- és a vagyonadók területén a kettős adóztatás elkerüléséről és az adóztatás kijátszásának megakadályozásáról szóló Egyezmény kihirdetéséről
- 2015. évi CLI. törvény A bűncselekmények áldozatainak jogaira, támogatására és védelmére vonatkozó minimumszabályok megállapításáról és a 2001/220/IB tanácsi kerethatározat felváltásáról szóló, 2012. október 25-i 2012/29/EU európai parlamenti és tanácsi irányelv átültetése érdekében szükséges egyes törvények módosításáról
- 2015. évi CLII. törvény A bűnügyi nyilvántartási rendszerről, az Európai Unió tagállamainak bíróságai által magyar állampolgárokkal szemben hozott ítéletek nyilvántartásáról, valamint a bűnügyi és rendészeti biometrikus adatok nyilvántartásáról szóló 2009. évi XLVII. törvény és azzal összefüggésben más törvények módosításáról
- 2015. évi CLIII. törvény A villamos energiáról szóló 2007. évi LXXXVI. törvény módosításáról
- 2015. évi CLIV. törvény A köziratokról, a közlevéltárakról és a magánlevéltári anyag védelméről szóló 1995. évi LXVI. törvény módosításáról
- 2015. évi CLV. törvény A temetőkről és a temetkezésről szóló 1999. évi XLIII. törvény módosításáról
- 2015. évi CLVI. törvény Az ügyvédekről szóló 1998. évi XI. törvény módosításáról
- 2015. évi CLVII. törvény	Az emberi jogok és az alapvető szabadságok védelméről szóló, Rómában, 1950. november 4-én kelt Egyezményt módosító 15. Jegyzőkönyv kihirdetéséről (okt. 21.)
- 2015. évi CLVIII. törvény Az Európai Űrügynökséget létrehozó Alapokmány kihirdetéséről (okt. 21.)
- 2015. évi CLIX. törvény	Az Európai Űrügynökséget létrehozó Alapokmány részes államai és az Európai Űrügynökség között a minősített információk védelméről és cseréjéről szóló megállapodás kihirdetéséről (okt. 21.)
- 2015. évi CLX. törvény	Az egyes európai kormányok az Ariane, a Vega és a Szojuz hordozórakétáknak a Guyana Űrközpontból történő hasznosításáról szóló nyilatkozatának kihirdetéséről (okt. 21.)
- 2015. évi CLXI. törvény A Magyar Köztársaság Kormánya és az Egyesült Nemzetek Menekültügyi Főbiztosának Hivatala közötti Megállapodás módosításáról szóló Jegyzőkönyv szövegének végleges megállapításáról és kihirdetéséről
- 2015. évi CLXII. törvény Egyes tőkepiaci és biztosítási tárgyú törvények módosításáról
- 2015. évi CLXIII. törvény Az egészségügyről szóló 1997. évi CLIV. törvény módosításáról
- 2015. évi CLXIV. törvény A Magyarország 2015. évi központi költségvetéséről szóló 2014. évi C. törvény módosításáról
- 2015. évi CLXV. törvény Egyes jogállási tárgyú törvények módosításáról
- 2015. évi CLXVI. törvény A természetes személyek adósságrendezéséről szóló 2015. évi CV. törvény módosításáról
- 2015. évi CLXVII. törvény A földgázellátásról szóló 2008. évi XL. törvény módosításáról
- 2015. évi CLXVIII. törvény A környezetvédelmi termékdíjról szóló 2011. évi LXXXV. törvény módosításáról
- 2015. évi CLXIX. törvény A Magyar Fejlesztési Bank Részvénytársaságról szóló 2001. évi XX. törvény módosításáról
- 2015. évi CLXX. törvény Az egyes közlekedéssel összefüggő törvények módosításáról [sic]
- 2015. évi CLXXI. törvény A csődeljárásról és a felszámolási eljárásról szóló 1991. évi XLIX. törvény módosításáról
- 2015. évi CLXXII. törvény A Magyarország 2014. évi központi költségvetéséről szóló 2013. évi CCXXX. törvény végrehajtásáról
- 2015. évi CLXXIII. törvény A Nemzeti Média- és Hírközlési Hatóság 2014. évi egységes költségvetésének végrehajtásáról
- 2015. évi CLXXIV. törvény A Nemzeti Média- és Hírközlési Hatóság 2016. évi egységes költségvetéséről
- 2015. évi CLXXV. törvény Magyarország és Európa védelmében a kötelező betelepítési kvóta elleni fellépésről
- 2015. évi CLXXVI. törvény A Magyarország és a Belga Királyság között a minősített adatok cseréjéről és kölcsönös védelméről szóló egyezmény kihirdetéséről
- 2015. évi CLXXVII. törvény A nemzetközi fejlesztési együttműködésről és a nemzetközi humanitárius segítségnyújtásról szóló 2014. évi XC. törvény, valamint a közbeszerzésekről szóló 2015. évi CXLIII. törvény módosításáról
- 2015. évi CLXXVIII. törvény A nemzetközi pénzügyi beszámolási standardok egyedi beszámolási célokra történő hazai alkalmazásának bevezetéséhez kapcsolódó, valamint egyes pénzügyi tárgyú törvények módosításáról
- 2015. évi CLXXIX. törvény Egyes rendészeti tárgyú törvényeknek az európai uniós kötelezettségek teljesítése érdekében szükséges és más célból történő módosításáról
- 2015. évi CLXXX. törvény A polgári perrendtartásról szóló 1952. évi III. törvény, valamint egyéb eljárásjogi és igazságügyi törvények módosításáról
- 2015. évi CLXXXI. törvény A mező- és erdőgazdasági földek forgalmáról szóló 2013. évi CXXII. törvénnyel összefüggő egyes rendelkezésekről és átmeneti szabályokról szóló 2013. évi CCXII. törvény módosításáról
- 2015. évi CLXXXII. törvény Az élelmiszerláncról és hatósági felügyeletéről szóló 2008. évi XLVI. törvény módosításáról
- 2015. évi CLXXXIII. törvény A vad védelmével, a vadgazdálkodással, valamint a vadászattal összefüggő egyes törvények módosításáról
- 2015. évi CLXXXIV. törvény A halgazdálkodásról és a hal védelméről szóló 2013. évi CII. törvény módosításáról
- 2015. évi CLXXXV. törvény A hulladékról szóló 2012. évi CLXXXV. törvény, valamint az egyes közszolgáltatások ellátásáról és az ezzel összefüggő törvénymódosításokról szóló 2013. évi CXXXIV. törvény módosításáról
- 2015. évi CLXXXVI. törvény A közigazgatási bürokráciacsökkentéssel összefüggő törvénymódosításokról
- 2015. évi CLXXXVII. törvény Az adózás rendjéről szóló 2003. évi XCII. törvény és egyes adótörvények módosításáról
- 2015. évi  CLXXXVIII. törvény Az arcképelemzési nyilvántartásról és az arcképelemző rendszerről
- 2015. évi CLXXXIX. törvény Az Egységes Szanálási Rendszerhez kapcsolódó kormányközi megállapodás kihirdetéséről
- 2015. évi CXC. törvény A pénzügyi számlákkal kapcsolatos információk automatikus cseréjéről szóló, illetékes hatóságok közötti többoldalú Megállapodás kihirdetéséről
- 2015. évi CXCI. törvény Egyes törvényeknek a Nemzeti Adó- és Vámhivatal átalakításával, valamint a költségvetési tervezéssel és gazdálkodással kapcsolatos módosításáról
- 2015. évi CXCII. törvény Az adó- és egyéb közterhekkel kapcsolatos nemzetközi közigazgatási együttműködés egyes szabályairól szóló 2013. évi XXXVII. törvény és egyes törvények módosításáról
- 2015. évi CXCIII. törvény A csődeljárásról és a felszámolási eljárásról szóló 1991. évi XLIX. törvény, valamint a bírósági végrehajtásról szóló 1994. évi LIII. törvény módosításáról
- 2015. évi CXCIV. törvény Egyes hatósági eljárások illetékének és igazgatási szolgáltatási díjának megszüntetéséről
- 2015. évi CXCV. törvény Az árubemutatóval egybekötött termékértékesítés során a fogyasztók védelme érdekében szükséges egyes törvények módosításáról
- 2015. évi CXCVI. törvény Egyes energetikai tárgyú törvények módosításáról
- 2015. évi CXCVII. törvény Egyes honvédelmi tárgyú törvények módosításáról
- 2015. évi CXCVIII. törvény a Magyarország és a Kazah Köztársaság között a kölcsönös bűnügyi jogsegélyről szóló egyezmény kihirdetéséről
- 2015. évi CXCIX. törvény a Magyarország és a Kazah Köztársaság között létrejött kiadatási egyezmény kihirdetéséről
- 2015. évi CC. törvény a Magyarország és a Kazah Köztársaság között létrejött, az elítélt személyek átszállításáról szóló egyezmény kihirdetéséről
- 2015. évi CCI. törvény a Magyarország Kormánya és a Koszovói Köztársaság Kormánya között a kölcsönös bűnügyi jogsegélyről szóló szerződés kihirdetéséről
- 2015. évi CCII. törvény a szabálysértésekről, a szabálysértési eljárásról és a szabálysértési nyilvántartási rendszerről szóló 2012. évi II. törvény, valamint ezzel összefüggésben egyes további törvények módosításáról
- 2015. évi CCIII. törvény a rendvédelmi feladatokat ellátó szervek hivatásos állományának szolgálati jogviszonyáról szóló 2015. évi XLII. törvény és más kapcsolódó törvények módosításáról
- 2015. évi CCIV. törvény az állami földvagyon kezelésével összefüggő egyes törvények módosításáról
- 2015. évi CCV. törvény a kötelező gépjármű-felelősségbiztosításról szóló 2009. évi LXII. törvény módosításáról
- 2015. évi CCVI. törvény az oktatás szabályozására vonatkozó egyes törvények módosításáról
- 2015. évi CCVII. törvény a Nemzeti Kulturális Alapról szóló 1993. évi XXIII. törvény és a muzeális intézményekről, a nyilvános könyvtári ellátásról és a közművelődésről szóló 1997. évi CXL. törvény módosításáról
- 2015. évi CCVIII. törvény a jogellenesen kivitt kulturális javak visszaszolgáltatásáról szóló 2001. évi LXXX. törvény módosításáról
- 2015. évi CCIX. törvény a pálinkáról, a törkölypálinkáról és a Pálinka Nemzeti Tanácsról szóló 2008. évi LXXIII. törvény módosításáról
- 2015. évi CCX. törvény a hadigondozásról szóló 1994. évi XLV. törvény módosításáról
- 2015. évi CCXI. törvény  a kéményseprő-ipari tevékenységről
- 2015. évi CCXII. törvény  egyes törvényeknek a gazdasági növekedéssel összefüggésben történő módosításáról
- 2015. évi CCXIII. törvény a szerencsejáték szervezéséről szóló 1991. évi XXXIV. törvény, a társasági adóról és az osztalékadóról szóló 1996. évi LXXXI. törvény, valamint a sportról szóló 2004. évi I. törvény módosításáról
- 2015. évi CCXIV. törvény A tőkepiac stabilitásának erősítése érdekében tett egyes kárrendezési intézkedésekről
- 2015. évi CCXV. törvény A pénzügyi közvetítőrendszer egyes szereplőit érintő törvények jogharmonizációs célú módosításáról
- 2015. évi CCXVI. törvény A nemzeti vagyonról szóló 2011. évi CXCVI. törvény módosításáról
- 2015. évi CCXVII. törvény Az államháztartás egyensúlyát javító különadóról és járadékról szóló 2006. évi LIX. törvény és egyes adótörvények módosításáról
- 2015. évi CCXVIII. törvény Egyes közjogi jogi személyekkel összefüggő törvények módosításáról
- 2015. évi CCXIX. törvény A választójoggal nem rendelkező személyek nyilvántartásával kapcsolatos egyes törvények módosításáról
- 2015. évi CCXX. törvény A polgári törvénykönyvről szóló 2013. évi V. törvény hatálybalépésével összefüggő átmeneti és felhatalmazó rendelkezésekről szóló 2013. évi CLXXVII. törvény és a mező- és erdőgazdasági földek forgalmáról szóló 2013. évi CXXII. törvénnyel összefüggő egyes rendelkezésekről és átmeneti szabályokról szóló 2013. évi CCXII. törvény módosításáról
- 2015. évi CCXXI. törvény A hulladékról szóló 2012. évi CLXXXV. törvény módosításáról
- 2015. évi CCXXII. törvény Az elektronikus ügyintézés és a bizalmi szolgáltatások általános szabályairól
- 2015. évi CCXXIII. törvény' Egyes szociális, gyermekvédelmi, családtámogatási tárgyú és egyéb kapcsolódó törvények módosításáról
- 2015. évi CCXXIV. törvény Az egyes egészségügyi és egészségbiztosítási tárgyú törvények módosításáról
- 2015. évi CCXXV. törvény Egyes közúti és vasúti közlekedéssel, valamint fogyasztóvédelemmel összefüggő törvények módosításáról
- 2015. évi CCXXVI. törvény A közbeszerzésekről szóló 2015. évi CXLIII. törvény, valamint az azzal összefüggő törvények módosításáról
- 2015. évi CCXXVII. törvény Az építmények tervezésével és kivitelezésével kapcsolatos egyes viták rendezésében közreműködő szervezetről, és egyes törvényeknek az építésügyi lánctartozások megakadályozásával, valamint a késedelmes fizetésekkel összefüggő módosításáról szóló 2013. évi XXXIV. törvény módosításáról
- 2015. évi CCXXVIII. törvény A nemzeti akkreditálásról szóló 2015. évi CXXIV. törvény módosításáról
- 2015. évi CCXXIX. törvény Horvátország Európai Unióhoz történő csatlakozásának figyelembevétele céljából az egyrészről az Európai Unió és tagállamai, másrészről a Koreai Köztársaság között létrejött szabadkereskedelmi megállapodáshoz csatolt Kiegészítő Jegyzőkönyv kihirdetéséről
- 2015. évi CCXXX. törvény A környezet védelmének általános szabályairól szóló 1995. évi LIII. törvény módosításáról

### Országgyűlési határozatok (1−61)
- 1/2015. (II. 19.) OGY határozat az Országgyűlés bizottságainak létrehozásáról, tisztségviselőinek és tagjainak megválasztásáról szóló 13/2014. (V. 6.) OGY határozat módosításáról
- 2/2015. (II. 19.) OGY határozat Gőgös Zoltán országgyűlési képviselő mentelmi ügyében
- 3/2015. (III. 20.) OGY határozat az Országgyűlés bizottságainak létrehozásáról, tisztségviselőinek és tagjainak megválasztásáról szóló 13/2014. (V. 6.) OGY határozat módosításáról
- 4/2015. (III. 20.) OGY határozat II. Rákóczi Ferenc emléknapjáról
- 5/2015. (III. 20.) OGY határozat a Nemzeti Energiastratégiáról szóló 77/2011. (X. 14.) OGY határozat módosításáról
- 6/2015. (III. 24.) OGY határozat az Európai Unió Közép-afrikai Köztársaságbeli Műveletében („EUFOR RCA”) történő további magyar katonai szerepvállalásról szóló beszámoló elfogadásáról
- 7/2015. (III. 24.) OGY határozat az Európai Unió Közép-afrikai Köztársaságbeli Műveletében („EUFOR RCA”) történő magyar katonai szerepvállalásról szóló 1070/2014. (II. 19.) Korm. határozatról szóló beszámoló elfogadásáról
- 8/2015. (III. 24.) OGY határozat az ENSZ Közép-afrikai Köztársaságbeli Többdimenziós Integrált Stabilizációs Missziójában (MINUSCA) történő magyar katonai szerepvállalásról szóló beszámoló elfogadásáról
- 9/2015. (III. 24.) OGY határozat az Európai Uniónak a szomáliai biztonsági erők kiképzésére irányuló missziójához („EUTM Somalia”) történő további magyar katonai hozzájárulásról szóló 1915/2013. (XII. 11.) Korm. határozatban foglalt döntésről szóló beszámoló elfogadásáról
- 10/2015. (III. 24.) OGY határozat az Európai Unió Mali Kiképző Műveletében („EUTM Mali”) történő további magyar katonai szerepvállalásról szóló beszámoló elfogadásáról
- 11/2015. (III. 24.) OGY határozat az afganisztáni Eltökélt Támogatás Műveletben (RSM) történő magyar katonai szerepvállalásról szóló beszámoló elfogadásáról
- 12/2015. (III. 24.) OGY határozat az afganisztáni Nemzetközi Biztonsági Közreműködő Erők (ISAF) műveleteiben történő további magyar katonai szerepvállalásról szóló 2186/2008. (XII. 29.) Korm. határozat módosításáról szóló beszámoló elfogadásáról
- 13/2015. (III. 24.) OGY határozat az afganisztáni Nemzetközi Biztonsági Közreműködő Erők (ISAF) műveleteiben történő magyar katonai szerepvállalásról szóló 2186/2008. (XII. 29.) Korm. határozat módosításáról szóló beszámoló elfogadásáról
- 14/2015. (IV. 7.) OGY határozat az Országgyűlés bizottságainak létrehozásáról, tisztségviselőinek és tagjainak megválasztásáról szóló 13/2014. (V. 6.) OGY határozat módosításáról
- 15/2015. (IV. 7.) OGY határozat az Országos Fogyatékosságügyi Programról (2015-2025.)
- 16/2015. (IV. 7.) OGY határozat a Bethlen Gábor Alap 2013. évi tevékenységéről és működéséről szóló beszámoló elfogadásáról
- 17/2015. (IV. 17.) OGY határozat a Magyar Honvédségnek az Iszlám Állam elnevezésű terrorszervezet elleni nemzetközi fellépésben való részvételéről
- 18/2015. (IV. 17.) OGY határozat a Gazdasági Versenyhivatal 2013. évi tevékenységéről és a Versenytörvény alkalmazása során szerzett, a verseny tisztaságának és szabadságának érvényesülésével kapcsolatos tapasztalatokról szóló beszámoló elfogadásáról
- 19/2015. (IV. 17.) OGY határozat az alapvető jogok biztosának és helyetteseinek 2013. évi tevékenységéről szóló beszámoló elfogadásáról
- 20/2015. (V. 4.) OGY határozat a magyar védőnők napjáról
- 21/2015. (V. 4.) OGY határozat a kiégett üzemanyag és a radioaktív hulladék kezelésének nemzeti politikájáról
- 22/2015. (V. 14.) OGY határozat az Országgyűlés bizottságainak létrehozásáról, tisztségviselőinek és tagjainak megválasztásáról szóló 13/2014. (V. 6.) OGY határozat módosításáról
- 23/2015. (V. 14.) OGY határozat Hende Csaba országgyűlési képviselő mentelmi ügyében
- 24/2015. (V. 14.) OGY határozat dr. Vadai Ágnes országgyűlési képviselő mentelmi ügyében
- 25/2015. (V. 29.) OGY határozat az Országgyűlés bizottságainak létrehozásáról, tisztségviselőinek és tagjainak megválasztásáról szóló 13/2014. (V. 6.) OGY határozat módosításáról
- 26/2015. (VI. 12.) OGY határozat az Országgyűlés bizottságainak létrehozásáról, tisztségviselőinek és tagjainak megválasztásáról szóló 13/2014. (V. 6.) OGY határozat módosításáról
- 27/2015. (VI. 17.) OGY határozat a 2015−2020 közötti időszakra szóló Nemzeti Környezetvédelmi Programról
- 28/2015. (VI. 17.) OGY határozat a biológiai sokféleség megőrzésének 2015-2020 közötti időszakra szóló nemzeti stratégiájáról
- 29/2015. (VII. 7.) OGY határozat a bújtatott pártfinanszírozás megelőzéséről és az Európai Unió intézményei iránti bizalom megóvásáról
- 30/2015. (VII. 7.) OGY határozat a kapcsolati erőszak elleni hatékony fellépést elősegítő nemzeti stratégiai célok meghatározásáról
- 31/2015. (VII. 7.) OGY határozat a XXXIII. Olimpiai Játékok és a XVII. Paralimpiai Játékok 2024-es budapesti megrendezésére vonatkozó pályázati szándék támogatásáról
- 32/2015. (VII. 7.) OGY határozat a Magyar Nemzeti Bank felügyelőbizottsága elnökének és tagjainak megválasztásáról
- 33/2015. (VII. 7.) OGY határozat a Magyar Nemzeti Bank monetáris tanácsa tagjainak megválasztásáról szóló 11/2011. (III. 9.) OGY határozat módosításáról
- 34/2015. (VII. 7.) OGY határozat a Tájékoztató az Állami Számvevőszék 2014. évi szakmai tevékenységéről és beszámoló az intézmény működéséről az Országgyűlés részére című beszámoló elfogadásáról
- 35/2015. (VII. 7.) OGY határozat az alapvető jogok biztosának és helyetteseinek 2014. évi tevékenységéről szóló beszámoló elfogadásáról
- 36/2015. (IX. 22.) OGY határozat Üzenet az Európai Unió vezetőinek
- 37/2015. (IX. 22.) OGY határozat Az Országgyűlés bizottságainak létrehozásáról, tisztségviselőinek és tagjainak megválasztásáról szóló 13/2014. (V. 6.) OGY határozat módosításáról
- 38/2015. (IX. 22.) OGY határozat Németh Szilárd István országgyűlési képviselő mentelmi ügyében
- 39/2015. (IX. 22.) OGY határozat Rogán Antal országgyűlési képviselő mentelmi ügyében
- 40/2015. (X. 5.) OGY határozat   Az Országgyűlés bizottságainak létrehozásáról, tisztségviselőinek és tagjainak megválasztásáról szóló 13/2014. (V. 6.) OGY határozat módosításáról
- 41/2015. (X. 13.) OGY határozat  A Hungarikum Bizottság négy tagjának delegálásáról
- 42/2015. (X. 21.) OGY határozat	Az Országgyűlés tisztségviselőinek megválasztásáról szóló 11/2014. (V. 6.) OGY határozat módosításáról
- 43/2015. (X. 21.) OGY határozat	Az Országgyűlés bizottságainak létrehozásáról, tisztségviselőinek és tagjainak megválasztásáról szóló 13/2014. (V. 6.) OGY határozat módosításáról
- 44/2015. (X. 21.) OGY határozat	A Nyugdíjreform és Adósságcsökkentő Alap 2011. május 31. és 2011. december 31. közötti üzleti évéről szóló beszámoló elfogadásáról
- 45/2015. (X. 21.) OGY határozat	A Nyugdíjreform és Adósságcsökkentő Alap 2012. január 1. és 2012. december 31. közötti üzleti évéről szóló beszámoló elfogadásáról
- 46/2015. (X. 21.) OGY határozat	A Nyugdíjreform és Adósságcsökkentő Alap 2013. január 1. és 2013. december 31. közötti üzleti évéről szóló beszámoló elfogadásáról
- 47/2015. (X. 21.) OGY határozat	A Nyugdíjreform és Adósságcsökkentő Alap 2014. január 1. és 2014. december 31. közötti üzleti évéről szóló beszámoló elfogadásáról
- 48/2015. (X. 21.) OGY határozat	A Nyugdíjreform és Adósságcsökkentő Alap 2015. január 1. és 2015. január 31. közötti üzleti évéről szóló beszámoló elfogadásáról
- 49/2015. (XI. 6.) OGY határozat A Magyar Szórvány Napjáról
- 50/2015. (XI. 6.) OGY határozat Az Országgyűlés bizottságainak létrehozásáról, tisztségviselőinek és tagjainak megválasztásáról szóló 13/2014. (V. 6.) OGY határozat módosításáról
- 51/2015. (XI. 6.) OGY határozat Az Alkotmánybíróság tagjait jelölő eseti bizottság tisztségviselőinek és tagjainak megválasztásáról szóló 32/2014. (VII. 8.) OGY határozat módosításáról
- 52/2015. (XI. 6.) OGY határozat Az Országos Bírósági Hivatal elnökének 2014. évi beszámolója elfogadásáról
- 53/2015. (XI. 6.) OGY határozat A Kúria elnökének a Kúria 2014. évi tevékenységéről a jogegység biztosítása és az önkormányzati normakontroll körében címmel benyújtott beszámolójának elfogadásáról
- 54/2015. (XI. 6.) OGY határozat A legfőbb ügyésznek az ügyészség 2014. évi tevékenységéről szóló beszámolójának elfogadásáról
- 55/2015. (XI. 6.) OGY határozat Az áthelyezési válságmechanizmus létrehozásáról, valamint az egy harmadik országbeli állampolgár vagy egy hontalan személy által a tagállamok egyikében benyújtott nemzetközi védelem iránti kérelem megvizsgálásáért felelős tagállam meghatározására vonatkozó feltételek és eljárási szabályok megállapításáról szóló, 2013. június 26-i 604/2013/EU európai parlamenti és tanácsi rendelet módosításáról szóló európai parlamenti és tanácsi rendelettervezet vonatkozásában az indokolt vélemény elfogadása feltételeinek fennállásáról szóló jelentés elfogadásáról
- 56/2015. (XI. 24.) OGY határozat a Magyar Nemzeti Bank 2012. évről szóló üzleti jelentése és beszámolója elfogadásáról
- 57/2015. (XI. 24.) OGY határozat  a Magyar Nemzeti Bank 2013. évről szóló üzleti jelentése és beszámolója elfogadásáról
- 58/2015. (XI. 24.) OGY határozat a Magyar Nemzeti Bank 2014. évről szóló üzleti jelentése és beszámolója elfogadásáról
- 59/2015. (XII. 16.) OGY határozat az ENSZ Közép-afrikai Köztársaságbeli Többdimenziós Integrált Stabilizációs Missziójában („MINUSCA”) történő további magyar katonai szerepvállalásról szóló beszámoló elfogadásáról
- 60/2015. (XII. 16.) OGY határozat az Európai Uniónak a szomáliai biztonsági erők kiképzésére irányuló missziójához (EUTM Somalia) történő további magyar katonai hozzájárulásról szóló beszámoló elfogadásáról
- 61/2015. (XII. 16.) OGY határozat a Magyarország területén élő nemzetiségek helyzetéről (2013. február – 2015. február) szóló beszámoló elfogadásáról

### Kormányrendeletek

#### Január(1−11)
- 1/2015. (I. 15.) Korm. rendelet A Nemzeti Befektetési Ügynökségről szóló 183/2014. (VII. 25.) Korm. rendelet, valamint a Kormány tagjainak feladat- és hatásköréről szóló 152/2014. (VI. 6.) Korm. rendelet módosításáról
- 2/2015. (I. 22.) Korm. rendelet /2015. (I. 22.) Korm. rendelet a Gül Baba türbéje és környezete komplex rekonstrukciójához kapcsolódó beruházások megvalósításával összefüggő közigazgatási hatósági ügyek nemzetgazdasági szempontból kiemelt jelentőségű üggyé nyilvánításáról és az eljáró hatóságok kijelöléséről
- 3/2015. (I. 28.) Korm. rendelet a nemzeti köznevelésről szóló törvény végrehajtásáról szóló 229/2012. (VIII. 28.) Korm. rendelet módosításáról
- 4/2015. (I. 29.) Korm. rendelet A fogyasztóknak állami kamattámogatással nyújtott lakáscélú hitelek eltérő feltételeinek meghatározásával összefüggésben az egyes kormányrendeletek módosításáról
- 5/2015. (I. 29.) Korm. rendelet A 400 m2-nél nagyobb bruttó alapterületű kereskedelmi építményekre vonatkozó előzetes szakhatósági állásfoglalás kiadása iránti kérelem tartalmi követelményeinek, az eljárásban közreműködő Bizottság működésének egyes szabályairól
- 6/2015. (I. 29.) Korm. rendelet A Kormány tagjainak feladat- és hatásköréről szóló 152/2014. (VI. 6.) Korm. rendelet módosításáról
- 7/2015. (I. 29.) Korm. rendelet A közfeladatot ellátó szervek iratkezelésének általános követelményeiről szóló 335/2005. (XII. 29.) Korm. rendelet módosításáról
- 8/2015. (I. 29.) Korm. rendelet Az egészségügyi szolgáltatások Egészségbiztosítási Alapból történő finanszírozásának részletes szabályairól szóló 43/1999. (III. 3.) Korm. rendelet módosításáról
- 9/2015. (I. 29.) Korm. rendelet A Tokaj Kereskedőház Zrt. telephelyeinek fejlesztésével összefüggő közigazgatási hatósági ügyek nemzetgazdasági szempontból kiemelt jelentőségű üggyé nyilvánításáról és az eljáró hatóságok kijelöléséről
- 10/2015. (I. 30.) Korm. rendelet Köznevelési intézménnyel kapcsolatos fenntartói joggal összefüggő feladatok átadása érdekében a Közigazgatási és Igazságügyi Hivatalról szóló 177/2012. (VII. 26.) Korm. rendelet módosításáról
- 11/2015. (I. 30.) Korm. rendelet A Svájci–Magyar Együttműködési Program végrehajtási rendjéről szóló 237/2008. (IX. 26.) Korm. rendelet módosításáról

#### Február(12−35)
- 12/2015. (II. 9.) Korm. rendelet a Nemzeti Stadionfejlesztési Program keretében megvalósítandó Diósgyőri Stadion rekonstrukció beruházás megvalósításával összefüggő közigazgatási hatósági ügyek kiemelt jelentőségű üggyé nyilvánításáról és az eljáró hatóságok kijelöléséről szóló 461/2013. (XII. 4.) Korm. rendelet módosításáról
- 13/2015. (II. 10.) Korm. rendelet A 2015/2016-os tanévre vonatkozó szakmaszerkezeti döntésről és a 2015/2016-os tanévben induló képzésekben szakiskolai tanulmányi ösztöndíjra jogosító szakképesítésekről
- 14/2015. (II. 10.) Korm. rendelet a fluortartalmú üvegházhatású gázokkal és az ózonréteget lebontó anyagokkal kapcsolatos tevékenységek végzésének feltételeiről
- 15/2015. (II. 10.) Korm. rendelet az MVH Szolgáltató Nonprofit Korlátolt Felelősségű Társaság megszüntetéséről és állami feladatellátásának központi költségvetési szerv által történő átvételéről
- 16/2015. (II. 11.) Korm. rendelet A Moholy-Nagy Művészeti Egyetem MOME Campus Kreatív Innovációs és Tudáspark megvalósításával összefüggő közigazgatási hatósági ügyek nemzetgazdasági szempontból kiemelt jelentőségű üggyé nyilvánításáról és az eljáró hatóságok kijelöléséről szóló 151/2014. (V. 6.) Korm. rendelet módosításáról
- 17/2015. (II. 16.) Korm. rendelet a jegyzői hatáskörbe tartozó birtokvédelmi eljárásról
- 18/2015. (II. 16.) Korm. rendelet A földgázellátásról szóló 2008. évi XL. törvény rendelkezéseinek végrehajtásáról szóló 19/2009. (I. 30.) Korm. rendelet módosításáról
- 19/2015. (II. 16.) Korm. rendelet a kábítószer előállítására alkalmas növények termesztésének, forgalmazásának és felhasználásának rendjéről szóló 162/2003. (X. 16.) Korm. rendelet és a kábítószerekkel és pszichotróp anyagokkal, valamint az új pszichoaktív anyagokkal végezhető tevékenységekről, valamint ezen anyagok jegyzékre vételéről és jegyzékeinek módosításáról szóló 66/2012. (IV. 2.) Korm. rendelet módosításáról
- 20/2015. (II. 17.) Korm. rendelet egyes pénzügyi és gazdasági tárgyú kormányrendeletek módosításáról
- 21/2015. (II. 18.) Korm. rendelet a vörösiszap katasztrófa magánszemély károsultjai javára nem vagyoni káruk megtérülése érdekében vállalt állami segítségnyújtásról
- 22/2015. (II. 18.) Korm. rendelet A Nemzet Sportolója Címről szóló 40/2004. (III. 12.) Korm. rendelet módosításáról
- 23/2015. (II. 18.) Korm. rendelet A Budapest V. kerület Kossuth Lajos téri beruházással összefüggő egyes kormányrendeletek módosításáról
- 24/2015. (II. 20.) Korm. rendelet Az egyes szociális és gyermekvédelmi, gyermekjóléti tárgyú kormányrendeleteknek a segélyezési rendszer átalakításával összefüggő módosításáról
- 25/2015. (II. 25.) Korm. rendelet Az önálló bírósági végrehajtók ügyvitelének, hivatali működésének és magatartásának ellenőrzésére irányuló vizsgálatok lefolytatásának részletes szabályairól
- 26/2015. (II. 25.) Korm. rendelet Egyes kormányrendeleteknek a honvédelmi szervezeteknek az államháztartás működési rendjétől eltérő működési szabályaival összefüggő módosításáról
- 27/2015. (II. 25.) Korm. rendelet az Állami Egészségügyi Ellátó Központról
- 28/2015. (II. 25.) Korm. rendelet az Országos Gyógyszerészeti és Élelmezés-egészségügyi Intézetről
- 29/2015. (II. 25.) Korm. rendelet az Egészségügyi Nyilvántartási és Képzési Központról
- 30/2015. (II. 25.) Korm. rendelet az egészségügyi ágazat háttérintézményei átalakításával összefüggő kormányrendeletek, valamint egyéb egészségügyi és egészségbiztosítási tárgyú kormányrendeletek módosításáról
- 31/2015. (II. 25.) Korm. rendelet A 2014–2020-as programozási időszakban a transznacionális és interregionális együttműködési programok végrehajtási intézményeiről szóló 126/2014. (IV. 10.) Korm. rendelet módosításáról
- 32/2015. (II. 25.) Korm. rendelet Az Országos Rendőr-főkapitányság által megvalósításra kerülő egyes fejlesztési projektekkel összefüggő közigazgatási hatósági ügyek nemzetgazdasági szempontból kiemelt jelentőségű üggyé nyilvánításáról és az eljáró hatóságok kijelöléséről
- 33/2015. (II. 25.) Korm. rendelet A Párizs Property Kft. Budapesten megvalósuló beruházásával összefüggő közigazgatási hatósági ügyek nemzetgazdasági szempontból kiemelt jelentőségű üggyé nyilvánításáról és az eljáró hatóságok kijelöléséről
- 34/2015. (II. 27.) Korm. rendelet A veszélyes anyagokkal kapcsolatos súlyos balesetek elleni védekezésről szóló 219/2011. (X. 20.) Korm. rendelet módosításáról, valamint az egységes kormányzati ügyiratkezelő rendszerrel összefüggő egyes kormányrendeletek módosításáról
- 35/2015. (II. 27.) Korm. rendelet A földgázellátásról szóló 2008. évi XL. törvény rendelkezéseinek végrehajtásáról szóló 19/2009. (I. 30.) Korm. rendelet módosításáról

#### Március(36−83)
- 36/2015. (III. 6.) Korm. rendelet Az érettségi vizsga vizsgaszabályzatának kiadásáról szóló 100/1997. (VI. 13.) Korm. rendelet módosításáról
- 37/2015. (III. 6.) Korm. rendelet Az egyes közlekedésfejlesztési projektekkel összefüggő közigazgatási hatósági ügyek nemzetgazdasági szempontból kiemelt jelentőségű üggyé nyilvánításáról és az eljáró hatóságok kijelöléséről szóló 345/2012. (XII. 6.) Korm. rendelet módosításáról, valamint egyes közlekedési tárgyú kormányrendeletek módosításáról
- 38/2015. (III. 11.) Korm. rendelet A kulturális örökség védelmével összefüggő egyes kormányrendeletek módosításáról
- 39/2015. (III. 11.) Korm. rendelet A régészeti örökség és a műemléki érték védelmével kapcsolatos szabályokról
- 40/2015. (III. 11.) Korm. rendelet A FINA 2021. évi Úszó-, Vízilabda-, Műugró, Műúszó és Nyíltvízi Világbajnokság megrendezéséhez szükséges létesítmény-fejlesztés megvalósításával összefüggő közigazgatási hatósági ügyek kiemelt jelentőségű üggyé nyilvánításáról és az eljáró hatóságok kijelöléséről szóló 26/2014. (II. 7.) Korm. rendelet módosításáról
- 41/2015. (III. 11.) Korm. rendelet Az Összefogás az Államadósság Ellen Alap megszüntetéséről
- 42/2015. (III. 12.) Korm. rendelet A pénzügyi intézmények, a biztosítók és a viszontbiztosítók, továbbá a befektetési vállalkozások és az árutőzsdei szolgáltatók informatikai rendszerének védelméről
- 43/2015. (III. 12.) Korm. rendelet A biztosítók és a viszontbiztosítók szavatolótőkéjéről és biztosítástechnikai tartalékairól
- 44/2015. (III. 12.) Korm. rendelet A többes ügynöki és az alkuszi felelősségbiztosítási szerződés minimális tartalmi követelményeiről
- 45/2015. (III. 12.) Korm. rendelet A Magyar Nemzeti Bank csoportfelügyelettel kapcsolatos átmeneti felügyeleti feladataival kapcsolatos részletes szabályokról
- 46/2015. (III. 12.) Korm. rendelet Egyes pénzügyi és gazdasági tárgyú kormányrendeleteknek a biztosítási tevékenységről szóló 2014. évi LXXXVIII. törvény hatálybalépésével összefüggő és egyéb célú módosításáról
- 47/2015. (III. 12.) Korm. rendelet A Nemzeti Köznevelési Infrastruktúra Fejlesztési Program keretében megvalósuló izsáki és dunakeszi iskolaépítés beruházással összefüggő közigazgatási hatósági ügyek kiemelt jelentőségű üggyé nyilvánításáról és az eljáró hatóságok kijelöléséről
- 48/2015. (III. 12.) Korm. rendelet A Fővárosi Állat- és Növénykert fejlesztésére irányuló Pannon Park és Mesepark projektekhez kapcsolódó beruházások megvalósításával összefüggő közigazgatási hatósági ügyek nemzetgazdasági szempontból kiemelt jelentőségű üggyé nyilvánításáról és az eljáró hatóságok kijelöléséről
- 49/2015. (III. 12.) Korm. rendelet A tatabányai multifunkcionális sportcsarnok beruházás megvalósításával összefüggő közigazgatási hatósági ügyek kiemelt jelentőségű üggyé nyilvánításáról és az eljáró hatóságok kijelöléséről
- 50/2015. (III. 12.) Korm. rendelet A Liget Budapest projekt keretében megvalósuló egyes beruházásokkal összefüggő közigazgatási hatósági ügyek kiemelt jelentőségű üggyé nyilvánításáról és az eljáró hatóságok kijelöléséről szóló 546/2013. (XII. 30.) Korm. rendelet és az új nemzeti közgyűjteményi épületegyüttes megvalósításával összefüggő közigazgatási hatósági ügyek kiemelt jelentőségű üggyé nyilvánításáról és az eljáró hatóságok kijelöléséről szóló 563/2013. (XII. 31.) Korm. rendelet módosításáról
- 51/2015. (III. 13.) Korm. rendelet Az egyes közlekedésfejlesztési projektekkel összefüggő közigazgatási hatósági ügyek nemzetgazdasági szempontból kiemelt jelentőségű üggyé nyilvánításáról és az eljáró hatóságok kijelöléséről szóló 345/2012. (XII. 6.) Korm. rendelet módosításáról
- 52/2015. (III. 17.) Korm. rendelet A Magyar Köztársaság Kormánya és a Multinacionális Erők és Megfigyelők (MFO) között az Egyiptomi Arab Köztársaság és Izrael állam közötti békeszerződés jegyzőkönyve alapján békefenntartói feladatokat ellátó MFO kötelékében történő magyar részvételről szóló megállapodás megszüntetéséről
- 53/2015. (III. 17.) Korm. rendelet A kiskereskedelmi szektorban történő vasárnapi munkavégzési tilalomtól eltérő nyitvatartás engedélyezésének feltételeiről
- 54/2015. (III. 17.) Korm. rendelet A fegyverekről és lőszerekről szóló 253/2004. (VIII. 31.) Korm. rendelet módosításáról
- 55/2015. (III. 17.) Korm. rendelet A fluortartalmú üvegházhatású gázokkal és az ózonréteget lebontó anyagokkal kapcsolatos tevékenységek végzésének feltételeiről szóló 14/2015. (II. 10.) Korm. rendelet módosításáról
- 56/2015. (III. 17.) Korm. rendelet A Budapest Bank Zrt. tevékenysége feletti befolyás megszerzésével megvalósuló társasági összefonódás közérdekből történő nemzetstratégiai jelentőségűnek minősítéséről
- 57/2015. (III. 17.) Korm. rendelet A Nemzeti Köznevelési Infrastruktúra Fejlesztési Program keretében megvalósítandó tanuszoda, tornaterem, tanterem beruházásokkal összefüggő közigazgatási hatósági ügyek kiemelt jelentőségű üggyé nyilvánításáról és az eljáró hatóságok kijelöléséről szóló 141/2014. (IV. 30.) Korm. rendelet módosításáról
- 58/2015. (III. 24.) Korm. rendelet A társadalombiztosítási nyugellátásról szóló 1997. évi LXXXI. törvény végrehajtásáról szóló 168/1997. (X. 6.) Korm. rendelet módosításáról
- 59/2015. (III. 24.) Korm. rendelet A Nyugdíjbiztosítási Alap kezeléséért felelős nyugdíjbiztosítási szerv, az egészségbiztosítási szerv, a rehabilitációs hatóság, az állami foglalkoztatási szerv és a munkaügyi hatóság részére az állami adóhatóság által teljesített adatátadás részletes szabályairól szóló 424/2012. (XII. 29.) Korm. rendelet módosításáról
- 60/2015. (III. 24.) Korm. rendelet A négy vagy több gyermeket nevelő nagycsaládos személyek és a mozgásukban korlátozott személyek részére nyújtott útdíjfizetési kompenzáció szabályairól és egyes kormányrendeletek módosításáról
- 61/2015. (III. 24.) Korm. rendelet Egyes kormányrendeleteknek a helyi önkormányzatok törvényességi felügyeletével és a területszervezési eljárással összefüggő módosításáról
- 62/2015. (III. 24.) Korm. rendelet Az önkormányzati ASP központról és a közfeladatot ellátó szervek iratkezelésének általános követelményeiről szóló 335/2005. (XII. 29.) Korm. rendelet módosításáról
- 63/2015. (III. 24.) Korm. rendelet A Borsod-Abaúj-Zemplén Megyei Büntetés-végrehajtási Intézet szirmabesenyői új objektum beruházással összefüggő közigazgatási hatósági ügyek kiemelt jelentőségű üggyé nyilvánításáról és az eljáró hatóságok kijelöléséről
- 64/2015. (III. 25.) Korm. rendelet A Magyar Kémény Korlátolt Felelősségű Társaság stratégiailag kiemelt jelentőségű gazdálkodó szervezetté minősítéséről
- 65/2015. (III. 25.) Korm. rendelet A népesség személyi, családi és lakásviszonyainak minta alapján történő 2016. évi felmérésével kapcsolatos egyes feladatokról
- 66/2015. (III. 30.) Korm. rendelet A fővárosi és megyei kormányhivatalokról, valamint a járási (fővárosi kerületi) hivatalokról
- 67/2015. (III. 30.) Korm. rendelet Az állami foglalkoztatási szervként eljáró járási (fővárosi kerületi) hivatalok általánostól eltérő illetékességi területéről
- 68/2015. (III. 30.) Korm. rendelet A megyei kormányhivatalok mezőgazdasági feladatainak meghatározásáról
- 69/2015. (III. 30.) Korm. rendelet Egyes fejlesztéspolitikai tárgyú kormányrendeleteknek a 2007–2013 programozási időszak zárásával összefüggő módosításáról
- 76/2015. (III. 31.) Korm. rendelet A Turisztikai Világszervezet Alapszabálya és módosításai kihirdetéséről
- 77/2015. (III. 31.) Korm. rendelet Magyarország Kormánya és az Európai Űrügynökség között Magyarország csatlakozásáról az Európai Űrügynökséget létrehozó Alapokmányhoz és az erre vonatkozó szerződési feltételekről szóló Megállapodás kihirdetéséről
- 78/2015. (III. 31.) Korm. rendelet A környezetvédelmi és természetvédelmi szakkérdés vizsgálatával kapcsolatos egyéb eljárási költségekről és szakértői díjakról
- 79/2015. (III. 31.) Korm. rendelet A lakásépítési támogatásról szóló 256/2011. (XII. 6.) Korm. rendelet módosításáról
- 80/2015. (III. 31.) Korm. rendelet A haditechnikai eszközök és szolgáltatások kivitelének, behozatalának, transzferjének és tranzitjának engedélyezéséről, valamint a vállalkozások tanúsításáról szóló 160/2011. (VIII. 18.) Korm. rendelet módosításáról
- 81/2015. (III. 31.) Korm. rendelet A Magyar Állami Eötvös Ösztöndíjról szóló 54/1994. (IV. 13.) Korm. rendelet, valamint a Stipendium Hungaricumról szóló 285/2013. (VII. 26.) Korm. rendelet módosításáról
- 82/2015. (III. 31.) Korm. rendelet Az államháztartásról szóló törvény végrehajtásáról szóló 368/2011. (XII. 31.) Korm. rendelet módosításáról
- 83/2015. (III. 31.) Korm. rendelet Egyes kormányrendeleteknek a köztársasági elnök személyvédelmének ellátásával összefüggő módosításáról

#### Április (84−115)
- 84/2015. (IV. 2.) Korm. rendelet A GYŐRI ETO FC Labdarúgó és Sportszolgáltató Korlátolt Felelősségű Társaság[1] "csődeljárás alatt" és az ETO PARK Korlátolt Felelősségű Társaság "csődeljárás alatt" stratégiailag kiemelt jelentőségű gazdálkodó szervezetté való minősítéséről
- 85/2015. (IV. 9.) Korm. rendelet A Magyarország és a Török Köztársaság közötti barátsági és együttműködési szerződés kihirdetéséről
- 86/2015. (IV. 9.) Korm. rendelet A kormányablakokról szóló 515/2013. (XII. 30.) Korm. rendelet módosításáról
- 87/2015. (IV. 9.) Korm. rendelet A nemzeti felsőoktatásról szóló 2011. évi CCIV. törvény egyes rendelkezéseinek végrehajtásáról
- 88/2015. (IV. 9.) Korm. rendelet A Klebelsberg Intézményfenntartó Központról szóló 202/2012. (VII. 27.) Korm. rendelet, valamint az Oktatási Hivatalról szóló 121/2013. (IV. 26.) Korm. rendelet módosításáról
- 89/2015. (IV. 9.) Korm. rendelet A pedagógusok előmeneteli rendszeréről és a közalkalmazottak jogállásáról szóló 1992. évi XXXIII. törvény köznevelési intézményekben történő végrehajtásáról szóló 326/2013. (VIII. 30.) Korm. rendelet módosításáról
- 90/2015. (IV. 9.) Korm. rendelet A közúti közlekedési igazgatással összefüggő egyes kormányrendeletek módosításáról
- 91/2015. (IV. 9.) Korm. rendelet A földgázellátásról szóló 2008. évi XL. törvény rendelkezéseinek végrehajtásáról szóló 19/2009. (I. 30.) Korm. rendelet módosításáról
- 92/2015. (IV. 9.) Korm. rendelet A kis- és középvállalkozások helyzetével, támogatásával összefüggő adatszolgáltatásról szóló 5/2009. (I. 16.) Korm. rendelet módosításáról
- 93/2015. (IV. 9.) Korm. rendelet Az Eximbank által folyósítható kötött segélyhitelek feltételeiről és a segélyhitelnyújtás részletes szabályairól szóló 232/2003. (XII. 16.) Korm. rendelet módosításáról
- 94/2015. (IV. 9.) Korm. rendelet A kölcsönös megfeleltetési szabályok betartását ellenőrző szervekről szóló 322/2007. (XII. 5.) Korm. rendelet módosításáról
- 95/2015. (IV. 9.) Korm. rendelet A Kormányzati Informatikai Fejlesztési Ügynökség feladataival kapcsolatos egyes kormányrendeletek módosításáról
- 96/2015. (IV. 9.) Korm. rendelet A Budapest V. kerület Kossuth Lajos téri beruházási programmal összefüggő közigazgatási hatósági ügyek kiemelt jelentőségű üggyé nyilvánításáról és az eljáró hatóságok kijelöléséről szóló 100/2012. (V. 16.) Korm. rendelet, valamint a Nemzeti Köznevelési Infra-struktúra Fejlesztési Program keretében megvalósítandó tanuszoda, tornaterem, tanterem beruházásokkal összefüggő közigazgatási hatósági ügyek kiemelt jelentőségű üggyé nyilvánításáról és az eljáró hatóságok kijelöléséről szóló 141/2014. (IV. 30.) Korm. rendelet módosításáról
- 97/2015. (IV. 10.) Korm. rendelet A nemzetbiztonsági ellenőrzéssel összefüggő lényeges adatokról, valamint a lényeges adatok bejelentésének rendjéről
- 98/2015. (IV. 20.) Korm. rendelet A nemzetpolitikai tevékenységgel kapcsolatos közigazgatási ösztöndíjakról
- 99/2015. (IV. 20.) Korm. rendelet a Kormányzati Ellenőrzési Hivatalról szóló 355/2011. (XII. 30.) Korm. rendelet, valamint a költségvetési szervek belső kontrollrendszeréről és belső ellenőrzéséről szóló 370/2011. (XII. 31.) Korm. rendelet módosításáról
- 100/2015. (IV. 20.) Korm. rendelet a polgári célú pirotechnikai tevékenységekről szóló 173/2011. (VIII. 24.) Korm. rendelet, a megfelelőségértékelő szervezetek kijelöléséről, valamint a kijelölt szervezetek tevékenységének részletes szabályairól szóló 315/2009. (XII. 28.) Korm. rendelet, valamint a Rendőrség szerveiről és a Rendőrség szerveinek feladat- és hatásköréről szóló 329/2007. (XII. 13.) Korm. rendelet módosításáról
- 101/2015. (IV. 20.) Korm. rendelet az üvegházhatású gázok közösségi kereskedelmi rendszerének végrehajtását szabályozó kormányrendeletek jogharmonizációs célú módosításáról
- 102/2015. (IV. 20.) Korm. rendelet az INTERSPAN Faipari Korlátolt Felelősségű Társaság Vásárosnaményban megvalósuló beruházásával összefüggő közigazgatási hatósági ügyek nemzetgazdasági szempontból kiemelt jelentőségű üggyé nyilvánításáról102/2015. (IV. ?.) Korm. rendelet
- 103/2015. (IV. 23.) Korm. rendelet Az állami vezetők és az államigazgatási szervek köztisztviselői számára biztosított juttatásokról és azok feltételeiről szóló 192/2010. (VI. 10.) Korm. rendelet módosításáról
- 104/2015. (IV. 23.) Korm. rendelet A Nemzeti Tehetség Program finanszírozásáról
- 105/2015. (IV. 23.) Korm. rendelet A kedvezményezett települések besorolásáról és a besorolás feltételrendszeréről
- 106/2015. (IV. 23.) Korm. rendelet A kedvezményezett járások besorolásáról szóló 290/2014. (XI. 26.) Korm. rendelet módosításáról
- 107/2015. (IV. 23.) Korm. rendelet A kecskeméti, a kisvárdai és a szolnoki atlétikai centrum beruházások megvalósításával összefüggő közigazgatási hatósági ügyek kiemelt jelentőségű üggyé nyilvánításáról
- 108/2015. (IV. 23.) Korm. rendelet A Hortobágyi Halgazdaság Zártkörűen Működő Részvénytársaság stratégiailag kiemelt jelentőségű gazdálkodó szervezetté minősítéséről
- 109/2015. (IV. 23.) Korm. rendelet A geszti Arany János Általános Iskola elhelyezéséhez szükséges új iskola és tornaterem beruházási program megvalósításával összefüggő közigazgatási hatósági ügyek kiemelt jelentőségű üggyé nyilvánításáról és az eljáró hatóságok kijelöléséről
- 110/2015. (IV. 30.) Korm. rendelet a Quaestor Károsultak Kárrendezési Alapjához a kárrendezés iránti kérelem kormányablakon keresztül történő benyújtásáról
- 111/2015. (IV. 30.) Korm. rendelet A honvédelemről és a Magyar Honvédségről, valamint a különleges jogrendben bevezethető intézkedésekről szóló 2011. évi CXIII. törvény egyes rendelkezéseinek végrehajtásáról szóló 290/2011. (XII. 22.) Korm. rendelet módosításáról
- 112/2015. (IV. 30.) Korm. rendelet A villamos energiáról szóló 2007. évi LXXXVI. törvény egyes rendelkezéseinek végrehajtásáról szóló 273/2007. (X. 19.) Korm. rendelet és a földgázellátásról szóló 2008. évi XL. törvény rendelkezéseinek végrehajtásáról szóló 19/2009. (I. 30.) Korm. rendelet jogharmonizációs célú módosításáról
- 113/2015. (IV. 30.) Korm. rendelet A közfeladatot ellátó szervek iratkezelésének általános követelményeiről szóló 335/2005. (XII. 29.) Korm. rendelet és a földhivatalok, valamint a Földmérési és Távérzékelési Intézet feladatairól, illetékességi területéről, továbbá egyes földhivatali eljárások részletes szabályairól szóló 373/2014. (XII. 31.) Korm. rendelet módosításáról
- 114/2015. (IV. 30.) Korm. rendelet Az egészséges ivóvíz biztosításához szükséges egyes beruházásokkal összefüggő közigazgatási hatósági ügyek kiemelt jelentőségű üggyé nyilvánításáról és az eljáró hatóságok kijelöléséről szóló 380/2012. (XII. 19.) Korm. rendelet módosításáról
- 115/2015. (IV. 30.) Korm. rendelet A székesfehérvári stadionrekonstrukciós program megvalósításával összefüggő közigazgatási hatósági ügyek kiemelt jelentőségű üggyé nyilvánításáról és az eljáró hatóságok kijelöléséről szóló 472/2013. (XII. 11.) Korm. rendelet módosításáról

#### Május (116−134)
- 116/2015. (V. 7.) Korm. rendelet  A Nemzeti Élelmiszerlánc-biztonsági Hivatalról szóló 22/2012. (II. 29.) Korm. rendelet, valamint a megyei kormányhivatalok mezőgazdasági feladatainak meghatározásáról szóló 68/2015. (III. 30.) Korm. rendelet módosításáról
- 117/2015. (V. 7.) Korm. rendelet Az államháztartásról szóló törvény végrehajtásáról szóló 368/2011. (XII. 31.) Korm. rendelet módosításáról
- 118/2015. (V. 13.) Korm. rendelet Az egyes tervek, illetve programok környezeti vizsgálatáról szóló 2/2005. (I. 11.) Korm. rendelet, valamint a levegő védelméről szóló 306/2010. (XII. 23.) Korm. rendelet módosításáról
- 119/2015. (V. 14.) Korm. rendelet A Nemzeti Hauszmann-terv keretében a Budavári Palota épületegyütteshez kapcsolódó egykori lovarda, főőrségi épület, valamint a Stöckl-lépcső újjáépítésével összefüggő közigazgatási hatósági ügyek kiemelt jelentőségű üggyé nyilvánításáról
- 120/2015. (V. 21.) Korm. rendelet  A Klebelsberg Intézményfenntartó Központ fenntartásában működő egyes szakképzési feladatot ellátó köznevelési intézmények fenntartóváltásával összefüggő intézkedésekről
- 121/2015. (V. 21.) Korm. rendelet  A Terra Invest Ingatlanforgalmazó és Beruházó Zártkörűen Működő Részvénytársaság „felszámolás alatt” ...
- 122/2015. (V. 26.) Korm. rendelet Az energiahatékonyságról szóló törvény végrehajtásáról
- 123/2015. (V. 26.) Korm. rendelet Egyes kormányrendeletek energiahatékonysággal összefüggő módosításáról
- 124/2015. (V. 26.) Korm. rendelet Az egészségügyi szolgáltatások Egészségbiztosítási Alapból történő finanszírozásának részletes szabályairól szóló 43/1999. (III. 3.) Korm. rendelet módosításáról
- 125/2015. (V. 27.) Korm. rendelet A Magyarország Kormánya és Románia Kormánya között, a magyar– román államhatáron átnyúló optikai hálózati infrastruktúra összekapcsolásáról szóló Megállapodás kihirdetéséről
- 126/2015. (V. 27.) Korm. rendelet A helyi önkormányzat által kötött csereügylethez szükséges kormányhivatali jóváhagyás eljárási szabályairól
- 127/2015. (V. 27.) Korm. rendelet A Néprajzi Múzeumról
- 128/2015. (V. 27.) Korm. rendelet Az életüktől és szabadságuktól politikai okból megfosztottak kárpótlásáról szóló 1992. évi XXXII. törvény végrehajtásáról szóló 111/1992. (VII. 1.) Korm. rendelet módosításáról
- 129/2015. (V. 27.) Korm. rendelet A földmérési és térképészeti tevékenységről szóló 2012. évi XLVI. törvényben meghatározott bírságok kiszabásának részletes szabályairól
- 130/2015. (V. 27.) Korm. rendelet A belső határon a határellenőrzés ideiglenes visszaállításának feltételeinek szabályairól szóló 333/2007. (XII. 13.) Korm. rendelet módosításáról
- 131/2015. (V. 27.) Korm. rendelet Az emisszió-kereskedelemmel összefüggésben ellátandó feladatok szabályozásával kapcsolatos jogszabályok módosításáról
- 132/2015. (V. 27.) Korm. rendelet A Budapest XII. kerületi Városmajori Gimnázium és Kós Károly Általános Iskolához csatlakozó tornaterem építésére irányuló beruházás megvalósításával összefüggő közigazgatási hatósági ügyek kiemelt jelentőségű üggyé nyilvánításáról
- 133/2015. (V. 27.) Korm. rendelet A szombathelyi sportcélú beruházások megvalósításával összefüggő közigazgatási hatósági ügyek kiemelt jelentőségű üggyé nyilvánításáról és az eljáró hatóságok kijelöléséről szóló 462/2013. (XII. 4.) Korm. rendelet módosításáról
- 134/2015. (V. 27.) Korm. rendelet Az ALUMETAL GROUP HUNGARY Kft. Komáromban megvalósuló beruházásával összefüggő közigazgatási hatósági ügyek nemzetgazdasági szempontból kiemelt jelentőségű üggyé nyilvánításáról

#### Június (135−171)
- 135/2015. (VI. 2.) Korm. rendelet A 2014–2020 közötti programozási időszakban a Belső Biztonsági Alapból és a Menekültügyi, Migrációs és Integrációs Alapból származó támogatások felhasználásáról
- 136/2015. (VI. 2.) Korm. rendelet A felszámolási eljárás és a végelszámolás környezet- és természetvédelmi követelményeiről szóló 106/1995. (IX. 8.) Korm. rendelet módosításáról
- 137/2015. (VI. 2.) Korm. rendelet A földgázellátásról szóló 2008. évi XL. törvény rendelkezéseinek végrehajtásáról szóló 19/2009. (I. 30.) Korm. rendelet módosításáról
- 138/2015. (VI. 4.) Korm. rendelet A géntechnológiai tevékenység engedélyezési eljárási rendjéről, valamint az eljárás során az Európai Bizottsággal való kapcsolattartásról szóló 132/2004. (IV. 29.) Korm. rendelet módosításáról
- 139/2015. (VI. 9.) Korm. rendelet A felsőoktatásban szerezhető képesítések jegyzékéről és új képesítések jegyzékbe történő felvételéről
- 140/2015. (VI. 9.) Korm. rendelet Az utazásszervező és -közvetítő tevékenységről szóló 213/1996. (XII. 23.) Korm. rendelet, valamint az utazási szerződésről szóló 281/2008. (XI. 28.) Korm. rendelet módosításáról
- 141/2015. (VI. 9.) Korm. rendelet A Téry Ödön Nemzeti Turistaház-fejlesztési Program keretében megvalósuló beruházásokkal összefüggő közigazgatási hatósági ügyek kiemelt jelentőségű üggyé nyilvánításáról
- 142/2015. (VI. 12.) Korm. rendelet Az állami és önkormányzati nyilvántartások együttműködésének általános szabályairól szóló 2013. évi CCXX. törvény végrehajtásáról
- 143/2015. (VI. 12.) Korm. rendelet A nemzeti köznevelésről szóló törvény végrehajtásáról szóló 229/2012. (VIII. 28.) Korm. rendelet módosításáról
- 144/2015. (VI. 12.) Korm. rendelet Egyes fejlesztéspolitikai tárgyú kormányrendeletek módosításáról 145/2015. (VI. 12.) Korm. rendelet Az államháztartásról szóló törvény végrehajtásáról szóló 368/2011. (XII. 31.) Korm. rendelet módosításáról
- 146/2015. (VI. 12.) Korm. rendelet A Klebelsberg Intézményfenntartó Központ fenntartásában működő egyes szakképző intézmények átadásáról, valamint egyes kormányrendeleteknek a szakképzés intézményrendszerének átalakításával összefüggő módosításáról
- 147/2015. (VI. 12.) Korm. rendelet Egyes állami feladatok átvételével kapcsolatos agrár- és környezetvédelmi tárgyú kormányrendeletek módosításáról
- 148/2015. (VI. 12.) Korm. rendelet A Nemzeti Információs Infrastruktúra Fejlesztési Programról szóló 5/2011. (II. 3.) Korm. rendelet módosításáról
- 149/2015. (VI. 12.) Korm. rendelet A ROYAL BALATON GOLF & YACHT Ingatlanberuházó és Turisztikai Zártkörűen Működő Részvénytársaság ”felszámolás alatt” stratégiailag kiemelt jelentőségű gazdálkodó szervezetté minősítéséről 7356
- 150/2015. (VI. 12.) Korm. rendelet Magyarország Kormánya és Izrael Állam Kormánya közötti Filmkoprodukciós Megállapodás kihirdetéséről
- 151/2015. (VI. 18.) Korm. rendelet A Tabán Trafik Dohánytermék-forgalmazó, Kereskedelmi és Szolgáltató zártkörűen működő részvénytársaság és a BAT Pécsi Dohánygyár Korlátolt Felelősségű Társaság összefonódásának közérdekből történő nemzetstratégiai jelentőségűnek minősítéséről
- 152/2015. (VI. 19.) Korm. rendelet Az Európai Unió tagállamainak az elektronikus azonosítás területén történő együttműködésével kapcsolatos rendelkezésekről
- 153/2015. (VI. 19.) Korm. rendelet  A költségvetési szervek és az egyházi jogi személyek foglalkoztatottjainak 2015. évi kompenzációjáról szóló 349/2014. (XII. 29.) Korm. rendelet módosításáról
- 154/2015. (VI. 19.) Korm. rendelet A rendvédelmi feladatokat ellátó szervek hivatásos állományának szolgálati jogviszonyáról szóló 2015. évi XLII. törvény végrehajtásáról
- 155/2015. (VI. 25.) Korm. rendelet A jegyző társasházak feletti törvényességi felügyeletének eljárási szabályairól
- 156/2015. (VI. 25.) Korm. rendelet A kormányablakokról szóló 515/2013. (XII. 30.) Korm. rendelet módosításáról
- 157/2015. (VI. 25.) Korm. rendelet A rendvédelmi feladatokat ellátó szervek hivatásos állományának szolgálati jogviszonyáról szóló törvénnyel összefüggésben egyes kormányrendeletek módosításáról
- 158/2015. (VI. 25.) Korm. rendelet A közszolgáltató kiválasztásáról és a hulladékgazdálkodási közszolgáltatási szerződésről szóló 317/2013. (VIII. 28.) Korm. rendelet módosításáról
- 159/2015. (VI. 25.) Korm. rendelet A közgyűjteményekben őrzött vitatott tulajdonú kulturális javak visszaadásának rendjéről szóló 449/2013. (XI. 28.) Korm. rendelet módosításáról
- 160/2015. (VI. 25.) Korm. rendelet  A Szegedi Hőszolgáltató Korlátolt Felelősségű Társaság stratégiailag kiemelt jelentőségű gazdálkodó szervezetté minősítéséről
- 161/2015. (VI. 29.) Korm. rendelet  A Nemzeti Útdíjfizetési Szolgáltató Zrt. és a Közlekedésfejlesztési Koordinációs Központ közötti úthasználati díjelszámolásról, valamint az útdíjfizetési rendszer átalakításával összefüggő egyes kormányrendeletek módosításáról szóló 361/2014. (XII. 30.) Korm. rendelet módosításáról
- 162/2015. (VI. 30.) Korm. rendelet Az egészségügyi felsőfokú szakirányú szakképzési rendszerről, a Rezidens Támogatási Program ösztöndíjairól, valamint a fiatal szakorvosok támogatásáról
- 163/2015. (VI. 30.) Korm. rendelet A Quaestor Károsultak Kárrendezési Alapjának kárrendezése során a csekély összegű támogatások szabályainak alkalmazásáról
- 164/2015. (VI. 30.) Korm. rendelet A Rendőrség szerveiről és a Rendőrség szerveinek feladat- és hatásköréről szóló 329/2007. (XII. 13.) Korm. rendelet módosításáról
- 165/2015. (VI. 30.) Korm. rendelet A közalkalmazottak jogállásáról szóló 1992. évi XXXIII. törvénynek a szociális, valamint a gyermekjóléti és gyermekvédelmi ágazatban történő végrehajtásáról szóló 257/2000. (XII. 26.) Korm. rendelet módosításáról
- 166/2015. (VI. 30.) Korm. rendelet A szociális ágazatban dolgozók részére nyújtott kiegészítő pótlék kifizetéséhez kapcsolódó támogatásról
- 167/2015. (VI. 30.) Korm. rendelet Az Igazságügyi Hivatalról szóló 233/2014. (IX. 18.) Korm. rendelet módosításáról
- 168/2015. (VI. 30.) Korm. rendelet Egyes építésügyi tárgyú kormányrendeletek, valamint a lakásépítési támogatásról szóló 256/2011. (XII. 6.) Korm. rendelet módosításáról
- 169/2015. (VI. 30.) Korm. rendelet Egyes e-közigazgatási tárgyú kormányrendeletek módosításáról
- 170/2015. (VI. 30.) Korm. rendelet A látvány-csapatsport támogatását biztosító támogatási igazolás kiállításáról, felhasználásáról, a támogatás elszámolásának és ellenőrzésének, valamint visszafizetésének szabályairól szóló 107/2011 (VI. 30.) Korm. rendelet módosításáról
- 171/2015. (VI. 30.) Korm. rendelet A nemzetgazdasági szempontból kiemelt jelentőségű közlekedési infrastruktúra-beruházások megvalósításának gyorsításával összefüggésben egyes kormányrendeletek módosításáról

#### Július (172−216)
- 172/2015. (VII. 2.) Korm. rendelet Az Európai Unió saját forrásaival kapcsolatos kötelezettségek teljesítésében részt vevő intézmények feladat- és hatásköréről, valamint a kapcsolódó eljárásrendről
- 173/2015. (VII. 2.) Korm. rendelet Az egészségügyi szolgáltatások Egészségbiztosítási Alapból történő finanszírozásának részletes szabályairól szóló 43/1999. (III. 3.) Korm. rendelet és az egyes egészségügyi dolgozók és egészségügyben dolgozók illetmény- vagy bérnövelésének, valamint az ahhoz kapcsolódó támogatás igénybevételének részletes szabályairól szóló 256/2013. (VII. 5.) Korm. rendelet módosításáról
- 174/2015. (VII. 6) Korm. rendelet A hulladékgazdálkodási közszolgáltatás végzésének feltételeiről szóló 385/2014. (XII. 31.) Korm. rendelet módosításáról
- 175/2015. (VII. 7.) Korm. rendelet Egyes kormányrendeleteknek a Magyarország 2016. évi központi költségvetésének megalapozásával összefüggő módosításáról
- 176/2015. (VII. 7.) Korm. rendelet A személygépkocsival díj ellenében végzett közúti személyszállításról
- 177/2015. (VII. 7.) Korm. rendelet Egyes agrártárgyú kormányrendeletek módosításáról
- 178/2015. (VII. 7.) Korm. rendelet Az ózdi „Nemzeti Filmtörténeti Élménypark” című kiemelt projekt megvalósításával összefüggő közigazgatási hatósági ügyek nemzetgazdasági szempontból kiemelt jelentőségű üggyé nyilvánításáról
- 179/2015. (VII. 7.) Korm. rendelet A TISZA-TK PROJEKT Kft. Tiszapüspökiben megvalósuló beruházásával összefüggő közigazgatási hatósági ügyek nemzetgazdasági szempontból kiemelt jelentőségű üggyé nyilvánításáról
- 180/2015. (VII. 8.) Korm. rendelet A nem rendszeres hulladékszállítás szabályairól és az ennek során eljáró állami szervek kijelöléséről szóló 292/2013. (VII. 26.) Korm. rendelet módosításáról
- 181/2015. (VII. 8.) Korm. rendelet A Budapesti Vegyiművek zártkörűen működő Részvénytársaság „felszámolás alatt” stratégiailag kiemelt jelentőségű gazdálkodó szervezetté minősítéséről
- 182/2015. (VII. 10.) Korm. rendelet A Magyarország Kormánya és Románia Kormánya közötti, a Magyar Köztársaság Kormánya és Románia Kormánya között a Magyar Köztársaság és Románia között a közúti és a vasúti határforgalom ellenőrzéséről szóló, Bukarestben, 2004. április hó 27. napján aláírt Egyezmény végrehajtásáról szóló Megállapodás módosításáról szóló Megállapodás kihirdetéséről
- 183/2015. (VII. 10.) Korm. rendelet A nemzeti adatvagyon körébe tartozó állami nyilvántartások adatfeldolgozásának biztosításáról szóló 38/2011. (III. 22.) Korm. rendelet, valamint a támogatásból megvalósuló fejlesztések központi monitoringjáról és nyilvántartásáról szóló 60/2014. (III. 6.) Korm. rendelet módosításáról
- 184/2015. (VII. 10.) Korm. rendelet Az EU Önerő Alap felhasználásának részletes szabályairól szóló 285/2012. (X. 9.) Korm. rendelet módosításáról
- 185/2015. (VII. 13.) Korm. rendelet A kormányzati eseménykezelő központ és az eseménykezelő központok feladat- és hatásköréről, valamint a biztonsági események kezelésének, a biztonsági események műszaki vizsgálatának és a sérülékenységvizsgálat lefolytatásának szabályairól
- 186/2015. (VII. 13.) Korm. rendelet A központosított informatikai és elektronikus hírközlési szolgáltató információbiztonsággal kapcsolatos feladatköréről
- 187/2015. (VII. 13.) Korm. rendelet Az elektronikus információs rendszerek biztonsági felügyeletét ellátó hatóságok, valamint az információ-biztonsági felügyelő feladat- és hatásköréről, továbbá a zárt célú elektronikus információs rendszerek meghatározásáról
- 188/2015. (VII. 15.) Korm. rendelet A hírszerző és elhárítási tevékenységhez kapcsolódó beszerzésekről
- 189/2015. (VII. 16.) Korm. rendelet A Nemzeti Hírközlési Hatóság eljárásában közreműködő szakhatóságok kijelöléséről, valamint egyes szakhatósági közreműködések megszüntetéséről és módosításáról szóló 362/2008. (XII. 31.) Korm. rendelet módosításáról
- 190/2015. (VII. 20.) Korm. rendelet A gyámhatóságokról, valamint a gyermekvédelmi és gyámügyi eljárásról szóló 149/1997. (IX. 10.) Korm. rendelet, továbbá a személyes gondoskodást nyújtó gyermekjóléti alapellátások és gyermekvédelmi szakellátások térítési díjáról és az igénylésükhöz felhasználható bizonyítékokról szóló 328/2011. (XII. 29.) Korm. rendelet módosításáról
- 191/2015. (VII. 21.) Korm. rendelet A nemzeti szinten biztonságosnak nyilvánított származási országok és biztonságos harmadik országok meghatározásáról
- 192/2015. (VII. 21.) Korm. rendelet Egyes egészségügyi és egészségbiztosítási tárgyú kormányrendeletek módosításáról
- 193/2015. (VII. 21.) Korm. rendelet Egyes foglalkoztatási tárgyú kormányrendeletek módosításáról
- 194/2015. (VII. 21.) Korm. rendelet Az egységes elektronikuskártya-kibocsátási keretrendszer kártyafelhasználói regisztrációval kapcsolatos feladatokat ellátó szerv kijelöléséről, valamint egyes kormányrendeleteknek az egységes elektronikuskártya-kibocsátási keretrendszerről szóló 2014. évi LXXXIII. törvény végrehajtásával összefüggő módosításáról
- 195/2015. (VII. 21.) Korm. rendelet Az elektronikus hírközlési szolgáltatás igénybevétele során alkalmazható közvetítőválasztásról szóló 73/2004. (IV. 15.) Korm. rendelet hatályon kívül helyezéséről
- 196/2015. (VII. 21.) Korm. rendelet A honvédelmi szervezetek működésének az államháztartás működési rendjétől eltérő szabályairól szóló 346/2009. (XII. 30.) Korm. rendelet módosításáról
- 197/2015. (VII. 21.) Korm. rendelet Az Észak-atlanti Szerződés Szervezete Biztonsági Beruházási Programja keretében kiírásra kerülő pályázatokon való részvételi jogosultság feltételeiről, a jogosultság megszerzésével kapcsolatos eljárás szabályairól és az eljáró szervezetről szóló 164/2002. (VIII. 2.) Korm. rendelet és az egyházi elismerésről és az egyházi jogi személyek jogállásának és működésének sajátos szabályairól szóló 295/2013. (VII. 29.) Korm. rendelet módosításáról
- 198/2015. (VII. 23.) Korm. rendelet Egyes, a külföldi bizonyítványok és oklevelek elismerését szabályozó kormányrendeletek módosításáról
- 199/2015. (VII. 23.) Korm. rendelet Az iskolaszövetkezetek számára fizetendő minimális szolgáltatási díjról
- 200/2015. (VII. 23.) Korm. rendelet A hadigondozásról szóló 1994. évi XLV. törvény végrehajtásáról szóló 113/1994. (VIII. 31.) Korm. rendelet módosításáról
- 201/2015. (VII. 23.) Korm. rendelet A közalkalmazottak jogállásáról szóló 1992. évi XXXIII. törvénynek a Magyar Tudományos Akadémia irányítása alá tartozó költségvetési szerveknél, illetve más kutató- és kutatást kiegészítő intézeteknél történő végrehajtásáról szóló 84/2011. (V. 26.) Korm. rendelet módosításáról
- 202/2015. (VII. 23.) Korm. rendelet A központosított közbeszerzési rendszerről, valamint a központi beszerző szervezet feladat- és hatásköréről szóló 168/2004. (V. 25.) Korm. rendelet módosításáról
- 203/2015. (VII. 23.) Korm. rendelet A külföldre utazásról szóló 1998. évi XII. törvény végrehajtásáról szóló 101/1998. (V. 22.) Korm. rendelet módosításáról
- 204/2015. (VII. 23.) Korm. rendelet A közfoglalkoztatáshoz nyújtható támogatásokról szóló 375/2010. (XII. 31.) Korm. rendelet, valamint az egyes migrációs, illetve menekültügyi tárgyú és más kormányrendeletek jogharmonizációs célú módosításáról
- 205/2015. (VII. 23.) Korm. rendelet A Nemzeti Közszolgálati Egyetemről, valamint a közigazgatási, rendészeti és katonai felsőoktatásról szóló 2011. évi CXXXII. törvény egyes rendelkezéseinek végrehajtásáról szóló 363/2011. (XII. 30.) Korm. rendelet, valamint egyes kapcsolódó kormányrendeletek módosításáról
- 206/2015. (VII. 23.) Korm. rendelet A Rendszerváltás Történetét Kutató Intézet és Archívum létrehozásáról szóló 83/2013. (III. 21.) Korm. rendelet módosításáról
- 207/2015. (VII. 23.) Korm. rendelet A Paksi Atomerőmű kapacitásának fenntartásával kapcsolatos beruházásról, valamint az ezzel kapcsolatos egyes törvények módosításáról szóló 2015. évi VII. törvénnyel összefüggésben egyes kormányrendeletek módosításáról
- 208/2015. (VII. 23.) Korm. rendelet A Paksi Atomerőmű kapacitásának fenntartására irányuló és az azzal kapcsolatos beruházásokkal összefüggő közigazgatási hatósági ügyek nemzetgazdasági szempontból kiemelt jelentőségű üggyé nyilvánításáról
- 209/2015. (VII. 23.) Korm. rendelet Az Educatio Társadalmi Szolgáltató Nonprofit Korlátolt Felelősségű Társaság megszüntetéséről és állami feladatellátásának központi költségvetési szerv által történő átvételéről
- 210/2015. (VII. 23.) Korm. rendelet Az Educatio Társadalmi Szolgáltató Nonprofit Korlátolt Felelősségű Társaság megszüntetésével és állami feladatellátásának központi költségvetési szerv által történő átvételével összefüggő egyes kormányrendeletek módosításáról
- 211/2015. (VII. 23.) Korm. rendelet Az államhatárról szóló törvény szerinti közérdekű használati joggal összefüggő kártalanításról
- 212/2015. (VII. 31.) Korm. rendelet az új ideiglenes befogadó állomások építésére irányuló beruházások megvalósításával összefüggő közigazgatási hatósági ügyek kiemelt jelentőségű üggyé nyilvánításáról
- 213/2015. (VII. 31.) Korm. rendelet A határőrizeti célú ideiglenes biztonsági határzár építésén dolgozók védelméről, továbbá az államhatárról szóló törvény szerinti közérdekű használati joggal összefüggő kártalanításról szóló 211/2015. (VII. 23.) Korm. rendelet módosításáról
- 214/2015. (VII. 31.) Korm. rendelet A Nemzeti Befektetési Ügynökségről szóló 183/2014. (VII. 25.) Korm. rendelet módosításáról
- 215/2015. (VII. 31.) Korm. rendelet A Magyar Export-Import Bank Zártkörűen Működő Részvénytársaság és a Magyar Exporthitel Biztosító Zártkörűen Működő Részvénytársaság működésével összefüggő kormányrendeletek módosításáról
- 216/2015. (VII. 31.) Korm. rendelet A Nemzeti Köznevelési Infrastruktúra Fejlesztési Program keretében megvalósítandó tanuszoda, tornaterem, tanterem beruházásokkal összefüggő közigazgatási hatósági ügyek kiemelt jelentőségű üggyé nyilvánításáról és az eljáró hatóságok kijelöléséről szóló 141/2014. (IV. 30.) Korm. rendelet módosításáról

#### Augusztus (217−233)
- 217/2015. (VIII. 3.) Korm. rendelet A 2014–2020 programozási időszakban az egyes európai uniós alapokból származó támogatások felhasználásának rendjéről szóló 272/2014. (XI. 5.) Korm. rendelet módosításáról
- 218/2015. (VIII. 6.) Korm. rendelet A természetes személyek adósságrendezéséről szóló törvény végrehajtásával összefüggésben egyes kormány-rendeletek módosításáról
- 219/2015. (VIII. 6.) Korm. rendelet Az új menekültügyi őrzött befogadó központ (ideiglenes befogadó és regisztráló állomás) építésére irányuló beruházás magvalósításával összefüggő közigazgatási hatósági ügyek kiemelt jelentőségű üggyé nyilvánításáról, valamint a közbeszerzések központi ellenőrzéséről és engedélyezéséről szóló 46/2011. (III. 25.) Korm. rendelet módosításáról
- 220/2015. (VIII. 7.) Korm. rendelet A kormányablakokról szóló 515/2013. (XII. 30.) Korm. rendelet és a területi államigazgatási szervezetrendszer átalakításával összefüggő egyes kormányrendeletek módosításáról szóló 70/2015. (III. 30.) Korm. rendelet módosításáról
- 221/2015. (VIII. 7.) Korm. rendelet Az egyes szociális, gyermekvédelmi és gyermekjóléti tárgyú kormányrendeletek módosításáról
- 222/2015. (VIII. 7.) Korm. rendelet A szociális foglalkoztatás engedélyezéséről és a szociális foglalkoztatási támogatásról szóló 112/2006. (V. 12.) Korm. rendelet módosításáról
- 223/2015. (VIII. 7.) Korm. rendelet A halgazdálkodási és a halvédelmi bírságról szóló 314/2014. (XII. 12.) Korm. rendelet módosításáról
- 224/2015. (VIII. 7.) Korm. rendelet Az iparbiztonsági ellenőrzés és a telephely biztonsági tanúsítvány kiadásának részletes szabályairól szóló 92/2010. (III. 31.) Korm. rendelet módosításáról
- 225/2015. (VIII. 7.) Korm. rendelet A veszélyes hulladékkal kapcsolatos egyes tevékenységek részletes szabályairól
- 226/2015. (VIII. 7.) Korm. rendelet Az egyes közlekedésfejlesztési projektekkel összefüggő közigazgatási hatósági ügyek nemzetgazdasági szempontból kiemelt jelentőségű üggyé nyilvánításáról és az eljáró hatóságok kijelöléséről szóló 345/2012. (XII. 6.) Korm. rendelet módosításáról
- 227/2015. (VIII. 7.) Korm. rendelet Egyes PPP konstrukcióban létesült sportlétesítmények projekttársaságainak stratégiailag kiemelt jelentőségű gazdálkodó szervezetté minősítéséről szóló kormányrendeletek hatályon kívül helyezéséről
- 228/2015. (VIII. 7.) Korm. rendelet A Magyar Állami Operaház és Erkel Színház műhelyháza és próbacentruma létrehozását célzó beruházással összefüggő közigazgatási hatósági ügyek kiemelt jelentőségű üggyé nyilvánításáról
- 229/2015. (VIII. 7.) Korm. rendelet A Magyarország Kormánya és az Orosz Föderáció Kormánya között a régióközi együttműködés előmozdításáról szóló Megállapodás kihirdetéséről
- 230/2015. (VIII. 12.) Korm. rendelet  A természetes személyek adósságrendezési eljárásában az adósságrendezésbe nem tartozó vagyonról és bevételekről
- 231/2015. (VIII. 12.) Korm. rendelet A természetes személyek adósságrendezési eljárásában az adós vagyona forgalmi értékének meghatározásáról
- 232/2015. (VIII. 20.) Korm. rendelet A költségvetési intézmények fosszilis energia felhasználásának csökkentése érdekében napelemes villamosenergia-termelő erőmű működtetéséről
- 233/2015. (VIII. 20.) Korm. rendelet Az államhatárról szóló törvény szerinti közérdekű használati joggal összefüggő kártalanításról szóló 211/2015. (VII. 23.) Korm. rendelet módosításáról

#### Szeptember (234−284)
- 234/2015. (IX. 4.) Korm. rendelet A természetes személyek adósságrendezési eljárásában a [[Családi Csődvédelmi Szolgálat[[ által a családi vagyonfelügyelők felett gyakorolt szakmai felügyeletről
- 235/2015. (IX. 4.) Korm. rendelet  A természetes személyek adósságrendezési eljárásában az egyéb kötelezettek részvételével összefüggő szabályokról
- 236/2015. (IX. 4.) Korm. rendelet A tartós külszolgálatról és az ideiglenes külföldi kiküldetésről szóló 172/2012. (VII. 26.) Korm. rendelet módosításáról
- 237/2015. (IX. 4.) Korm. rendelet A Budai Vigadó felújítására irányuló beruházás megvalósításával összefüggő közigazgatási hatósági ügyek nemzetgazdasági szempontból kiemelt jelentőségű üggyé nyilvánításáról és az eljáró hatóságok kijelöléséről
- 238/2015. (IX. 4.) Korm. rendelet A 2014–2020 programozási időszakban az Európai Regionális Fejlesztési Alap, az Előcsatlakozási Támogatási Eszköz és az Európai Szomszédsági Támogatási Eszköz pénzügyi alapok egyes, határon átnyúló együttműködési programjainak végrehajtási intézmény-rendszeréről
- 239/2015. (IX. 4.) Korm. rendelet A közbeszerzések központi ellenőrzéséről és engedélyezéséről szóló 46/2011. (III. 25.) Korm. rendelet módosításáról
- 240/2015. (IX. 8.) Korm. rendelet A természetes személyek adósságrendezési eljárásában a Családi Csődvédelmi Szolgálat és a családi vagyonfelügyelő részletes feladatairól
- 241/2015. (IX. 8.) Korm. rendelet A természetes személyek adósságrendezési eljárásában a méltányolható lakásigény, továbbá lakásbérleti vagy lakáshasználati díj meghatározásáról
- 242/2015. (IX. 8.) Korm. rendelet A bírósági végrehajtásról szóló 1994. évi LIII. törvény, és ezzel összefüggésben egyes törvények módosí-tásáról szóló 2015. évi CVII. törvénnyel összefüggő egyes kormányrendeletek módosításáról
- 243/2015. (IX. 8.) Korm. rendelet Az államháztartásról szóló törvény végrehajtásáról szóló kormányrendeletnek a központosított illetmény-számfejtés kiterjesztésével összefüggő módosításáról
- 244/2015. (IX. 8.) Korm. rendelet Az állami vagyonnal való gazdálkodásról szóló 254/2007. (X. 4.) Korm. rendelet módosításáról
- 245/2015. (IX. 8.) Korm. rendelet A Nemzeti Eszközkezelő Zrt. működésével kapcsolatos egyes szabályokról szóló 128/2012. (VI. 26.) Korm. rendelet módosításáról
- 246/2015. (IX. 8.) Korm. rendelet Az egészségügyi létfontosságú rendszerek és létesítmények azonosításáról, kijelöléséről és védelméről
- 247/2015. (IX. 8.) Korm. rendelet A Nemzeti Rehabilitációs és Szociális Hivatalról szóló 74/2015. (III. 30.) Korm. rendelet és a súlyos mozgáskorlátozott személyek közlekedési kedvezményeiről szóló 102/2011. (VI. 29.) Korm. rendelet módosításáról
- 248/2015. (IX. 8.) Korm. rendelet Egyes vízvédelmi tárgyú kormányrendeletek módosításáról
- 249/2015. (IX. 8.) Korm. rendelet A pedagógusok előmeneteli rendszeréről és a közalkalmazottak jogállásáról szóló 1992. évi XXXIII. törvény köznevelési intézményekben történő végrehajtásáról szóló 326/2013. (VIII. 30.) Korm. rendelet módosításáról
- 250/2015. (IX. 8.) Korm. rendelet Az országos településrendezési és építési követelményekről szóló 253/1997. (XII. 20.) Korm. rendelet, valamint az új ideiglenes befogadó állomások építésére irányuló beruházások megvalósításával összefüggő közigazgatási hatósági ügyek kiemelt jelentőségű üggyé nyilvánításáról szóló 212/2015. (VII. 31.) Korm. rendelet módosításáról
- 251/2015. (IX. 8.) Korm. rendelet A Melis Investment Kft. Budapesten megvalósuló beruházásával összefüggő közigazgatási hatósági ügyek nemzetgazdasági szempontból kiemelt jelentőségű üggyé nyilvánításáról
- 252/2015. (IX. 8.) Korm. rendelet A Jászfényszarun megvalósuló ipari telephely kialakításával összefüggő közigazgatási hatósági ügyek nemzetgazdasági szempontból kiemelt jelentőségű üggyé nyilvánításáról
- 253/2015. (IX. 8.) Korm. rendelet Az SMR Automotive Mirror Technology Hungary Bt. Kecskeméten megvalósuló beruházásával összefüggő közigazgatási hatósági ügyek nemzetgazdasági szempontból kiemelt jelentőségű üggyé nyilvánításáról
- 254/2015. (IX. 10.) Korm. rendelet Egyes energetikai tárgyú kormányrendeletek módosításáról
- 255/2015. (IX. 10.) Korm. rendelet A Közigazgatási és Elektronikus Közszolgáltatások Központi Hivatala létrehozásáról, feladatairól és hatásköréről szóló 276/2006. (XII. 23.) Korm. rendelet, valamint az egyes, az elektronikus ügyintézéshez kapcsolódó szervezetek kijelöléséről szóló 84/2012. (IV. 21.) Korm. rendelet e-kártya megvalósításához szükséges kijelölésekkel összefüggő módosításáról
- 256/2015. (IX. 10.) Korm. rendelet A terrorizmust elhárító szerv kijelöléséről és feladatai ellátásának részletes szabályairól szóló 295/2010. (XII. 22.) Korm. rendelet és a polgári légiközlekedés védelmének szabályairól és a Légiközlekedés Védelmi Bizottság jogköréről, feladatairól és működésének rendjéről szóló 169/2010. (V. 11.) Korm. rendelet módosításáról
- 257/2015. (IX. 10.) Korm. rendelet A gyakorlati képzés költségeinek a szakképzési hozzájárulás terhére történő elszámolásánál figyelembe vehető gyakorlati képzési normatívák mértékéről és a csökkentő tétel számításáról szóló 280/2011. (XII. 20.) Korm. rendelet és a szakiskolai tanulmányi ösztöndíjról szóló 328/2009. (XII. 29.) Korm. rendelet módosításáról
- 258/2015. (IX. 10.) Korm. rendelet A nem üzleti célú közösségi, szabadidős szálláshely-szolgáltatásról szóló 173/2003. (X. 28.) Korm. rendelet módosításáról
- 259/2015. (IX. 10.) Korm. rendelet A külföldi kiküldetéshez kapcsolódó elismert költségekről szóló 285/2011. (XII. 22.) Korm. rendelet módosításáról
- 260/2015. (IX. 14.) Korm. rendelet A tömeges bevándorlás kezelésével összefüggő és más kormányrendeletek jogharmonizációs célú módosításáról
- 261/2015. (IX. 14.) Korm. rendelet Az épületek energetikai jellemzőinek tanúsításáról szóló 176/2008. (VI. 30.) Korm. rendelet módosításáról
- 262/2015. (IX. 14.) Korm. rendelet Az építésügyi és építésfelügyeleti hatósági eljárásokról és ellenőrzésekről, valamint az építésügyi hatósági szolgáltatásról szóló 312/2012. (XI. 8.) Korm. rendelet módosításáról
- 263/2015. (IX. 14.) Korm. rendelet A köznevelési intézmények működtetéséhez kapcsolódó támogatásról
- 264/2015. (IX. 14.) Korm. rendelet A Közös Agrárpolitika tagállami végrehajtásával összefüggő feladatokat ellátó egyes szervezetek kijelölésé-ről szóló 168/2014. (VII. 18.) Korm. rendelet, valamint a környezetvédelmi és természetvédelmi szakkérdés vizsgálatával kapcsolatos egyéb eljárási költségekről és szakértői díjakról szóló 78/2015. (III. 31.) Korm. rendelet módosításáról
- 265/2015. (IX. 14.) Korm. rendelet A költségvetési szervek villamosenergia költségének csökkentése érdekében napelemes erőmű létrehozására irányuló beruházással összefüggő közigazgatási hatósági ügyek nemzetgazdasági szempontból kiemelt jelentőségű üggyé nyilvánításáról
- 266/2015. (IX. 14.) Korm. rendelet A Közbeszerzési és Ellátási Főigazgatóság irányító- és logisztikai központjának kialakításával összefüggő közigazgatási hatósági ügyek nemzetgazdasági szempontból kiemelt jelentőségű üggyé nyilvánításáról
- 267/2015. (IX. 14.) Korm. rendelet Az új budapesti konferencia-központ megvalósításával összefüggő közigazgatási hatósági ügyek nemzetgazdasági szempontból kiemelt jelentőségű üggyé nyilvánításáról
- 268/2015. (IX. 14.) Korm. rendelet a GDF International S.A.S.-nek a GDF SUEZ Energia Magyarország Zártkörűen Működő Részvénytársaságban fennálló részesedése Fővárosi Gázművek Zártkörűen Működő Részvénytársaság általi megszerzése nemzetstratégiai jelentőségűnek minősítéséről
- 269/2015. (IX. 15.) Korm. rendelet A tömeges bevándorlás okozta válsághelyzet kihirdetéséről, valamint a válsághelyzet elrendelésével, fennállásával és megszüntetésével összefüggő szabályokról
- 270/2015. (IX. 18.) Korm. rendelet A tömeges bevándorlás okozta válsághelyzet Baranya megye, Somogy megye, Zala megye és Vas megye területére történő kihirdetéséről, valamint a válsághelyzet elrendelésével, fennállásával és megszüntetésével összefüggő szabályokról
- 271/2015. (IX. 18.) Korm. rendelet A 2014–2020 programozási időszakra rendelt források felhasználására vonatkozó uniós versenyjogi értelemben vett állami támogatási szabályokról szóló 255/2014. (X. 10.) Korm. rendelet módosításáról
- 272/2015. (IX. 18.) Korm. rendelet A természetgyógyászati tevékenységről szóló 40/1997. (III. 5.) Korm. rendelet és az Egészségügyi Nyilvántartási és Képzési Központról szóló 29/2015. (II. 25.) Korm. rendelet módosításáról
- 273/2015. (IX. 21.) Korm. rendelet A honvédelemről és a ]]Magyar Honvédség]]ről, valamint a különleges jogrendben bevezethető intézkedésekről szóló 2011. évi CXIII. törvény egyes rendelkezéseinek végrehajtásáról szóló 290/2011. (XII. 22.) Korm. rendelet módosításáról
- 274/2015. (IX. 21.) Korm. rendelet Az adósságrendezésben részt vevő természetes személyek lakhatási feltételeinek megtartása céljából nyújtott törlesztési támogatásról
- 275/2015. (IX. 21.) Korm. rendelet Az állami vezetői juttatásokról
- 276/2015. (IX. 21.) Korm. rendelet Az energiával kapcsolatos termékek környezetbarát tervezési kötelezettségeinek előírásáról, valamint forgalomba hozatalának és megfelelőségértékelésének általános feltételeiről szóló 65/2011. (IV. 15.) Korm. rendelet módosításáról
- 277/2015. (IX. 22.) Korm. rendelet A földgázellátásról szóló 2008. évi XL. törvény rendelkezéseinek végrehajtásáról szóló 19/2009. (I. 30.) Korm. rendelet módosításáról szóló 137/2015. (VI. 2.) Korm. rendelet módosításáról
- 278/2015. (IX. 22.) Korm. rendelet A lakásépítési támogatásról szóló 256/2011. (XII. 6.) Korm. rendelet módosításáról
- 279/2015. (IX. 22.) Korm. rendelet A településrendezési és az építészeti-műszaki tervtanácsokról szóló 252/2006. (XII. 7.) Korm. rendelet, valamint a világörökségi kezelési tervről, a világörökségi komplex hatásvizsgálati dokumentációról és a világörökségi várományos helyszínekről szóló 315/2011. (XII. 27.) Korm. rendelet módosításáról
- 280/2015. (IX. 22.) Korm. rendelet A felvonókról, mozgólépcsőkről és mozgójárdákról szóló 146/2014. (V. 5.) Korm. rendelet módosításáról
- 281/2015. (IX. 25.) Korm. rendelet A fegyverekről és lőszerekről szóló 253/2004. (VIII. 31.) Korm. rendelet módosításáról
- 282/2015. (IX. 25.) Korm. rendelet A határon túli költségvetési támogatások sajátos szabályairól szóló 98/2012. (V. 15.) Korm. rendelet módosításáról
- 283/2015. (IX. 25.) Korm. rendelet Az OBO Bettermann Hungary Kft. és a Bettermann Ingatlankezelő Kft. Bugyi külterületén megvalósuló beruházásával összefüggő közigazgatási hatósági ügyek nemzetgazdasági szempontból kiemelt jelentőségű üggyé nyilvánításáról
- 284/2015. (IX. 29.) Korm. rendelet Egyes gyermekvédelmi tárgyú kormányrendeleteknek a kísérő nélküli kiskorúak ellátásának megoldása érdekében történő módosításáról

#### Október (285−324)
- 285/2015. (X. 5.) Korm. rendelet A Nemzeti Földalapba tartozó földrészletek hasznosításának részletes szabályairól szóló 262/2010. (XI. 17.) Korm. rendelet és a földhivatalok, valamint a Földmérési és Távérzékelési Intézet feladatairól, illetékességi területéről, továbbá egyes földhivatali eljárások részletes szabályairól szóló 373/2014. (XII. 31.) Korm. rendelet módosításáról
- 286/2015. (X. 5.) Korm. rendelet Az IBIDEN Hungary Kft. Dunavarsányi Ipari Parkban megvalósuló, kipufogórendszerekhez kapcsolódó újgenerációs termékek gyártását eredményező beruházásával összefüggő közigazgatási hatósági ügyek kiemelt jelentőségű üggyé nyilvánításáról és az eljáró hatóságok kijelöléséről szóló 31/2013. (II. 13.) Korm. rendelet módosításáról
- 287/2015. (X. 6.) Korm. rendelet Az Uniós fejlesztések fejezetbe tartozó fejezeti kezelésű előirányzatok felhasználásának rendjéről szóló 549/2013. (XII. 30.) Korm. rendelet módosításáról
- 288/2015. (X. 7.) Korm. rendelet A megváltozott munkaképességű munkavállalókat foglalkoztató munkáltatók akkreditációjáról, valamint a megváltozott munkaképességű munkavállalók foglalkoztatásához nyújtható költségvetési támogatásokról szóló 327/2012. (XI. 16.) Korm. rendelet módosításáról
- 289/2015. (X. 7.) Korm. rendelet A Fővárosi Állat- és Növénykert fejlesztésére irányuló Pannon Park és Mesepark projektekhez kapcsolódó beruházások megvalósításával összefüggő közigazgatási hatósági ügyek nemzetgazdasági szempontból kiemelt jelentőségű üggyé nyilvánításáról és az eljáró hatóságok kijelöléséről szóló 48/2015. (III. 12.) Korm. rendelet módosításáról
- 290/2015. (X. 7.) Korm. rendelet A Széchenyi Kereskedelmi Bank Zrt. „v. a.” betéteseinek kártalanításáról szóló 375/2014. (XII. 31.) Korm. rendelet módosításáról
- 291/2015. (X. 8.) Korm. rendelet A határátlépéssel járó csapatmozgások engedélyezésének kormányzati feladatairól szóló 190/2000. (XI. 14.) Korm. rendelet módosításáról
- 292/2015. (X. 8.) Korm. rendelet A levegő védelméről szóló 306/2010. (XII. 23.) Korm. rendelet módosításáról
- 293/2015. (X. 8.) Korm. rendelet Az egyes közlekedési szabálysértések miatt alkalmazandó szabálysértési pénzbírság, illetve helyszíni bírság kötelező mértékéről, valamint a szabálysértésekről, a szabálysértési eljárásról és a szabálysértési nyilvántartási rendszerről szóló 2012. évi II. törvénnyel összefüggő egyes kormányrendeletek módosításáról szóló 63/2012. (IV. 2.) Korm. rendelet módosításáról
- 294/2015. (X. 8.) Korm. rendelet Az egyes kimagasló sporteredmények állami jutalmáról szóló 200/2013. (VI. 13.) Korm. rendelet módosításáról
- 295/2015. (X. 8.) Korm. rendelet A biztosítók és a viszontbiztosítók szavatolótőkéjéről és biztosítástechnikai tartalékairól szóló 43/2015. (III. 12.) Korm. rendelet módosításáról
- 296/2015. (X. 13.) Korm. rendelet A földgáz végső menedékes szolgáltatásról és a földgázkereskedő működésének lehetetlenülése esetén a felhasználók földgázellátását veszélyeztető helyzet fennállása következtében alkalmazandó eljárásról
- 297/2015. (X. 13.) Korm. rendelet A 2016/2017. tanévre vonatkozó szakmaszerkezeti döntésről és a 2016/2017. tanévben induló képzések tanulmányi ösztöndíjra jogosító szakképesítéseiről
- 298/2015. (X. 14.) Korm. rendelet A VERITAS Történetkutató Intézet létrehozásáról szóló 373/2013. (X. 25.) Korm. rendelet módosításáról
- 299/2015. (X. 15.) Korm. rendelet A Dispomedicor Zrt. Tiszafüred területén megvalósuló beruházásával összefüggő közigazgatási hatósági ügyek nemzetgazdasági szempontból kiemelt jelentőségű üggyé nyilvánításáról
- 300/2015. (X. 15.) Korm. rendelet A 2014–2020 programozási időszakban az egyes európai uniós alapokból származó támogatások felhasználásának rendjéről szóló 272/2014. (XI. 5.) Korm. rendelet módosításáról
- 301/2015. (X. 15.) Korm. rendelet A Bethlen Gábor Alapról szóló 2010. évi CLXXXII. törvény végrehajtásáról szóló 367/2010. (XII. 30.) Korm. rendelet módosításáról
- 302/2015. (X. 15.) Korm. rendelet A Jászfényszarun megvalósuló ipari telephely kialakításával összefüggő közigazgatási hatósági ügyek nemzetgazdasági szempontból kiemelt jelentőségű üggyé nyilvánításáról szóló 252/2015. (IX. 8.) Korm. rendelet módosításáról
- 303/2015. (X. 16.) Korm. rendelet Az Európai Unió vagy más nemzetközi szervezet felé vállalt kötelezettséggel összefüggő beruházások megvalósításával kapcsolatos kormányrendeletek módosításáról
- 304/2015. (X. 19.) Korm. rendelet A 2007-2013 programozási időszakban az Európai Regionális Fejlesztési Alapból, az Európai Szociális Alapból és a Kohéziós Alapból származó támogatások felhasználásának rendjéről szóló 4/2011. (I. 28.) Korm. rendelet módosításáról
- 305/2015. (X. 21.) Korm. rendelet A tömeges bevándorlás okozta válsághelyzet kihirdetéséről, valamint a válsághelyzet elrendelésével, fennállásával és megszüntetésével összefüggő szabályokról szóló 269/2015. (IX. 15.) Korm. rendelet és a tömeges bevándorlás okozta válsághelyzet Baranya megye, Somogy megye, Zala megye és Vas megye területére történő kihirdetéséről, valamint a válsághelyzet elrendelésével, fennállásával és megszüntetésével összefüggő szabályokról szóló 270/2015. (IX. 18.) Korm. rendelet módosításáról
- 306/2015. (X. 26.) Korm. rendelet Egyes kormányrendeleteknek a Miniszterelnöki Kabinetiroda létrehozásával összefüggő módosításáról
- 307/2015. (X. 27.) Korm. rendelet A közszolgáltatók közbeszerzéseire vonatkozó sajátos közbeszerzési szabályokról
- 308/2015. (X. 27.) Korm. rendelet A közbeszerzési eljárás eredményeként megkötött szerződések teljesítésének és módosításának Közbeszerzési Hatóság által végzett ellenőrzéséről
- 309/2015. (X. 28.) Korm. rendelet Az UNESCO által 2005. október 19-én elfogadott, a sportbeli dopping elleni nemzetközi egyezmény I. melléklete módosításának kihirdetéséről
- 310/2015. (X. 28.) Korm. rendelet A tervpályázati eljárásokról
- 311/2015. (X. 28.) Korm. rendelet A Felsőbbfokú Tanulmányok Intézete létrehozásáról
- 312/2015. (X. 28.) Korm. rendelet A biztonsági okmányok védelmének rendjéről szóló 86/1996. (VI. 14.) Korm. rendelet módosításáról
- 313/2015. (X. 28.) Korm. rendelet Az ivóvíz minőségi követelményeiről és az ellenőrzés rendjéről szóló 201/2001. (X. 25.) Korm. rendelet jogharmonizációs célú módosításáról
- 314/2015. (X. 28.) Korm. rendelet A biztosítási és a viszontbiztosítási tevékenységhez kapcsolódó fizetőképességről és pénzügyi helyzetről szóló jelentéssel összefüggő részletszabályokról
- 315/2015. (X. 30.) Korm. rendelet A Magyarország és a Szlovén Köztársaság közti belső határon a határellenőrzés ideiglenes visszaállításáról
- 316/2015. (X. 30.) Korm. rendelet A tömeges bevándorlás okozta válsághelyzettel összefüggő intézkedésekhez kapcsolódó beszerzésekről
- 317/2015. (X. 30.) Korm. rendelet Az Igazságügyi Hivatalról szóló 233/2014. (IX. 18.) Korm. rendelet módosításáról
- 318/2015. (X. 30.) Korm. rendelet A minősített adat elektronikus biztonságának, valamint a rejtjeltevékenység engedélyezésének és hatósági felügyeletének részletes szabályairól szóló 161/2010. (V. 6.) Korm. rendelet módosításáról
- 319/2015. (X. 30.) Korm. rendelet A Magyar Művészeti Akadémia Székháza kialakítását szolgáló beruházással összefüggő közigazgatási hatósági ügyek nemzetgazdasági szempontból kiemelt jelentőségű üggyé nyilvánításáról
- 320/2015. (X. 30.) Korm. rendelet a közbeszerzések központi ellenőrzéséről és engedélyezéséről
- 321/2015. (X. 30.) Korm. rendelet A közbeszerzési eljárásokban az alkalmasság és a kizáró okok igazolásának, valamint a közbeszerzési műszaki leírás meghatározásának módjáról
- 322/2015. (X. 30.) Korm. rendelet az építési beruházások, valamint az építési beruházásokhoz kapcsolódó tervezői és mérnöki szolgáltatások közbeszerzésének részletes szabályairól
- 323/2015. (X. 30.) Korm. rendelet az egyes közbeszerzési tárgyú kormányrendeletek módosításáról
- 324/2015. (X. 30.) Korm. rendelet a védelem terén alapvető biztonsági érdeket érintő, kifejezetten katonai, rendvédelmi, rendészeti célokra szánt áruk beszerzésére, illetőleg szolgáltatások megrendelésére vonatkozó sajátos szabályokról szóló 228/2004. (VII. 30.) Korm. rendelet módosításáról

#### November (325−353)
- 325/2015. (XI. 10.) Korm. rendelet A Nemzeti Földalapba tartozó földrészletek hasznosításának részletes szabályairól szóló 262/2010. (XI. 17.) Korm. rendelet és a földhivatalok, valamint a Földmérési és Távérzékelési Intézet feladatairól, illetékességi területéről, továbbá egyes földhivatali eljárások részletes szabályairól szóló 373/2014. (XII. 31.) Korm. rendelet módosításáról
- 326/2015. (XI. 10.) Korm. rendelet A polgári légiközlekedési balesetek esetére szóló nemzeti vészhelyzeti tervről, valamint a polgári légiközlekedési balesetek áldozataira és azok hozzátartozóira vonatkozó légitársasági segítségnyújtási tervről
- 327/2015. (XI. 10.) Korm. rendelet Az egyéb célú földmérési és térképészeti tevékenységgel összefüggő szakmagyakorlás részletes szabályairól
- 328/2015. (XI. 10.) Korm. rendelet A közfoglalkoztatottak elhelyezkedési juttatásáról
- 329/2015. (XI. 10.) Korm. rendelet A felelős játékszervezés részletes szabályairól
- 330/2015. (XI. 10.) Korm. rendelet A pénzügyi ágazathoz tartozó létfontosságú rendszerek és létesítmények azonosításáról, kijelöléséről és védelméről
- 331/2015. (XI. 10.) Korm. rendelet A Nemzeti Adó- és Vámhivatal szervezeti átalakításával összefüggő feladatok ellátásáért felelős kormánybiztos feladat- és hatáskörével kapcsolatos egyes kérdésekről
- 332/2015. (XI. 10.) Korm. rendelet A Közigazgatási és Elektronikus Közszolgáltatások Központi Hivatala létrehozásáról, feladatairól és hatásköréről szóló 276/2006. (XII. 23.) Korm. rendelet módosításáról
- 333/2015. (XI. 10.) Korm. rendeletAz egészségügyi felsőfokú szakirányú szakképzési rendszerről, a Rezidens Támogatási Program ösztöndíjairól, valamint a fiatal szakorvosok támogatásáról szóló 162/2015. (VI. 30.) Korm. rendelet módosításáról
- 334/2015. (XI. 10.) Korm. rendelet A doppingellenes tevékenység szabályairól szóló 43/2011. (III. 23.) Korm. rendelet módosításáról
- 335/2015. (XI. 10.) Korm. rendelet A belső piaci információs rendszer hazai működéséről és az abban való részvételnek a szabályairól, valamint a belső piaci szolgáltatásokról szóló 2006/123/EK európai parlamenti és tanácsi irányelv szerinti bejelentési kötelezettség teljesítéséről szóló 354/2013. (X. 7.) Korm. rendelet módosításáról
- 336/2015. (XI. 10.) Korm. rendelet A Gazdaságbiztonsági Tartalékról szóló 84/1994. (V. 27.) Korm. rendelet hatályon kívül helyezéséről, valamint a nemzetgazdaság védelmi felkészítése és mozgósítása feladatai végrehajtásának szabályozásáról szóló 131/2003. (VIII. 22.) Korm. rendelet egyes rendelkezéseinek hatályon kívül helyezéséről
- 337/2015. (XI. 10.) Korm. rendelet Az állam tulajdonában álló Bábolna Nemzeti Ménesbirtok Korlátolt Felelősségű Társaság állami feladatellátásának központi költségvetési szerv által történő átvételéről
- 338/2015. (XI. 10.) Korm. rendelet Az állam tulajdonában álló Mezőhegyesi Állami Ménes Lótenyésztő- és Értékesítő Korlátolt Felelősségű Társaság állami feladatellátásának központi költségvetési szerv által történő átvételéről
- 339/2015. (XI. 10.) Korm. rendelet A CSABA METÁL Zrt. Békéscsabán és Szeghalmon megvalósuló beruházásaival összefüggő közigazgatási hatósági ügyek nemzetgazdasági szempontból kiemelt jelentőségű üggyé nyilvánításáról
- 340/2015. (XI. 10.) Korm. rendelet A Pápai Hús Élelmiszer-feldolgozó és Értékesítő Korlátolt Felelősségű Társaság stratégiailag kiemelt jelentőségű gazdálkodó szervezetté minősítéséről
- 341/2015. (XI. 10.) Korm. rendelet A 2007–2013 programozási időszakban az Európai Regionális Fejlesztési Alap, valamint az Előcsatlakozási Támogatási Eszköz pénzügyi alapok egyes, a területi együttműködéshez kapcsolódó programjainak végrehajtásáról szóló 160/2009. (VIII. 3.) Korm. rendelet módosításáról
- 342/2015. (XI. 11.) Korm. rendelet  Az erdőgazdálkodási és erdővédelmi bírság mértékéről és kiszámításának módjáról szóló 143/2009. (VII. 6.) Korm. rendelet módosításáról
- 343/2015. (XI. 13.) Korm. rendelet a felszámolók névjegyzékéről szóló 114/2006. (V. 12.) Korm. rendelet, valamint a felszámolási eljárásban az adós vagyontárgyainak elektronikus értékesítéséről szóló 17/2014. (II. 3.) Korm. rendelet módosításáról
- 344/2015. (XI. 14.) Korm. rendelet  Nemzeti gyásznap elrendeléséről
- 345/2015. (XI. 19.) Korm. rendelet Az oktatást szabályozó egyes kormányrendeletek módosításáról
- 346/2015. (XI. 19.) Korm. rendelet A biztosítók és a viszontbiztosítók szavatolótőkéjéről és biztosítástechnikai tartalékairól szóló 43/2015. (III. 12.) Korm. rendelet és a biztosítók és a viszontbiztosítók szavatolótőkéjéről és biztosítástechnikai tartalékairól szóló 43/2015. (III. 12.) Korm. rendelet módosításáról szóló 295/2015. (X. 8.) Korm. rendelet módosításáról
- 347/2015. (XI. 20.) Korm. rendelet Egyes fejlesztéspolitikai tárgyú kormányrendeletek módosításáról
- 348/2015. (XI. 24.) Korm. rendelet A kormányablakokról szóló 515/2013. (XII. 30.) Korm. rendelet, valamint a területi államigazgatási szervezetrendszer átalakításával összefüggő egyes kormányrendeletek módosításáról szóló 70/2015. (III. 30.) Korm. rendelet módosításáról
- 349/2015. (XI. 24.) Korm. rendelet A Nemzeti Közlekedési Hatóságról szóló 263/2006. (XII. 20.) Korm. rendelet módosításáról
- 350/2015. (XI. 24.) Korm. rendelet Egyes fejlesztéspolitikai tárgyú kormányrendeletek módosításáról
- 351/2015. (XI. 24.) Korm. rendelet A támogatásból megvalósuló fejlesztések központi monitoringjáról és nyilvántartásáról szóló 60/2014. (III. 6.) Korm. rendelet módosításáról
- 352/2015. (XI. 24.) Korm. rendelet A Budapest, Rákoskeresztúri Új köztemető Látogatóközpont megvalósításával összefüggő közigazgatási hatósági ügyek nemzetgazdasági szempontból kiemelt jelentőségű üggyé nyilvánításáról
- 353/2015. (XI. 26.) Korm. rendelet A Kormány tagjainak feladat- és hatásköréről szóló 152/2014. (VI. 6.) Korm. rendelet módosításáról

#### December (354−493)
- 354/2015. (XII. 1.) Korm. rendelet A közgyűjteményekben őrzött vitatott tulajdonú kulturális javak visszaadásának rendjéről szóló 449/2013. (XI. 28.) Korm. rendelet módosításáról
- 355/2015. (XII. 2.) Korm. rendelet A Magyarország és a Szlovén Köztársaság közti belső határon a határellenőrzés ideiglenes visszaállításáról szóló 315/2015. (X. 30.) Korm. rendelet hatályon kívül helyezéséről
- 356/2015. (XII. 2.) Korm. rendelet A Magyarország Kormánya és a Szaúd-Arábiai Királyság Kormánya között az atomenergia békés célú felhasználásáról szóló együttműködési megállapodás kihirdetéséről
- 357/2015. (XII. 2.) Korm. rendelet A nyugellátások és egyes más ellátások 2016. január havi emeléséről
- 358/2015. (XII. 2.) Korm. rendelet A honvédelmi foglalkoztatók vonatkozásában a munkaügyi hatósági feladatokat ellátó egyes szervek kijelöléséről
- 359/2015. (XII. 2.) Korm. rendelet A honvédelmi létfontosságú rendszerelemek azonosításáról, kijelöléséről és védelméről
- 360/2015. (XII. 2.) Korm. rendelet A felnőttképzési tevékenység folytatásához szükséges engedélyezési eljárásra és követelményrendszerre, a felnőttképzést folytató intézmények nyilvántartásának vezetésére, valamint a felnőttképzést folytató intézmények ellenőrzésére vonatkozó részletes szabályokról szóló 393/2013. (XI. 12.) Korm. rendelet módosításáról
- 361/2015. (XII. 2.) Korm. rendelet A szabad vállalkozási zónák létrehozásának és működésének, valamint a kedvezmények igénybevételének szabályairól szóló 27/2013. (II. 12.) Korm. rendelet módosításáról
- 362/2015. (XII. 2.) Korm. rendelet Az elektronikus hírközlési feladatokat ellátó szervezetek és a titkos információgyűjtésre, illetve titkos adatszerzésre felhatalmazott szervezetek együttműködésének rendjéről szóló 180/2004. (V. 26.) Korm. rendelet, valamint a Közigazgatási és Elektronikus Közszolgáltatások Központi Hivatala létrehozásáról, feladatairól és hatásköréről szóló 276/2006. (XII. 23.) Korm. rendelet módosításáról
- 363/2015. (XII. 2.) Korm. rendelet A távhőszolgáltatásról szóló 2005. évi XVIII. törvény végrehajtásáról szóló 157/2005. (VIII. 15.) Korm. rendelet módosításáról
- 364/2015. (XII. 2.) Korm. rendelet A földgázellátásról szóló 2008. évi XL. törvény rendelkezéseinek végrehajtásáról szóló 19/2009. (I. 30.) Korm. rendelet módosításáról
- 365/2015. (XII. 2.) Korm. rendelet Az egyes veszélyes anyagok elektromos és elektronikus berendezésekben való alkalmazásának korlátozásáról szóló 374/2012. (XII. 18.) Korm. rendelet módosításáról
- 366/2015. (XII. 2.) Korm. rendelet A vízvédelmi igazgatási feladatokat ellátó szervek kijelöléséről, és egyes vízügyi tárgyú kormányrendeletek módosításáról
- 367/2015. (XII. 2.) Korm. rendelet A víziközmű-szolgáltatásról szóló 2011. évi CCIX. törvény egyes rendelkezéseinek végrehajtásáról szóló 58/2013. (II. 27.) Korm. rendelet módosításáról
- 368/2015. (XII. 2.) Korm. rendelet A 2007–2013 programozási időszakban az Európai Regionális Fejlesztési Alapból, az Európai Szociális Alapból és a Kohéziós Alapból származó támogatások felhasználásának rendjéről szóló 4/2011. (I. 28.) Korm. rendelet módosításáról
- 369/2015. (XII. 2.) Korm. rendelet A Jedlik Ányos Terv keretében létesítendő, az elektromos járművek használatához szükséges alapvető töltő infrastruktúra telepítésével összefüggő közigazgatási hatósági ügyek kiemelt jelentőségű üggyé nyilvánításáról
- 370/2015. (XII. 2.) Korm. rendelet Az EGLO Magyarország Termelő Korlátolt Felelősségű Társaság Pásztón megvalósuló beruházásával összefüggő közigazgatási hatósági ügyek nemzetgazdasági szempontból kiemelt jelentőségű üggyé nyilvánításáról
- 371/2015. (XII. 2.) Korm. rendelet Az Országos Fáradt Olaj Újrahasznosító Korlátolt Felelősségű Társaság Kerekegyházán megvalósuló beruházásával összefüggő közigazgatási hatósági ügyek nemzetgazdasági szempontból kiemelt jelentőségű üggyé nyilvánításáról
- 372/2015. (XII. 2.) Korm. rendelet A budapesti Istvánmező rehabilitációs programjával, kiemelten a Budapesti Olimpiai Központ integrált rekonstrukciójával összefüggő közigazgatási hatósági ügyek kiemelt jelentőségű üggyé nyilvánításáról és az eljáró hatóságok kijelöléséről szóló 364/2011. (XII. 30.) Korm. rendelet módosításáról
- 373/2015. (XII. 2.) Korm. rendelet A Liget Budapest projekt keretében megvalósuló egyes beruházásokkal összefüggő közigazgatási hatósági ügyek kiemelt jelentőségű üggyé nyilvánításáról és az eljáró hatóságok kijelöléséről szóló 546/2013. (XII. 30.) Korm. rendelet módosításáról, valamint az új nemzeti közgyűjteményi épületegyüttes megvalósításával összefüggő közigazgatási hatósági ügyek kiemelt jelentőségű üggyé nyilvánításáról és az eljáró hatóságok kijelöléséről szóló 563/2013. (XII. 31.) Korm. rendelet hatályon kívül helyezéséről
- 374/2015. (XII. 2.) Korm. rendelet A Gül Baba türbéje és környezete komplex rekonstrukciójához kapcsolódó beruházások megvalósításával összefüggő közigazgatási hatósági ügyek nemzetgazdasági szempontból kiemelt jelentőségű üggyé nyilvánításáról és az eljáró hatóságok kijelöléséről szóló 2/2015. (I. 22.) Korm. rendelet módosításáról
- 375/2015. (XII. 3.) Korm. rendelet A statisztikáról szóló 1993. évi XLVI. törvény végrehajtásáról szóló 170/1993. (XII. 3.) Korm. rendelet, az Országos Statisztikai Adatgyűjtési Program adatgyűjtéseiről és adatátvételeiről szóló 288/2009. (XII. 15.) Korm. rendelet, valamint a népesség személyi, családi és lakásviszonyainak minta alapján történő 2016. évi felmérésével kapcsolatos egyes feladatokról szóló 65/2015. (III. 25.) Korm. rendelet módosításáról
- 376/2015. (XII. 7.) Korm. rendelet A SURJÁNY-HUS Ipari és Kereskedelmi Korlátolt Felelősségű Társaság „felszámolás alatt” stratégiailag kiemelt jelentőségű gazdálkodó szervezetté minősítéséről
- 377/2015. (XII. 8.) Korm. rendelet A Globális Zöld Növekedési Intézet (GGGI) Alapító Egyezménye kihirdetéséről
- 378/2015. (XII. 8.) Korm. rendelet A nem közművel összegyűjtött háztartási szennyvíz begyűjtésére vonatkozó nem rendszeres közszolgáltatásról
- 379/2015. (XII. 8.) Korm. rendelet Magyarország települési szennyvíz-elvezetési és -tisztítási helyzetét nyilvántartó Településsoros Jegyzékről és Tájékoztató Jegyzékről, valamint a szennyvíz-elvezetési agglomerációk lehatárolásáról
- 380/2015. (XII. 8.) Korm. rendelet A szociális ágazatban dolgozók részére a 2016. évben kifizetésre kerülő kiegészítő pótlékhoz kapcsolódó támogatásról
- 381/2015. (XII. 8.) Korm. rendelet A közalkalmazottak jogállásáról szóló 1992. évi XXXIII. törvénynek a szociális, valamint a gyermekjóléti és gyermekvédelmi ágazatban történő végrehajtásáról szóló 257/2000. (XII. 26.) Korm. rendelet módosításáról
- 382/2015. (XII. 8.) Korm. rendelet A harmadik országbeli állampolgárok beutazásáról és tartózkodásáról szóló 2007. évi II. törvény végrehajtásáról szóló 114/2007. (V. 24.) Korm. rendelet módosításáról
- 383/2015. (XII. 8.) Korm. rendelet A vis maior támogatás felhasználásának részletes szabályairól szóló 9/2011. (II. 15.) Korm. rendelet módosításáról
- 384/2015. (XII. 8.) Korm. rendelet A központosított informatikai és elektronikus hírközlési szolgáltatásokról szóló 309/2011. (XII. 23.) Korm. rendelet módosításáról
- 385/2015. (XII. 8.) Korm. rendelet A balatoni vízpart-rehabilitációs szabályozás követelményeiről szóló 283/2002. (XII. 21.) Korm. rendelet és a településfejlesztési koncepcióról, az integrált településfejlesztési stratégiáról és a településrendezési eszközökről, valamint egyes településrendezési sajátos jogintézményekről szóló 314/2012. (XI. 8.) Korm. rendelet módosításáról
- 386/2015. (XII. 8.) Korm. rendelet Az autópályák, autóutak és főutak használatáért fizetendő megtett úttal arányos díjról szóló 2013. évi LXVII. törvény végrehajtásáról szóló 209/2013. (VI. 18.) Korm. rendelet módosításáról
- 387/2015. (XII. 8.) Korm. rendelet A fenntartható bioüzemanyag-termelés követelményeiről és igazolásáról szóló 343/2010. (XII. 28.) Korm. rendelet módosításáról
- 388/2015. (XII. 8.) Korm. rendelet A költségvetési intézmények fosszilis energia felhasználásának csökkentése érdekében napelemes villamosenergia-termelő erőmű működtetéséről szóló 232/2015. (VIII. 20.) Korm. rendelet módosításáról
- 389/2015. (XII. 8.) Korm. rendelet A fluortartalmú üvegházhatású gázokkal és az ózonréteget lebontó anyagokkal kapcsolatos tevékenységek végzésének feltételeiről szóló 14/2015. (II. 10.) Korm. rendelet módosításáról
- 390/2015. (XII. 11.) Korm. rendelet A Klebelsberg Intézményfenntartó Központ fenntartásában működő egyes szakképző intézmények átadásáról, valamint egyes kormányrendeleteknek a szakképzés intézményrendszerének átalakításával összefüggő módosításáról szóló 146/2015. (VI. 12.) Korm. rendelet módosításáról
- 391/2015. (XII. 11.) Korm. rendelet Egyes energetikai tárgyú kormányrendeletek módosításáról
- 392/2015. (XII. 11.) Korm. rendelet Egyes hatósági eljárások igazgatási szolgáltatási díjának megszüntetéséről
- 393/2015. (XII. 11.) Korm. rendelet A Homatech Recycling Zrt. Százhalombattán megvalósuló beruházásával összefüggő közigazgatási hatósági ügyek nemzetgazdasági szempontból kiemelt jelentőségű üggyé nyilvánításáról
- 394/2015. (XII. 12.) Korm. rendelet Egyes kormányrendeleteknek a rendvédelmi feladatokat ellátó szervek hivatásos állományának szolgálati jogviszonyáról szóló 2015. évi XLII. törvény és más kapcsolódó törvények módosításáról szóló 2015. évi CCIII. törvénnyel összefüggő módosításáról
- 395/2015. (XII. 12.) Korm. rendelet A közalkalmazottak jogállásáról szóló 1992. évi XXXIII. törvény felsőoktatásban való végrehajtásáról és a felsőoktatási intézményben való foglalkoztatás egyes kérdéseiről
- 396/2015. (XII. 12.) Korm. rendelet A 2014–2020 programozási időszakban az európai területi együttműködés célkitűzés keretében megvalósuló transznacionális és interregionális együttműködési programok végrehajtásáról
- 397/2015. (XII. 12.) Korm. rendelet A 2007–2013 programozási időszakban az Európai Regionális Fejlesztési Alapból, az Európai Szociális Alapból és a Kohéziós Alapból származó támogatások felhasználásának rendjéről szóló 4/2011. (I. 28.) Korm. rendelet módosításáról
- 398/2015. (XII. 12.) Korm. rendelet A Széchenyi Programirodákról szóló 68/2011. (IV. 28.) Korm. rendelet módosításáról
- 399/2015. (XII. 15.) Korm. rendelet Magyarország Kormánya és az Egyesült Arab Emírségek Kormánya közötti gazdasági és műszaki együttműködésről szóló Megállapodás kihirdetéséről
- 400/2015. (XII. 15.) Korm. rendelet A költségvetési szervek és az egyházi jogi személyek foglalkoztatottjainak 2016. évi kompenzációjáról
- 401/2015. (XII. 15.) Korm. rendelet A kéményseprő-ipari szerv kijelöléséről
- 402/2015. (XII. 15.) Korm. rendelet Az államháztartás számviteléről szóló 4/2013. (I. 11.) Korm. rendelet módosításáról
- 403/2015. (XII. 15.) Korm. rendelet A polgárok személyi adatainak és lakcímének nyilvántartásáról szóló 1992. évi LXVI. törvény végrehajtásáról szóló 146/1993. (X. 26.) Korm. rendelet, valamint az elektronikus hírközlési feladatokat ellátó szervezetek és a titkos információgyűjtésre, illetve titkos adatszerzésre felhatalmazott szervezetek együttműködésének rendjéről szóló 180/2004. (V. 26.) Korm. rendelet módosításáról
- 404/2015. (XII. 15.) Korm. rendelet A központi címregiszterről és címkezelésről szóló 345/2014. (XII. 23.) Korm. rendelet módosításáról
- 405/2015. (XII. 15.) Korm. rendelet' Egyes iparszabályozási tárgyú kormányrendeletek módosításáról
- 406/2015. (XII. 15.) Korm. rendelet A Nemzeti Élelmiszerlánc-biztonsági Hivatalról szóló 22/2012. (II. 29.) Korm. rendelet, valamint a megyei kormányhivatalok mezőgazdasági feladatainak meghatározásáról szóló 68/2015. (III. 30.) Korm. rendelet módosításáról
- 407/2015. (XII. 15.) Korm. rendelet A környezetvédelmi termékdíjról szóló 2011. évi LXXXV. törvény végrehajtásáról szóló 343/2011. (XII. 29.) Korm. rendelet módosításáról
- 408/2015. (XII. 15.) Korm. rendelet A hulladékká vált gépjárművekről szóló 369/2014. (XII. 30.) Korm. rendelet módosításáról
- 409/2015. (XII. 15.) Korm. rendelet A Magyar Bányászati és Földtani Hivatalról szóló 267/2006. (XII. 20.) Korm. rendelet módosításáról
- 410/2015. (XII. 15.) Korm. rendelet A Belügyminisztérium budai Várnegyedben történő elhelyezésével kapcsolatos beruházás megvalósításával összefüggő közigazgatási hatósági ügyek nemzetgazdasági szempontból kiemelt jelentőségű üggyé nyilvánításáról
- 411/2015. (XII. ?.) Korm. rendelet ?
- 412/2015. (XII. 16.) Korm. rendelet Az önkéntes kölcsönös nyugdíjpénztárak befektetési és gazdálkodási szabályairól szóló 281/2001. (XII. 26.) Korm. rendelet módosításáról
- 413/2015. (XII. 23.) Korm. rendelet Egyes egészségügyi és egészségbiztosítási tárgyú kormányrendeletek módosításáról
- 414/2015. (XII. 23.) Korm. rendelet A személyazonosító igazolvány kiadása és az egységes arcképmás- és aláírás-felvételezés szabályairól
- 415/2015. (XII. 23.) Korm. rendelet A szociális, gyermekjóléti és gyermekvédelmi igénybevevői nyilvántartásról és az országos jelentési rendszerről
- 416/2015. (XII. 23.) Korm. rendelet A bölcsődében foglalkoztatott, felsőfokú végzettségű kisgyermeknevelők béréhez kapcsolódó támogatásról
- 417/2015. (XII. 23.) Korm. rendelet Egyes szociális és családtámogatási tárgyú, valamint egyéb kapcsolódó kormányrendeletek módosításáról
- 418/2015. (XII. 23.) Korm. rendelet Egyes gyermekvédelmi és köznevelési tárgyú kormányrendeletek módosításáról
- 419/2015. (XII. 23.) Korm. rendelet A szociális, gyermekjóléti és gyermekvédelmi szolgáltatásokkal összefüggő egyes kormányrendeletek módosításáról
- 420/2015. (XII. 23.) Korm. rendelet A társadalombiztosítási nyugellátásról szóló 1997. évi LXXXI. törvény végrehajtásáról szóló 168/1997. (X. 6.) Korm. rendelet, valamint az Európai Unió tisztviselőinek és más alkalmazottainak nyugdíjbiztosítási átutalásáról és visszautalásáról szóló törvény végrehajtásáról szóló 219/2012. (VIII. 13.) Korm. rendelet módosításáról
- 421/2015. (XII. 23.) Korm. rendelet A tájékozódást segítő jelzést megjelenítő reklámcélú eszközök közutak melletti elhelyezésének részletes szabályairól
- 422/2015. (XII. 23.) Korm. rendelet Az autópályák, autóutak és főutak használatáért fizetendő megtett úttal arányos díjról szóló 2013. évi LXVII. törvény végrehajtásáról szóló 209/2013. (VI. 18.) Korm. rendelet módosításáról
- 423/2015. (XII. 23.) Korm. rendelet A Nemzeti Útdíjfizetési Szolgáltató Zrt. és a Közlekedésfejlesztési Koordinációs Központ közötti úthasználati díjelszámolásról, valamint az útdíjfizetési rendszer átalakításával összefüggő egyes kormányrendeletek módosításáról szóló 361/2014. (XII. 30.) Korm. rendelet módosításáról
- 424/2015. (XII. 23.) Korm. rendelet A Nemzeti Akkreditáló Hatóságról és az akkreditálási eljárásról
- 425/2015. (XII. 23.) Korm. rendelet A Nemzeti Akkreditáló Testület megszűnéséhez kapcsolódó egyes kormányrendeletek módosításáról
- 426/2015. (XII. 23.) Korm. rendelet A Teljesítésigazolási Szakértői Szervvel kapcsolatos egyes kérdésekről szóló 236/2013. (VI. 30.) Korm. rendelet módosításáról
- 427/2015. (XII. 23.) Korm. rendelet A környezeti zaj és rezgés elleni védelem egyes szabályairól szóló 284/2007. (X. 29.) Korm. rendelet, valamint a környezeti zaj értékeléséről és kezeléséről szóló 280/2004. (X. 20.) Korm. rendelet módosításáról
- 428/2015. (XII. 23.) Korm. rendelet A 2007–2013 programozási időszakban az Európai Regionális Fejlesztési Alapból, az Európai Szociális Alapból és a Kohéziós Alapból származó támogatások felhasználásának rendjéről szóló 4/2011. (I. 28.) Korm. rendelet módosításáról
- 429/2015. (XII. 23.) Korm. rendelet A KNORR-BREMSE Vasúti Jármű Rendszerek Hungária Korlátolt Felelősségű Társaság Budapesten megvalósuló beruházásával összefüggő közigazgatási hatósági ügyek nemzetgazdasági szempontból kiemelt jelentőségű üggyé nyilvánításáról
- 430/2015. (XII. 23.) Korm. rendelet A megváltozott munkaképességű munkavállalókat foglalkoztató munkáltatók akkreditációjáról, valamint a megváltozott munkaképességű munkavállalók foglalkoztatásához nyújtható költségvetési támogatásokról szóló 327/2012. (XI. 16.) Korm. rendelet módosításáról
- 431/2015. (XII. 23.) Korm. rendelet A személyes gondoskodást nyújtó gyermekjóléti alapellátások és gyermekvédelmi szakellátások térítési díjáról és az igénylésükhöz felhasználható bizonyítékokról szóló 328/2011. (XII. 29.) Korm. rendelet módosításáról
- 432/2015. (XII. 28.) Korm. rendelet A Magyarország Kormánya és a Koszovói Köztársaság Kormánya közötti gazdasági együttműködésről szóló Megállapodás kihirdetéséről
- 433/2015. (XII. 28.) Korm. rendelet Az egyrészről Izland, a Liechtensteini Hercegség, a Norvég Királyság, és másrészről a Magyar Köztársaság között 2011. október 14-én létrejött, az EGT Finanszírozási Mechanizmus 2009–2014-es időszakának végrehajtásáról szóló együttműködési megállapodás módosításáról szóló, levélváltással létrejött megállapodás kihirdetéséről
- 434/2015. (XII. 28.) Korm. rendelet A Norvég Királyság és a Magyar Köztársaság között 2011. október 12-én létrejött, a Norvég Finanszírozási Mechanizmus 2009–2014-es időszakának végrehajtásáról szóló együttműködési megállapodás módosításáról szóló, levélváltással létrejött megállapodás kihirdetéséről
- 435/2015. (XII. 28.) Korm. rendelet Az Európai Unió vagy más nemzetközi szervezet felé vállalt kötelezettséggel összefüggő, a 2014–2020 programozási időszakban a Kormány által a nemzeti fejlesztési miniszter hatáskörébe utalt energiahatékonyság növelését célzó beruházások megvalósításáról
- 436/2015. (XII. 28.) Korm. rendelet A mezőgazdasági őstermelői igazolványról
- 437/2015. (XII. 28.) Korm. rendelet A belföldi hivatalos kiküldetést teljesítő munkavállaló költségtérítéséről
- 438/2015. (XII. 28.) Korm. rendelet A vízgazdálkodási bírság megállapításának részletes szabályairól
- 439/2015. (XII. 28.) Korm. rendelet A nemzeti vérkészlettel való gazdálkodás szabályairól
- 440/2015. (XII. 28.) Korm. rendelet Az előadó-művészeti szervezetek támogatását biztosító igazolások kiállításáról, felhasználásáról, a támogatható szervezetek köréről, a támogatás elszámolásának és ellenőrzésének, valamint visszafizetésének szabályairól
- 441/2015. (XII. 28.) Korm. rendelet A közigazgatási bürokráciacsökkentéssel összefüggésben egyes kormányrendeletek módosításáról
- 442/2015. (XII. 28.) Korm. rendelet A rendvédelmi feladatokat ellátó szervek hivatásos állományának szolgálati jogviszonyáról szóló 2015. évi XLII. törvény végrehajtásáról szóló 154/2015. (VI. 19.) Korm. rendelet módosításáról
- 443/2015. (XII. 28.) Korm. rendelet Az egyes rendészeti tárgyú törvényeknek az európai uniós kötelezettségek teljesítése érdekében szükséges és más célból történő módosításáról szóló 2015. évi CLXXIX. törvénnyel összefüggő kormányrendelet módosításokról
- 444/2015. (XII. 28.) Korm. rendelet A kormányablakokról szóló 515/2013. (XII. 30.) Korm. rendelet módosításáról
- 445/2015. (XII. 28.) Korm. rendelet' A fejlesztéspolitikával összefüggő egyes kormányrendeletek módosításáról
- 446/2015. (XII. 28.) Korm. rendelet Az örökségvédelmi bírságról szóló 191/2001. (X. 18.) Korm. rendelet módosításáról
- 447/2015. (XII. 28.) Korm. rendelet A Nemzeti Eszközkezelő Zrt. működésével kapcsolatos egyes szabályokról szóló 128/2012. (VI. 26.) Korm. rendelet módosításáról
- 448/2015. (XII. 28.) Korm. rendelet A nemzetiségi célú előirányzatokból nyújtott támogatások feltételrendszeréről és elszámolásának rendjéről szóló 428/2012. (XII. 29.) Korm. rendelet módosításáról
- 449/2015. (XII. 28.) Korm. rendelet A támogatásból megvalósuló fejlesztések központi monitoringjáról és nyilvántartásáról szóló 60/2014. (III. 6.) Korm. rendelet módosításáról
- 450/2015. (XII. 28.) Korm. rendelet A 2015. évi Milánói Világkiállítás magyar pavilonjának megvalósításával kapcsolatos egyes feladatok irányítását és lebonyolítását végrehajtó szervezet kijelöléséről szóló 271/2014. (XI. 4.) Korm. rendelet módosításáról
- 451/2015. (XII. 28.) Korm. rendelet A Budapesten megrendezendő Úszó-, Vízilabda-, Műugró-, Műúszó és Nyíltvízi Világbajnokság megvalósításához szükséges egyes létesítmények építtetőjének kijelöléséről, valamint a toronyugrás céljából létesítendő óriás ugrótorony létesítését szolgáló ingatlanok meghatározásáról
- 452/2015. (XII. 28.) Korm. rendelet A Budapesten megrendezendő Úszó-, Vízilabda-, Műugró-, Műúszó és Nyíltvízi Világbajnokság megvalósításához szükséges létesítményfejlesztés megvalósításával összefüggő közigazgatási hatósági ügyek kiemelt jelentőségű üggyé nyilvánításáról és az eljáró hatóságok kijelöléséről
- 453/2015. (XII. 28.) Korm. rendelet A Gyöngyöshalászon megvalósuló ipari telephely létesítésével összefüggő közigazgatási hatósági ügyek nemzetgazdasági szempontból kiemelt jelentőségű üggyé nyilvánításáról
- 454/2015. (XII. 29.) Korm. rendelet A kötelező legkisebb munkabér (minimálbér) és a garantált bérminimum megállapításáról
- 455/2015. (XII. 29.) Korm. rendelet Az Otthonteremtési Program kiterjesztésével összefüggő egyes kormányrendeletek módosításáról
- 456/2015. (XII. 29.) Korm. rendelet A lakóépület építésének egyszerű bejelentéséről és egyes építésügyi tárgyú kormányrendeletek módosításáról
- 457/2015. (XII. 29.) Korm. rendelet A megváltozott munkaképességű munkavállalókat foglalkoztató munkáltatók akkreditációjáról, valamint a megváltozott munkaképességű munkavállalók foglalkoztatásához nyújtható költségvetési támogatásokról szóló 327/2012. (XI. 16.) Korm. rendelet módosításáról
- 458/2015. (XII. 29.) Korm. rendelet A Magyarország Kormánya és a Ghánai Köztársaság Kormánya közötti Oktatási együttműködési egyezmény kihirdetéséről
- 459/2015. (XII. 29.) Korm. rendelet A tőzsdék, a központi értéktári és a központi szerződő fél tevékenységet végző szervezetek éves beszámoló készítési és könyvvezetési kötelezettségének sajátosságairól
- 460/2015. (XII. 29.) Korm. rendelet A tőkepiac stabilitásának erősítése érdekében tett egyes kárrendezési intézkedések során a csekély összegű támogatások szabályainak alkalmazásáról
- 461/2015. (XII. 29.) Korm. rendelet A foglalkoztatói nyugdíjszolgáltató intézmények szavatolótőke-szükségletének kiszámításáról
- 462/2015. (XII. 29.) Korm. rendelet A jelzáloghitel nyújtásával, közvetítéssel kapcsolatos eljárásra, a hiteltanácsadásra és a foglalkoztatottak szakmai ismereteire vonatkozó szabályokról
- 463/2015. (XII. 29.) Korm. rendelet A független pénzügyi szolgáltatás közvetítői, valamint függő jelzáloghitel közvetítői felelősségbiztosítási szerződés tartalmi követelményeiről
- 464/2015. (XII. 29.) Korm. rendelet A Kormány tagjainak feladat- és hatásköréről szóló 152/2014. (VI. 6.) Korm. rendelet módosításáról
- 465/2015. (XII. 29.) Korm. rendelet Az államháztartásról szóló törvény végrehajtásáról szóló 368/2011. (XII. 31.) Korm. rendelet és egyes kapcsolódó kormányrendeletek módosításáról
- 466/2015. (XII. 29.) Korm. rendelet Egyes fejlesztéspolitikai tárgyú kormányrendeletek módosításáról
- 467/2015. (XII. 29.) Korm. rendelet Az egyes közlekedési tárgyú kormányrendeletek módosításáról
- 468/2015. (XII. 29.) Korm. rendelet A pénzügyi közvetítőrendszert érintő egyes kormányrendeletek módosításáról
- 469/2015. (XII. 29.) Korm. rendelet Az állami foglalkoztatási szerv, a munkavédelmi és munkaügyi hatóság kijelöléséről, valamint e szervek hatósági és más feladatainak ellátásáról szóló 320/2014. (XII. 13.) Korm. rendelet módosításáról
- 470/2015. (XII. 29.) Korm. rendelet Az önkéntes kölcsönös egészség- és önsegélyező pénztárak egyes gazdálkodási szabályairól szóló 268/1997. (XII. 22.) Korm. rendelet, valamint az önkéntes kölcsönös nyugdíjpénztárak befektetési és gazdálkodási szabályairól szóló 281/2001. (XII. 26.) Korm. rendelet módosításáról
- 471/2015. (XII. 29.) Korm. rendelet A természetes személyek adósságrendezési eljárásában a Családi Csődvédelmi Szolgálat és a családi vagyonfelügyelő részletes feladatairól szóló 240/2015. (IX. 8.) Korm. rendelet módosításáról
- 472/2015. (XII. 29.) Korm. rendelet A közfoglalkoztatáshoz nyújtható támogatásokról szóló 375/2010. (XII. 31.) Korm. rendelet módosításáról
- 473/2015. (XII. 29.) Korm. rendelet A központosított közbeszerzési rendszerről, valamint a központi beszerző szervezet feladat- és hatásköréről szóló 168/2004. (V. 25.) Korm. rendelet, valamint a közbeszerzések központi ellenőrzéséről és engedélyezéséről szóló 320/2015. (X. 30.) Korm. rendelet módosításáról
- 474/2015. (XII. 29.) Korm. rendelet A fővárosi és megyei kormányhivatalokról, valamint a járási (fővárosi kerületi) hivatalokról szóló 66/2015. (III. 30.) Korm. rendelet a Nemzeti Korrupcióellenes Program és az azzal összefüggő intézkedések végrehajtása érdekében történő módosításáról
- 475/2015. (XII. 29.) Korm. rendelet A Nemzeti Kommunikációs Hivatalról és a kormányzati kommunikációs beszerzések központosított közbeszerzési rendszeréről szóló 247/2014. (X. 1.) Korm. rendelet módosításáról
- 476/2015. (XII. 29.) Korm. rendelet Az építési beruházások, valamint az építési beruházásokhoz kapcsolódó tervezői és mérnöki szolgáltatások közbeszerzésének részletes szabályairól szóló 322/2015. (X. 30.) Korm. rendelet módosításáról
- 477/2015. (XII. 29.) Korm. rendelet A beruházás ösztönzési célelőirányzat felhasználásáról szóló 210/2014. (VIII. 27.) Korm. rendelet módosításáról
- 478/2015. (XII. 29.) Korm. rendelet A részarány földkiadás során keletkezett osztatlan közös tulajdon megszüntetésének részletes szabályairól szóló 374/2014. (XII. 31.) Korm. rendelet módosításáról
- 479/2015. (XII. 29.) Korm. rendelet A hadigondozásról szóló 1994. évi XLV. törvény végrehajtásáról szóló 113/1994. (VIII. 31.) Korm. rendelet módosításáról
- 480/2015. (XII. 29.) Korm. rendelet A Magyar Művészeti Akadémia tagjainak életjáradékáról, valamint életjáradékban részesített tagjának elhalálozása esetén megállapítható hozzátartozói ellátásokról szóló 208/2013. (VI. 17.) Korm. rendelet módosításáról
- 481/2015. (XII. 29.) Korm. rendelet A Balassi Intézet létrehozásáról szóló 309/2006. (XII. 23.) Korm. rendelet módosításáról
- 482/2015. (XII. 29.) Korm. rendelet A Károlyi-Csekonics Palotaegyüttes átfogó, állagmegóvó felújítási feladatainak megvalósításával összefüggő közigazgatási hatósági ügyek nemzetgazdasági szempontból kiemelt jelentőségű üggyé nyilvánításáról és az eljáró hatóságok kijelöléséről
- 483/2015. (XII. 29.) Korm. rendelet A MASTER GOOD Termelő és Kereskedelmi Korlátolt Felelősségű Társaság Kisvárdán megvalósuló beruházásával összefüggő közigazgatási hatósági ügyek nemzetgazdasági szempontból kiemelt jelentőségű üggyé nyilvánításáról
- 484/2015. (XII. 29.) Korm. rendelet A számviteli törvényhez kapcsolódó, sajátos számviteli szabályokat tartalmazó kormányrendeletek módosításáról
- 485/2015. (XII. 29.) Korm. rendelet A Nemzeti Adó- és Vámhivatal szerveinek hatásköréről és illetékességéről
- 486/2015. (XII. 29.) Korm. rendelet Egyes kormányrendeleteknek a Nemzeti Adó- és Vámhivatal átalakításával kapcsolatos módosításáról
- 487/2015. (XII. 30.) Korm. rendelet Az ionizáló sugárzás elleni védelemről és a kapcsolódó engedélyezési, jelentési és ellenőrzési rendszerről
- 488/2015. (XII. 30.) Korm. rendelet Az ionizáló sugárzás elleni védelemről és a kapcsolódó engedélyezési, jelentési és ellenőrzési rendszerről szóló kormányrendelet hatálybalépésével összefüggésben egyes kormányrendeletek módosításáról
- 489/2015. (XII. 30.) Korm. rendelet A lakosság természetes és mesterséges eredetű sugárterhelését meghatározó környezeti sugárzási helyzet ellenőrzési rendjéről és a kötelezően mérendő mennyiségek köréről
- 490/2015. (XII. 30.) Korm. rendelet A hiányzó, a talált, valamint a lefoglalt nukleáris és más radioaktív anyagokkal kapcsolatos bejelentésekről és intézkedésekről, továbbá a nukleáris és más radioaktív anyagokkal kapcsolatos egyéb bejelentést követő intézkedésekről
- 491/2015. (XII. 30.) Korm. rendelet Az Országos Atomenergia Hivatal építésügyi hatósági feladatkörével összefüggésben az építőipari kivitelezési tevékenységről szóló 191/2009. (IX. 15.) Korm. rendelet és az Építésügyi Dokumentációs és Információs Központról, valamint az Országos Építésügyi Nyilvántartásról szóló 313/2012. (XI. 8.) Korm. rendelet módosításáról
- 492/2015. (XII. 30.) Korm. rendelet A minősített beszerzések Országgyűlés általi mentesítésének kezdeményezésére vonatkozó feltételekről és eljárásról, valamint az ilyen beszerzések megvalósításakor az ajánlatkérő által érvényesítendő követelményekről
- 493/2015. (XII. 30.) Korm. rendelet A Miskolc Megyei Jogú Város keleti iparterület megvalósításával összefüggő közigazgatási hatósági ügyek nemzetgazdasági szempontból kiemelt jelentőségű üggyé nyilvánításáról

### Fontosabb rendeletek és más jogszabályok

#### Január
- 1/2015. (I. 14.) MvM rendelet A közigazgatási, a rendészeti, a katonai, a nemzetbiztonsági, valamint a nemzetközi és európai közszolgálati felsőoktatás alap- és mesterképzési szakjainak meghatározásáról, e szakok képzési és kimeneti követelményeiről, valamint az alapképzés képzési ágairól
- 2/2015. (I. 14.) MvM rendelet A Magyarország Európai Unió melletti Állandó Képviseletén tartós külszolgálatot teljesítő diplomaták és szakdiplomaták alapellátmányának összegéről és azok kifizetéséről
- 1/2015. (I. 14.) EMMI rendelet A javítóintézetek rendtartásáról
- 2/2015. (I. 14.) EMMI rendelet Egyes szociális tárgyú miniszteri rendeletek módosításáról
- 3/2015. (I. 14.) EMMI rendelet Egyes gyógyszerekkel, gyógyászati segédeszközökkel, gyógyászati ellátásokkal és orvostechnikai eszközökkel kapcsolatos miniszteri rendeletek módosításáról
- 1/2015. (I. 14.) FM rendelet A földminősítés részletes szabályairól szóló 105/1999. (XII. 22.) FVM rendelet, valamint az erdőterv rendelet előkészítésének, és a körzeti erdőterv készítésének szabályairól szóló 11/2010. (II. 4.) FVM rendelet módosításáról

#### Február
- 8/2015. (III. 26.) NGM utasítás a Magyar Államkincstár Szervezeti és Működési Szabályzatáról

#### Május
- 28/2015. (V. 28.) FM rendelete a Magyar Élelmiszerkönyv kötelező előírásairól szóló 152/2009. (XI. 12.) FVM rendelet, valamint a mezőgazdasági biztosítás díjához nyújtott támogatásról szóló 19/2014. (X. 29.) FM rendelet módosításáról

#### Június
- 8/2015. (VI. 29.) HM rendelet A honvédelmi ágazatban foglalkoztatottak közalkalmazotti jogviszonyával összefüggő egyes kérdések rendezéséről szóló 27/2008. (XII. 31.) HM rendelet módosításáról
- 18/2015. (VI. 29.) NGM rendelet A 2016. évi munkaszüneti napok körüli munkarendről
- 34/2015. (VI. 29.) NFM rendelet Az utak használatáért fizetendő díjjal kapcsolatos egyes miniszteri rendeletek módosításáról
- 35/2015. (VI. 29.) NFM rendelet A magyar légtér légiközlekedés céljára történő kijelöléséről szóló 26/2007. (III. 1.) GKM–HM–KvVM együttes rendelet módosításáról
- 36/2015. (VI. 29.) NFM rendelet A nemzeti fejlesztési miniszter által adományozható elismerésekről szóló 3/2014. (I. 31.) NFM rendelet módosításáról

#### Szeptember
- 50/2015. (IX. 16.) BM rendelet részleges határzár elrendeléséről
- 24/2015. (IX. 21.) IM rendelet A közjegyzők feladatellátásával kapcsolatos egyes igazságügyi tárgyú miniszteri rendeletek módosításáról

#### Október
- 57/2015. (X. 21.) BM rendelet	Részleges határzár ismételt elrendeléséről szóló 56/2015. (X. 17.) BM rendelet hatályon kívül helyezéséről
- 28/2015. (X. 21.) IM rendelet	A közjegyzői állások számáról és a közjegyzők székhelyéről szóló 15/1991. (XI. 26.) IM rendelet módosításáról
- 28/2015. (X. 21.) NGM rendelet	A biztosítóban az élet- és nem-életbiztosítási ágak elkülönítésének módjáról
- 29/2015. (X. 21.) NGM rendelet	A biztosítási tevékenységről szóló 2014. évi LXXXVIII. törvény hatálybalépésével összefüggésben a nemzetgazdasági miniszter feladatkörébe tartozó egyes miniszteri rendeletek módosításáról
- 61/2015. (X. 21.) NFM rendelet	A víziközművek gördülő fejlesztési terve részét képező felújítási és pótlási terv, valamint beruházási terv részletes tartalmi és formai követelményeiről

#### November
- 44/2015. (XI. 2.) MvM rendelet a közbeszerzési és tervpályázati hirdetmények feladásának, ellenőrzésének és közzétételének szabályairól, a hirdetmények mintáiról és egyes tartalmi elemeiről, valamint az éves statisztikai összegezésről

### Kormányhatározatok

#### Január (1−1035)
- 1001/2015. (I. 15.) Korm. határozat Az Európai Unió Régiók Bizottsága Nemzeti Delegáció tagjainak és póttagjainak jelöléséről
- 1002/2015. (I. 15.) Korm. határozat Az egyes állami vagyontárgyak ingyenes tulajdonba adásáról szóló 1716/2014. (XII. 5.) Korm. határozatban meghatározottaktól eltérő rendelkezésekről
- 1003/2015. (I. 15.) Korm. határozat A Várgondnokság Nonprofit Kft. üzletrészének megvásárlásáról
- 1004/2015. (I. 15.) Korm. határozat A Társadalmi Infrastruktúra Operatív Program 2011–2013. évekre szóló akcióterve 2. prioritásának módosításáról, valamint az egyes egészségügyi intézmények infrastrukturális fejlesztését célzó projektek megvalósítása érdekében szükséges források finanszírozásáról szóló 1647/2014. (XI. 14.) Korm. határozat módosításáról
- 1005/2015. (I. 20.) Korm. határozat A 2014. évi kötelezettségvállalással nem terhelt költségvetési maradványok egy részének felhasználásáról
- 1006/2015. (I. 20.) Korm. határozat Az egészségügyi ágazat háttérintézményei felülvizsgálatáról és átalakításáról
- 1007/2015. (I. 20.) Korm. határozat A Budapest–Belgrád vasútvonal felújításának megvalósításához szükséges előkészületekről
- 1008/2015. (I. 20.) Korm. határozat A Nemzeti Stratégiai Referencia Keret 2015. évi munkatervéről
- 1009/2015. (I. 20.) Korm. határozat A Szovjetunióba hurcolt politikai foglyok és kényszermunkások emlékéve meghirdetéséről
- 1010/2015. (I. 20.) Korm. határozat a központi költségvetésből finanszírozott kiemelt közúti beruházásokról
- 1011/2015. (I. 22.) Korm. határozat A közigazgatási perrendtartás kodifikációjáról
- 1012/2015. (I. 22.) Korm. határozat A polgári perjogi kodifikációról szóló 1267/2013. (V. 17.) Korm. határozat módosításáról
- 1013/2015. (I. 22.) Korm. határozat A Nemzeti Bűnmegelőzési Tanácsról szóló 1087/2011. (IV. 12.) Korm. határozat és a Nemzeti Bűnmegelőzési Stratégiáról (2013–2023) szóló 1744/2013. (X. 17.) Korm. határozat módosításáról
- 1014/2015. (I. 22.) Korm. határozat A 2007–2013 közötti programozási időszak operatív programjai eredményes zárásával összefüggő 2015. évi feladatokra vonatkozó cselekvési tervről és a Nemzeti Stratégiai Referencia Keret 2014. évi munkatervéről szóló 1051/2014. (II. 7.) Korm. határozat módosításáról
- 1015/2015. (I. 22.) Korm. határozat A FINA 2021. évi Úszó-, Vízilabda-, Műugró, Műúszó és Nyíltvízi Világbajnoksággal összefüggésben a Magyar Úszó Szövetség elhelyezéséhez szükséges intézkedésekről
- 1016/2015. (I. 22.) Korm. határozat A Magyarország Kormánya és Izrael Állam Kormánya közötti Filmkoprodukciós Megállapodás szövegének végleges megállapítására adott felhatalmazásról
- 1017/2015. (I. 22.) Korm. határozat A Gül Baba türbéje és környezete komplex rekonstrukciójához kapcsolódó beruházások megvalósításával összefüggő feladatokról
- 1018/2015. (I. 22.) Korm. határozat Az Apollo Tyres (Hungary) Kft. átlátható szervezetté történő minősítéséről
- 1019/2015. (I. 22.) Korm. határozat A nemzeti közműszolgáltatási rendszer megszervezése érdekében szükséges intézkedésekről
- 1020/2015. (I. 29.) Korm. határozat Egyes kormányzati feladatok változásával összefüggő intézkedésekről
- 1021/2015. (I. 29.) Korm. határozat A Chicagói Főkonzulátus újranyitásához kapcsolódó feladatokról
- 1022/2015. (I. 29.) Korm. határozat A Határellenőrzési Munkacsoportról
- 1023/2015. (I. 29.) Korm. határozat A Központi Adatgyűjtő és Feldolgozó társaság megalapítása érdekében szükséges intézkedésekről
- 1024/2015. (I. 29.) Korm. határozat Az Elektronikus Közúti Áruforgalom Ellenőrző Rendszer működtetésével kapcsolatos feladatokról
- 1025/2015. (I. 29.) Korm. határozat A központi költségvetési szervnek nem minősülő vagyonkezelők által elvégzett értéknövelő beruházások elszámolásáról és megtérítéséről
- 1026/2015. (I. 29.) Korm. határozat Egyes tárgyi eszközöknek az Európai Rendőrakadémia (CEPOL) részére történő ingyenes tulajdonbaadásáról
- 1027/2015. (I. 29.) Korm. határozat Az ENKSZ Első Nemzeti Közműszolgáltató Zártkörűen Működő Részvénytársaság, valamint a Központi Adatgyűjtő és Feldolgozó társaság megalapítása érdekében a rendkívüli kormányzati intézkedésekre szolgáló tartalékból történő előirányzat-átcsoportosításról
- 1028/2015. (I. 30.) Korm. határozat A 2014–2020 közötti programozási időszakban az európai területi együttműködés célkitűzés keretében megvalósuló „INTERACT III” interregionális együttműködési program elfogadásáról
- 1029/2015. (I. 30.) Korm. határozat Egyes, a Környezet és Energia Operatív Program 2011–2013. évekre szóló akcióterve 1. prioritása keretében megvalósuló projektek támogatásának növeléséről
- 1030/2015. (I. 30.) Korm. határozat A KEOP-1.1.1/B/10-11-2013-0005 azonosító számú („Szilárdhulladék-gazdálkodási rendszer továbbfejlesztése a Heves Megyei Regionális Hulladékgazdálkodási Társulás területén” című) projekt szakaszolásának jóváhagyásáról, valamint a projekt második szakaszában felmerülő költségek fedezetének biztosításáról
- 1031/2015. (I. 30.) Korm. határozat A KÖZOP-1.5.0-09-2010-0004 azonosító számú [„A 8. sz. főút 31+700–57+000 km szelvények (Várpalota–Veszprém) közötti szakasz 115 kN tengelyterhelésre történő burkolat megerősítése, kapacitás bővítésen belül a III. szakasz 44+797–57+100 km sz. között (Veszprémi körgyűrű) szakasz előkészítése”] című projekt és a KÖZOP-1.4.0-09-2010-0003 azonosító számú („8. sz. főút Székesfehérvár–Veszprém szakasz előkészítési feladatai”) című projekt közötti forrásátcsoportosításról
- 1032/2015. (I. 30.) Korm. határozat Az építésüggyel kapcsolatos társadalompolitikai elképzelések megvalósítását célzó intézkedésekről
- 1033/2015. (I. 30.) Korm. határozat A 2014. évi költségvetési maradványok egy részének felhasználásáról
- 1034/2015. (I. 30.) Korm. határozat A rendkívüli kormányzati intézkedésekre szolgáló tartalékból történő előirányzat-átcsoportosításról
- 1035/2015. (I. 30.) Korm. határozat A rendkívüli kormányzati intézkedésekre szolgáló tartalékból történő előirányzat-átcsoportosításról és egyes kormányhatározatok módosításáról

#### Február (1036−1079)
- 1036/2015. (II. 2.) Korm. határozat Az ENSZ EGB Határvízi Egyezmény Részes Felei 2015. évi 7. Konferenciájának magyarországi megrendezéséről és a szükséges források biztosításáról
- 1037/2015. (II. 9.) Korm. határozat A Nemzeti Stadionfejlesztési Program keretében megvalósítandó Diósgyőri Stadion rekonstrukció beruházáshoz kapcsolódó intézkedésekről
- 1038/2015. (II. 10.) Korm. határozat A nukleáris biztonságról a Nemzetközi Atomenergia Ügynökség keretében Bécsben, 1994. szeptember 20-án létrejött Egyezmény szerinti diplomáciai értekezleten való magyar részvételről
- 1039/2015. (II. 10.) Korm. határozat Az „Egészséges Magyarország 2014–2020” Egészségügyi Ágazati Stratégia elfogadásáról
- 1040/2015. (II. 10.) Korm. határozat A „Szakképzés a gazdaság szolgálatában” című koncepcióról
- 1041/2015. (II. 10.) Korm. határozat A 2015-ös oroszországi magyar kulturális évad megrendezéséről és finanszírozásáról
- 1042/2015. (II. 10.) Korm. határozat Az Ebola-járvány által sújtott nyugat-afrikai országokba küldendő egészségügyi önkéntesekről
- 1043/2015. (II. 10.) Korm. határozat A 2017. évi Felnőtt Judo Világbajnokság és Világkongresszus rendezési jogának megszerzése esetén szükséges kormányzati intézkedésekről
- 1044/2015. (II. 10.) Korm. határozat A Fővárosi Állat- és Növénykert fejlesztésének támogatásáról
- 1045/2015. (II. 11.) Korm. határozat A Magyarország Kormánya és Ukrajna Miniszteri Kabinetje között a magyar–ukrán államhatáron lévő közúti határhidak üzemeltetési fenntartásáról és javításáról szóló Megállapodás szövegének végleges megállapítására adott felhatalmazásról
- 1046/2015. (II. 11.) Korm. határozat A kormányzati szerkezetátalakítással összefüggésben egyes kormányhatározatok deregulációjáról
- 1047/2015. (II. 11.) Korm. határozat Az Alpine Európai Elektronikai Ipari Kft. és a COLOPLAST Hungary Gyártó Korlátolt Felelősségű Társaság magyarországi nagybefektetőkkel való stratégiai együttműködési megállapodások megkötéséről
- 1048/2015. (II. 11.) Korm. határozat Egyes kiemelt jelentőségű beruházásokkal összefüggő kormányhatározatok módosításáról
- 1049/2015. (II. 11.) Korm. határozat A veszprémi uszoda beruházás egyes kérdéseiről
- 1050/2015. (II. 13.) Korm. határozat A Budapest Bank Zrt. tevékenysége feletti befolyás megszerzése érdekében szükséges intézkedésekről szóló 1708/2014. (XII. 4.) Korm. határozat 7. pontja szerinti kezességvállalásról
- 1051/2015. (II. 16.) Korm. határozat Az ENSZ Menekültügyi Főbiztossága budapesti Globális Szolgáltató Központjának és Globális Képzési Központjának bővítéséhez szükséges ingatlan biztosításáról, valamint a meglevő irodaépület helyzetének rendezéséről
- 1052/2015. (II. 16.) Korm. határozat A Közigazgatás- és Közszolgáltatás-fejlesztési Stratégiával kapcsolatos feladatokról
- 1053/2015. (II. 16.) Korm. határozat A 2015. évi határátlépéssel járó csapatmozgások engedélyezéséről szóló 1763/2014. (XII. 18.) Korm. határozat módosításáról
- 1054/2015. (II. 16.) Korm. határozat A 2014. évi költségvetési maradványok egy részének felhasználásáról
- 1055/2015. (II. 16.) Korm. határozat A 2014. évi költségvetési maradványok egy részének felhasználásáról
- 1056/2015. (II. 16.) Korm. határozat A Miniszterelnökség fejezet címrendjének módosításáról
- 1057/2015. (II. 16.) Korm. határozat A rendkívüli kormányzati intézkedésekre szolgáló tartalékból történő előirányzat-átcsoportosításról és egyes kormányhatározatok módosításáról
- 1058/2015. (II. 16.) Korm. határozat A budavári Várgarázs beruházás befejezéséhez szükséges forrás biztosításáról
- 1059/2015. (II. 18.) Korm. határozat A költségvetési szerveknél foglalkoztatottak 2015. évi kompenzációja érdekében a 2015. évi központi költségvetés céltartalékából a IX. Helyi önkormányzatok támogatásai fejezetbe történő előirányzat-átcsoportosításról
- 1060/2015. (II. 18.) Korm. határozat a 2007–2013 közötti programozási időszak operatív programjainak 2015. évi eredményes zárásával összefüggő érdekeltségi ösztönzőrendszerrel kapcsolatos feladatokról
- 1061/2015. (II. 18.) Korm. határozat A sportfejlesztéssel és sportlétesítmény-gazdálkodással összefüggő feladatok változásával kapcsolatos intézkedésekről
- 1062/2015. (II. 18.) Korm. határozat A XVII. Nemzeti Fejlesztési Minisztérium fejezet Magán és egyéb jogi személyek kártérítése fejezeti kezelésű előirányzat 2014. évi költségvetési maradványa egy részének felhasználásáról
- 1063/2015. (II. 18.) Korm. határozat A Magyarország Kormánya és az Orosz Föderáció Kormánya között a régióközi együttműködés előmozdításáról szóló megállapodás szövegének végleges megállapítására adott felhatalmazásról
- 1064/2015. (II. 23.) Korm. határozat Magyarország és a Koszovói Köztársaság között a bűnügyi eljárási jogsegélyegyezmény szövegének végleges megállapítására adott felhatalmazásról
- 1065/2015. (II. 23.) Korm. határozat A Magyarország Kormánya és a Török Köztársaság Kormánya között a szociális biztonságról szóló Egyezmény szövegének végleges megállapítására adott felhatalmazásról
- 1066/2015. (II. 23.) Korm. határozat A Budavári Palota épületegyütteshez tartozó egykori főőrségi épület és Stöckl-lépcső újjáépítéséhez szükséges forrás biztosításáról
- 1067/2015. (II. 23.) Korm. határozat A Kiscelli Múzeum fejlesztéséhez szükséges forrás biztosításáról
- 1068/2015. (II. 25.) Korm. határozat Az egyrészről az Európai Unió, annak tagállamai másrészről Izland között Izlandnak a Kiotói Jegyzőkönyv második kötelezettségvállalási időszakában az Európai Unióra, annak tagállamaira és Izlandra háruló kötelezettségek közös teljesítésében való részvételéről szóló megállapodás szövegének végleges megállapítására adott felhatalmazásról
- 1069/2015. (II. 25.) Korm. határozat A népesség személyi, családi és lakásviszonyainak minta alapján történő 2016. évi felmérésének előkészítésével kapcsolatos egyes feladatokról
- 1070/2015. (II. 25.) Korm. határozat Az Igazságügyi Hivatal bírósági végrehajtással összefüggő feladatainak ellátásához szükséges beszerzések során alkalmazandó eljárási mentességről
- 1071/2015. (II. 25.) Korm. határozat Az egészségügyi ágazat háttérintézményeinek átalakítása során az európai uniós projektekkel összefüggő intézkedésekről
- 1072/2015. (II. 25.) Korm. határozat Az Emberi Erőforrások Minisztériuma fejezet címrendjének módosításáról
- 1073/2015. (II. 25.) Korm. határozat A Nemzeti Épületenergetikai Stratégiáról
- 1074/2015. (II. 25.) Korm. határozat A 2017. évi Női és Férfi Szerenkénti Tornász Világbajnokság rendezési jogának megszerzése esetén szükséges kormányzati intézkedésekről
- 1075/2015. (II. 25.) Korm. határozat' A 2019. évi Gyorsasági Kajak-Kenu Világbajnokság rendezési jogának megszerzése esetén szükséges kormányzati intézkedésekről
- 1076/2015. (II. 25.) Korm. határozat A települési ügysegédi rendszer bővítéséhez szükséges feladatokkal összefüggően a Miniszterelnökség és a Belügyminisztérium fejezetek közötti előirányzat-átcsoportosításról
- 1077/2015. (II. 25.) Korm. határozat A PPP beruházás keretében megvalósult és folyamatban lévő felsőoktatási létesítményekkel kapcsolatos feladatokkal összefüggően az Emberi Erőforrások Minisztériuma és a Nemzeti Fejlesztési Minisztérium fejezetek közötti előirányzat-átcsoportosításról
- 1078/2015. (II. 25.) Korm. határozat A rendkívüli kormányzati intézkedésekre szolgáló tartalékból történő előirányzat-átcsoportosításról és a rendkívüli kormányzati intézkedésekre szolgáló tartalékból történő előirányzat-átcsoportosításról és az egyes kormányhatározatok módosításáról szóló 1035/2015. (I. 30.) Korm. határozat végrehajtása során alkalmazandó eltérő rendelkezésekről
- 1079/2015. (II. 25.) Korm. határozat A Herend városát érintő közlekedés feltételeinek javításához kapcsolódó intézkedésekről

#### Március (1080−1199)
- 1080/2015. (III. 3.) Korm. határozat Nagykónyi Község Önkormányzata részére, működőképességének megőrzése céljából egyedi támogatás biztosítása érdekében történő előirányzat-átcsoportosításáról
- 1081/2015. (III. 3.) Korm. határozat A MÁV Csoport és a Győr-Sopron-Ebenfurti Vasút Zártkörűen Működő Részvénytársaság munkavállalóinak bérfejlesztéséhez szükséges forrás biztosításáról
- 1082/2015. (III. 3.) Korm. határozat A közfoglalkoztatás 2015. évi céljairól és a közfoglalkoztatással összefüggő, egyes döntést igénylő kérdésekről szóló 1044/2013. (II. 5.) Korm. határozat módosításáról
- 1083/2015. (III. 3.) Korm. határozat A Környezet és Energia Operatív Program keretében uniós forrásból megvalósítandó, háromszázmillió forintot elérő, vagy meghaladó értékű építési beruházás vagy építési koncesszió megvalósítására irányuló, 2015. február 1-jét követően meginduló közbeszerzési eljárásokról
- 1084/2015. (III. 3.) Korm. határozat Az Európai Unió társfinanszírozásával megvalósuló, 2007-2013 között indított projektek szakaszolásáról
- 1085/2015. (III. 3.) Korm. határozat A 2014-2020 programozási időszak operatív programjai monitoring bizottságai létrehozásának előkészítéséről
- 1086/2015. (III. 3.) Korm. határozat Egyes, a Környezet és Energia Operatív Program 2011-2013. évekre szóló akcióterve KEOP-1.1.1. konstrukciója keretében megvalósuló projektek támogatásának növeléséről
- 1087/2015. (III. 3.) Korm. határozat A KÖZOP-3.5.0-09-11-2014-0047 azonosító számú ("31. sz. főút Heves megyei szakasz 115 kN tengelyterhelésre történő megerősítése" című) projektjavaslat támogatásának jóváhagyásáról és akciótervi nevesítéséről
- 1088/2015. (III. 3.) Korm. határozat A KÖZOP-5.5.0-09-11-2012-0022 azonosító számú ("Kecskemét város közösségi közlekedés fejlesztése, átalakítása – zéró emissziós zóna megteremtése soros hibridhajtású alacsony padlós autóbuszok beszerzésével" című) projekt pénzügyi, finanszírozási tranzakciókon realizált árfolyamveszteségének újbóli kompenzálásáról
- 1089/2015. (III. 3.) Korm. határozat A Versenyképes Közép-Magyarország Operatív Program 2015. évre szóló éves fejlesztési kerete 7. és 8. prioritásának, valamint a 2014-2020 programozási időszak egyes országos kihatású projektjeinek részben a Versenyképes Közép-Magyarország Operatív Program terhére történő finanszírozásának megállapításáról
- 1090/2015. (III. 4.) Korm. határozat Egyes önkormányzatok működőképességének megőrzése céljából egyedi támogatás biztosítása érdekében történő előirányzat-átcsoportosításáról
- 1091/2015. (III. 5.) Korm. határozat A Magyarország-Horvátország Határon Átnyúló Együttműködési Program 2014-2020 elfogadásáról
- 1092/2015. (III. 5.) Korm. határozat A KÖZOP-1.5.0-09-11-2013-0005 azonosító számú ("M7 autópálya Érd, Iparos úti csomópont átépítés előkészítése és kivitelezése" című) projekt támogatásának növeléséről, szakaszolásának jóváhagyásáról, valamint a projekt második szakaszában felmerülő költségek fedezetének biztosításáról
- 1093/2015. (III. 5.) Korm. határozat A KÖZOP-2.5.0-09-11-2013-0001 azonosító számú ("Budapest Kelenföld-Székesfehérvár vasútvonal rekonstrukciója 1/3. ütem: Székesfehérvár vasúti csomópont átépítése és a Szent István utcai közúti felüljáró építése Érden" című) és a KÖZOP-2.5.0-09-11-2014-0003 azonosító számú ("Lepsény-Balatonszentgyörgy közötti vasúti vonalszakasz rekonstrukciója 1. szakasz, Lepsény-Szántód-Kőröshegy vonalszakaszának rekonstrukciója" című) nagyprojekt-javaslatok jóváhagyásáról
- 1094/2015. (III. 5.) Korm. határozat A KÖZOP-3.4.0-09-2010-0003 ("85-86. sz. főutak Győr-Csorna-Szombathely szakasza" című) projekt vonatkozásában felmerült régészeti költségek finanszírozásáról szóló 2013/2013. (XII. 29.) Korm. határozat módosításáról
- 1095/2015. (III. 5.) Korm. határozat A KEOP-1.1.1/C/13-2013-0015 azonosító számú ("Szolnoki térségi regionális hulladékgazdálkodási rendszer fejlesztése eszközbeszerzésekkel" című) projekt támogatásának növeléséről
- 1096/2015. (III. 5.) Korm. határozat A KEOP-1.2.0/09-11-2013-0013 azonosító számú ("Hódmezővásárhely szennyvíztisztítása és Kishomok városrészének szennyvízcsatornázása" című) projekt szakaszolásának jóváhagyásáról, valamint a projekt második szakaszában felmerülő költségek fedezetének biztosításáról
- 1097/2015. (III. 5.) Korm. határozat A Környezet és Energia Operatív Program KEOP-2014-4.10.0/F jelű, "Önkormányzatok és intézményeik épületenergetikai fejlesztése megújuló energiaforrás hasznosításával kombinálva a konvergencia régiókban" című felhívásának módosításáról
- 1098/2015. (III. 5.) Korm. határozat a "Vízi úti információs rendszer kiépítése" című projektjavaslatnak az Európai Hálózatfinanszírozási Eszköz 2014. évi pályázati kiírására történő benyújtásáról
- 1099/2015. (III. 5.) Korm. határozat Az "LNG infrastruktúra magyarországi kiépítésének előkészítése és az első töltőpontok megvalósítása a PANNON-LNG Projekt keretében" című projektjavaslatnak az Európai Hálózatfinanszírozási Eszköz 2014. évi pályázati kiírására történő benyújtásáról
- 1100/2015. (III. 5.) Korm. határozat Az "ETCS L2 fedélzeti berendezés felszerelése 10 db Taurus villamos mozdonyra" című projektjavaslatnak az Európai Hálózatfinanszírozási Eszköz 2014. évi pályázati kiírására történő benyújtásáról
- 1101/2015. (III. 5.) Korm. határozat Az "ETCS L2 fedélzeti berendezés felszerelése 59 db FLIRT típusú motorvonatra" című projektjavaslatnak az Európai Hálózatfinanszírozási Eszköz 2014. évi pályázati kiírására történő benyújtásáról
- 1102/2015. (III. 5.) Korm. határozat Az "A magyarországi TEN-T belvízi út fejlesztésének előkészítése" című projektjavaslatnak az Európai Hálózatfinanszírozási Eszköz 2014. évi pályázati kiírására történő benyújtásáról
- 1103/2015. (III. 5.) Korm. határozat A "Békéscsaba (kiz.)-Lőkösháza (oh.) vasútvonal felújítás előkészítési munkái" című projektjavaslatnak az Európai Hálózatfinanszírozási Eszköz 2014. évi pályázati kiírására történő benyújtásáról
- 1104/2015. (III. 5.) Korm. határozat Az "ERTMS rádiós rendszer kiépítése a magyar vasúti vonalak mellett" című projektjavaslatnak az Európai Hálózatfinanszírozási Eszköz 2014. évi pályázati kiírására történő benyújtásáról
- 1105/2015. (III. 5.) Korm. határozat A "Kelenföld-Pusztaszabolcs vasútvonal átépítése I. ütem (Kelenföld-Százhalombatta korszerűsítése és ETCS2 vonatbefolyásoló rendszer kiépítése)" című projektjavaslatnak az Európai Hálózatfinanszírozási Eszköz 2014. évi pályázati kiírására történő benyújtásáról
- 1106/2015. (III. 5.) Korm. határozat A "Szabad útvonalú (Free route) légtér a Fekete-erdőtől a Fekete tengerig" című projektjavaslatnak az Európai Hálózatfinanszírozási Eszköz 2014. évi pályázati kiírására történő benyújtásáról
- 1107/2015. (III. 5.) Korm. határozat A "Repülőtéri együttműködésen alapuló döntéstámogató rendszer (Airport-Collaborative Decision Making) szoftverfejlesztés a HungaroControl Magyar Légiforgalmi Szolgálat Zrt.-nél" című projektjavaslatnak az Európai Hálózatfinanszírozási Eszköz 2014. évi pályázati kiírására történő benyújtásáról
- 1108/2015. (III. 5.) Korm. határozat A "Hajóút fenntartási főterv" című projektjavaslatnak az Európai Hálózatfinanszírozási Eszköz 2014. évi pályázati kiírására történő benyújtásáról
- 1109/2015. (III. 5.) Korm. határozat Az "A dunai hajóút kitűzési rendszer fejlesztése" című projektjavaslatnak az Európai Hálózatfinanszírozási Eszköz 2014. évi pályázati kiírására történő benyújtásáról
- 1110/2015. (III. 5.) Korm. határozat A TÁMOP-3.1.16-14-2014-0001 azonosító számú ("DIGITÁLIS ÚTON-ÚTFÉLEN. Komplex iskolai innováció és digitális szemléletformálás hátrányos helyzetűek körében" című) projektjavaslat akciótervi nevesítéséről
- 1111/2015. (III. 5.) Korm. határozat A KÖZOP-1.5.0-09-11-2014-0024 azonosító számú ["Tengelysúly- és össztömeg-mérő állomás kiépítése az M7 autópálya 192 km szelvényében lévő kétoldali pihenőhelyen (Zalakomári pihenő)" című] projektjavaslat támogatásának jóváhagyásáról és akciótervi nevesítéséről
- 1112/2015. (III. 6.) Korm. határozat A Vegyifegyver Tilalmi Szervezet és Magyarország között az OPCW kiváltságairól és mentességeiről szóló Megállapodás szövegének végleges megállapításáról
- 1113/2015. (III. 6.) Korm. határozat Az ENSZ Katasztrófakockázat-csökkentési Világkonferenciáin való magyar részvételről
- 1114/2015. (III. 6.) Korm. határozat A Zöldbank koncepció megszervezése érdekében szükséges intézkedésekről
- 1115/2015. (III. 6.) Korm. határozat „Életmentő Emlékérem” adományozásáról
- 1116/2015. (III. 6.) Korm. határozat A vízügyi igazgatási szervek 2015. január 1. és február 28. közötti időszakban jogszabályi kötelezettség alapján végzett árvízi-, belvízi védekezési tevékenységének finanszírozásáról
- 1117/2015. (III. 6.) Korm. határozat A Nemzeti Stratégiai Referencia Keret 2015. évre vonatkozó kötelezettségvállalási tervéről
- 1118/2015. (III. 6.) Korm. határozat A Nemzeti Stratégiai Referencia Keret 2015. évre vonatkozó kifizetési tervéről
- 1119/2015. (III. 6.) Korm. határozat A Rászoruló Személyeket Támogató Operatív Program 2015. évre szóló éves fejlesztési keretének megállapításáról
- 1120/2015. (III. 6.) Korm. határozat A GSM-R rendszer megvalósításával összefüggő egyes feladatokról
- 1121/2015. (III. 6.) Korm. határozat A Közlekedés Operatív Program 2011–2013. évekre szóló akciótervének megállapításáról
- 1122/2015. (III. 6.) Korm. határozat A KÖZOP-1.1.1-07-2008-0002 azonosító számú („M0 körgyűrű építése 0+000–29+500 km szelvények között” című) projekt műszaki tartalmának növeléséről
- 1123/2015. (III. 6.) Korm. határozat A KÖZOP-4.5.0-09-11-2014-0001 azonosító számú („Győr-Gönyű Országos Közforgalmú Kikötő infrastrukturális továbbfejlesztése” című) projekt támogatásának növeléséről, valamint Az állami vagyonnal kapcsolatos bevételek és kiadások és a Belügyminisztérium költségvetési fejezetek közötti előirányzat-átcsoportosításáról
- 1124/2015. (III. 6.) Korm. határozat A „Törzshálózati elemek összekötése a közlekedési ágazatban: a Rajna–Duna folyosó Komárom–Révkomárom (Komárno) határon átívelő hídja (Belvízi hajózási projekt)” című projektjavaslatnak az Európai Hálózatfinanszírozási Eszköz 2014. évi pályázati kiírására történő benyújtásáról
- 1125/2015. (III. 6.) Korm. határozat A Környezet és Energia Operatív Program 2011–2013. évekre szóló akciótervének megállapításáról
- 1126/2015. (III. 6.) Korm. határozat Egyes, a Környezet és Energia Operatív Program keretében uniós forrásból megvalósítandó, háromszázmillió forintot elérő, vagy meghaladó értékű építési projektek 2015. február 1-jét követően meginduló közbeszerzési eljárások megindításához történő hozzájárulásról
- 1127/2015. (III. 6.) Korm. határozat A KEOP-1.2.0/09-11-2012-0009 azonosító számú („Bucsa Község szennyvízcsatornázása” című) projekt támogatásának növeléséről
- 1128/2015. (III. 6.) Korm. határozat A KEOP-7.1.0/11-2011-0071 azonosító számú („Hantosi ivóvíz arzén mentesítése” című) projekt támogatásának növeléséről
- 1129/2015. (III. 6.) Korm. határozat „Az ivóvízminőség-javítása a magyarországi Észak-alföldi Régióban” című, 2004/HU/16/C/PE/005 azonosító számú KA projekt zárását elősegítő, Nagyiván település egészséges ivóvízellátását biztosító beruházáshoz nyújtott kiegészítő forrás jóváhagyásáról
- 1130/2015. (III. 6.) Korm. határozat Az ÉAOP-2.1.1/E-12-k2-2012-0009 azonosító számú („A Zagyva-folyó kerékpáros turisztikai fejlesztése a Szolnok–Boldog települések közötti szakaszon” című) kiemelt projekt akciótervi nevesítésének visszavonásáról és az előkészítési költségei fedezetének biztosításáról
- 1131/2015. (III. 6.) Korm. határozat Az ÉMOP-2.1.1/A-14-2014-0001 azonosító számú („Nemzeti Filmtörténeti Élménypark” című) projekttel összefüggésben közbeszerzési eljárások megindításához való hozzájárulásról
- 1132/2015. (III. 6.) Korm. határozat A regionális operatív programok, a Környezet és Energia Operatív Program, valamint a Társadalmi Infrastruktúra Operatív Program 2. prioritása keretében egyes egészségügyi infrastrukturális beruházások megvalósításához szükséges többletforrások biztosításáról szóló 1886/2013. (XI. 29.) Korm. határozat módosításáról
- 1133/2015. (III. 10.) Korm. határozat Az Elektronikus Közigazgatás Operatív Program 2011–2013. évekre szóló akciótervének módosításáról
- 1134/2015. (III. 10.) Korm. határozat „A hatékony közlekedést segítő innovatív, többnyelvű útinform-szolgáltatás fejlesztése: MORENA” című projektjavaslatnak az Európai Hálózatfinanszírozási Eszköz 2014. évi pályázati kiírására történő benyújtásáról
- 1135/2015. (III. 10.) Korm. határozat A „SPINE – Safe Plans and Investment for Network Europe (Közlekedésbiztonsági Teljesítmény és Beruházási Javaslatok az Európai Hálózatra)” című projektjavaslatnak az Európai Hálózatfinanszírozási Eszköz 2014. évi pályázati kiírására történő benyújtásáról
- 1136/2015. (III. 10.) Korm. határozat A GOP-2015-3.3.4 azonosító számú („Versenyképes IKT szektor fejlesztése” című) és a GOP-2015-3.5.1/A azonosító számú („Esélyegyenlőségi célcsoportok a gazdaságban – megváltozott munkaképességű személyeket foglalkoztató vállalkozások támogatása” című) pályázati felhívásokra benyújtott projektek vonatkozásában kötelezettségvállaláshoz, valamint támogatási szerződések megkötéséhez történő hozzájárulásról
- 1137/2015. (III. 11.) Korm. határozat A Magyarország és a Török Köztársaság közötti barátsági és együttműködési szerződés szövegének végleges megállapításáról
- 1138/2015. (III. 11.) Korm. határozat A FINA Úszó-, Vízilabda-, Műugró, Műúszó és Nyíltvízi Világbajnokság Budapesten történő megrendezéséhez szükséges egyes létesítmény-fejlesztéshez kapcsolódó feladatokról
- 1139/2015. (III. 12.) Korm. határozat A Magyarország Kormánya és a Belga Királyság Kormánya között a minősített adatok cseréjéről és kölcsönös védelméről szóló egyezmény szövegének végleges megállapítására adott felhatalmazásról
- 1140/2015. (III. 12.) Korm. határozat Az ukrajnai válság kapcsán, karitatív és szociális tevékenységet folytató szervezetek bevonásával a Kárpátalján élő magyar családok megsegítéséről
- 1141/2015. (III. 12.) Korm. határozat A közlekedési infrastruktúra 2014–2020. közötti időszakban szükséges fejlesztései megvalósításának feltételeiről
- 1142/2015. (III. 12.) Korm. határozat A Nemzeti Kutatási, Fejlesztési és Innovációs Alap terhére finanszírozott kutatás-fejlesztési, valamint innovációs pályázatok ellenőrzésével, rangsorolásával és értékelésével összefüggő személyügyi kérdések rendezéséről
- 1143/2015. (III. 12.) Korm. határozat A 2014. évi költségvetési maradványok egy részének felhasználásáról
- 1144/2015. (III. 12.) Korm. határozat A XI. Miniszterelnökség és a IX. Helyi önkormányzatok támogatásai költségvetési fejezetek közötti előirányzat-átcsoportosításról
- 1145/2015. (III. 12.) Korm. határozat A rendkívüli kormányzati intézkedésekre szolgáló tartalékból történő előirányzat-átcsoportosításról szóló egyes kormányhatározatok végrehajtása során alkalmazandó eltérő intézkedésekről, valamint a Liget Budapest projekt kapcsolódó beruházásainak megvalósításához szükséges intézkedésekről
- 1146/2015. (III. 12.) Korm. határozat A KDOP-3.1.1/A-09-2f-2011-0001 azonosító számú („Tata, Kossuth tér városközpont értékmegőrző rehabilitációja” című) projekttel összefüggő, háromszázmillió forintot meghaladó értékű építési beruházás megvalósítására irányuló, 2015. február 1-jét követően meginduló közbeszerzési eljárásról
- 1147/2015. (III. 12.) Korm. határozat A KÖZOP-5.5.0-09-11-2015-0001 azonosító számú („Budai Vár és környéke közösségi közlekedés fejlesztése keretében midi autóbuszok beszerzése” című) projektjavaslat akciótervi nevesítéséről
- 1148/2015. (III. 13.) Korm. határozat A Magyarország Kiváló Művésze, a Magyarország Érdemes Művésze és a Magyarország Babérkoszorúja díjak 2015. évi adományozásáról
- 1149/2015. (III. 17.) Korm. határozat Az Észak-atlanti Szerződés Szervezete és az Európai Unió által tervezett katonai válságkezelési gyakorlatok nemzeti feladatainak végrehajtásáról
- 1150/2015. (III. 17.) Korm. határozat A NATO válságkezelési gyakorlatok nemzeti feladatainak végrehajtásáról szóló 1088/2012. (IV. 2.) Korm. határozat hatályon kívül helyezéséről
- 1151/2015. (III. 17.) Korm. határozat A Magyarország és a Kazah Köztársaság között a kölcsönös bűnügyi jogsegélyről szóló egyezmény szövegének végleges megállapítására adott felhatalmazásról
- 1152/2015. (III. 17.) Korm. határozat A kéményseprő-ipari ellátás folyamatos biztosítása érdekében szükséges intézkedésekről
- 1153/2015. (III. 17.) Korm. határozat A Közös Agrárpolitika tagállami végrehajtása érdekében a Mezőgazdasági és Vidékfejlesztési Hivatalt érintő intézkedésekről
- 1154/2015. (III. 17.) Korm. határozat A 2014. évi költségvetési maradványok egy részének felhasználásáról
- 1155/2015. (III. 17.) Korm. határozat A Magyarország 2015. évi központi költségvetéséről szóló 2014. évi C. törvény alapján a XI. Miniszterelnökség fejezet 30. Fejezeti kezelésű előirányzatok cím 5. Fővárosi és megyei kormányhivatalok peres ügyei alcím túllépésének jóváhagyásáról
- 1156/2015. (III. 17.) Korm. határozat A Miniszterelnökség fejezet címrendjének módosításáról, valamint az Amerikai Egyesült Államokban bejegyzésre kerülő „Friends of Hungary” Alapítvány létrehozására irányuló koncepció elfogadásáról és működési feltételeinek megteremtéséről szóló 1522/2012. (XI. 28.) Korm. határozat módosításáról
- 1157/2015. (III. 17.) Korm. határozat A Fiumei úti temető vagyonkezelésével, működtetésével és fejlesztésével kapcsolatos intézkedésekről
- 1158/2015. (III. 17.) Korm. határozat A Közlekedés Operatív Program keretében uniós forrásból megvalósítandó egyes projektekkel összefüggésben érintett közbeszerzési eljárások megindításához való hozzájárulásról
- 1159/2015. (III. 17.) Korm. határozat A TIOP-1.2.1.B-12/1-2013-0001 azonosító számú projekt közbeszerzési eljárása megindításához való hozzájárulásról
- 1160/2015. (III. 20.) Korm. határozat A Nemzeti Energiastratégia energiafelhasználás-előrejelzéseinek frissítéséről
- 1161/2015. (III. 24.) Korm. határozat Az Európai Uniónak a szomáliai biztonsági erők kiképzésére irányuló missziójához (EUTM Somalia) történő további magyar katonai hozzájárulásról
- 1162/2015. (III. 24.) Korm. határozat Az Európai Uniónak a szomáliai biztonsági erők kiképzésére irányuló missziójához („EUTM Somalia”) történő további magyar katonai hozzájárulásról szóló 1915/2013. (XII. 11.) Korm. határozat hatályon kívül helyezéséről
- 1163/2015. (III. 24.) Korm. határozat A Magyarország Kormánya és a Nemzetközi Távközlési Egyesület között az ITU Telecom World 2015 konferencia megrendezéséről, megszervezéséről és finanszírozásáról szóló Megállapodás szövegének végleges megállapításáról
- 1164/2015. (III. 24.) Korm. határozat A Nemzetközi Holokauszt Emlékezési Szövetség (International Holocaust Remembrance Alliance) 2015. évi magyar elnökségéhez kapcsolódó feladatokról
- 1165/2015. (III. 24.) Korm. határozat A 2014. évi költségvetési maradványok egy részének felhasználásáról
- 1166/2015. (III. 24.) Korm. határozat Létszámátadással összefüggően a Nemzeti Fejlesztési Minisztérium és a Nemzetgazdasági Minisztérium költségvetési fejezetek közötti előirányzat-átcsoportosításról
- 1167/2015. (III. 24.) Korm. határozat A nemzetgazdasági szempontból kiemelt jelentőségű nemzeti vagyonba tartozó ingatlan-együtteshez kapcsolódó állami feladatok ellátásához szükséges költségvetési támogatás nyújtásáról
- 1168/2015. (III. 24.) Korm. határozat A rendkívüli kormányzati intézkedésekre szolgáló tartalékból történő előirányzat-átcsoportosításról és egyes kormányhatározatok módosításáról
- 1169/2015. (III. 24.) Korm. határozat A Sapientia Erdélyi Magyar Tudományegyetem és az Erdélyi Református Egyház tevékenységének kiegészítő támogatásáról
- 1170/2015. (III. 24.) Korm. határozat A 2016. év Szent Márton Emlékévvé nyilvánításáról és az ahhoz kapcsolódó további feladatról
- 1171/2015. (III. 24.) Korm. határozat A regionális operatív programokból támogatott egyes projektekkel összefüggésben érintett közbeszerzési eljárások megindításához való hozzájárulásról
- 1172/2015. (III. 24.) Korm. határozat A Társadalmi Megújulás Operatív Program 2011–2013. évekre szóló akciótervének megállapításáról
- 1173/2015. (III. 24.) Korm. határozat A Gazdaságfejlesztési és Innovációs Operatív Program 2015. évre szóló éves fejlesztési keretének megállapításáról
- 1174/2015. (III. 24.) Korm. határozat A KEOP-2012-5.6.0 jelű („Központi költségvetési szervek energiahatékonysági beruházásai” című) támogatási konstrukcióban benyújtott projektek megvalósításának jóváhagyásáról és egyes projektek támogatásának visszavonásáról szóló 1501/2014. (IX. 5.) Korm. határozat és a KEOP-2012-5.6.0 jelű („Központi költségvetési szervek energiahatékonysági beruházásai” című) konstrukcióra szociális intézmények által benyújtott pályázatokról szóló 1502/2014. (IX. 5.) Korm. határozat módosításáról
- 1175/2015. (III. 24.) Korm. határozat A KEOP-2.1.2/2F/09-11-2011-0004 azonosító számú („Duna-menti árvízvédelmi beruházások Visegrádon” című) projekt támogatásának növeléséről és szakaszolásáról, valamint a projekt második szakaszában felmerülő költségek fedezetének biztosításáról
- 1176/2015. (III. 24.) Korm. határozat A TIOP-2.2.8/14 azonosító számú („Infrastrukturális fejlesztések megvalósítása” című) kiemelt projekt felhívás meghirdetéséhez történő hozzájárulásról
- 1177/2015. (III. 24.) Korm. határozat A TIOP-1.3.1-14/1-2015-0001 azonosító számú („Sporttudományi Oktatóközpont létesítése a Debreceni Egyetemen” című) projektjavaslat
- 1186/2015. (III. 30.) Korm. határozat A 2007–2013 közötti programozási időszak operatív programjai eredményes zárásával összefüggő 2015. évi feladatokra vonatkozó cselekvési tervről és a Nemzeti Stratégiai Referencia Keret 2014. évi munkatervéről szóló 1051/2014. (II. 7.) Korm. határozat módosításáról szóló 1014/2015. (I. 22.) Korm. határozat módosításáról
- 1187/2015. (III. 30.) Korm. határozat A Társadalmi Infrastruktúra Operatív Program 2. prioritás egyes egészségügyi projektjei közbeszerzési eljárásainak megindításához való hozzájárulásról
- 1188/2015. (III. 30.) Korm. határozat A TIOP-3.4.1.A-11/1-2012-0003 azonosító számú projekt közbeszerzési eljárásának megindításához való hozzájárulásról
- 1189/2015. (III. 30.) Korm. határozat A Környezet és Energia Operatív Program keretében európai uniós forrásból megvalósítandó egyes projektekkel összefüggésben érintett közbeszerzési eljárások megindításához való hozzájárulásról
- 1190/2015. (III. 30.) Korm. határozat Az Iszlám Állam elnevezésű terrorszervezet elleni nemzetközi fellépéshez történő magyar hozzájárulás előkészítéséről
- 1191/2015. (III. 30.) Korm. határozat A Debrecen megyei jogú város külterületén fekvő, egyes ipari-gazdasági övezetbe tartozó földrészletek beruházási célterületté nyilvánításáról
- 1192/2015. (III. 31.) Korm. határozat A 2015. évi Milánói Világkiállításon való magyar részvétellel kapcsolatos összkormányzati feladatok végrehajtása koordinációjának ellátásáért felelős kormánybiztos kinevezéséről és feladatairól
- 1193/2015. (III. 31.) Korm. határozat A Mobilitási Bizottság létrehozásáról
- 1194/2015. (III. 31.) Korm. határozat A Nemzetbiztonsági Kabinetről szóló 1308/2011. (IX. 6.) Korm. határozat módosításáról
- 1195/2015. (III. 31.) Korm. határozat A területi államigazgatási szervezetrendszer átalakításához kapcsolódó újabb intézkedésekről szóló 1744/2014. (XII. 15.) Korm. határozat módosításáról
- 1196/2015. (III. 31.) Korm. határozat A Stipendium Hungaricum ösztöndíjprogram hatásfokának növeléséről és az egységes magyar felsőoktatási mobilitási ösztöndíj-politika kialakításáról, valamint a Tempus Közalapítvány alapító okiratának módosításáról
- 1197/2015. (III. 31.) Korm. határozat A Stipendium Hungaricum ösztöndíjprogram 2015. szeptember 1. – 2015. december 31. közötti időszakban történő lebonyolításához szükséges források biztosításáról
- 1198/2015. (III. 31.) Korm. határozat Az EU utazási költségtérítések fejezeti kezelésű előirányzat címrendi besorolásának módosításáról
- 1199/2015. (III. 31.) Korm. határozat A fővárosi projektek támogathatóságáról a 2014–2020-as európai uniós programozási időszakban

#### Április (1200−1288)
- 1200/2015. (IV. 9.) Korm. határozat A nemzetközi humanitárius jog terjesztésével és érvényre juttatásával foglalkozó Nemzeti Tárcaközi Bizottság létrehozásáról
- 1201/2015. (IV. 9.) Korm. határozat A vállalati társadalmi felelősségvállalással kapcsolatos prioritásokról és Cselekvési Tervről
- 1202/2015. (IV. 9.) Korm. határozat A 2016. és a 2017. évi Férfi Vízilabda Bajnokok Ligája döntő megrendezéséhez szükséges kormányzati intézkedésekről
- 1203/2015. (IV. 9.) Korm. határozat A Budapesti Demográfiai Fórum megrendezéséhez szükséges intézkedésekről
- 1204/2015. (IV. 9.) Korm. határozat A 2014. évi költségvetési maradványok egy részének felhasználásáról
- 1205/2015. (IV. 9.) Korm. határozat 2015. évi költségvetési előirányzat fejezetek közötti átcsoportosításáról, valamint a 2014. évi költségvetési maradványok egy részének felhasználásáról
- 1206/2015. (IV. 9.) Korm. határozat A központi költségvetési szerveknél foglalkoztatottak 2015. évi kompenzációjához szükséges előirányzat-átcsoportosításról
- 1207/2015. (IV. 9.) Korm. határozat A Puskás Tivadar Közalapítvány megszüntetésével kapcsolatos feladatokról szóló 1284/2013. (V. 27.) Korm. határozat módosításáról
- 1208/2015. (IV. 9.) Korm. határozat A "Nemzeti Tengelysúly- és kapcsolódó ellenőrzéseket támogató hálózat kialakítása (1. prioritás)" és a "Nemzeti Tengelysúly- és kapcsolódó ellenőrzéseket támogató hálózat kialakítása (3. prioritás)" című, egymilliárd forintot meghaladó támogatási igényű projektjavaslatok akciótervi nevesítéséről és támogatásának jóváhagyásáról
- 1209/2015. (IV. 9.) Korm. határozat A KÖZOP-1.5.0-09-11-2014-0017 azonosító számú ("M0 autóút északi szektor 11. sz. főút – 10. sz. főút közötti szakasz előkészítése" című) projektjavaslat akciótervi nevesítéséről és a projekt 2014-2020 közötti programozási időszakban felmerülő költségei fedezetének biztosításáról
- 1210/2015. (IV. 10.) Korm. határozat  Az Emberi Erőforrás Fejlesztési Operatív Program 2015. évre szóló éves fejlesztési keretének megállapításáról
- 1211/2015. (IV. 10.) Korm. határozat A Társadalmi Megújulás Operatív Program keretében megvalósuló egyes projektek likviditásának biztosítása érdekében a kedvezményezett részére nyújtható támogatási előleg összegének megemeléséről
- 1212/2015. (IV. 10.) Korm. határozat A Pesti Magyar Színház szakmai működése és épületeinek felújítása érdekében a rendkívüli kormányzati intézkedésekre szolgáló tartalékból történő előirányzat-átcsoportosításról
- 1213/2015. (IV. 15.) Korm. határozat Az „M4 autópálya Abony–Fegyvernek új Tisza-híddal (kivitelezés)” című projekttel kapcsolatos egyes intézkedésekről
- 1214/2015. (IV. 17.) Korm. határozat A DRB Bankcsoportnál számlavezetéssel érintett önkormányzatok támogatásáról
- 1215/2015. (IV. 17.) Korm. határozat  Az energiamegtakarítás eléréséhez szükséges egyes kormányzati feladatokról
- 1216/2015. (IV. 17.) Korm. határozat A Nemzet Sportolóinak javaslata alapján a Nemzet Sportolója cím adományozásáról
- 1217/2015. (IV. 17.) Korm. határozat Magyarország Kormánya és Sopron Megyei Jogú Város Önkormányzata közötti együttműködési megállapodás végrehajtásával összefüggő feladatokról
- 1218/2015. (IV. 17.) Korm. határozat A 2014. évi költségvetési maradványok egy részének felhasználásáról
- 1219/2015. (IV. 17.) Korm. határozat A kárpátaljai óvodai gyermekétkeztetési program, a kárpátaljai közoktatási intézményekben magyar nyelvű oktatási és nevelési feladatokat ellátó személyek, illetve a magyar nyelvű oktatási és nevelési feladatok megvalósítását segítő személyek, valamint a magyar, illetve szórvány gyülekezetben magyar nyelven szolgálatot teljesítő, nemzetmegtartó és hitoktatói tevékenységet végző egyházi személyek támogatása érdekében a rendkívüli kormányzati intézkedésekre szolgáló tartalékból történő előirányzat-átcsoportosításról
- 1220/2015. (IV. 17.) Korm. határozat A Magyarország Kormánya és Románia Kormánya között, a magyar–román államhatáron átnyúló optikai hálózati infrastruktúra összekapcsolásáról szóló Megállapodás szövegének végleges megállapítására adott felhatalmazásról
- 1221/2015. (IV. 20.) Korm. határozat A Magyar Építészeti Tanács létrehozásáról
- 1222/2015. (IV. 20.) Korm. határozat A Gyermek és Ifjúsági Alapprogram Tanácsáról szóló 1292/2012. (VIII. 13.) Korm. határozat módosításáról *1223/2015. (IV. 20.) Korm. határozat A „Legyen jobb a gyermekeknek!” Nemzeti Stratégia Értékelő Bizottságának létrehozásáról szóló 1053/2008. (VIII. 4.) Korm. határozat, valamint a Roma Koordinációs Tanács (ROK-T) létrehozásáról szóló 1102/2011. (IV. 15.) Korm. határozat módosításáról
- 1224/2015. (IV. 20.) Korm. határozat A kormányügyeleti rendszer létrehozásáról szóló 1324/2011. (IX. 22.) Korm. határozat módosításáról
- 1225/2015. (IV. 20.) Korm. határozat Egyes önkormányzatok működőképességének megőrzése érdekében költségvetési támogatás biztosításáról
- 1226/2015. (IV. 20.) Korm. határozat  A fekvőbeteg-szakellátást nyújtó közfinanszírozott egészségügyi szolgáltatók adósságának állam általi rendezéséről
- 1227/2015. (IV. 20.) Korm. határozat A tudatos nemzeti közjogi gondolkodás és a magyar kulturális értékek megőrzése és fejlesztése ügyével összefüggő feladatok finanszírozásáról
- 1228/2015. (IV. 20.) Korm. határozat A Demokrácia Központ Közalapítvány alapító okiratának módosításáról
- 1229/2015. (IV. 20.) Korm. határozat A KEOP-1.2.0./B/10-2010-0054 azonosító számú („Sajókaza község szennyvízelvezetés és -tisztítás” című) projekt közbeszerzési eljárása megindításához történő hozzájárulásról
- 1230/2015. (IV. 20.) Korm. határozat A KEOP-1.2.0/09-11-2011-0040 azonosító számú („Túrkeve Város új szennyvíztisztító telepének projektje” című) projekt közbeszerzési eljárása megindításához történő hozzájárulásról
- 1231/2015. (IV. 20.) Korm. határozat A TIOP-2.2.4-09/1-2010-0004 azonosító számú („Központi Technológiai Tömb kialakítása és a hozzá kapcsolódó korszerű egészségügyi reform megvalósítása az Orosháza Városi Önkormányzat Kórházában” című) projekt közbeszerzési eljárása megindításához történő hozzájárulásról
- 1232/2015. (IV. 20.) Korm. határozat A TIOP-2.2.4-09/1-2010-0009 azonosító számú („Központi technológiai tömb és integrált aktív ellátás fejlesztése a tatabányai Szent Borbála Kórházban” című) projekt közbeszerzési eljárása megindításához történő hozzájárulásról
- 1233/2015. (IV. 20.) Korm. határozat A TIOP-2.2.4-09/1-2010-0010 azonosító számú („Struktúraváltoztatás a Jász-Nagykun-Szolnok Megyei Hetényi Géza Kórház Rendelőintézetben” című) projekt közbeszerzési eljárása megindításához történő hozzájárulásról
- 1234/2015. (IV. 20.) Korm. határozat A TIOP-2.2.4-09/1-2010-0016 azonosító számú „Struktúraváltoztatást támogató Infrastruktúrafejlesztés a Markusovszky Kórházban” című projekt közbeszerzési eljárásainak megindításához történő hozzájárulásról
- 1235/2015. (IV. 20.) Korm. határozat A TIOP-2.2.4-09/1-2010-0032 azonosító számú („Struktúraváltást támogató infrastruktúrafejlesztés a debreceni Kenézy Kórházban” című) projekt közbeszerzési eljárása megindításához történő hozzájárulásról
- 1236/2015. (IV. 20.) Korm. határozat A TIOP-3.2.1-12/1-2012-0001 számú („Az integrált rendszer kereteinek megteremtése a foglalkoztatási szolgálat infrastruktúrájának fejlesztésével” című) projekt közbeszerzési eljárása megindításához történő hozzájárulásról
- 1237/2015. (IV. 20.) Korm. határozat A TIOP-1.2.1.A-15/1-2015-0001 azonosító számú („Szigetköz Agórája – A Flesch Károly Kulturális Központ multifunkciós közösségi központtá alakítása” című) projekt közbeszerzési eljárása megindításához történő hozzájárulásról
- 1238/2015. (IV. 20.) Korm. határozat A TIOP-1.2.1.A-15/1-2015-0002 azonosító számú („Agóra – multifunkcionális közösségi központ létrehozása a Mátra Művelődési Központban” című) projekt közbeszerzési eljárása megindításához történő hozzájárulásról
- 1239/2015. (IV. 20.) Korm. határozat A TIOP-1.2.1.A-15/1-2015-0004 azonosító számú („Kazincbarcika – Egressy Béni multifunkcionális közösségi központ fejlesztése térségi együttműködésben” című) projekt közbeszerzési eljárása megindításához történő hozzájárulásról
- 1240/2015. (IV. 20.) Korm. határozat A TIOP-1.2.1.A-15/1-2015-0005 azonosító számú („Multifunkcionális művelődési ház Szentesen” című) projekt közbeszerzési eljárása megindításához történő hozzájárulásról
- 1241/2015. (IV. 20.) Korm. határozat A TIOP-1.2.1.A-15/1-2015-0007 azonosító számú („Paletta- Szín és tér Hatvan szívében” című) projekt közbeszerzési eljárása megindításához történő hozzájárulásról
- 1242/2015. (IV. 20.) Korm. határozat Az ITU Telecom World 2015 konferencia magyarországi megrendezésével kapcsolatos feladatmegosztásról
- 1243/2015. (IV. 20.) Korm. határozat Az eredetmegjelölések oltalmára és nemzetközi lajstromozására vonatkozó Lisszaboni Megállapodás felülvizsgálatára irányuló diplomáciai értekezleten való részvételre, valamint a megállapodás új szövegének végleges megállapítására adott felhatalmazásról
- 1244/2015. (IV. 20.) Korm. határozat A Magyarország és a Vietnami Szocialista Köztársaság között a kölcsönös bűnügyi jogsegélyről szóló egyezmény szövegének végleges megállapítására adott felhatalmazásról
- 1245/2015. (IV. 23.) Korm. határozat Egyes járásbíróságok illetékességi területének a járások illetékességi területéhez való igazításával kapcsolatos feltételek vizsgálatáról
- 1246/2015. (IV. 23.) Korm. határozat Az eredményes koragyermekkori intervencióhoz szükséges intézkedésekről
- 1247/2015. (IV. 23.) Korm. határozat A területi különbségek változásait mérő dinamikus mutatószámrendszer kialakításáról
- 1248/2015. (IV. 23.) Korm. határozat A Tessedik Sámuel Agrárszakképzési Koncepcióról
- 1249/2015. (IV. 23.) Korm. határozat A Nemzeti Tehetségügyi Koordinációs Fórum létrehozásáról és működéséről szóló 1119/2009. (VII. 23.) Korm. határozat módosításáról
- 1250/2015. (IV. 23) Korm. határozat  Egyes atlétikai fejlesztésekhez kapcsolódó kérdésekről
- 1251/2015. (IV. 23.) Korm. határozat Magyarország Kormánya és Eger Megyei Jogú Város Önkormányzata közötti együttműködési megállapodás végrehajtásával összefüggő feladatokról
- 1252/2015. (IV. 23.) Korm. határozat Magyarország Kormánya és Zalaegerszeg Megyei Jogú Város Önkormányzata közötti együttműködési megállapodás végrehajtásával összefüggő feladatokról
- 1253/2015. (IV. 23.) Korm. határozat A geszti Arany János Általános Iskola elhelyezéséhez szükséges új iskola és tornaterem beruházási program megvalósításáról, továbbá a fertődi Porpáczy Aladár Középiskola elhelyezéséhez szükséges új iskola és tornaterem beruházási program megvalósításáról és a szükséges pénzügyi fedezet biztosításáról szóló 1616/2014. (XI. 4.) Korm. határozat módosításáról
- 1254/2015. (IV. 23.) Korm. határozat' A KEOP-5.5.0/K/14-2014-0040 azonosító számú („Kiskunfélegyháza város közvilágításának energiatakarékos korszerűsítése” című) projekt közbeszerzési eljárása megindításához történő hozzájárulásról
- 1255/2015. (IV. 23.) Korm. határozat A KEOP-2.1.1/2F/09-2011-0001 azonosító számú („Berettyó védtöltések fejlesztése a Kis-sárréti és a berettyóújfalui ártéri öblözetekben” című) projekt közbeszerzési eljárása megindításához történő hozzájárulásról
- 1256/2015. (IV. 23.) Korm. határozat A KÖZOP-5.1.0-07-2008-0001 azonosító számú [„Budapesti 4. sz. metróvonal I. szakasz (Keleti pályaudvar – Kelenföldi pályaudvar)” című] projekt közbeszerzési eljárása megindításához történő hozzájárulásról
- 1257/2015. (IV. 23.) Korm. határozat Az ENSZ Közép-afrikai Köztársaságbeli Többdimenziós Integrált Stabilizációs Missziójában („MINUSCA”) történő további magyar katonai szerepvállalásról
- 1258/2015. (IV. 24.) Korm. határozat  Magyarország képviseletéről a Nemzetközi Beruházási Bank Tanácsában, illetve annak Kormányzótanácsában
- 1259/2015. (IV. 24.) Korm. határozat A Bogányi-zongorák magyar és külföldi közintézményekben történő elhelyezéséről és megvásárlásáról
- 1260/2015. (IV. 30.) Korm. határozat A megélhetési bevándorlás és a terrorizmus kérdésében folytatandó nemzeti konzultáció keretében felmerülő aktuális feladatokról
- 1261/2015. (IV. 30.) Korm. határozat Magyarország 2015. évi Nemzeti Reform Programjának elfogadásáról
- 1262/2015. (IV. 30.) Korm. határozat A Nemzeti Kutatási, Fejlesztési és Innovációs Alap 2015. évi programstratégiájának jóváhagyásáról
- 1263/2015. (IV. 30.) Korm. határozat A 2016. évi gazdaságélénkítés érdekében szükséges fejlesztéspolitikai intézkedésekről
- 1264/2015. (IV. 30.) Korm. határozat Az elektronikus ügyintézés földügyi igazgatásban való bevezetésének előkészítése érdekében szükséges intézkedésekről
- 1265/2015. (IV. 30.) Korm. határozat A 2015. évi Felnőtt Női Kosárlabda Európa-bajnokság rendezési jogának megszerzése esetén szükséges kormányzati intézkedésekről szóló 1266/2011. (VIII. 4.) Korm. határozat módosításáról
- 1266/2015. (IV. 30.) Korm. határozat A nemzetgazdasági szempontból kiemelt jelentőségű nemzeti vagyonba tartozó ingatlan-együtteshez kapcsolódó állami feladatok ellátásához szükséges költségvetési támogatás nyújtásáról szóló 1167/2015. (III. 24.) Korm. határozat módosításáról
- 1267/2015. (IV. 30.) Korm. határozat Az Alföldi Tej Értékesítő és Beszerző Korlátolt Felelősségű Társaság magyarországi nagybefektetővel való stratégiai együttműködési megállapodás megkötéséről
- 1268/2015. (IV. 30.) Korm. határozat Egyes közlekedésfejlesztési tárgyú projektjavaslatok támogatásának jóváhagyásáról és akciótervi nevesítéséről
- 1269/2015. (IV. 30.) Korm. határozat Az Interreg-IPA Magyarország-Szerbia Határon Átnyúló Program elfogadásáról
- 1270/2015. (IV. 30.) Korm. határozat Az ÉAOP-3.1.2/A-11-2012-0004 azonosító számú ("Mezőtúr Város önkormányzati tulajdonú belterületi útjainak a fejlesztése" című) projekt közbeszerzési eljárása megindításához történő hozzájárulásról
- 1271/2015. (IV. 30.) Korm. határozat A KEOP-1.2.0/2F/09-2010-0089 azonosító számú ("Keszthelyi szennyvíztisztító telep kapacitásbővítése és kapcsolódó iszapkezelő létesítmények építése" című) projekt támogatásának növeléséről
- 1272/2015. (IV. 30.) Korm. határozat A KEOP-1.2.0/09-11-2011-0050 azonosító számú ("Vámospércs és Nyírmártonfalva települések szennyvíz-elvezetése és szennyvíztisztítása" című) projekt támogatásának növeléséről
- 1273/2015. (IV. 30.) Korm. határozat A KEOP-2012-5.6.0 jelű ("Központi költségvetési szervek energiahatékonysági beruházásai" című) konstrukcióra szociális intézmények által benyújtott pályázatokról szóló 1502/2014. (IX. 5.) Korm. határozat módosításáról
- 1274/2015. (IV. 30.) Korm. határozat A Környezet és Energia Operatív Program 2011-2013. évekre szóló akcióterve 1. prioritása keretében megvalósuló egyes projektek támogatásának növeléséről, valamint a prioritás keretében megvalósuló egyes projektek szakaszolásának jóváhagyásáról
- 1275/2015. (IV. 30.) Korm. határozat Egyes, a Környezet és Energia Operatív Program 2011-2013. évekre szóló akcióterve 2. prioritása keretében megvalósuló projektek támogatásának növeléséről
- 1277/2015. (IV. 30.) Korm. határozat A KÖZOP-5.2.0-07-2008-0002 azonosító számú ("Szeged elektromos tömegközlekedés fejlesztése" című) nagyprojekt támogatásának növeléséről
- 1278/2015. (IV. 30.) Korm. határozat A KÖZOP-3.4.0-09-2010-0009 azonosító számú ("471. számú főút Hajdú-Bihar és Szabolcs-Szatmár-Bereg megyei szakaszok korszerűsítése" című) és a KÖZOP-3.5.0-09-11-2013-0019 azonosító számú ("471. sz. főút Hajdúsámson-Nyíradony közötti szakaszának burkolaterősítése") projektek támogatásának növeléséről
- 1279/2015. (IV. 30.) Korm. határozat A KÖZOP-5.5.0-09-11-2013-0004 azonosító számú ("A budapesti M2 metróvonal fejlesztése" című) nagyprojekt-javaslat támogatásának jóváhagyásáról és akciótervi nevesítéséről
- 1280/2015. (IV. 30.) Korm. határozat A KÖZOP-3.5.0-09-11-2013-0007 azonosító számú ("Balesetveszélyes csomópontok átépítése" című) projekt támogatásának növeléséről
- 1281/2015. (IV. 30.) Korm. határozat A KÖZOP-5.5.0-09-11-2015-0004 azonosító számú ["Kaposvár megyei jogú város közösségi közlekedésének fejlesztése keretében 25 db földgázmotor (CNG – Euro 6 szabvány) hajtású alacsony padlós szóló, és 15 db azonos kivitelű, földgázmotor (CNG – Euro 6 szabvány) hajtású, a szóló autóbusszal azonos típuscsaládba tartozó, alacsony padlós csuklós autóbusz szállítása, üzembe helyezése" című] projektjavaslat támogatásának jóváhagyásáról és akciótervi nevesítéséről
- 1282/2015. (IV. 30.) Korm. határozat A TÁMOP-5.3.10-12/1-2012-0001 azonosító számú ("A leghátrányosabb helyzetű csoportok életviteli kompetenciáinak fejlesztése" című) és a TÁMOP-5.4.1-12/1-2012-0001 azonosító számú ("A szociális szolgáltatások modernizációja, központi és területi stratégiai tervezési kapacitások megerősítése, szociálpolitikai döntések megalapozása" című) kiemelt projektek támogatásának növeléséről
- 1283/2015. (IV. 30.) Korm. határozat A TIOP-1.1.3-12/1-2013-0001 azonosító számú ["Végponti kapcsolatok fejlesztése a közoktatásban (központi szolgáltatás-fejlesztés a közoktatási hálózatban)" című] projekt támogatásának növeléséről
- 1284/2015. (IV. 30.) Korm. határozat A TIOP-1.3.2-13/1-2013-0001 azonosító számú ["Szuperszámítástechnika (HPC) a felsőoktatásban" című] projekt támogatásának növeléséről
- 1285/2015. (IV. 30.) Korm. határozat A VKSZ-14-1-2015-0125 azonosító számú ("Részlegesen automatizált járműplatform biztonsági és gazdaságossági funkciókkal" című) és a VKSZ-14-1-2015-0021 azonosító számú ("Nemzeti Nukleáris Kutatási Program" című), a Nemzeti Kutatási, Fejlesztési és Innovációs Alapból megvalósuló projektjavaslatok támogatásának jóváhagyásáról
- 1286/2015. (IV. 30.) Korm. határozat A székesfehérvári stadionrekonstrukciós program megvalósításához, valamint a székesfehérvári Sóstó Természetvédelmi Terület és Vidámparki csónakázótó rehabilitációjához szükséges intézkedésekről
- 1287/2015. (IV. 30.) Korm. határozat Az emberi jogok és az alapvető szabadságok védelméről szóló, Rómában, 1950. november 4-én kelt Egyezményt módosító 15. Jegyzőkönyv szövegének végleges megállapítására adott felhatalmazásról
- 1288/2015. (IV. 30.) Korm. határozat A Bolgár Köztársaság, a Horvát Köztársaság, Magyarország és az Osztrák Köztársaság között a közúti közlekedésbiztonságot veszélyeztető közlekedési jogsértések miatt alkalmazott jogkövetkezmények határon átnyúló végrehajtásának elősegítéséről szóló Megállapodás alapján kötött Adminisztratív és Technikai Végrehajtási Megállapodás szövegének végleges megállapítására adott felhatalmazásról

#### Május (1289−1351)
- 1289/2015. (V. 5.) Korm. határozat Az Államreform Operatív Program 2011-2013. évekre szóló akciótervének megállapításáról
- 1290/2015. (V. 5.) Korm. határozat A Környezet és Energia Operatív Program 2011-2013. évekre szóló akcióterve 5. prioritásának keretében kiemelt projekt felhívás meghirdetéséhez történő hozzájárulásról, kiemelt projektek előzetes nevesítéséről, valamint a Környezet és Energia Operatív Program 2011-2013. évekre szóló akciótervének megállapításáról szóló 1125/2015. (III. 6.) Korm. határozat módosításáról
- 1291/2015. (V. 5.) Korm. határozat A Társadalmi Infrastruktúra Operatív Program 2011-2013. évekre szóló akciótervének megállapításáról
- 1292/2015. (V. 5.) Korm. határozat A KEOP-2.2.3/B/09-11-2011-0001 azonosító számú ("XV/C vízakna átalakítása, biztonságba helyezése" című) projekt támogatásának növeléséről, valamint a Környezet és Energia Operatív Program 2011-2013. évekre szóló akciótervének megállapításáról szóló 1125/2015. (III. 6.) Korm. határozat módosításáról
- 1293/2015. (V. 5.) Korm. határozat A KÖZOP-3.5. azonosító számú ("Térségi elérhetőség javítása – kiemelt projektek" című) konstrukció újranyitásáról
- 1294/2015. (V. 6.) Korm. határozat Egyes, a Környezet és Energia Operatív Program keretében támogatott projektek megvalósításával összefüggő feltételek megállapításáról, továbbá egyes, a Környezet és Energia Operatív Program megvalósításával összefüggő kormányhatározatok módosításáról
- 1295/2015. (V. 7.) Korm. határozat A közigazgatási és a polgári perrendtartással összefüggő egyes bírósági és ügyészségi feladatokról *1296/2015. (V. 7.) Korm. határozat A Közlekedés Operatív Program 2. prioritása keretének átmeneti növeléséről és egyes vasútfejlesztési nagyprojektek finanszírozásának megváltoztatásáról
- 1297/2015. (V. 7.) Korm. határozat A regionális operatív programok megvalósításával összefüggő egyes kérdésekről
- 1298/2015. (V. 13.) Korm. határozat A 2014. évi költségvetési maradványok egy részének felhasználásáról és egyes kormányhatározatok módosításáról, illetve végrehajtásuk során alkalmazandó eltérő rendelkezésekről
- 1299/2015. (V. 13.) Korm. határozat A Magyar Testgyakorlók Köre Budapest létesítményfejlesztési programjának további támogatásáról
- 1300/2015. (V. 13.) Korm. határozat A Johnson Electric Hungary Elektromechanikai Termékek Korlátolt Felelősségű Társaság magyarországi nagybefektetővel való stratégiai együttműködési megállapodás megkötéséről
- 1301/2015. (V. 14.) Korm. határozat A rendkívüli kormányzati intézkedésekre szolgáló tartalékból történő előirányzat-átcsoportosításról
- 1302/2015. (V. 14.) Korm. határozat A „NISTEMA” Kereskedelmi és Szolgáltató Korlátolt Felelősségű Társaság tulajdonosi jogainak gyakorlásáról
- 1303/2015. (V. 14.) Korm. határozat A TIOP-1.2.6-14/1-2014-0006 azonosító számú („Nemzetiségi-Roma Kulturális Integrációs Program” című) projekt közbeszerzési eljárása megindításához való hozzájárulásról
- 1304/2015. (V. 14.) Korm. határozat Az Interreg V-A Románia–Magyarország Együttműködési Program elfogadásáról
- 1305/2015. (V. 14.) Korm. határozat A TÁMOP-3.1.13-12-2013-0001 azonosító számú („A testnevelés új stratégiájának és fizikai állapot új mérési rendszerének kialakítása és az önkéntes részvétel ösztönzése a komplex iskolai testmozgásprogramok szervezésében” című) projekt költségnövekményének jóváhagyásáról, valamint a Társadalmi Megújulás Operatív Program egyes projektjei akciótervi nevesítéséről és támogatásának jóváhagyásáról
- 1306/2015. (V. 14.) Korm. határozat A Végrehajtás Operatív Program 2011–2013. évekre szóló akciótervének megállapításáról
- 1307/2015. (V. 15.) Korm. határozat Magyar Görögkatolikus Metropólia megalakulásával kapcsolatos infrastruktúra kialakítása érdekében a rendkívüli kormányzati intézkedésekre szolgáló tartalékból történő előirányzat-átcsoportosításról
- 1308/2015. (V. 15.) Korm. határozat 2014–2020 közötti források felhasználásának előfeltételeiként meghatározott, a víz szektort érintő előzetes feltételek teljesítéséről szóló 1121/2014. (III. 6.) Korm. határozat módosításáról
- 1309/2015. (V. 21.) Korm. határozat  Az informatikai terméktanúsítási rendszerről
- 1310/2015. (V. 21.) Korm. határozat A közadatok széles körű újrahasznosításához szükséges intézkedésekről
- 1311/2015. (V. 21.) Korm. határozat Egyes fontos közpolitikai célokhoz kapcsolódó jogtudományi kutatásokhoz és tehetséggondozáshoz szükséges források biztosításáról
- 1312/2015. (V. 21.) Korm. határozat A Nemzeti Hauszmann-terv (2014–2024) végrehajtása érdekében a budavári Királyi Palota átfogó rekonstrukciója tudományos előkészítéséhez szükséges egyes intézkedésekről
- 1313/2015. (V. 21.) Korm. határozat A vízügyi igazgatási szervek területi vízgazdálkodási feladatainak működtetéséhez szükséges műszaki, jogi, humán és pénzügyi feltételeinek biztosítását szolgáló előirányzat átcsoportosításáról
- 1314/2015. (V. 21.) Korm. határozat A Hortobágyi Halgazdaság Zrt. törzstőke-emeléséhez szükséges fejezetek közötti előirányzat-átcsoportosításról
- 1315/2015. (V. 21.) Korm. határozat Magyarország Kormánya és Miskolc Megyei Jogú Város Önkormányzata közötti együttműködési megállapodás végrehajtásával összefüggő feladatokról
- 1316/2015. (V. 21.) Korm. határozat Magyarország Kormánya és Pécs Megyei Jogú Város Önkormányzata közötti együttműködési megállapodás végrehajtásával összefüggő feladatokról
- 1317/2015. (V. 21.) Korm. határozat Egyes, a regionális operatív programok keretében megvalósuló projektek vonatkozásában kötelezettség-vállaláshoz, továbbá támogatási szerződés megkötéséhez vagy módosításához történő hozzájárulásról
- 1318/2015. (V. 21.) Korm. határozat A Környezeti és Energiahatékonysági Operatív Program 2015. évre szóló éves fejlesztési keretének megállapításáról
- 1319/2015. (V. 21.) Korm. határozat A Környezet és Energia Operatív Program 1. prioritása keretében megvalósuló egyes projektek támogatásának növeléséről és forrásszerkezetének módosításáról
- 1320/2015. (V. 21.) Korm. határozat A KÖZOP-1.5.0-09-11-2015-0001 azonosító számú [„Célzottan közlekedésbiztonságot javító fejlesztések – A közlekedésbiztonság növekedése terén kifejtett rendőrségi tevékenységek komplex fejlesztése (kiegészítő projekt)” című] projektjavaslat támogatásának jóváhagyásáról és akciótervi nevesítéséről
- 1321/2015. (V. 21.) Korm. határozat A „Közlekedés Operatív Program keretében további alacsony padlós budapesti trolibuszok beszerzése” című projektjavaslat támogatásának jóváhagyásáról és akciótervi nevesítéséről
- 1322/2015. (V. 21.) Korm. határozat Az „M7 autópálya Balatonkeresztúr–Nagykanizsa közötti szakaszának kivitelezése” című nagyprojekt-javaslat jóváhagyásáról és akciótervi nevesítéséről
- 1323/2015. (V. 21.) Korm. határozat A „Felső-Majláth-i végállomás emelt szolgáltatást nyújtó megállóhellyé történő fejlesztése a Bagolyvár elnevezésű építmény rehabilitációjával” című projekt akciótervi nevesítéséről, valamint kötelezettségvállalásához és támogatási szerződése megkötéséhez történő hozzájárulásról
- '1324/2015. (V. 21.) Korm. határozat A Társadalmi Megújulás Operatív Program keretében megvalósuló egyes projektek támogatásának növeléséről, a projektek vonatkozásában kötelezettségvállaláshoz és támogatási szerződés megkötéséhez történő hozzájárulásról, valamint a TÁMOP-4.1.2.F-15/1-2015-0001 azonosító számú („MeMOOC angol és magyar nyelvű on-line képzési központ létrehozása és üzemeltetése” című) projekt akciótervi nevesítéséről
- 1325/2015. (V. 22.) Korm. határozat: Az Államreform Operatív Program és az Elektronikus Közigazgatás Operatív Program technikai segítésnyújtási keretéből megvalósítani tervezett projektek vonatkozásában kötelezettségvállaláshoz történő hozzájárulásról
- 1326/2015. (V. 22.) Korm. határozat Az Államreform Operatív Program 2011-2013. évekre szóló akciótervének megállapításáról szóló 1289/2015. (V. 5.) Korm. határozat módosításáról
- 1327/2015. (V. 22.) Korm. határozat A KEOP-1.1.1/2F/09-11-2011-0002 azonosító számú (“Duna-Vértes Köze Regionális Hulladékgazdálkodási Rendszer” című) projekt megvalósításának egyes kérdéseiről
- 1328/2015. (V. 22.) Korm. határozat A budapesti 4. számú metróvonal, I. szakasz (Kelenföldi pályaudvar – Keleti pályaudvar) és kapcsolódó felszíni beruházásai című projekt megvalósítása keretében “Vállalkozási szerződés Budapesti 4. sz. Metróvonal I. szakasz Co-11 sz. szerződés – Járműtelep” tárgyú szerződés módosításának jóváhagyásáról, valamint a szerződésmódosítás alapján folyósítandó hazai költségvetési forrás meghatározásáról
- 1329/2015. (V. 22.) Korm. határozat A KÖZOP-2.5.0-09-11-2015-0001 azonosító számú (“Infrastruktúra és gördülő állomány karbantartó szoftver, valamint IT alkalmazás konszolidáció” című) projektjavaslat támogatásának jóváhagyásáról, akciótervi nevesítéséről és a projekt 2015. december 31. után felmerülő költségei fedezetének biztosításáról
- 1330/2015. (V. 26.) Korm. határozat A fekvőbeteg-szakellátást nyújtó közfinanszírozott egészségügyi szolgáltatók adósságának állam általi rendezéséről szóló 1226/2015. (IV. 20.) Korm. határozat végrehajtásához kapcsolódó intézkedésekről
- 1331/2015. (V. 26.) Korm. határozat A FINA Úszó-, Vízilabda-, Műugró, Műúszó és Nyíltvízi Világbajnokság Budapesten történő megrendezéséhez szükséges egyes létesítmény-fejlesztések finanszírozásához szükséges intézkedésekről
- 1332/2015. (V. 26.) Korm. határozat A Nemzetközi Munkaügyi Konferencia 2015. június 1-13. között Genfben sorra kerülő 104. ülésszakán való részvételről
- 1333/2015. (V. 27.) Korm. határozat Az e-kártya megvalósításának intézkedési tervéről
- 1334/2015. (V. 27.) Korm. határozat A központi költségvetési szervek szervezetkorszerűsítéséhez, átalakításához kapcsolódó megtakarítások kezeléséről
- 1335/2015. (V. 27.) Korm. határozat A Rendőrség szervei illetékességének a járási rendszerhez igazodó átalakításával kapcsolatos költségek biztosításáról
- 1336/2015. (V. 27.) Korm. határozat A Nemzeti Korrupcióellenes Program és az azzal összefüggő intézkedések 2015-2016. évre vonatkozó terve elfogadásáról
- 1337/2015. (V. 27.) Korm. határozat Az új nemzetközi magánjogi szabályozás kodifikációjáról és a Nemzetközi Magánjogi Kodifikációs Bizottság felállításáról
- 1338/2015. (V. 27.) Korm. határozat A széles sávú hálózatok fejlesztését elősegítő kormányzati intézkedésekről
- 1339/2015. (V. 27.) Korm. határozat' Az Iszlám Állam elnevezésű terrorszervezet elleni nemzetközi fellépésben való magyar részvételhez szükséges 2015. évi források biztosításáról
- 1340/2015. (V. 27.) Korm. határozat A Szovjetunióba hurcolt politikai foglyok és kényszermunkások emlékéve keretében megvalósuló programokról és az annak megvalósításához szükséges források biztosításáról
- 1341/2015. (V. 27.) Korm. határozat Egyes PPP konstrukcióban megvalósult felsőoktatási létesítményekkel kapcsolatos intézkedések megtételéről
- 1342/2015. (V. 27.) Korm. határozat A kiemelt nyári kulturális fesztiválok támogatásáról
- 1343/2015. (V. 27.) Korm. határozat A nemzeti ünnepek, valamint a kiemelt fontosságú rendezvények lebonyolításához szükséges források biztosításáról
- 1344/2015. (V. 27.) Korm. határozat A nemzeti ünnepek, valamint a kiemelt fontosságú rendezvények előkészítésének és lebonyolításának rendjéről szóló 1432/2014. (VII. 31.) Korm. határozat módosításáról
- 1345/2015. (V. 27.) Korm. határozat A Budapest XII. kerületi Városmajori Gimnázium és Kós Károly Általános Iskolához csatlakozó tornaterem építésére irányuló beruházás megvalósításáról és a 2014. évi költségvetési maradványok egy részének felhasználásáról
- 1346/2015. (V. 27.) Korm. határozat A szombathelyi sportcélú beruházások megvalósításához szükséges intézkedésekről szóló 1896/2013. (XII. 4.) Korm. határozat módosításáról
- 1347/2015. (V. 27.) Korm. határozat A DDOP-2.1.1/A.B-12-2012-0053 azonosító számú ("Csurgó Óvárosának turisztikai fejlesztése" című) projekt közbeszerzési eljárása megindításához történő hozzájárulásról
- 1348/2015. (V. 27.) Korm. határozat A KEOP-2.2.3/B/09-11-2011-0001 azonosító számú ("XV/C vízakna átalakítása, biztonságba helyezése" című) projekt közbeszerzési eljárása megindításához történő hozzájárulásról
- 1349/2015. (V. 27.) Korm. határozat A KEOP-5.5.0/K/14-2014-0039 azonosító számú ("Hajdúböszörmény közvilágítás energiatakarékos átalakítása" című) projekt közbeszerzési eljárása megindításához történő hozzájárulásról
- 1350/2015. (V. 27.) Korm. határozat A Magyarország Kormánya és az Olasz Köztársaság Kormánya között a minősített adatok cseréjéről és kölcsönös védelméről szóló egyezmény szövegének végleges megállapítására adott felhatalmazásról
- 1351/2015. (V. 28.) Korm. határozat Magyarország Kormánya és az RWE-csoporthoz tartozó cégek között a Memorandum of Understanding elnevezésű kölcsönös szándéknyilatkozat aláírásáról

#### Június (1352−1439)
- 1352/2015. (VI. 2.) Korm. határozat A közigazgatási perrendtartásról szóló törvény és az általános közigazgatási rendtartásról szóló törvény előkészítésével összefüggő egyes feladatokról
- 1353/2015. (VI. 2.) Korm. határozat Az országos szúnyoggyérítési program központi megvalósításáról
- 1354/2015. (VI. 2.) Korm. határozat A 2014. évi költségvetési maradványok egy részének felhasználásáról és egyes kormányhatározatok módosításáról
- 1355/2015. (VI. 2.) Korm. határozat Az önkormányzatok adósságot keletkeztető, valamint kezesség-, illetve garanciavállalásra vonatkozó ügyleteihez történő 2015. májusi előzetes kormányzati hozzájárulásról
- 1356/2015. (VI. 2.) Korm. határozat A környezetvédelmi és természetvédelmi felügyelőségek kormányhivatali integrációjával összefüggésben a feladatok ellátásához szükséges, a Földművelésügyi Minisztérium és a Miniszterelnökség fejezetek közötti előirányzat-átcsoportosításról
- 1357/2015. (VI. 2.) Korm. határozat A Környezet és Energia Operatív Program keretében pályázati felhívások meghirdetéséhez, kötelezettségvállaláshoz, támogatási szerződések megkötéséhez történő hozzájárulásról, továbbá egyes, a Környezet és Energia Operatív Program megvalósításával összefüggő kormányhatározatok módosításáról
- 1358/2015. (VI. 2.) Korm. határozat A KEOP-2015-4.11.0 azonosító számú („Napelemes rendszer fejlesztése költségvetési és állami szervek villamos-energia költségének csökkentése érdekében” című) pályázati felhívás meghirdetéséhez történő hozzájárulásról, valamint a Környezet és Energia Operatív Program 2011–2013. évekre szóló akciótervének megállapításáról szóló 1125/2015. (III. 6.) Korm. határozat módosításáról
- 1359/2015. (VI. 2.) Korm. határozat A XIX. Uniós Fejlesztések és a XX. Emberi Erőforrások Minisztériuma költségvetési fejezetek közötti előirányzat-átcsoportosításról, egyes egészségügyi célú fejlesztések támogatásáról és az egyes egészségügyi intézmények infrastrukturális fejlesztését célzó projektek megvalósítása érdekében szükséges források finanszírozásáról szóló 1647/2014. (XI. 14.) Korm. határozat módosításáról
- 1360/2015. (VI. 2.) Korm. határozat A Társadalmi Megújulás Operatív Program 2011–2013. évekre szóló akcióterve 3. és 5. prioritásának keretében pályázati felhívás meghirdetéséhez, a pályázati felhívásokra benyújtott projektek vonatkozásában kötelezettségvállaláshoz történő hozzájárulásról, valamint a Társadalmi Megújulás Operatív Programmal összefüggő egyes kormányhatározatok módosításáról
- 1361/2015. (VI. 2.) Korm. határozat A Magyarország és a Liechtensteini Hercegség között a kettős adóztatás elkerüléséről és az adóztatás kijátszásának megakadályozásáról a jövedelem- és a vagyonadók területén tárgyú Egyezmény szövegének végleges megállapítására adott felhatalmazásról
- 1362/2015. (VI. 3.) Korm. határozat A KEOP-1.1.1/2F/09-11-2011-0004 azonosító számú („Települési szilárdhulladék mechanikai-biológiai stabilizálására szolgáló rendszer kialakítása a Homokhátsági Települési Hulladékgazdálkodási Rendszerben” című) és a KEOP-1.1.1/C/13-2013-0028 azonosító számú („Az OKÖT hulladékgazdálkodási rendszerének fejlesztése eszközbeszerzésekkel” című) projektek támogatásának növeléséről
- 1363/2015. (VI. 3.) Korm. határozat Egyes, a KEOP-2012-5.6.0 jelű („Központi költségvetési szervek energiahatékonysági beruházásai” című) támogatási konstrukció keretében megvalósuló projektek vonatkozásában kötelezettségvállaláshoz, támogatási szerződés módosításához történő hozzájárulásról, továbbá egyes, a Környezet és Energia Operatív Program megvalósításával összefüggő kormányhatározatok módosításáról
- 1364/2015. (VI. 3.) Korm. határozat A KEOP-7.12.0/15-2015-0001 azonosító számú („Az ivóvízminőség-javító projektek műszaki-gazdasági előkészítéséhez szükséges szakmai háttér dokumentáció és adatállomány elkészítése” című) projektjavaslat támogatásának jóváhagyásáról
- 1365/2015. (VI. 3.) Korm. határozat A Környezet és Energia Operatív Program 1. prioritása keretében megvalósuló egyes projektek támogatásának növeléséről és a projektek vonatkozásában kötelezettségvállaláshoz történő hozzájárulásról
- 1366/2015. (VI. 3.) Korm. határozat A Környezet és Energia Operatív Program 1., 4. és 5. prioritása keretében megvalósítani tervezett egyes projektek támogatásának növeléséről, és Környezet és Energia Operatív Program 2011–2013. évekre szóló akcióterve 5. prioritásának keretében kiemelt projekt felhívás meghirdetéséhez történő hozzájárulásról, kiemelt projektek előzetes nevesítéséről, valamint a Környezet és Energia Operatív Program 2011–2013. évekre szóló akciótervének megállapításáról szóló 1125/2015. (III. 6.) Korm. határozat módosításáról szóló 1290/2015. (V. 5.) Korm. határozat módosításáról
- 1367/2015. (VI. 3.) Korm. határozat A KEOP-2015-5.4.0 azonosító számú („Távhő-szektor energetikai fejlesztése” című) pályázati felhívásra benyújtott projektek vonatkozásában kötelezettségvállaláshoz és támogatási szerződésük megkötéséhez történő hozzájárulásról, valamint a Környezet és Energia Operatív Program 2011–2013. évekre szóló akciótervének megállapításáról szóló 1125/2015. (III. 6.) Korm. határozat módosításáról – 6838
- 1368/2015. (VI. 3.) Korm. határozat A KÖZOP-2.3.0-08-2008-0001 azonosító számú („Budapest–Lőkösháza vasútvonal rekonstrukciója III. ütem” című) és a KÖZOP-5.5.0-09-2010-0018 azonosító számú [„Százhalombatta (kiz.) – Pusztaszabolcs (bez.) vasútvonal korszerűsítése és a Budapest-Déli pu. – Pusztaszabolcs ETCS 2 telepítés előkészítése” című] projektek támogatásának növeléséről
- 1369/2015. (VI. 3.) Korm. határozat A KÖZOP-2.5.0-09-11-2013-0003 azonosító számú [„Állomásfejlesztési és integrált ügyfélszolgálat fejlesztési program 25 helyszínen (kormányablakok)” című] és a KÖZOP-2.5.0-09-11-2011-0006 azonosító számú („MÁV Zrt. közlekedésbiztonsági projektjei” című) projektek szakaszolásának jóváhagyásáról
- 1370/2015. (VI. 3.) Korm. határozat A KÖZOP-5.3.0-08-2009-0001 azonosító számú („Budapest elővárosi vasúthálózat fejlesztése projekt I. ütem kiegészítő előkészítések” című) projekt támogatásának növeléséről
- 1371/2015. (VI. 4.) Korm. határozat A Környezet és Energia Operatív Program 2011-2013. évekre szóló akcióterve 5. prioritásával összefüggő egyes kormányhatározatok módosításáról
- 1372/2015. (VI. 9.) Korm. határozat A vízgazdálkodási tanácsokról szóló 1382/2013. (VI. 27.) Korm. határozat módosításáról
- 1373/2015. (VI. 9.) Korm. határozat A belügyminiszter irányítása alá tartozó rendvédelmi szerveknél, a honvédelmi miniszter irányítása alá tartozó honvédelmi szervezeteknél, valamint a Miniszterelnökséget vezető miniszter irányítása alá tartozó Információs Hivatalnál foglalkoztatott közalkalmazottak illetményemeléséhez szükséges források biztosításáról
- 1374/2015. (VI. 9.) Korm. határozat A FINA Úszó-, Vízilabda-, Műugró, Műúszó és Nyíltvízi Világbajnokság Budapesten történő megrendezéséhez szükséges forrás biztosítása érdekében a rendkívüli kormányzati intézkedésekre szolgáló tartalékból történő előirányzat-átcsoportosításról
- 1375/2015. (VI. 9.) Korm. határozat A gödöllői uszoda beruházási program megvalósításához szükséges további intézkedésekről
- 1376/2015. (VI. 9.) Korm. határozat  A 2016. évi Szent Márton Emlékév keretében megvalósuló beruházások forrás biztosításáról
- 1377/2015. (VI. 9.) Korm. határozat A Téry Ödön Nemzeti Turistaház-fejlesztési Program keretében megvalósuló infrastruktúra-fejlesztésekkel összefüggő intézkedésekről
- 1378/2015. (VI. 9.) Korm. határozat Az Egyiptomi Állami Vasutak részére történő vasúti kocsi szállításához kapcsolódó feladatokról
- 1379/2015. (VI. 12.) Korm. határozat A központi költségvetés címrendjének a szakképzési centrumokkal való kiegészítéséről
- 1380/2015. (VI. 12.) Korm. határozat A Magyarország Kormánya és az Egyesült Nemzetek Gyermekalapja között az Egyesült Nemzetek Gyermekalapja Globális Szolgáltató Központjának létrehozásáról szóló Megállapodás szövegének végleges megállapításáról
- 1381/2015. (VI. 12.) Korm. határozat A Kárpát-medencei Tehetségkutató Zártkörűen Működő Részvénytársaság megalapításáról
- 1382/2015. (VI. 12.) Korm. határozat Magyarország Kormánya és Debrecen Megyei Jogú Város Önkormányzata közötti együttműködési megállapodás végrehajtásával összefüggő feladatokról
- 1383/2015. (VI. 12.) Korm. határozat Magyarország Kormánya és Székesfehérvár Megyei Jogú Város Önkormányzata közötti együttműködési megállapodás végrehajtásával összefüggő feladatokról
- 1384/2015. (VI. 12.) Korm. határozat A védett személyek közúton történő utazásbiztosításához szükséges járművek beszerzéséről
- 1385/2015. (VI. 12.) Korm. határozat Állami ingatlan Magyar Lovas Szövetség részére versenyeztetés mellőzésével történő használatba adásáról
- 1386/2015. (VI. 12.) Korm. határozat Magyarország Taskenti, Addisz-Abebai, Manilai, Wellingtoni, Accrai és Luandai Nagykövetségének megnyitásához kapcsolódó feladatokról
- 1387/2015. (VI. 12.) Korm. határozat A nemzetközi pénzügyi beszámolási standardok egyedi beszámolási célokra történő hazai alkalmazásáról
- 1388/2015. (VI. 12.) Korm. határozat A Nemzeti Elektronikus Információbiztonsági Hatóság működési forrásának átadásához szükséges fejezetek közötti előirányzat-átcsoportosításról
- 1389/2015. (VI. 12.) Korm. határozat A rendkívüli kormányzati intézkedésekre szolgáló tartalékból történő előirányzat-átcsoportosításról
- 1390/2015. (VI. 12.) Korm. határozat A Nemzeti Tehetség Program végrehajtásának 2015–2016. évi cselekvési programjáról
- 1391/2015. (VI. 12.) Korm. határozat Az első világháború centenáriumával összefüggésben meghozandó döntésekről
- 1392/2015. (VI. 12.) Korm. határozat A Magyar Közút Nonprofit Zrt. regionális operatív programokból finanszírozható projektjei kivitelezői közbeszerzései elindításához való hozzájárulásról
- 1393/2015. (VI. 12.) Korm. határozat Felhívás megjelentetéséről, a regionális operatív programokból támogatott egyes projektek támogatásának növeléséről és a regionális operatív programok 2011–2013. évekre szóló akcióterveinek megállapításáról, egyes prioritásai kerete növeléséről, továbbá egyes, a regionális operatív programokból támogatott projektek támogatása növeléséről szóló 1179/2015. (III. 25.) Korm. határozat módosításáról
- 1394/2015. (VI. 12.) Korm. határozat A Budapesten megalakításra kerülő business school működési feltételeinek megteremtésével kapcsolatos egyes feladatokról
- 1395/2015. (VI. 12.) Korm. határozat A Klebelsberg Intézményfenntartó Központ fenntartásába tartozó köznevelési intézményeknek a Nemzeti Információs Infrastruktúra Fejlesztési Program infrastruktúrájához történő csatlakozáshoz szükséges működtetési forrás biztosításáról
- 1396/2015. (VI. 12.) Korm. határozat A KEOP-2.1.1/2F/09-2009-0006 azonosító számú („Tisza hullámtér: Nagyvízi meder vízszállító képességének helyreállítása a Szolnoki vasúti híd és Kisköre közötti szakaszon” című) projekt közbeszerzési eljárása megindításához történő hozzájárulásról
- 1397/2015. (VI. 12.) Korm. határozat A KÖZOP 5.5.0-09-11. pályázati konstrukcióra benyújtandó pályázathoz kapcsolódó, az „1-es és 3-as villamos vonalon végzendő kiegészítő beruházások” tárgyú közbeszerzési eljárás megindításához történő hozzájárulásról
- 1398/2015. (VI. 12.) Korm. határozat A KÖZOP-2.5.0-09-11-2011-0006 azonosító számú „MÁV Zrt. közlekedésbiztonsági projektjei” című projekt közbeszerzési eljárása megindításához történő hozzájárulásról
- 1399/2015. (VI. 12.) Korm. határozat A KÖZOP-2.5.0-09-11-2015-0004 azonosító számú („Szolgáltatási színvonal javítás a 80-as számú vasútvonalon” című) projektjavaslat akciótervi nevesítéséről, támogatásának jóváhagyásáról, a projekt 2015. december 31. után felmerülő költségei fedezetének biztosításáról, kötelezettségvállalásáról és a támogatási szerződésének megkötéséről
- 1400/2015. (VI. 15.) Korm. határozat Az egyes ipari területek fejlesztésével kapcsolatos kormányzati intézkedésekről
- 1401/2015. (VI. 17.) Korm. határozat A rendkívüli bevándorlási nyomás kezelése érdekében szükséges egyes intézkedésekről
- 1402/2015. (VI. 19.) Korm. határozat Magyarország közép- és hosszú távú élelmiszeripari fejlesztési stratégiájának elfogadásáról, és a végrehajtásával összefüggő feladatokról
- 1403/2015. (VI. 19.) Korm. határozat Az „M4 autópálya Abony–Fegyvernek új Tisza-híddal (kivitelezés)” című projekttel, valamint Szolnok megyei jogú város gyorsforgalmi kapcsolatának megteremtésével kapcsolatos egyes kérdésekről
- 1404/2015. (VI. 19.) Korm. határozat A kormányzati integráció érdekében fejezetek közötti előirányzat-átcsoportosításról
- 1405/2015. (VI. 19.) Korm. határozat A 2014. évi költségvetési maradványok egy részének felhasználásáról és a céltartalékokból történő előirányzat-átcsoportosításról
- 1406/2015. (VI. 19.) Korm. határozat A Budai Vigadó felújítása érdekében szükséges források biztosításáról
- 1407/2015. (VI. 19.) Korm. határozat Az egyes kiemelt kormányzati intézkedésekről és aktuális döntésekről szóló tájékoztató tevékenység keretében felmerülő aktuális feladatokról
- 1408/2015. (VI. 19.) Korm. határozat A rendkívüli kormányzati intézkedésekre szolgáló tartalékból történő előirányzat-átcsoportosításról
- 1409/2015. (VI. 19.) Korm. határozat A Magyarország Kormánya és a Horvát Köztársaság Kormánya között a közös államhatáron lévő közúti hidak üzemeltetéséről, fenntartásáról és rekonstrukciójáról szóló Megállapodás szövegének végleges megállapítására adott felhatalmazásról
- 1410/2015. (VI. 23.) Korm. határozat Az Államreform Operatív Program és az Elektronikus Közigazgatás Operatív Program technikai segítésnyújtási keretéből megvalósítani tervezett projektek támogatási szerződése megkötéséhez történő  hozzájárulásról
- 1411/2015. (VI. 23.) Korm. határozat A Környezet és Energia Operatív Program módosításáról
- 1412/2015. (VI. 23.) Korm. határozat A KÖZOP-5.2.0-07-2008-0003 azonosító számú („Miskolc városi villamos vasút fejlesztése” című) nagyprojekt támogatásának növeléséről
- 1413/2015. (VI. 24.) Korm. határozat A rendkívüli bevándorlási nyomás kezelésével összefüggésben felmerült európai uniós kérdésekről
- 1414/2015. (VI. 24.) Korm. határozat A regionális operatív programokból támogatott egyes projektek támogatásának növeléséről és az azzal összefüggő kötelezettségvállalásról
- 1415/2015. (VI. 24.) Korm. határozat A Széchenyi Kártya Program egyes konstrukciói támogatásának folytatásáról szóló 1765/2014. (XII. 18.) Korm. határozat módosításáról
- 1416/2015. (VI. 24.) Korm. határozat A KEOP-1.5.0/15-2015-0001 azonosító számú („Az egészséges ivóvíz biztosításához szükséges laboratóriumi fejlesztések megvalósítása a népegészségügyben” című) projektjavaslat támogatásának jóváhagyásáról és a Környezet és Energia Operatív Program 2011–2013. évekre szóló akciótervének megállapításáról szóló 1125/2015. (III. 6.) Korm. határozat módosításáról
- 1417/2015. (VI. 24.) Korm. határozat A KEOP-1.2.0/2F/09-2010-0078 azonosító számú („A Bajai agglomerációhoz tartozó települések szennyvízcsatornázása és szennyvíztisztítása” című) projekt támogatásának növeléséről
- 1418/2015. (VI. 24.) Korm. határozat A KÖZOP-5.5.0-09-11-2012-0002 azonosító számú („Intermodális közösségi Közlekedési Központ létrehozása Debrecenben” című) projekt vonatkozásában kötelezettségvállaláshoz történő hozzájárulásról
- 1419/2015. (VI. 24.) Korm. határozat A KÖZOP-3.5.0-09-11-2015-0006 azonosító számú („Győrszentiván Kertváros és Gönyű, Dózsamajori bekötő út közötti kerékpárút építés, I. ütem” című) projektjavaslattal kapcsolatos kötelezettségvállalásról és támogatási szerződés megkötéséhez történő hozzájárulásról
- 1420/2015. (VI. 24.) Korm. határozat A KEOP-8.1.1-11/K-2015-0001 azonosító számú („Közreműködő Szervezeti Feladatokat Ellátó Főosztályok Titkárságának feladatellátásához szükséges eszközök biztosítása, ellátása, ingatlanok üzemeltetése” című) projekt vonatkozásában kötelezettség-vállaláshoz, támogatói okirat kibocsátásához történő hozzájárulásról
- 1421/2015. (VI. 24.) Korm. határozat A KEOP-1.1.1/2F/09-11-2011-0003 azonosító számú („REGIO-KOM Térségi Kommunális Szolgáltató Társulás Jászberényi és Dél-Hevesi kistérsége szilárdhulladék-gazdálkodási rendszerének fejlesztése” című) projekt szakaszolásának jóváhagyásáról, valamint a KEOP-1.2.0/09-11-2012-0024 azonosító számú („Konyár Község szennyvízcsatornázása és szennyvíztisztító telep építése” című) projekt támogatási szerződésének elállással történő felbontásáról
- 1422/2015. (VI. 25.) Korm. határozat Az Államreform Központ létrehozása, valamint a Nemzeti Közszolgálati Egyetem 2015. évi működésének finanszírozása érdekében szükséges források biztosításáról
- 1423/2015. (VI. 25.) Korm. határozat A Közigazgatás- és Közszolgáltatás-fejlesztés Operatív Program (KÖFOP) jóváhagyásáról
- 1424/2015. (VI. 25.) Korm. határozat A KEOP-7.9.0/12-2013-0038 azonosító számú („Complex hulladékkezelési, hulladékártalmatlanítási és hulladék hasznosítási stratégiai tervezése és kidolgozása hulladékból történő energiatermelés céljából” című) projekt közbeszerzési eljárásának megindításához történő hozzájárulásról
- 1425/2015. (VI. 25.) Korm. határozat A Közlekedés Operatív Program keretében uniós forrásból megvalósítandó „Közlekedésbiztonságot javító műszaki beavatkozások, nyomvályúk megszüntetése, útfelújítások, útfejlesztések megvalósítása európai uniós forrásból” tárgyú meghívásos kétszakaszos közbeszerzési eljárás megindításához történő hozzájárulásról
- 1426/2015. (VI. 25.) Korm. határozat A KÖZOP–4.5.0-09-11. azonosító számú pályázati felhívásra benyújtani tervezett („MAHART Mobil Árvízvédelmi Gát” című) projekt közbeszerzési eljárása megindításához történő hozzájárulásról
- 1427/2015. (VI. 25.) Korm. határozat A Miniszterelnökség budavári elhelyezéséhez szükséges felújítási és építési feladatokhoz kapcsolódó beruházások megvalósításával összefüggésben a XI. Miniszterelnökség és a XLIII. Az állami vagyonnal kapcsolatos bevételek és kiadások fejezetek közötti előirányzat-átcsoportosításról
- 1428/2015. (VI. 25.) Korm. határozat Magyarország Kormánya és Szolnok Megyei Jogú Város Önkormányzata közötti együttműködési megállapodás végrehajtásával összefüggő feladatokról
- 1429/2015. (VI. 30.) Korm. határozat A Nemzeti Bűnmegelőzési Stratégiáról (2013–2023) szóló 1744/2013. (X. 17.) Korm. határozat módosításáról
- 1430/2015. (VI. 30.) Korm. határozat Az Egységes központi elektronikus irat- és dokumentumkezelési rendszer megvalósításával kapcsolatos feladatokról a fővárosi és megyei kormányhivatalokban
- 1431/2015. (VI. 30.) Korm. határozat A családbarát közgondolkodást erősítő kampányok és a családpolitikai eredményekről szóló tájékoztató tevékenység végrehajtásához kapcsolódó feladatokról
- 1432/2015. (VI. 30.) Korm. határozat A Fogyatékosságügyi Tárcaközi Bizottság létrehozásáról
- 1433/2015. (VI. 30.) Korm. határozat A 2015 májusában bekövetkezett rendkívüli jégesőkárok enyhítését szolgáló kormányzati intézkedésekről
- 1434/2015. (VI. 30.) Korm. határozat Az oktatási és kulturális szakdiplomata álláshelyek felülvizsgálatáról
- 1435/2015. (VI. 30.) Korm. határozat A szociális ágazatban dolgozók 2015. évi bérkiegészítéséhez kapcsolódó költségvetési forrás biztosítása érdekében szükséges intézkedésekről
- 1436/2015. (VI. 30.) Korm. határozat A fővárosi közösségi közlekedés 2016–2018. évi központi költségvetési támogatásáról
- 1437/2015. (VI. 30.) Korm. határozat A Miniszterelnökség fejezeten belüli közfeladat változáshoz kapcsolódó előirányzat-átcsoportosításról
- 1438/2015. (VI. 30.) Korm. határozat A Kalocsa és Paks térségében tervezett új Duna híddal kapcsolatos beruházásról
- 1439/2015. (VI. 30.) Korm. határozat Az Igazságügyi Hivatal igazságügyi szolgálatok jogakadémiája létesítésével és működtetésével kapcsolatos feladatainak ellátásához szükséges beszerzések során alkalmazandó eljárási mentességről

#### Július (1440−1534)
- 1440/2015. (VII. 2.) Korm. határozat A Környezet és Energia Operatív Program keretében megvalósuló egyes hulladékgazdálkodási, megújuló energia felhasználásával összefüggő és energiahatékonysági projektek vonatkozásában a kötelezettségvállaláshoz és a támogatási szerződés megkötéséhez történő hozzájárulásról
- 1441/2015. (VII. 2.) Korm. határozat A Környezet és Energia Operatív Program 2011–2013. évekre szóló akcióterve 1. prioritása keretében megvalósuló egyes hulladékgazdálkodási és szennyvíztisztítási projektek támogatásának növeléséről, valamint a KEOP-1.1.1/B/10-11-2013-0005 azonosító számú („Szilárdhulladék-gazdálkodási rendszer továbbfejlesztése a Heves Megyei Regionális Hulladékgazdálkodási Társulás területén” című) projekt forrásszerkezetének módosításáról
- 1442/2015. (VII. 2.) Korm. határozat Egyes, a Társadalmi Megújulás Operatív Program 2. és 5. prioritása keretében megvalósuló projektek vonatkozásában kötelezettségvállaláshoz, támogatási szerződések megkötéséhez történő hozzájárulásról
- 1443/2015. (VII. 2.) Korm. határozat Egyes, a Társadalmi Infrastruktúra Operatív Program 2. és 3. prioritása keretében megvalósuló projektek vonatkozásában kötelezettségvállaláshoz, támogatási szerződés módosításához történő hozzájárulásról
- 1444/2015. (VII. 2.) Korm. határozat Egyes megújuló energiaforrás alapú hő- és villamosenergia-termeléssel, épületenergetikai fejlesztésekkel és a 2014–2020 közötti programozási időszakban megvalósítandó projektek előkészítésével összefüggő projektek vonatkozásában a kötelezettségvállaláshoz és a támogatási szerződés megkötéséhez történő hozzájárulásról
- 1445/2015. (VII. 2.) Korm. határozat Az ÁROP-1.A.3 azonosító számú („Területi együttműködést segítő programok kialakítása az önkormányzatoknál a konvergencia régiókban” című) pályázati felhívásra benyújtott egyes projektek vonatkozásában a kötelezettségvállaláshoz és a támogatási szerződések megkötéshez történő hozzájárulásról
- 1446/2015. (VII. 2.) Korm. határozat A KEOP-2.1.1/B/15-2015-0001 azonosító számú („Gép és eszközbeszerzés a vízügyi igazgatóságok árvízvédelmi és fenntartási feladatainak ellátásához” című) projektjavaslat támogatásának jóváhagyásáról
- 1447/2015. (VII. 2.) Korm. határozat A KEOP-1.3.0/2F/09-2010-0032 azonosító számú („Beregi Ivóvízminőség-javító Projekt” című) és a KEOP-4.10.0/E/12-2014-0118 azonosító számú („Türjei Kolping idősek otthona energetikai felújítása” című) projekt vonatkozásában kötelezettségvállaláshoz történő hozzájárulásról
- 1448/2015. (VII. 2.) Korm. határozat Az Egészségbiztosítási Alap Gyógyító-megelőző ellátás céltartalék jogcím 2015. évi előirányzatáról történő átcsoportosításról
- 1449/2015. (VII. 6.) Korm. határozat A NIF Nemzeti Infrastruktúra Fejlesztő zártkörűen működő Részvénytársasággal szemben fennálló, peres úton érvényesíthető követelések forrásának biztosításáról
- 1450/2015. (VII. 7.) Korm. határozat A természetes személyek adósságrendezésével kapcsolatos feladatok végrehajtásához szükséges feltételek biztosításáról
- 1451/2015. (VII. 7.) Korm. határozat A 2015. évi határátlépéssel járó csapatmozgások engedélyezéséről szóló 1763/2014. (XII. 18.) Korm. határozat módosításáról
- 1452/2015. (VII. 7.) Korm. határozat Az ENSZ Fogyatékossággal Élő Személyek Jogaival Foglalkozó Bizottságának egyedi ügyekben hozott ajánlása szerinti kár- és költségtérítés kifizetéséről
- 1453/2015. (VII. 7.) Korm. határozat A határőrizeti célú ideiglenes biztonsági határzár fizikai létrehozása érdekében a rendkívüli kormányzati intézkedésekre szolgáló tartalékból történő előirányzat-átcsoportosításról
- 1454/2015. (VII. 7.) Korm. határozat A Bevándorlási és Állampolgársági Hivatal anyakönyvezéssel összefüggő feladatainak átadásához szükséges fejezetek közötti előirányzat-átcsoportosításról
- 1455/2015. (VII. 7.) Korm. határozat Az egyházi jogi személyek foglalkoztatottjai 2015. évi kompenzációjának finanszírozása érdekében történő előirányzat-átcsoportosításról
- 1456/2015. (VII. 7.) Korm. határozat A Kalocsa–Kecskeméti Főegyházmegye és a Szombathelyi Egyházmegye felújítási munkálatainak, valamint egyes infrastrukturális fejlesztéseinek támogatásáról
- 1457/2015. (VII. 7.) Korm. határozat Az Óbudai Egyetem már megkezdett kollégiumi beruházásának megvalósításához szükséges – részben a rendkívüli kormányzati intézkedésekre szolgáló tartalékból történő előirányzat-átcsoportosítással történő – forrás biztosításáról
- 1458/2015. (VII. 7.) Korm. határozat A Baksay Sándor Református Gimnázium és Általános Iskola felújításához, bővítéséhez szükséges forrás biztosításáról
- 1459/2015. (VII. 7.) Korm. határozat A Kovács Gábor Művészeti Alapítvány (KOGART) támogatása érdekében szükséges intézkedésekről szóló 1852/2014. (XII. 30.) Korm. határozat végrehajtása során alkalmazandó eltérő intézkedésről és a rendkívüli kormányzati intézkedésekre szolgáló tartalékból történő előirányzat-átcsoportosításról
- 1460/2015. (VII. 8.) Korm. határozat Magyarországnak a Nyílt Kormányzati Együttműködés kezdeményezés keretében a 2015–2017. évekre tett vállalásairól szóló második akciótervéről
- 1461/2015. (VII. 10.) Korm. határozat Az „Elővárosi vasúti személyszállítás céljára 6 db villamos motorvonat beszerzése a MÁV-START Zrt. részére” című projektjavaslat támogatásának jóváhagyásáról, akciótervi nevesítéséről és az azzal kapcsolatos kötelezettségvállalásról
- 1462/2015. (VII. 10.) Korm. határozat A TÁMOP-4.2.5.A-11/1-2012-0001 azonosító számú [„A Magyar Tudományos Művek Tára (MTMT) publikációs adatbázis szolgáltatások országos kiterjesztése” című] projekt támogatásának növeléséről, valamint egyes, a Társadalmi Megújulás Operatív Program 2–4. prioritása keretében megvalósuló projektek vonatkozásában kötelezettségvállaláshoz, támogatási szerződések megkötéséhez és tartaléklisták megszüntetéséhez történő hozzájárulásról
- 1463/2015. (VII. 10.) Korm. határozat A KÖZOP-2.5.0-09-11-2015-0005 azonosító számú („Rákos–Hatvan vonalszakasz kiviteli terveinek és támogatási kérelmének elkészítése” című) projektjavaslat támogatásának jóváhagyásáról, akciótervi nevesítéséről, és az azzal kapcsolatos kötelezettségvállalásról
- 1464/2015. (VII. 15.) Korm. határozat A Környezet és Energia Operatív Program 2011-2013. évekre szóló akcióterve 5. prioritásával összefüggő egyes kormányhatározatok módosításáról
- 1465/2015. (VII. 15.) Korm. határozat Egyes, a Környezet és Energia Operatív Program 1. prioritása keretében megvalósuló ivóvízminőség-javító és szennyvíztisztítási projektek támogatásának növeléséről
- 1466/2015. (VII. 15.) Korm. határozat Egyes, a KEOP-2012-5.6.0 jelű ("Központi költségvetési szervek energiahatékonysági beruházásai" című) támogatási konstrukció keretében megvalósuló projektek vonatkozásában kötelezettségvállaláshoz, támogatási szerződés módosításához történő hozzájárulásról
- 1467/2015. (VII. 15.) Korm. határozat A KEOP-2012-5.6.0 jelű ("Központi költségvetési szervek energiahatékonysági beruházásai" című) támogatási konstrukció keretében megvalósuló egyes projektek vonatkozásában kötelezettségvállaláshoz, támogatási szerződés módosításához történő hozzájárulásról
- 1468/2015. (VII. 15.) Korm. határozat A KÖZOP-1.5.0-09-11-2015-0003 azonosító számú ("TEN-T hálózat elemein a zajszennyezés csökkentését célzó zajárnyékoló létesítmények fejlesztése, előkészítése" című) projekt vonatkozásában kötelezettségvállaláshoz, támogatási szerződés megkötéséhez történő hozzájárulásról
- 1469/2015. (VII. 15.) Korm. határozat A Társadalmi Megújulás Operatív Program 2., 3. és 5. prioritása keretében megvalósuló projektek vonatkozásában támogatási szerződések megkötéséhez, és a TÁMOP-5.5.4-13/2 azonosító számú ("Lakóközösségi programok, kezdeményezések támogatása" című) pályázati felhívás tartaléklistája megszüntetéséhez történő hozzájárulásról, valamint a TÁMOP-1.1.2-11/1-2012-0001 azonosító számú ["A hátrányos helyzetűek foglalkoztathatóságának javítása (Decentralizált programok a konvergencia régiókban)" című] projekt támogatásának növeléséről
- 1470/2015. (VII. 15.) Korm. határozat Egyes, a Társadalmi Infrastruktúra Operatív Program 1. prioritása keretében megvalósuló projektek vonatkozásában kötelezettségvállaláshoz, támogatási szerződés megkötéséhez történő hozzájárulásról
- 1471/2015. (VII. 15.) Korm. határozat A TIOP-3.3.2-12/1-2013-0001 azonosító számú ("Szociális szolgáltatások fejlesztése támogató technológiai eszközök biztosításával a házi gondozás területén" című) projekt költségnövekményének jóváhagyásáról
- 1472/2015. (VII. 15.) Korm. határozat A Versenyképes Közép-Magyarország Operatív Program keretében megvalósuló integrált területi programokról
- 1473/2015. (VII. 15.) Korm. határozat A "Budapest-Arad vasútvonalhoz kapcsolódó repülőtéri iparvágány meghosszabbítása és egy multimodális csomópont kialakítása a Liszt Ferenc nemzetközi repülőtéren" című projektjavaslatnak az Európai Hálózatfinanszírozási Eszköz 2014. évi pályázati kiírására történő benyújtásáról
- 1474/2015. (VII. 15.) Korm. határozat A budapesti 4. számú metróvonal, I. szakasz (Kelenföldi pályaudvar-Keleti pályaudvar) és kapcsolódó felszíni beruházásai című projekt megvalósítása keretében egyes vállalkozási szerződések módosításának jóváhagyásáról, valamint a szerződésmódosítások alapján folyósítandó hazai költségvetési forrás meghatározásáról
- 1475/2015. (VII. 20.) Korm. határozat A bürokratikus terhek egyszerűsítésének intézkedési tervéről – 17882
- 1476/2015. (VII. 20.) Korm. határozat Az egyes kiemelt jelentőségű budapesti beruházásokért felelős kormánybiztos kinevezéséről és feladatairól szóló 1359/2014. (VI. 30.) Korm. határozat módosításáról
- 1477/2015. (VII. 20.) Korm. határozat Az egyes szakmai feladatok átadásával összefüggésben a Miniszterelnökség és a Nemzeti Fejlesztési Minisztérium fejezetek közötti előirányzat-átcsoportosításról
- 1478/2015. (VII. 20.) Korm. határozat A Nemzetközi Tudományos Diákolimpiákkal kapcsolatos feladatok ellátásához kapcsolódó fejezetek közötti előirányzat-átcsoportosításról
- 1479/2015. (VII. 20.) Korm. határozat Magyarországnak az EU–Afrika Infrastrukturális Alaphoz történő csatlakozásáról, valamint az IFC Együttműködési Alap működésével összefüggő pénzügyi forrás biztosításáról
- 1480/2015. (VII. 20.) Korm. határozat A torontói Magyar Ház építése befejezésének finanszírozása érdekében a rendkívüli kormányzati intézkedésekre szolgáló tartalékból történő előirányzat-átcsoportosításról
- 1481/2015. (VII. 20.) Korm. határozat Az Európai Unió melletti magyar Állandó Képviseleten a Külgazdasági és Külügyminisztériumhoz tartozó szakdiplomata álláshelyek meghatározásáról
- 1482/2015. (VII. 20.) Korm. határozat A Magyar Köztársaság Kormánya és az Egyesült Nemzetek Menekültügyi Főbiztosának Hivatala közötti Megállapodás módosításáról szóló Jegyzőkönyv szövegének végleges megállapítására adott felhatalmazásról
- 1483/2015. (VII. 21.) Korm. határozat A Nemzeti Várprogramról
- 1484/2015. (VII. 21.) Korm. határozat A közgyűjteményekben őrzött, állami tulajdonú kulturális javak felújított kulturális örökségi helyszíneken történő elhelyezését szolgáló Műtárgyprogramról
- 1485/2015. (VII. 21.) Korm. határozat A felújított kulturális terek hasznosításáról és a működtetésük érdekében szükséges intézkedésekről
- 1486/2015. (VII. 21.) Korm. határozat A Digitális Nemzet Fejlesztési Program megvalósításával kapcsolatos aktuális feladatokról, valamint egyes kapcsolódó kormányhatározatok módosításáról
- 1487/2015. (VII. 21.) Korm. határozat A Jedlik Ányos Tervhez kapcsolódó jogalkotási feladatokról
- 1488/2015. (VII. 21.) Korm. határozat A Nemzeti Eszközkezelő Zrt. ingatlanaiban lakó és lakbérfizetési kötelezettségének eleget nem tevő személyek hátralékfizetési problémájának kezelési lehetőségéről és ezzel összefüggésben a további feladatok meghatározásáról
- 1489/2015. (VII. 21.) Korm. határozat Az uniós pályázatokból visszamaradt, vissza nem térítendő források pénzügyi eszközzé alakításáról
- 1490/2015. (VII. 21.) Korm. határozat A Washingtonban és Podgoricában létesítendő mezőgazdasági és környezetügyi szakdiplomata álláshelyekről
- 1491/2015. (VII. 21.) Korm. határozat A külgazdasági attasé hálózat létszámbővítéséhez és működtetéséhez szükséges többletforrás biztosításáról
- 1492/2015. (VII. 21.) Korm. határozat A rendkívüli kormányzati intézkedésekre szolgáló tartalékból történő előirányzat-átcsoportosításról
- 1493/2015. (VII. 21.) Korm. határozat A rendkívüli kormányzati intézkedésekre szolgáló tartalékból történő előirányzat-átcsoportosításról
- 1494/2015. (VII. 21.) Korm. határozat A rendkívüli kormányzati intézkedésekre szolgáló tartalékból történő előirányzat-átcsoportosításról
- 1495/2015. (VII. 21.) Korm. határozat A nyíregyházi Kállay-kúria felújításához szükséges forrás biztosításáról
- 1496/2015. (VII. 21.) Korm. határozat Magyarország Kormánya és Nagykanizsa Megyei Jogú Város Önkormányzata közötti együttműködési megállapodás végrehajtásával összefüggő feladatokról
- 1497/2015. (VII. 22.) Korm. határozat A magyarországi Holokauszt 70. évfordulójához kapcsolódó megemlékezések és programok megvalósításával kapcsolatos intézkedésekről, valamint egyes kormányhatározatok módosításáról szóló 1512/2014. (IX. 16.) Korm. határozat módosításáról
- 1498/2015. (VII. 23.) Korm. határozat' A kormányablakokban intézhető ügykörök bővítésével kapcsolatos egyes feladatokról
- 1499/2015. (VII. 23.) Korm. határozat A hadigondozási igényjogosultság megállapítása iránti eljárások felülvizsgálatáról
- 1500/2015. (VII. 23.) Korm. határozat A Magyar Honvédség kibervédelem szempontjából kiemelt jelentőségű komplex informatikai fejlesztéseihez kapcsolódó beszerzéseknek a védelem terén alapvető biztonsági érdeket érintő, kifejezetten katonai, rendvédelmi, rendészeti célokra szánt áruk beszerzésére, illetőleg szolgáltatások megrendelésére vonatkozó sajátos szabályokról szóló 228/2004. (VII. 30.) Korm. rendelet 2. § (3) bekezdés d) pontja szerinti minősítéséről
- 1501/2015. (VII. 23.) Korm. határozat A Honvédelmi Igazgatási Koordinációs Tárcaközi Munkacsoport létrehozásáról, valamint szervezeti és működési rendjének meghatározásáról szóló 1525/2013. (VIII. 12.) Korm. határozat módosításáról
- 1502/2015. (VII. 23.) Korm. határozat A 2015. évi honvédelmi igazgatási feladatok végrehajtásához szükséges költségvetési források átcsoportosításáról
- 1503/2015. (VII. 23.) Korm. határozat A helyi önkormányzatok szociális célú tüzelőanyag vásárláshoz kapcsolódó kiegészítő támogatása érdekében a IX. Helyi önkormányzatok támogatásai fejezeten belüli előirányzat-átcsoportosításról
- 1504/2015. (VII. 23.) Korm. határozat Magyarország Kormánya és Érd Megyei Jogú Város Önkormányzata közötti együttműködési megállapodás végrehajtásával összefüggő feladatokról
- 1505/2015. (VII. 23.) Korm. határozat Az Unilever Magyarország Kereskedelmi Korlátolt Felelősségű Társaság magyarországi nagybefektetővel való stratégiai együttműködési megállapodás megkötéséről
- 1506/2015. (VII. 23.) Korm. határozat Budapest Főváros Önkormányzatának az M3 metróvonalon üzemelő járműállomány felújításához kapcsolódó adósságot keletkeztető ügyletéhez történő kormányzati hozzájárulásról
- 1507/2015. (VII. 23.) Korm. határozat Egyes, a Környezet és Energia Operatív Program 2011–2013. évekre szóló akcióterve 5. prioritásával összefüggő kormányhatározatok módosításáról
- 1508/2015. (VII. 23.) Korm. határozat A KEOP-3.1.4./15 azonosító számú („Kiemelt természetvédelmi fejlesztések” című) kiemelt projekt felhívással összefüggő egyes kérdésekről, valamint a Környezet és Energia Operatív Program 2011–2013. évekre szóló akcióterve 3. prioritásának módosításáról
- 1509/2015. (VII. 23.) Korm. határozat A Társadalmi Infrastruktúra Operatív Program 2. prioritása 2011–2013. évekre szóló akciótervének keretében megvalósuló TIOP-2.2.7-07/2F/2-2009-0008 számú, „Infrastruktúra fejlesztés a szegedi egészségpólusban” című projekt közbeszerzési eljárásának megindításáról
- 1510/2015. (VII. 23.) Korm. határozat A Magyarország 2015. évi központi költségvetéséről szóló 2014. évi C. törvény alapján a XX. Emberi Erőforrások Minisztériuma fejezet 20. Fejezeti kezelésű előirányzatok cím, 2. Normatív finanszírozás alcím, 4. Hit- és erkölcstan oktatás és tankönyvtámogatás jogcímcsoport előirányzat túllépésének jóváhagyásáról
- 1511/2015. (VII. 23.) Korm. határozat A kormányzati integráció érdekében fejezetek közötti további előirányzat-átcsoportosításról
- 1512/2015. (VII. 23.) Korm. határozat A Nemzeti Közszolgálati Egyetem elhelyezése a Ludovika Campusban állami beruházás egyes programelemeinek megvalósítása érdekében szükséges intézkedésekről és a források biztosításáról
- 1513/2015. (VII. 23.) Korm. határozat A Veszprém Aréna multifunkcionális sport- és rendezvénycsarnok építéséhez kapcsolódó pénzügyi kötelezettségvállalás teljesítéséhez történő előirányzat-átcsoportosításról
- 1514/2015. (VII. 23.) Korm. határozat A Fővárosi Állat- és Növénykert fejlesztésére irányuló beruházások megvalósításának ütemezett támogatásáról
- 1515/2015. (VII. 23.) Korm. határozat A Ludwig Múzeum-Kortárs Művészeti Múzeumban megrendezendő PopArt Kiállítás megvalósításával kapcsolatos előirányzat-átcsoportosításról
- 1516/2015. (VII. 23.) Korm. határozat A kárpátaljai polgárőrök természetbeni, anyagi támogatásáról, valamint a kárpátaljai magyarok személy és vagyonőri képzésének megszervezéséről és a szükséges források biztosításáról
- 1517/2015. (VII. 23.) Korm. határozat A Magyarország Kormánya és a Horvát Köztársaság Kormánya között a minősített adatok cseréjéről és kölcsönös védelméről szóló egyezmény szövegének végleges megállapítására adott felhatalmazásról
- 1518/2015. (VII. 23.) Korm. határozat Az Oktatási Hivatal 2016. évi feladatellátásához szükséges pénzügyi forrás biztosításáról
- 1519/2015. (VII. 27.) Korm. határozat Az államháztartás központi alrendszerébe tartozó költségvetési szervek és fejezeti kezelésű előirányzatok 2014. évi költségvetési maradványának felhasználásáról
- 1520/2015. (VII. 27.) Korm. határozat A rendkívüli kormányzati intézkedésekre szolgáló tartalékból történő előirányzat-átcsoportosításról, valamint egyes kormányhatározatok módosításáról
- 1521/2015. (VII. 28.) Korm. határozat A hódmezővásárhelyi Vívó- és Ökölvívócentrummal kapcsolatos beruházás támogatása érdekében a IX. Helyi önkormányzatok támogatásai fejezeten belüli előirányzat-átcsoportosításról
- 1522/2015. (VII. 31.) Korm. határozat A közszolgálati ellenőrzések 2015. évi vizsgálati tárgyköreiről és a vizsgálat alá vont szervekről
- 1523/2015. (VII. 31.) Korm. határozat A Nemzeti Köznevelési Infrastruktúra Fejlesztési Program végrehajtásával kapcsolatos feladatokról
- 1524/2015. (VII. 31.) Korm. határozat Az önkormányzatok adósságot keletkeztető, valamint kezesség-, illetve garanciavállalásra vonatkozó ügyleteihez történő 2015. májusi és júniusi előzetes kormányzati hozzájárulásról
- 1525/2015. (VII. 31.) Korm. határozat A 2015. évi Nemzeti Vágta rendezvénysorozat támogatása érdekében a rendkívüli kormányzati intézkedésekre szolgáló tartalékból történő előirányzat-átcsoportosításról
- 1526/2015. (VII. 31.) Korm. határozat A rendkívüli kormányzati intézkedésekre szolgáló tartalékból történő előirányzat-átcsoportosításról
- 1527/2015. (VII. 31.) Korm. határozat A rendkívüli kormányzati intézkedésekre szolgáló tartalékból történő előirányzat-átcsoportosításról
- 1528/2015. (VII. 31.) Korm. határozat A bánsági magyarság közösségi célokat szolgáló beruházásának finanszírozása érdekében a rendkívüli kormányzati intézkedésekre szolgáló tartalékból történő előirányzat-átcsoportosításról
- 1529/2015. (VII. 31.) Korm. határozat A vajdasági magyar falu-, tanya- és peremkerületi gondnoki rendszer kialakítása és működtetése érdekében a rendkívüli kormányzati intézkedésekre szolgáló tartalékból történő előirányzat-átcsoportosításról
- 1530/2015. (VII. 31.) Korm. határozat A vajdasági Pannon Televízió és Rádió működésének finanszírozása érdekében a rendkívüli kormányzati intézkedésekre szolgáló tartalékból történő előirányzat-átcsoportosításról
- 1531/2015. (VII. 31.) Korm. határozat Az erdélyi oktatási és kulturális célú programok, beruházások megvalósításának finanszírozása érdekében a rendkívüli kormányzati intézkedésekre szolgáló tartalékból történő előirányzat-átcsoportosításról
- 1532/2015. (VII. 31.) Korm. határozat A felvidéki kulturális célú beruházások, fejlesztések támogatásának finanszírozása érdekében a rendkívüli kormányzati intézkedésekre szolgáló tartalékból történő előirányzat-átcsoportosításról
- 1533/2015. (VII. 31.) Korm. határozat Az Európa Kollégium működésének finanszírozása érdekében a rendkívüli kormányzati intézkedésekre szolgáló tartalékból történő előirányzat-átcsoportosításról
- 1534/2015. (VII. 31.) Korm. határozat A KEOP-3.1.4/15 azonosító számú („A Rétközi-tó élőhelyvédelmi célú helyreállítása és vízpótlásának biztosítása” című) projekt közbeszerzési eljárásának megindításához történő hozzájárulásról

#### Augusztus (1535−1566)
- 1535/2015. (VIII. 3.) Korm. határozat Egyes, a KÖZOP-3.5.0-09-11 jelű („Térségi elérhetőség javítása” című) konstrukció keretében megvalósuló kerékpárúthálózat-fejlesztési projektek vonatkozásában kötelezettségvállaláshoz és támogatási szerződés megkötéséhez történő hozzájárulásról
- 1536/2015. (VIII. 3.) Korm. határozat A budapesti 4-es metróvonal és kapcsolódó felszíni beruházásai megvalósításához kapcsolódóan kötött Támogatási Szerződés, Finanszírozási Szerződés és Finanszírozási Szerződés Kiegészítő Megállapodás módosításáról és egységes szerkezetbe foglalásáról szóló szerződés 2. számú módosításának jóváhagyásáról
- 1537/2015. (VIII. 3.) Korm. határozat A KÖZOP-5.5.0-09-11-2015-0006 azonosító számú („Magyarország keskeny nyomközű vasútvonalainak fejlesztési lehetőségei, hálózati szerepük vizsgálata a közösségi közlekedés terén” című) projektjavaslat támogatásának jóváhagyásáról és akciótervi nevesítéséről
- 1538/2015. (VIII. 3.) Korm. határozat A KÖZOP-5.5.0-09-11-2012-0009 azonosító számú („Budapesti villamos és trolibusz járműfejlesztés I. ütem” című) nagyprojekt költségeinek csökkentéséről és átütemezéséről
- 1539/2015. (VIII. 3.) Korm. határozat A KEOP-2.3.0/2F/09-2010-0031 azonosító számú („A Szabolcs-Szatmár-Bereg megyei Szilárdhulladék-gazdálkodási Társulás településeinek szilárdhulladék lerakóinak rekultivációja” című) projekt támogatásának növeléséről
- 1540/2015. (VIII. 3.) Korm. határozat A Környezet és Energia Operatív Program 2011–2013. évekre szóló akciótervének megállapításáról szóló 1125/2015. (III. 6.) Korm. határozat és a Környezet és Energia Operatív Program 2011–2013. évekre szóló akcióterve 5. prioritásának keretében kiemelt projekt felhívás meghirdetéséhez történő hozzájárulásról, kiemelt projektek előzetes nevesítéséről, valamint a Környezet és Energia Operatív Program 2011–2013. évekre szóló akciótervének megállapításáról szóló 1125/2015. (III. 6.) Korm. határozat módosításáról szóló 1290/2015. (V. 5.) Korm. határozat módosításáról
- 1541/2015. (VIII. 3.) Korm. határozat A GINOP-2.3.6-15-2015-00001 azonosító számú [„ELI lézer kutatóközpont megvalósítása (ELI-ALPS) nagyprojekt, 2. fázis” című] nagyprojekt-javaslattal összefüggő intézkedésekről
- 1542/2015. (VIII. 3.) Korm. határozat Az IMIR 2014–2020 informatikai rendszer finanszírozásához szükséges intézkedésekről
- 1543/2015. (VIII. 3.) Korm. határozat A Társadalmi Infrastruktúra Operatív Program 2. prioritása keretében megvalósuló egyes projektek vonatkozásában kötelezettségvállaláshoz, támogatási szerződés megkötéséhez, módosításához történő hozzájárulásról
- 1544/2015. (VIII. 3.) Korm. határozat A TIOP-4.2.1-11/K-2015-0002 azonosító számú („Állami felsőoktatási intézmények folyamatainak átvilágítása és infrastruktúra beruházási igényeinek összegzése, OECD módszertan adaptálása” című) projekt tekintetében a kötelezettségvállaláshoz és a támogatási szerződés megkötéséhez történő hozzájárulásról
- 1545/2015. (VIII. 6.) Korm. határozat A rendkívüli bevándorlási és migrációs nyomás kezeléséhez szükséges források biztosításáról
- 1546/2015. (VIII. 6.) Korm. határozat A főváros közösségi közlekedésének biztonságos működtetése érdekében az M3-as metróvonal felújításához szükséges állami kezesség nyújtásáról
- 1547/2015. (VIII. 7.) Korm. határozat „Életmentő Emlékérem” adományozásáról
- 1548/2015. (VIII. 7.) Korm. határozat A Felzárkózást Segítő Gazdasági Fórum létrehozásáról
- 1549/2015. (VIII. 7.) Korm. határozat A határon túli magyar vonatkozású épített kulturális örökség értékeinek feltárását, megóvását, megismertetését célzó Rómer Flóris Tervről
- 1550/2015. (VIII. 7.) Korm. határozat A Rómer Flóris Terv megvalósítását elősegítő bíráló bizottságról
- 1551/2015. (VIII. 7.) Korm. határozat A 2015. évi éves fejlesztési keretek (ÉFK) végrehajtásával kapcsolatos feladatokról
- 1552/2015. (VIII. 7.) Korm. határozat A védelmi felkészítés egyes kérdéseiről
- 1553/2015. (VIII. 7.) Korm. határozat A Magyar Honvédség Pápa Bázisrepülőtér fejlesztése érdekében szükséges források biztosításáról
- 1554/2015. (VIII. 7.) Korm. határozat Az Országos Villamos Teherelosztó épületének állami tulajdonba kerüléséhez szükséges intézkedésekről
- 1555/2015. (VIII. 7.) Korm. határozat A Magyar Állami Operaház és Erkel Színház műhelyháza és próbacentruma létrehozását célzó beruházásról és a Magyar Állami Operaház korszerűsítésének előkészítéséről
- 1556/2015. (VIII. 7.) Korm. határozat Abasár település felszíni vízelvezetésének támogatása érdekében a IX. Helyi önkormányzatok támogatásai fejezeten belüli előirányzat-átcsoportosításról
- 1557/2015. (VIII. 7.) Korm. határozat A rendkívüli kormányzati intézkedésekre szolgáló tartalékból történő előirányzat-átcsoportosításról
- 1558/2015. (VIII. 7.) Korm. határozat Egyes, a Környezet és Energia Operatív Program 7. prioritása keretében megvalósuló projektek vonatkozásában kötelezettségvállaláshoz, támogatói okirat kibocsátásához történő hozzájárulásról, valamint a Környezet és Energia Operatív Program 2011–2013. évekre szóló akciótervének megállapításáról szóló 1125/2015. (III. 6.) Korm. határozat módosításáról
- 1559/2015. (VIII. 7.) Korm. határozat A VOP-1.1.1-2010-0002 azonosító számú („Az Ellenőrzési Hatóság kapacitásának és feladatellátásának biztosítása” című) projekt támogatásának növeléséről
- 1560/2015. (VIII. 7.) Korm. határozat A logisztikai, közúti árufuvarozási és személyszállítási vállalkozások versenyképességének növelését szolgáló intézkedésekről
- 1561/2015. (VIII. 12.) Korm. határozat A Közigazgatás- és Közszolgáltatás-fejlesztés Operatív Program 2015. évre szóló éves fejlesztési keretének megállapításáról
- 1562/2015. (VIII. 12.) Korm. határozat A Terület- és Településfejlesztési Operatív Program keretében megvalósuló integrált területi programok jóváhagyásáról
- 1563/2015. (VIII. 12.) Korm. határozat A Társadalmi Megújulás Operatív Program 2011–2013. évekre szóló akciótervének keretében megvalósuló egyes konstrukciókban kötelezettségvállaláshoz, támogatási szerződések megkötéséhez és tartaléklisták megszüntetéséhez történő hozzájárulásról, valamint egyes kiemelt projektek támogatásának növeléséről
- 1564/2015. (VIII. 26.) Korm. határozat A Népművészet Mestere díj 2015. évi adományozásáról
- 1565/2015. (VIII. 26.) Korm. határozat A 2024-ben sorra kerülő XXXIII. Olimpiai Játékok, valamint a XVII. Paralimpiai Játékok Budapesten történő megrendezése érdekében benyújtásra kerülő pályázathoz kapcsolódó kormányzati feladatok felelősének kijelöléséről és az egyes kiemelt jelentőségű budapesti beruházásokért felelős kormánybiztos kinevezéséről és feladatairól szóló 1359/2014. (VI. 30.) Korm. határozat módosításáról
- 1566/2015. (VIII. 26.) Korm. határozat A rendkívüli kormányzati intézkedésekre szolgáló tartalékból történő előirányzat-átcsoportosításról

#### Szeptember (1567−1706)
- 1567/2015. (IX. 4.) Korm. határozat Az építésügy átalakítását célzó intézkedési tervről és a hozzá kapcsolódó feladatokról
- 1568/2015. (IX. 4.) Korm. határozat A nemzeti közműszolgáltatási rendszer megszervezéséhez kapcsolódó kormányhatározatok felülvizsgálatáról
- 1569/2015. (IX. 4.) Korm. határozat A Kárpát-medencei Tehetséggondozó Nonprofit Korlátolt Felelősségű Társaság megalapításáról
- 1570/2015. (IX. 4.) Korm. határozat A Magyar Export-Import Bank Zártkörűen Működő Részvénytársaság Második Kínai Közép-Európai Befektetési Alapba történő befektetésének tárgyában zajló tárgyalások támogatásáról
- 1571/2015. (IX. 4.) Korm. határozat A Milánói Világkiállításon való részvételhez kapcsolódó feladatok ellátásáról és a Pesti Magyar Színház szakmai működése és épületeinek felújítása érdekében a rendkívüli kormányzati intézkedésekre szolgáló tartalékból történő előirányzat-átcsoportosítás-ról szóló 1212/2015. (IV. 10.) Korm. határozat módosításáról
- 1572/2015. (IX. 4.) Korm. határozat A Szovjetunióba hurcolt politikai foglyok és kényszermunkások emlékéve meghirdetéséről szóló 1009/2015. (I. 20.) Korm. határozat módosításáról
- 1573/2015. (IX. 4.) Korm. határozat Egyes szakmai feladatok átadásával összefüggésben a Miniszterelnökség és a Belügyminisztérium fejezetek közötti előirányzat-átcsoportosításról
- 1574/2015. (IX. 4.) Korm. határozat A Miniszterelnökség és az Emberi Erőforrások Minisztériuma fejezetek közötti előirányzat-átcsoportosításokról
- 1575/2015. (IX. 4.) Korm. határozat A Nemzeti Fejlesztési Minisztérium és az állami vagyonnal kapcsolatos bevételek és kiadások költségvetési fejezetek közötti előirányzat-átcsoportosításról
- 1576/2015. (IX. 4.) Korm. határozat A 2014. évi tavaszi és őszi árhullámok által a védművekben okozott károk helyreállítási feladatainak finanszírozásáról
- 1577/2015. (IX. 4.) Korm. határozat Az egykori koncentrációs táborok felszabadításának 70. évfordulója alkalmából tartandó külföldi megemlékezésekkel és egyéb programokkal kapcsolatos előirányzat-átcsoportosításról
- 1578/2015. (IX. 4.) Korm. határozat Az Állami Ménesgazdaság Szilvásvárad fejlesztésére fordítandó forrás biztosításáról
- 1579/2015. (IX. 4.) Korm. határozat A 2007–2013. időszaki Uniós Programok 2015. évi kifizetési és kötelezettségvállalási terveinek alakulásáról, a programok várható zárási helyzetéről, valamint a cselekvési terv feladatainak teljesítéséről, és a 2007–2013 közötti programozási időszak operatív programjainak 2015. évi eredményes zárásával összefüggő egyes Korm. határozatok módosításáról
- 1580/2015. (IX. 4.) Korm. határozat A 2014–2020 közötti programozási időszak felhívásainak meghirdetésével kapcsolatos feladatokról
- 1581/2015. (IX. 4.) Korm. határozat Egyes, a Környezet és Energia Operatív Program 1., 4. és 5. prioritása keretében megvalósuló projektek vonatkozásában kötelezettségvállaláshoz, támogatói okirat kibocsátásához történő hozzájárulásról
- 1582/2015. (IX. 4.) Korm. határozat A Környezet és Energia Operatív Program 4. és 5. prioritása keretében finanszírozott egyes projektek vonatkozásában a kötelezettségvállaláshoz és a támogatási szerződés megkötéséhez történő hozzájárulásáról
- 1583/2015. (IX. 4.) Korm. határozat A Környezet és Energia Operatív Program keretében megvalósuló egyes rekultivációs projektek támogatásának növeléséről és a Környezet és Energia Operatív Program 2011–2013. évekre szóló akciótervének megállapításáról szóló 1125/2015. (III. 6.) Korm. határozat módosításáról
- 1584/2015. (IX. 4.) Korm. határozat A KEOP-2012-5.6.0 jelű („Központi költségvetési szervek energiahatékonysági beruházásai” című) támogatási konstrukció keretében megvalósuló egyes projektek vonatkozásában kötelezettségvállaláshoz, támogatási szerződés módosításához történő hozzájárulásról, továbbá a KEOP-2012-5.6.0 jelű („Központi költségvetési szervek energiahatékonysági beruházásai” című) támogatási konstrukcióban benyújtott projektek megvalósításának jóváhagyásáról és egyes projektek támogatásának visszavonásáról szóló 1501/2014. (IX. 5.) Korm. határozat módosításáról
- 1585/2015. (IX. 4.) Korm. határozat A Környezet és Energia Operatív Program 1. prioritása keretében megvalósuló egyes ivóvízminőség-javító projektek, valamint a KEOP-1.2.0/09-11-2013-0033 azonosító számú („Tiszaszentimre Község szennyvízelvezetése és tisztítása” című) projekt támogatásának növeléséről
- 1586/2015. (IX. 4.) Korm. határozat A KEOP-1.2.0/09-11-2011-0052 azonosító számú („Települési szennyvíztisztító telep bővítése és szennyvíz-csatornázás Fegyverneken” című) projekt Örményes település szennyvízelvezetésének kiépítésére irányuló projektelemekkel történő kiegészítéséről és a projekt támogatásának növeléséről
- 1587/2015. (IX. 4.) Korm. határozat Egyes, a Környezet és Energia Operatív Program 1. prioritása keretében megvalósuló projektek támogatásának növeléséről, a KEOP-1.2.0/2F/09-2010-0060 azonosító számú („Szennyvízelvezetés és tisztítás fejlesztése Ózd városában” című) projekt szakaszolásának jóváhagyásáról, valamint a projekt második szakaszában felmerülő költségek fedezetének biztosításáról
- 1588/2015. (IX. 4.) Korm. határozat A KEOP-2.3.0/2F/09-11-2012-0001 azonosító számú („Kelet-Nógrádi Hulladékrekultivációs program” című) projekt támogatásának növeléséről
- 1589/2015. (IX. 4.) Korm. határozat A KEOP-5.5.0. azonosító számú konstrukció keretében megvalósítani tervezett épület-energetikai és köz-világítási projekt vonatkozásában a kötelezettségvállaláshoz és a támogatási szerződés megkötéséhez történő hozzájárulásáról
- 1590/2015. (IX. 4.) Korm. határozat A Környezet és Energia Operatív Program 2011–2013. évekre szóló akcióterve 5. prioritásának keretében kiemelt projekt felhívás meghirdetéséhez történő hozzájárulásról, kiemelt projektek előzetes nevesítéséről, valamint a Környezet és Energia Operatív Program 2011-2013. évekre szóló akciótervének megállapításáról szóló 1125/2015. (III. 6.) Korm. határozat módosításáról szóló 1290/2015. (V. 5.) Korm. határozat módosításáról
- 1591/2015. (IX. 4.) Korm. határozat Egyes, a KEOP-2012-5.6.0 jelű („Központi költségvetési szervek energiahatékonysági beruházásai” című) támogatási konstrukció keretében megvalósuló projektek többlettámogatása vonatkozásában kötelezettségvállaláshoz, támogatási szerződés módosításához történő hozzájárulásról
- 1592/2015. (IX. 4.) Korm. határozat  A Közlekedés Operatív Program 1. és 3. prioritása keretében megvalósuló egyes projektek forrás-szerkezetének módosításáról
- 1593/2015. (IX. 4.) Korm. határozat  A KÖZOP-3.5.0-09-11-2015-0001 azonosító számú („Megvalósíthatósági tanulmány készítése a hódmezővásárhelyi keleti elkerülő út építésére” című) projekt vonatkozásában kötelezettségvállaláshoz, támogatási szerződés megkötéséhez történő hozzájárulásról
- 1594/2015. (IX. 4.) Korm. határozat A KÖZOP-3.4.0-09-11-2011-0002 azonosító számú („445. sz. főút Kecskemét északi elkerülő szakasz – terület-szerzési költségek” című) projekt támogatásának növeléséről
- 1595/2015. (IX. 4.) Korm. határozat  A KÖZOP-4.5.0-09-11-2015-0001 azonosító számú („MAHART Mobil Árvízvédelmi Gát” című) projektjavaslat támogatásának jóváhagyásáról, akciótervi nevesítéséről, és az azzal kapcsolatos kötelezettség vállalásáról
- 1596/2015. (IX. 4.) Korm. határozat  A KÖZOP-2.5.0-09-11-2015-0006 azonosító számú („Megvalósíthatósági tanulmány készítése az NKH Hajózási Információs Rendszer átdolgozására” című) projektjavaslat akciótervi nevesítéséről és az azzal kapcsolatos kötelezettségvállalásról
- 1597/2015. (IX. 4.) Korm. határozat A regionális operatív programokból támogatott egyes projektek támogatásának növeléséről, az azzal összefüggő kötelezettségvállalásról és támogatási szerződések megkötéséről
- 1598/2015. (IX. 4.) Korm. határozat  A Kormány irányítása alá tartozó fejezetek költségvetési szerveinek eszközbeszerzéseiről szóló 1982/2013. (XII. 29.) Korm. határozat módosításáról
- 1599/2015. (IX. 4.) Korm. határozat  A Laoszi Népi Demokratikus Köztársaság részére történő kötött segélyhitel felajánlásáról
- 1600/2015. (IX. 4.) Korm. határozat A Vietnámi Szocialista Köztársaság részére történő kötött segélyhitel felajánlásáról
- 1601/2015. (IX. 8.) Korm. határozat Magyarország III. Nemzeti Energiahatékonysági Cselekvési Tervéről
- 1602/2015. (IX. 8.) Korm. határozat Az Energia- és Klímatudatossági Szemléletformálási Cselekvési Tervről
- 1603/2015. (IX. 8.) Korm. határozat A 2015 utáni fenntartható fejlődési keretrendszerről, az ENSZ Fejlesztési Csúcson történő részvételről és a magyarországi végrehajtás előkészítéséről
- 1604/2015. (IX. 8.) Korm. határozat Az ENSZ Közgyűlésének 70. ülésszakán való magyar részvételről
- 1605/2015. (IX. 8.) Korm. határozat Az Egyesült Nemzetek Szervezetének élelmezési és mezőgazdasági szakosított szervezeteivel folytatott együttműködés továbbfejlesztéséről
- 1606/2015. (IX. 8.) Korm. határozat Az Egészségügyi Világszervezet Európai Regionális Bizottsága 2017. szeptemberi 67. ülésszakának Magyarországon történő megrendezéséhez szükséges kormányzati intézkedésekről
- 1607/2015. (IX. 8.) Korm. határozat A magyarországi légimentés biztosításáról
- 1608/2015. (IX. 8.) Korm. határozat A térítésmentes mezőgazdasági vízszolgáltatás biztosítása érdekében szükséges intézkedésről
- 1609/2015. (IX. 8.) Korm. határozat Az MFB Magyar Fejlesztési Bank Zártkörűen Működő Részvénytársaság értékesítési hálózatának kialakításáról
- 1610/2015. (IX. 8.) Korm. határozat A közszférában alkalmazandó nyugdíjpolitikai elvekről szóló 1700/2012. (XII. 29.) Korm. határozat módosításáról
- 1611/2015. (IX. 8.) Korm. határozat Magyarország Római és Vatikáni Nagykövetsége ingatlanjain szükséges vagyon- és állagmegóvás érdekében elvégzendő nagykarbantartási, felújítási, kivitelezési munkálatokkal kapcsolatos egyes intézkedésekről
- 1612/2015. (IX. 8.) Korm. határozat Az Európai Emlékezet és Lelkiismeret Platform kutatómunkájának támogatására vonatkozó kormányzati intézkedésekről
- 1613/2015. (IX. 8.) Korm. határozat A 2014. évi költségvetési maradványok egy részének felhasználásáról
- 1614/2015. (IX. 8.) Korm. határozat A rendkívüli kormányzati intézkedésekre szolgáló tartalékból történő előirányzat-átcsoportosításról
- 1615/2015. (IX. 8.) Korm. határozat A Károlyi-Csekonics Palotaegyüttes átfogó, állagmegóvó felújítási feladatainak kijelöléséről és az előkészítéshez szükséges forrás biztosításáról
- 1616/2015. (IX. 8.) Korm. határozat A Róheim-villa rekonstrukciójához és hasznosításához szükséges intézkedésekről
- 1617/2015. (IX. 8.) Korm. határozat A Bicskei Járási Hivatal irodaépületének beruházásához szükséges további forrás biztosításáról
- 1618/2015. (IX. 8.) Korm. határozat A Berkenye község külterületén fekvő, egyes ipari-gazdasági övezetbe tartozó földrészletek beruházási célterületté nyilvánításáról
- 1619/2015. (IX. 8.) Korm. határozat A Jászfényszaru város külterületén fekvő, egyes ipari-gazdasági övezetbe tartozó földrészletek beruházási célterületté nyilvánításáról
- 1620/2015. (IX. 8.) Korm. határozat A Kecskemét megyei jogú város külterületén fekvő, ipari-gazdasági övezetbe tartozó földrészlet beruházási célterületté nyilvánításáról
- 1621/2015. (IX. 8.) Korm. határozat A Kárpát-medencei Magyar Legendárium program támogatásának finanszírozása érdekében a rendkívüli kormányzati intézkedésekre szolgáló tartalékból történő előirányzat-átcsoportosításról
- 1622/2015. (IX. 8.) Korm. határozat A Kárpátalján megvalósuló kulturális, egészségügyi, gazdasági célú programok támogatásának finanszírozása érdekében a rendkívüli kormányzati intézkedésekre szolgáló tartalékból történő előirányzat-átcsoportosításról
- 1623/2015. (IX. 8.) Korm. határozat A Környezet és Energia Operatív Program 1. prioritása keretében megvalósuló egyes projektek támogatásának növeléséről, valamint kötelezettségvállaláshoz, támogatási szerződés módosításához történő hozzájárulásról
- 1624/2015. (IX. 8.) Korm. határozat Egyes, a Környezet és Energia Operatív Program 5. prioritása keretében megvalósuló projektek vonatkozásában kötelezettségvállaláshoz, támogatói okirat kibocsátásához történő hozzájárulásáról
- 1625/2015. (IX. 8.) Korm. határozat A KEOP-1.2.0/09-11-2012-0004 azonosító számú („Dánszentmiklós-Nyáregyháza Szennyvíz-elvezetés és tisztítás II. ütem” című) és a KEOP-1.3.0/09-11-2013-0102 azonosító számú („Balatonboglár-Szőlőskislak Ivóvízminőség-javító Program” című) projekt támogatásának növeléséről, valamint a KEOP-1.2.0/2F-2009-0001 azonosító számú („Érd és térsége szennyvíztisztító telep rekonstrukciója és bővítése és szennyvízelvezető rendszer fejlesztése” című) nagyprojekt forrásszerkezetének módosításáról
- 1626/2015. (IX. 8.) Korm. határozat A KEOP-4.2.0/B/11-2011-0034 azonosító számú („Szarvas Városi Geotermikus Rendszer fejlesztése, I. ütem” című) projekt vonatkozásában a kötelezettségvállaláshoz, valamint a KEOP-5.5.0-A-12-2013-0189 azonosító számú („Közvilágítás korszerűsítése Algyőn” című) projekt vonatkozásában a kötelezettségvállaláshoz és a támogatási szerződés megkötéséhez történő hozzájárulásáról
- 1627/2015. (IX. 8.) Korm. határozat A KEOP-2015-4.10.0/U jelű („Helyi költségvetési szervek tulajdonában álló uszodák technológiai hő- és villamosenergia-igényének kielégítése megújuló energiaforrások alkalmazásával” című) kiemelt felhívás meghirdetéséről, azzal összefüggésben kiemelt projektként történő előzetes nevesítésről, a kötelezettségvállaláshoz és a támogatási szerződés megkötéséhez történő hozzájárulásról, valamint a Környezet és Energia Operatív Program 2011–2013. évekre szóló akciótervének megállapításáról szóló 1125/2015. (III. 6.) Korm. határozat módosításáról
- 1628/2015. (IX. 8.) Korm. határozat A KEOP-1.1.1/C/13-2013-0004 azonosító számú („A Dél-alföldi Térségi Hulladékgazdálkodási Társulás hulladékgazdálkodási rendszerének fejlesztése eszközbeszerzésekkel” című) és a KEOP-1.2.0/09-11-2011-0017 azonosító számú („Kisláng Község szennyvíz-elvezetése és szennyvíztisztítása” című) projekt támogatásának növeléséről
- 1629/2015. (IX. 8.) Korm. határozat A KEOP-4.10.0/B/12-2013-0032 azonosító számú („Geotermikus energiahasznosítás korszerűsítése és bővítése Vasváron” című) projekt vonatkozásában kötelezettségvállaláshoz történő hozzájárulásáról
- 1630/2015. (IX. 8.) Korm. határozat A KEOP-7.9.0/12-2013-0007 azonosító számú („A Kvassay Jenő Terv elkészítése és a Vízgyűjtő-gazdálkodási Terv felülvizsgálata” című) projekt támogatásának növeléséről, valamint kötelezettségvállaláshoz, támogatási szerződés módosításához történő hozzá-járulásról
- 1631/2015. (IX. 8.) Korm. határozat A KÖZOP-1.5.0-09-11-2011-0012 azonosító számú („A nemzeti tengelysúly- és kapcsolódó ellenőrzéseket támogató hálózat fejlesztése – megvalósíthatósági tanulmány készítésére irányuló projekt, Közép-magyarországi Régió” című), valamint a KÖZOP-3.5.0-09-11-2011-0014 azonosító számú („A nemzeti tengelysúly- és kapcsolódó ellenőrzéseket támogató hálózat fejlesztése – megvalósíthatósági tanulmány készítésére irányuló projekt” című) projekt támogatásának növeléséről és akciótervi nevesítéséről – 19367
- 1632/2015. (IX. 8.) Korm. határozat Egyes, a KÖZOP-1.5.0-09-11 jelű („Az ország és a régióközpontok nemzetközi közúti elérhetőségének javítása” című) konstrukció keretében megvalósuló közlekedésbiztonság, valamint szolgáltatási színvonal növelésére irányuló projektjavaslatok támogatásának jóváhagyásáról
- 1633/2015. (IX. 8.) Korm. határozat A KÖZOP-2015-4.7 azonosító számú („Közlekedés Operatív Program Kikötői alapinfrastruktúra fejlesztése, korszerűsítése” című) pályázati felhívásra benyújtott egyes projektek vonatkozásában kötelezettségvállaláshoz, támogatási szerződés megkötéséhez történő hozzájárulásról
- 1634/2015. (IX. 8.) Korm. határozat A KÖZOP-3.5.0-09-11 jelű („Térségi elérhetőség javítása” című) konstrukció keretében megvalósuló egyes kerékpárúthálózat-fejlesztési projektek vonatkozásában kötelezettségvállaláshoz és támogatási szerződés megkötéséhez történő hozzájárulásról
- 1635/2015. (IX. 8.) Korm. határozat Az „M85–86 gyorsforgalmi utak fejlesztése Győr és Szombathely közt” című nagyprojekt módosításának jóváhagyásáról
- 1636/2015. (IX. 8.) Korm. határozat A Rászoruló Személyeket Támogató Operatív Program 2015. évre szóló éves fejlesztési keretének megállapításáról szóló 1119/2015. (III. 6.) Korm. határozat módosításáról
- 1637/2015. (IX. 8.) Korm. határozat A Társadalmi Megújulás Operatív Program és a Társadalmi Infrastruktúra Operatív Program módosításáról
- 1638/2015. (IX. 8.) Korm. határozat A TIOP-1.3.3-08/2-2009-0002 azonosító számú („Tudományos Élménypark kialakítása a Debreceni Botanikus Kertben” című) projekt támogatásának növeléséről
- 1639/2015. (IX. 8.) Korm. határozat A TIOP-1.2.1.A-12/1-2013-0005 azonosító számú („A szombathelyi AGORA – Művelődési és Sportház területi multifunkcionális közösségi közművelődési központtá történő fejlesztése, átalakítása” című) projekt támogatásának növeléséről
- 1640/2015. (IX. 8.) Korm. határozat A TIOP-1.2.6-14/1-2014-0004 azonosító számú („Multifunkcionális Nemzetiségi – Roma Módszertani, Oktatási és Kulturális Központ” című) projekt kötelezettségvállalásához történő hozzájárulásról
- 1641/2015. (IX. 8.) Korm. határozat A TIOP-3.4.1.B-11/1 konstrukció egyes projektjeinek költségnövekményével összefüggő kötelezettségvállalás jóváhagyásáról és a TIOP-1.2.2-08/1 konstrukció tartaléklistájának törléséről
- 1642/2015. (IX. 8.) Korm. határozat A TIOP-3.4.2-11/1 azonosító számú („Önkormányzati, állami, egyházi, nonprofit fenntartású bentlakásos intézmények korszerűsítése” című) konstrukció egyes projektjei költségnövekményei tekintetében történő kötelezettségvállalásról
- 1643/2015. (IX. 10.) Korm. határozat Az Országos Széchényi Könyvtár feladatellátásához kapcsolódó intézkedésekről
- 1644/2015. (IX. 10.) Korm. határozat A Budapest Főváros Önkormányzatának az M3 metróvonalon üzemelő járműállomány felújításához kapcsolódó adósságot keletkeztető ügyletéhez történő kormányzati hozzájárulásról szóló 1506/2015. (VII. 23.) Korm. határozat módosításáról
- 1645/2015. (IX. 10.) Korm. határozat A regionális operatív programok keretében megvalósuló egyes projektek vonatkozásában kötelezettség-vállaláshoz, támogatási szerződés megkötéséhez, módosításához történő hozzájárulásról
- 1646/2015. (IX. 10.) Korm. határozat A Környezeti és Energiahatékonysági Operatív Program 2015. évre szóló éves fejlesztési keretének megállapításáról szóló 1318/2015. (V. 21.) Korm. határozat módosításáról
- 1647/2015. (IX. 10.) Korm. határozat A KÖZOP-2.5.0-09-11-2013-0001 azonosító számú („Budapest Kelenföld–Székesfehérvár vasútvonal rekonstrukciója 1/3. ütem: Székesfehérvár vasúti csomópont átépítése és a Szent István utcai közúti felüljáró építése Érden” című) nagyprojekt megnevezése, műszaki tartalma és forrásszerkezete módosításáról
- 1648/2015. (IX. 10.) Korm. határozat A TÁMOP-7.2.1-11/K azonosító számú („Az OP lebonyolításával kapcsolatos egyéb feladatok” című) konstrukció keretében tervezési felhívások megjelentetéséhez, kötelezettségvállaláshoz és támogatási szerződések megkötéséhez történő hozzájárulásról
- 1649/2015. (IX. 10.) Korm. határozat A TIOP-2.2.4 azonosító számú („Struktúraváltoztatást támogató infrastruktúrafejlesztés a fekvőbeteg-szakellátásban” című) konstrukció keretében megvalósuló egyes projektek támogatásának növeléséről
- 1650/2015. (IX. 10.) Korm. határozat A TIOP-3.2.2-12/1-2013-0001 azonosító számú („A komplex rehabilitációhoz szükséges infrastrukturális feltételek megteremtése” című) projekt támogatásának növeléséről
- 1651/2015. (IX. 10.) Korm. határozat A TIOP-3.4.2-11/1 azonosító számú („Önkormányzati, állami, egyházi, nonprofit fenntartású bentlakásos intézmények korszerűsítése” című) konstrukció keretében megvalósuló egyes projektek támogatásának növeléséről
- 1652/2015. (IX. 10.) Korm. határozat A TIOP-4.1.2-11/B-2011-0001 azonosító számú („A Társadalmi Infrastruktúra Operatív Program intézkedéseivel kapcsolatos 2011–2015. évi kommunikációs feladatok ellátása” című) projekt támogatásának növeléséről és a Társadalmi Infrastruktúra Operatív Program 2011–2013. évekre szóló akciótervének megállapításáról szóló 1291/2015. (V. 5.) Korm. határozat módosításáról
- 1653/2015. (IX. 14.) Korm. határozat Az Országos Fogyatékosságügyi Program végrehajtásának 2015–2018. évekre vonatkozó Intézkedési Tervéről
- 1654/2015. (IX. 14.) Korm. határozat A Kormány ügyrendjéről szóló 1144/2010. (VII. 7.) Korm. határozat módosításáról
- 1655/2015. (IX. 14.) Korm. határozat Az Európai Gazdasági és Szociális Bizottság tagjainak jelöléséről
- 1656/2015. (IX. 14.) Korm. határozat A Liget Budapest Projekt megvalósításával összefüggésben az Igazságügyi Szakértői és Kutató Intézetek Országos Toxikológiai Intézet költözéséhez szükséges költségvetési fejezetek közötti előirányzat-átcsoportosításról
- 1657/2015. (IX. 14.) Korm. határozat A Budapest XVI. kerületi Önkormányzat Erzsébet ligetének fejlesztésével kapcsolatos előirányzat-átcsoportosításról
- 1658/2015. (IX. 14.) Korm. határozat A Közép- és Kelet-európai Történelem és Társadalom Kutatásáért Közalapítvány közhasznú jogállása nyilvántartásba vételének kezdeményezéséről
- 1659/2015. (IX. 15.) Korm. határozat A karitatív szervezetek támogatása érdekében a rendkívüli kormányzati intézkedésekre szolgáló tartalékból történő előirányzat-átcsoportosításról
- 1660/2015. (IX. 15.) Korm. határozat A többségi állami tulajdonú gazdasági társaságok vezető állású munkavállalói javadalmazási rendszerének megújításáról
- 1661/2015. (IX. 15.) Korm. határozat Többletforrás biztosításával kapcsolatos aktuális feladatokról
- 1662/2015. (IX. 16.) Korm. határozat A TIOP-1.2.1.A1-15/1 azonosító számú („Agóra – multifunkcionális közösségi központok és területi közművelődési tanácsadó szolgálat infrastrukturális feltételeinek kialakítása – Kísérleti, településcsoportos Agóra-fejlesztés” című) pályázati felhívás meghirdetéséhez történő hozzájárulásról, valamint a Társadalmi Infrastruktúra Operatív Program 2011–2013. évekre szóló akciótervének megállapításáról szóló 1291/2015. (V. 5.) Korm. határozat módosításáról
- 1663/2015. (IX. 16.) Korm. határozat Egyes, a TIOP-3.4.2-11/1 azonosító számú („Önkormányzati, állami, egyházi, nonprofit fenntartású bentlakásos intézmények korszerűsítése” című) konstrukció keretében megvalósuló projektek támogatásának növeléséről
- 1664/2015. (IX. 16.) Korm. határozat A TIOP-2.3.3-13/1-2014-0001 azonosító számú [„Nemzeti Egészségügyi Informatikai (eHealth) Rendszer – Térségi, funkcionálisan integrált intézményközi információs rendszerek kiépítéséhez szükséges helyi infrastruktúra fejlesztések” című] kiemelt projekt és a TIOP-2.2.4-09/1-2010-0009 azonosító számú („Központi technológiai tömb és integrált aktív ellátás fejlesztése a tatabányai Szent Borbála Kórházban” című) projekt támogatásának növeléséről, valamint a Társadalmi Infrastruktúra Operatív Program 2011–2013. évekre szóló akciótervének megállapításáról szóló 1291/2015. (V. 5.) Korm. határozat módosításáról
- 1665/2015. (IX. 21.) Korm. határozat A tömeges bevándorlás okozta válsághelyzet kezelése érdekében szükséges további intézkedésekről
- 1666/2015. (IX. 21.) Korm. határozat A „Földet a gazdáknak!” Program keretében az állami tulajdonú földek földművesek részére történő értékesítéséhez szükséges intézkedésekről
- 1667/2015. (IX. 21.) Korm. határozat Az állami rezsicsökkentés megvalósításához szükséges intézkedésekről
- 1668/2015. (IX. 21.) Korm. határozat A Nancy Goodman Brinker által létrehozott képzőművészeti gyűjtemény állam által történő megvásárlásával kapcsolatban szükséges kormányzati intézkedésekről
- 1669/2015. (IX. 21.) Korm. határozat A Csengele község külterületén fekvő, egyes ipari-gazdasági övezetbe tartozó földrészletek beruházási célterületté nyilvánításáról
- 1670/2015. (IX. 21.) Korm. határozat Pécs város külterületén fekvő földrészlet beruházási célterületté nyilvánításáról
- 1671/2015. (IX. 21.) Korm. határozat A Magyarország Kormánya és az Iráni Iszlám Köztársaság Kormánya között a jövedelem- és a vagyonadók területén a kettős adóztatás elkerüléséről és az adóztatás kijátszásának megakadályozásáról szóló Megállapodás szövegének végleges megállapítására adott felhatalmazásról
- 1672/2015. (IX. 22.) Korm. határozat A Magyar nemzeti társadalmi felzárkózási stratégia II. végrehajtásának a 2015–2017. évekre szóló kormányzati intézkedési tervéről
- 1673/2015. (IX. 22.) Korm. határozat A felvonók, mozgólépcsők és mozgójárdák ellenőrzésének nonprofittá tételéhez kapcsolódó kormányzati feladatokról
- 1674/2015. (IX. 22.) Korm. határozat Az ESR-112 egységes segélyhívó rendszer és a MIR mentésirányító rendszer integrációjáról
- 1675/2015. (IX. 22.) Korm. határozat A GRUNDFOS South East Europe Kft. és a GRUNDFOS Magyarország Kft. magyarországi nagybefektetőkkel való stratégiai együttműködési megállapodás megkötéséről
- 1676/2015. (IX. 22.) Korm. határozat Az IT Services Hungary Kft. magyarországi nagybefektetővel való stratégiai együttműködési megállapodás megkötéséről
- 1677/2015. (IX. 22.) Korm. határozat A Pactera Hungary Kft. átlátható szervezetté történő minősítéséről
- 1678/2015. (IX. 22.) Korm. határozat Az SMR Automotive Mirror Technology Hungary Bt. magyarországi nagybefektetővel való stratégiai együttműködési megállapodás megkötéséről
- 1679/2015. (IX. 22.) Korm. határozat Az SMR Automotive Mirror Technology Hungary Bt. átlátható szervezetté történő minősítéséről
- 1680/2015. (IX. 22.) Korm. határozat Az Emberi Erőforrás Fejlesztési Operatív Program 2015. évre szóló éves fejlesztési keretének megállapításáról szóló 1210/2015. (IV. 10.) Korm. határozat módosításáról
- 1681/2015. (IX. 24.) Korm. határozat A 2014. évi költségvetési maradványok egy részének felhasználásáról és egyes kormányhatározatok módosításáról
- 1682/2015. (IX. 24.) Korm. határozat A rendkívüli bevándorlási és migrációs nyomás kezeléséhez szükséges további források biztosításáról
- 1683/2015. (IX. 24.) Korm. határozat A rendkívüli kormányzati intézkedésekre szolgáló tartalékból történő előirányzat-átcsoportosításról
- 1684/2015. (IX. 24.) Korm. határozat A pécsi Magasház helyzetének rendezésével kapcsolatos intézkedésekről
- 1685/2015. (IX. 24.) Korm. határozat A Társadalmi Megújulás Operatív Program keretében megvalósuló egyes projektek támogatásának növeléséről, a TÁMOP-2.4.3.D-3-13/1-2013-0001 azonosító számú („Foglalkoztatási szövetkezet – híd a munka világába” című) projekt támogatásának csökkentéséről, valamint a Társadalmi Megújulás Operatív Program 2011–2013. évekre szóló akciótervének megállapításáról szóló 1172/2015. (III. 24.) Korm. határozat módosításáról
- 1686/2015. (IX. 25.) Korm. határozat A 2014–2020 közötti időszakra vonatkozó, a telepszerű lakhatás kezelését megalapozó szakpolitikai stratégia elfogadásáról
- 1687/2015. (IX. 25.) Korm. határozat A Széchenyi István Egyetem kormányhatározat alapján történő egyedi innovációs támogatásáról
- 1688/2015. (IX. 25.) Korm. határozat Magyarország Zágrábi Nagykövetség rezidencia épületének vagyon- és állagmegóvás érdekében nagykarbantartási, átalakítási, felújítási munkálatairól
- 1689/2015. (IX. 25.) Korm. határozat Egyes, a regionális operatív programok keretében megvalósuló projektek támogatásának növeléséről, az azzal összefüggő kötelezettségvállalásról és támogatási szerződések módosításáról
- 1690/2015. (IX. 25.) Korm. határozat A KEOP-2012-5.6.0 jelű („Központi költségvetési szervek energiahatékonysági beruházásai” című) támogatási konstrukció keretében megvalósuló egyes projektek támogatásának növeléséről
- 1691/2015. (IX. 25.) Korm. határozat A KEOP-2.3.0/2F/09-2010-0003 azonosító számú („Kaposmenti Hulladéklerakó Rekultivációs Program” című) projekt támogatásának növeléséről
- 1692/2015. (IX. 25.) Korm. határozat A KEOP-2.2.2/C/14-2014-0001 azonosító számú („Regionális vízügyi, geoinformatikai és monitoring központ létrehozása” című) projekt támogatásának növeléséről
- 1693/2015. (IX. 25.) Korm. határozat Egyes, a Környezet és Energia Operatív Program 1. prioritása keretében megvalósuló hulladékgazdálkodási projektek, valamint a KEOP-1.2.0/09-11-2012-0003 azonosító számú („Nagybajom Város szennyvízcsatornázása és tisztítása” című) projekt támogatásának növeléséről
- 1694/2015. (IX. 25.) Korm. határozat A KEOP-2.3.0/2F-2008-0006 azonosító számú („Sopron térségi települési szilárdhulladék-lerakók rekultivációja I. ütem” című) projekt támogatásának növeléséről
- 1695/2015. (IX. 25.) Korm. határozat A KEOP-1.1.1/C/13-2013-0017 azonosító számú („A Nyugat-Balaton és Zala folyó medence hulladékgazdálkodási rendszerének fejlesztése eszköz-beszerzésekkel” című) projekt támogatásának növeléséről
- 1696/2015. (IX. 25.) Korm. határozat A KEOP-5.5.0/B/12-2013-0399 azonosító számú („Tiszakécske, Arany János Művelődési Ház, Egészségház és Móricz Zsigmond Kollégium épületenergetikai fejlesztése” című) projekt támogatásának növeléséről
- 1697/2015. (IX. 25.) Korm. határozat Egyes, a KEOP-3.1.4./15 azonosító számú („Kiemelt természetvédelmi fejlesztések” című) kiemelt projekt felhívással összefüggő kérdésekről, valamint a Környezet és Energia Operatív Program 2011–2013. évekre szóló akciótervének megállapításáról szóló 1125/2015. (III. 6.) Korm. határozat módosításáról
- 1698/2015. (IX. 25.) Korm. határozat Egyes, a Környezet és Energia Operatív Program 1. prioritása keretében megvalósuló hulladékgazdálkodási és szennyvíztisztítási projektek támogatásának növeléséről, valamint a Környezet és Energia Operatív Program 2011–2013. évekre szóló akciótervének megállapításáról szóló 1125/2015. (III. 6.) Korm. határozat módosításáról
- 1699/2015. (IX. 25.) Korm. határozat A Magyarország Kormánya és Türkmenisztán Kormánya között a jövedelem- és a vagyonadók területén a kettős adóztatás elkerüléséről és az adóztatás kijátszásának megakadályozásáról szóló Egyezmény szövegének végleges megállapítására adott felhatalmazásról
- 1700/2015. (IX. 28.) Korm. határozat A Versenyképes Közép-Magyarország Operatív Program módosításáról
- 1701/2015. (IX. 28.) Korm. határozat A regionális operatív programok keretében megvalósuló egyes közlekedésfejlesztési projektek vonatkozásában kötelezettség-vállaláshoz, támogatási szerződés megkötéséhez történő hozzájárulásról
- 1702/2015. (IX. 28.) Korm. határozat A Gazdaságfejlesztési Operatív Program keretében meghirdetett egyes pályázati felhívásokra benyújtott projektek vonatkozásában kötelezettségvállaláshoz, valamint támogatási szerződések megkötéséhez történő hozzájárulásról
- 1703/2015. (IX. 28.) Korm. határozat A KÖZOP-2.5.0-09-11-2015-0008 azonosító számú [„Jegy- és bérletkiadó automata-hálózat megújítása a vasúti törzshálózaton (I. szakasz)” című] és a KÖZOP-2.5.0-09-11-2015-0009 azonosító számú („MÁV-START Zrt. jegyértékesítés korszerűsítése” című) projektek támogatásának jóváhagyásáról, akciótervi nevesítéséről, az azokkal összefüggő kötelezettségvállalásról és támogatási szerződés megkötéséről
- 1704/2015. (IX. 28.) Korm. határozat A KÖZOP-5.5.0-09-11-2015-0009 azonosító számú („Szegedi vegyes forgalmú Tisza-híd megvalósításának előkészítése” című) kiemelt projektjavaslat akciótervi nevesítéséről
- 1705/2015. (IX. 28.) Korm. határozat A „85. számú főút Csorna elkerülő szakasz II. ütem” című beruházás kapcsán felmerült régészeti költségek finanszírozásáról
- 1706/2015. (IX. 29.) Korm. határozat A nemzetközi védelemben részesülő gyermekek gyermekvédelmi szakellátásban történő elhelyezéséhez szükséges férőhelyszám bővítéséhez és működtetéséhez szükséges többletforrás biztosításáról

#### Október (1707−1791)
- 1707/2015. (X. 2.) Korm. határozat A rendkívüli kormányzati intézkedésekre szolgáló tartalékból történő előirányzat-átcsoportosításról
- 1708/2015. (X. 5.) Korm. határozat Többletforrás biztosításával kapcsolatos aktuális feladatokról
- 1709/2015. (X. 5.) Korm. határozat A humán közszolgáltatások differenciált szervezésének bevezetéséről
- 1710/2015. (X. 5.) Korm. határozat A magyarországi, kínai nyelven folytatott alapfokú oktatás feltételeinek fejlesztésére és a középfokú oktatás kialakításának céljaira fordítandó források biztosításáról
- 1711/2015. (X. 5.) Korm. határozat A Médiaszolgáltatás-támogató és Vagyonkezelő Alap adósságkonszolidációjáról és a feladatellátásához nem szükséges állami tulajdonú ingatlanok tulajdonosi joggyakorlásának visszaadásáról
- 1712/2015. (X. 5.) Korm. határozat Magyarország Állandó NATO Képviseletének a brüsszeli új NATO-székházban történő elhelyezéséhez szükséges pénzügyi források biztosításáról
- 1713/2015. (X. 5.) Korm. határozat A Kistelek város külterületén fekvő, egyes ipari-gazdasági övezetbe tartozó földrészletek beruházási célterületté nyilvánításáról
- 1714/2015. (X. 5.) Korm. határozat Az Egységes Szabadalmi Bíróságról szóló megállapodás ideiglenes alkalmazásáról szóló jegyzőkönyv szövegének végleges megállapítására adott felhatalmazásról
- 1744/2015. (X. 13.) Korm. határozat A mezőgazdasági és élelmiszeripari termékek gazdaságbiztonsági készletezéséről
- 1745/2015. (X. 14.) Korm. határozat A VERITAS Történetkutató Intézet szaklevéltári feladatainak ellátáshoz szükséges intézkedésekről
- 1746/2015. (X. 15.) Korm. határozat Az önkormányzatok adósságot keletkeztető, valamint kezesség-, illetve garanciavállalásra vonatkozó ügyleteihez történő 2015. júliusi előzetes kormányzati hozzájárulásról
- 1747/2015. (X. 15.) Korm. határozat A kormányzati szektorba nem sorolt, 100%-os önkormányzati tulajdonban álló gazdasági társaságok adósságot keletkeztető ügyleteihez történő 2015. szeptemberi előzetes kormányzati hozzájárulásról
- 1748/2015. (X. 15.) Korm. határozat A Magyarország 2015. évi központi költségvetéséről szóló 2014. évi C. törvény alapján a XX. Emberi Erőforrások Minisztériuma fejezet 20. Fejezeti kezelésű előirányzatok cím, 2. Normatív finanszírozás alcím, 4. Hit- és erkölcstan oktatás és tankönyvtámogatás jogcímcsoport előirányzat túllépésének jóváhagyásáról
- 1749/2015. (X. 15.) Korm. határozat A Budai Várban található Karmelita kolostor átépítéséhez szükséges források biztosításáról
- 1750/2015. (X. 15.) Korm. határozat A Budai Vár rehabilitációját előkészítő munkálatokhoz szükséges források biztosításáról
- 1751/2015. (X. 15.) Korm. határozat A külföldi fegyveres erőknek nemzetközi gyakorlatokon való részvételének engedélyezéséről
- 1752/2015. (X. 15.) Korm. határozat A Kincstári Jogügyi Igazgatóság felállításáról
- 1753/2015. (X. 15.) Korm. határozat A személyazonosítást elősegítő informatikai rendszer felállításához és üzemeltetéséhez szükséges intézkedésről
- 1754/2015. (X. 15.) Korm. határozat	 Állami vagyonba tartozó ingatlan ingyenes önkormányzati tulajdonba adásáról szóló szerződésben meghatározott hasznosítási cél módosításáról
- 1755/2015. (X. 15.) Korm. határozat A Magyarország 2015. évi központi költségvetéséről szóló 2014. évi C. törvény alapján a XI. Miniszterelnökség fejezet, 30. Fejezeti kezelésű előirányzatok cím, 5. Fővárosi és megyei kormányhivatalok peres ügyei alcím túllépésének jóváhagyásáról
- 1756/2015. (X. 15.) Korm. határozat Budapest külföldi népszerűsítését elősegítő művészeti produkciók megrendezéséről és finanszírozásának támogatásáról
- 1757/2015. (X. 15.) Korm. határozat A lengyelországi magyar kulturális évad 2016–2017. évi megrendezéséről és finanszírozásáról
- 1758/2015. (X. 15.) Korm. határozat A Környezet és Energia Operatív Program 5. prioritása keretében megvalósuló egyes projektjavaslatok támogatásának jóváhagyásáról, valamint a Környezet és Energia Operatív Program 2011–2013. évekre szóló akciótervének megállapításáról szóló 1125/2015. (III. 6.) Korm. határozat módosításáról
- 1759/2015. (X. 15.) Korm. határozat A KEOP-4.11.0/15-2015-0001 azonosító számú („Fotovoltaikus erőmű létesítése” című) projektjavaslat támogatásának jóváhagyásáról
- 1760/2015. (X. 15.) Korm. határozat A Szombathely–Zalaszentiván vasútvonal korszerűsítésével összefüggő kérdésekről
- 1766/2015. (X. 19.) Korm. határozat A Környezet és Energia Operatív Program 1. prioritása keretében megvalósuló egyes szennyvízelvezetési és -tisztítási projektek, valamint a KEOP-1.1.1/C/13-2013-0037 azonosító számú ("A Sopron Térségi Hulladékgazdálkodási Rendszer fejlesztése eszközbeszerzésekkel" című) projekt támogatásának növeléséről
- 1767/2015. (X. 19.) Korm. határozat A KEOP-7.9.0/12-2013-0037 azonosító számú ("A Nemzeti Fejlesztési Minisztérium Országos Környezeti Kármentesítési Program – Társasági Alprogram keretében 2014-2020. programozási időszakban megvalósítani tervezett kármentesítési projektek stratégiai tervezése" című) projekt támogatásának növeléséről
- 1768/2015. (X. 19.) Korm. határozat A KEOP-2.2.1/2F/09-2010-0002 azonosító számú ["Ráckevei (Soroksári)-Duna-ág vízgazdálkodásának, vízminőségének javítása: szennyezőanyagok kivezetése a parti sávból" című] projekt támogatásának növeléséről
- 1769/2015. (X. 19.) Korm. határozat A KEOP-5.6.0/12-2013-0048 azonosító számú ("A Hajdú-Bihar Megyei Kormányhivatal Debrecen, Diószegi út 30. sz. alatti épületének energetikai fejlesztése" című) projekt támogatásának növeléséről
- 1770/2015. (X. 19.) Korm. határozat A KEOP-2012-5.6.0/12-2013-0030 azonosító számú ("Az SE Kútvölgyi Klinikai Tömb Energetikai Korszerűsítése" című), valamint a KEOP-5.6.0/12-2014-0001 azonosító számú ("Épületenergetikai korszerűsítés az Országos Onkológiai Intézetben" című) projektek támogatásának növeléséről és szakaszolásának jóváhagyásáról
- 1771/2015. (X. 19.) Korm. határozat A KEOP-1.1.1/C/13-2013-0017 azonosító számú ("A Nyugat-Balaton és Zala folyó medence hulladékgazdálkodási rendszerének fejlesztése eszközbeszerzésekkel" című) és a KEOP-1.2.0/09-11-2011-0039 azonosító számú ("Mélykút Város szennyvízcsatornázási és szennyvíztisztítási beruházása" című) projekt támogatásának növeléséről
- 1772/2015. (X. 19.) Korm. határozat A Közlekedés Operatív Program keretében finanszírozott, a 86. számú főút fejlesztésével összefüggő nagyprojekt támogatási kérelmének benyújtásáról, valamint a 62. számú főút és az M8 autópálya fejlesztésével összefüggő, elfogadott nagyprojekt jóváhagyó határozata módosításának kezdeményezéséről
- 1773/2015. (X. 19.) Korm. határozat A KÖZOP-2.1.0-07-2008-0004 azonosító számú ("Bajánsenye-Boba vasútvonal ETCS 2 telepítés kivitelezése" című) és a KÖZOP-2.5.0-09-2009-0001 azonosító számú ("Budapest-Ferencváros "C" elágazás – Székesfehérvár vasútvonal ETCS 2 telepítés kivitelezése" című) kiemelt projektek támogatásának módosításáról, valamint szakaszolásáról
- 1774/2015. (X. 19.) Korm. határozat A Társadalmi Megújulás Operatív Program és a Társadalmi Infrastruktúra Operatív Program módosításáról szóló 1637/2015. (IX. 8.) Korm. határozat módosításáról
- 1775/2015. (X. 19.) Korm. határozat A TÁMOP-5.3.8-B-12/1-2012-0001 azonosító számú ("A leghátrányosabb helyzetű csoportok munkaerő-piaci esélyeinek növelése érdekében motiváló képzések és támogató szolgáltatások" című) projekt támogatásának növeléséről, valamint a Társadalmi Megújulás Operatív Program 2011-2013. évekre szóló akciótervének megállapításáról szóló @Tart1 = 1172/2015. (III. 24.) Korm. határozat módosításáról
- 1776/2015. (X. 19.) Korm. határozat A TÁMOP-5.2.9.B-15/1-2015-0002 azonosító számú ("Legyen más a szenvedélyed! 2. – Módszertani fejlesztések a drogprevenció területén" című) projekt akciótervi nevesítéséről
- 1777/2015. (X. 26.) Korm. határozat A San Franciscó-i Alkonzulátus megnyitásához kapcsolódó feladatokról
- 1778/2015. (X. 27.) Korm. határozat A gyógyszertámogatás és a gyógyászati segédeszköz támogatás kiadásainak 2015. év végi finanszírozásához szükséges intézkedésekről
- 1779/2015. (X. 27.) Korm. határozat A rendkívüli kormányzati intézkedésekre szolgáló tartalékból történő előirányzat-átcsoportosításról, a 2014. évi költségvetési maradványok egy részének felhasználásáról és egyes kormányhatározatok módosításáról
- 1780/2015. (X. 27.) Korm. határozat Az európai uniós programok likviditási hiányának kezeléséről
- 1781/2015. (X. 28.) Korm. határozat A központi költségvetés címrendjének a Magyarország minisztériumainak felsorolásáról szóló törvénnyel összefüggő módosításáról
- 1782/2015. (X. 28.) Korm. határozat A Felsőbbfokú Tanulmányok Intézete létrehozásával és működésével kapcsolatos források biztosításáról
- 1783/2015. (X. 30.) Korm. határozat A 2019. évi Maccabi Európa Játékok (EMG 2019) Budapesten történő megrendezésének támogatásáról
- 1784/2015. (X. 30.) Korm. határozat	 Az új gyorsforgalmi útkategória, a „gyorsút” bevezetéséről és alkalmazásának lehetőségeiről
- 1785/2015. (X. 30.) Korm. határozat A Budapest Környéki Törvényszék elhelyezéséhez szükséges intézkedésekről
- 1786/2015. (X. 30.) Korm. határozat A Versenyképes Közép-Magyarország Operatív Program 2015. évre szóló éves fejlesztési keretének megállapításáról
- 1787/2015. (X. 30.) Korm. határozat A KÖZOP-5.1.0-07-2008-0001 azonosító számú [„budapesti 4. számú metróvonal I. szakasz (Kelenföldi pályaudvar – Keleti pályaudvar) és kapcsolódó felszíni beruházásai” című] projekt műszaki tartalmának csökkentéséről, az érintett projektelemek önálló projektekként történő akciótervi nevesítéséről és támogatásának jóváhagyásáról
- 1788/2015. (X. 30.) Korm. határozat A Környezet és Energia Operatív Program 1. prioritása keretében megvalósuló egyes projektek támogatásának növeléséről, a KEOP-1.3.0/09-11-2011-0021 azonosító számú („Mórahalom és Térsége Ivóvízminőség-javító program” című) projekt szakaszolásának jóváhagyásáról, valamint egyes projektek forrásszerkezetének módosításáról
- 1789/2015. (X. 30.) Korm. határozat A KÖZOP-5.5.0-09-11-2012-0022 azonosító számú („Kecskemét város közösségi közlekedés fejlesztése, átalakítása – zéró emissziós zóna megteremtése soros hibridhajtású alacsony padlós autóbuszok beszerzésével” című) projekt támogatásának növeléséről, szakaszolásáról, valamint a projekt 2015. december 31. után felmerülő költségei fedezetének biztosításáról
- 1790/2015. (X. 30.) Korm. határozat A Miniszterelnökség költségvetési fejezetből történő előirányzat-átcsoportosításról
- 1791/2015. (X. 30.) Korm. határozat A KEOP-4.2.0/B/09-2010-0030 azonosító számú („Geotermikus energiahasznosítás és közműrendszer kiépítése Tamásiban” című) projekt támogatásának növeléséről

#### November (1792−1856)
- 1792/2015. (XI. 10.) Korm. határozat A „Földet a gazdáknak!” Program keretében az állami tulajdonú földek földművesek részére történő értékesítéséhez szükséges intézkedésekről szóló 1666/2015. (IX. 21.) Korm. határozat és az MFB Földvásárlási Hitelprogram bevezetéséről szóló 1765/2015. (X. 16.) Korm. határozat módosításáról
- 1793/2015. (XI. 10.) Korm. határozat A polgári perrendtartás során irányadó elektronikus kapcsolattartás ügyviteli és technológiai felelősségi kérdéseiről
- 1794/2015. (XI. 10.) Korm. határozat Az állam távhőszolgáltatási piacra lépésének előkészítéséhez szükséges TÁVHŐ Audit Projekt jóváhagyásáról
- 1795/2015. (XI. 10.) Korm. határozat A határőrizeti célú ideiglenes biztonsági határzár létesítésének előkészítése során kitermelt faanyag szociális célú hasznosításáról
- 1796/2015. (XI. 10.) Korm. határozat A Nemzetközi Újjáépítési és Fejlesztési Banknál Magyarországot képviselő kormányzótanácsi tag felmentéséről, valamint új kormányzótanácsi tag kinevezéséről
- 1797/2015. (XI. 10.) Korm. határozat Az egészségügyi felsőfokú szakirányú szakképzéshez kapcsolódó állami támogatások 2016. évi biztosítása érdekében szükséges pénzügyi forrás biztosításáról
- 1798/2015. (XI. 10.) Korm. határozat A Magyarország 2015. évi központi költségvetéséről szóló 2014. évi C. törvény alapján a XX. Emberi Erőforrások Minisztériuma fejezet 20. Fejezeti kezelésű előirányzatok cím, 2. Normatív finanszírozás alcím, 3. Köznevelési célú humánszolgáltatás és működési támogatás jogcímcsoport előirányzat túllépésének jóváhagyásáról
- 1799/2015. (XI. 10.) Korm. határozat Az Iparművészeti Múzeum Transzparencia Programjának támogatásáról
- 1800/2015. (XI. 10.) Korm. határozat Állami ingatlannak a Magyar Írószövetség részére versenyeztetés mellőzésével történő használatba adásáról
- 1801/2015. (XI. 10.) Korm. határozat A Békéscsaba megyei jogú város külterületén fekvő, ipari-gazdasági övezetbe tartozó földrészlet beruházási célterületté nyilvánításáról
- 1802/2015. (XI. 10.) Korm. határozat A Gyöngyöshalász külterületén fekvő, egyes ipari-gazdasági övezetbe tartozó földrészletek beruházási célterületté nyilvánításáról
- 1803/2015. (XI. 10.) Korm. határozat Magyarország Kormánya és Kaposvár Megyei Jogú Város Önkormányzata közötti együttműködési megállapodás végrehajtásával összefüggő feladatokról
- 1804/2015. (XI. 10.) Korm. határozat Zalaegerszeg rendezett tanácsú várossá nyilvánításának 130. évfordulója alkalmából megtartandó ünnepségsorozat megrendezésének támogatása érdekében a IX. Helyi önkormányzatok támogatásai fejezeten belüli előirányzat-átcsoportosításról
- 1805/2015. (XI. 10.) Korm. határozat Az Egyesült Nemzetek Szervezetének Világélelmezési Programja részére fizetendő hozzájárulásról
- 1806/2015. (XI. 10.) Korm. határozat A Magyarország Kormánya és az Eritrea Állam Kormánya közötti oktatási és kulturális együttműködési egyezmény szövegének végleges megállapítására adott felhatalmazásról
- 1807/2015. (XI. 10.) Korm. határozat Az „MFB pontok kialakítása és pénzügyi közvetítői szolgáltatások nyújtása” tárgyú közbeszerzési eljárás részvételi felhívása és az ahhoz kapcsolódó kiegészítő irat jóváhagyásáról
- 1808/2015. (XI. 10.) Korm. határozat A regionális operatív programok keretében megvalósuló egyes projektek támogatásának növeléséről és az azokkal kapcsolatos kötelezettségvállaláshoz történő hozzájárulásról
- 1809/2015. (XI. 10.) Korm. határozat Az IMIR 2007–2013 informatikai rendszer finanszírozásához szükséges intézkedésekről
- 1810/2015. (XI. 10.) Korm. határozat A Gazdaságfejlesztési Operatív Program 2011–2013. évekre szóló akciótervének megállapításáról
- 1811/2015. (XI. 10.) Korm. határozat A Terület- és Településfejlesztési Operatív Program 2015. évre szóló éves fejlesztési keretének megállapításáról
- 1812/2015. (XI. 10.) Korm. határozat A KEOP-5.6.0/12-2013-0033 azonosító számú („Energiahatékonysági fejlesztés az állami fenntartású képző intézményekben a leghátrányosabb helyzetű térségekben” című) projekt támogatásának növeléséről, valamint egyes kormányhatározatok módosításáról
- 1813/2015. (XI. 10.) Korm. határozat A KEOP-3.1.4/15-2015-0002 azonosító számú („A hatvani Cukorgyári-tó természetvédelmi fejlesztése” című) projekt támogatásának növeléséről, a KEOP-3.1.4/15-2015-0005 azonosító számú („A kápolnásnyéki Dabasi Halász-kastély történeti kertjének rekonstrukciója” című) projektjavaslat akciótervi nevesítéséről, valamint a Környezet és Energia Operatív Program 2011–2013. évekre szóló akciótervének megállapításáról szóló 1125/2015. (III. 6.) Korm. határozat módosításáról
- 1814/2015. (XI. 10.) Korm. határozat A KEOP-1.1.1/C/13-2013-0039 azonosító számú („Marcali és térsége hulladékgazdálkodási közszolgáltatásának informatikai és eszközfejlesztése a hasznosítási célok elérése érdekében” című) projekt, valamint a KEOP-1.2.0/09-11-2011-0024 azonosító számú („Sóskút Község szennyvízközmű beruházása” című) projekt támogatásának növeléséről
- 1815/2015. (XI. 10.) Korm. határozat A KEOP-1.1.1/2F/09-11-2011-0003 azonosító számú („REGIO-KOM Térségi Kommunális Szolgáltató Társulás Jászberényi és Dél-Hevesi kistérsége szilárdhulladék-gazdálkodási rendszerének fejlesztése” című) projekt finanszírozásának megváltozásáról
- 1816/2015. (XI. 10.) Korm. határozat A KÖZOP-5.5.0-09-11-2012-0024 azonosító számú („Az M3 metróvonal rekonstrukciója és északi meg-hosszabbítása – előkészítési szakasz” című) projekt támogatásának növeléséről és kötelezettségvállaláshoz történő hozzájárulásról
- 1817/2015. (XI. 10.) Korm. határozat A KÖZOP-5.5.0-09-11-2014-0005 azonosító számú („Budapest–Piliscsaba–Esztergom vasútvonal rekonstrukciója II/B ütem” című) projekt szakaszolásáról, valamint a projekt 2015. december 31. után felmerülő költségei fedezetének biztosításáról
- 1818/2015. (XI. 10.) Korm. határozat A TIOP-1.1.3-12/1-2013-0001 azonosító számú [„Végponti kapcsolatok fejlesztése a közoktatásban (központi szolgáltatás-fejlesztés a közoktatási hálózatban)” című] projekt támogatásának növeléséről, valamint a Társadalmi Infrastruktúra Operatív Program 2011–2013. évekre szóló akciótervének megállapításáról szóló 1291/2015. (V. 5.) Korm. határozat módosításáról
- 1819/2015. (XI. 10.) Korm. határozat Az Európai Unió Szíriai Válságra Reagáló Regionális Vagyonkezelői Alapjához való magyar csatlakozás pénzügyi forrásának biztosításáról
- 1820/2015. (XI. 11.) Korm. határozat Az Afrikából kiinduló migráció kiváltó tényezőinek kezeléséhez való magyar hozzájárulásról és pénzügyi forrásainak középtávú biztosításáról
- 1821/2015. (XI. 12.) Korm. határozat a Balaton Területfejlesztési Koncepció (2014–2030) és a Balaton Területfejlesztési Stratégiai Program elfogadásáról, valamint a Balaton Kiemelt Üdülőkörzet területén a 2014–2020-as uniós és hazai forrásokból megvalósuló beruházásokról
- 1822/2015. (XI. 13.) Korm. határozat A Klebelsberg Intézményfenntartó Központ, a szakképzési centrumok és a Nemzeti Szakképzési és Felnőttképzési Hivatal működéséhez szükséges forrás biztosítása érdekében a rendkívüli kormányzati intézkedésekre szolgáló tartalékból történő előirányzat-átcsoportosításról
- 1823/2015. (XI. 16.) Korm. határozat A gyenesdiási öntöttvasgyűjtemény állam által történő megvásárlásának és közgyűjteménybe helyezésének támogatásáról
- 1824/2015. (XI. 19.) Korm. határozat A terrorizmus elleni küzdelem feladatainak egységes végrehajtási rendjéről
- 1825/2015. (XI. 19.) Korm. határozat A Nemzetbiztonsági Kabinetről szóló 1308/2011. (IX. 6.) Korm. határozat módosításáról
- 1826/2015. (XI. 19.) Korm. határozat A Magyarország 2015. évi központi költségvetéséről szóló 2014. évi C. törvény alapján a XX. Emberi Erőforrások Minisztériuma fejezet, 20. Fejezeti kezelésű előirányzatok cím, 19. Szociális célú humánszolgáltatások alcím, 1. Szociális célú nem állami humánszolgáltatások támogatása jogcímcsoport előirányzat túllépésének jóváhagyásáról
- 1827/2015. (XI. 20.) Korm. határozat A „Békéscsaba (kiz.) – Lőkösháza (oh.) vasútvonal felújítás előkészítési munkái” című projekt teljes körű megvalósításához szükséges források biztosításáról
- 1828/2015. (XI. 20.) Korm. határozat A „Kelenföld–Pusztaszabolcs vasútvonal átépítése I. ütem
- 1829/2015. (XI. 21.) Korm. határozat Macedóniának történő segítségnyújtásról az illegális bevándorlással összefüggésben
- 1830/2015. (XI. 21.) Korm. határozat A vajdasági magyar közösségek terület- és gazdaságfejlesztési stratégiájáról
- 1831/2015. (XI. 24.) Korm. határozat A 2016. évi gazdaságnövekedés érdekében szükséges fejlesztéspolitikai intézkedésekről
- 1832/2015. (XI. 24.) Korm. határozat Az önkormányzatok adósságot keletkeztető, valamint kezesség-, illetve garanciavállalásra vonatkozó ügyleteihez történő 2015. szeptemberi előzetes kormányzati hozzájárulásról
- 1833/2015. (XI. 24.) Korm. határozat A kormányzati szektorba nem sorolt, 100%-os önkormányzati tulajdonban álló gazdasági társaságok adósságot keletkeztető ügyleteihez történő 2015. októberi előzetes kormányzati hozzájárulásról
- 1834/2015. (XI. 24.) Korm. határozat A „Zrínyi Miklós–Szigetvár 1566” emlékéve meghirdetéséről
- 1835/2015. (XI. 24.) Korm. határozat A NIPÜF Nemzeti Ipari Park Üzemeltető és Fejlesztő Zártkörűen Működő Részvénytársaság megalapításáról és az egyes ipari területek fejlesztése kapcsán szükséges további intézkedésekről
- 1836/2015. (XI. 24.) Korm. határozat Az Erzsébet-program keretében biztosított üdültetésre vonatkozó intézkedésekről
- 1837/2015. (XI. 24.) Korm. határozat A Belügyminisztérium és a Nemzetgazdasági Minisztérium budai Várnegyedben történő elhelyezésével kapcsolatos intézkedésekről
- 1838/2015. (XI. 24.) Korm. határozat A család- és gyermekjóléti központok támogatása érdekében a IX. Helyi önkormányzatok támogatásai fejezeten belüli előirányzat-átcsoportosításról
- 1839/2015. (XI. 24.) Korm. határozat A Magyar Nemzeti Levéltár Cseh Tamás Archívumának a Magyar Alkotóművészeti Közhasznú Nonprofit Kft. részére történő átadásáról, és az azzal összefüggő intézkedésekről
- 1840/2015. (XI. 24.) Korm. határozat A Nemzetközi Marton Éva Énekverseny, a Nemzetközi Liszt Ferenc Zongoraverseny, a Nemzetközi Karmesterverseny, valamint a Nyári Nemzetközi Akadémia és Fesztivál támogatása érdekében a rendkívüli kormányzati intézkedésekre szolgáló tartalékból történő előirányzat-átcsoportosításról
- 1841/2015. (XI. 24.) Korm. határozat a fertődi Porpáczy Aladár Középiskola elhelyezéséhez szükséges új iskola és tornaterem beruházási program megvalósításáról és a szükséges pénzügyi fedezet biztosításáról szóló 1616/2014. (XI. 4.) Korm. határozat, valamint a geszti Arany János Általános Iskola elhelyezéséhez szükséges új iskola és tornaterem beruházási program megvalósításáról, továbbá a fertődi Porpáczy Aladár Középiskola elhelyezéséhez szükséges új iskola és tornaterem beruházási program megvalósításáról és a szükséges pénzügyi fedezet biztosításáról szóló 1616/2014. (XI. 4.) Korm. határozat módosításáról szóló 1253/2015. (IV. 23.) Korm. határozat módosításáról
- 1842/2015. (XI. 24.) Korm. határozat a Kőrösi Csoma Sándor Program és a Mikes Kelemen Program 2015. évi megvalósításáról szóló 1689/2014. (XI. 26.) Korm. határozat módosításáról
- 1843/2015. (XI. 24.) Korm. határozat a Magyarország Kormánya és a Szlovén Köztársaság Kormánya között a minősített adatok cseréjéről és kölcsönös védelméről szóló egyezmény szövegének végleges megállapítására adott felhatalmazásról
- 1844/2015. (XI. 24.) Korm. határozat az Integrált Közlekedésfejlesztési Operatív Program 2015. évre szóló éves fejlesztési keretének megállapításáról
- 1845/2015. (XI. 24.) Korm. határozat a Környezet és Energia Operatív Program 1. prioritása keretében megvalósuló egyes szennyvízelvezetési és -tisztítási projektek támogatásának növeléséről, valamint a prioritás keretében megvalósuló egyes projektek szakaszolásáról
- 1846/2015. (XI. 24.) Korm. határozat a KEOP-5.6.0/12-2014-0020 azonosító számú (A Terrorelhárítási Központ 1101 Budapest, Zách u. 4. alatti objektumának területén található 7. számú épület energetikai korszerűsítése című) projekt támogatásának növeléséről és szakaszolásának jóváhagyásáról, valamint a Környezet és Energia Operatív Program 2011-2013. évekre szóló akciótervének megállapításáról szóló 1125/2015. (III. 6.) Korm. határozat módosításáról
- 1847/2015. (XI. 24.) Korm. határozat a KEOP-1.2.0/09-11-2011-0005 azonosító számú (Gödöllő Város szennyvíztisztító telepének korszerűsítése című) projekt támogatásának növeléséről
- 1848/2015. (XI. 24.) Korm. határozat a KEOP-2.4.0/2F/09-11-2015-0001 azonosító számú (Kunmadaras volt szovjet katonai repülőtér kármentesítése című) projektjavaslat támogatásának jóváhagyásáról, a KEOP-2.3.0/2F/09-2009-0008 azonosító számú (A Hajdúsági Szilárd Hulladéklerakó és Hasznosító Társulás tagtelepüléseinek felhagyott települési szilárdhulladék- lerakóinak rekultivációja című) projekt támogatásának növeléséről, valamint a Környezet és Energia Operatív Program 2011-2013. évekre szóló akciótervének megállapításáról szóló 1125/2015. (III. 6.) Korm. határozat módosításáról
- 1849/2015. (XI. 24.) Korm. határozat a Közigazgatás- és Közszolgáltatás-fejlesztés Operatív Program 3. prioritása keretében egyes, az ötmilliárd forintot elérő vagy azt meghaladó értékű, több éves fizetési kötelezettséggel járó szerződések megkötésének előzetes engedélyezéséről
- 1850/2015. (XI. 24.) Korm. határozat a budapesti 4. számú metróvonal I. szakasz (Kelenföldi pályaudvar – Keleti pályaudvar) és kapcsolódó felszíni beruházásai című projekt megvalósítása keretében a Budapesti 4. sz. metróvonal I. szakasz: Co-07 sz. szerződés Állomások belső beépítése tárgyú szerződés módosításának jóváhagyásáról
- 1851/2015. (XI. 24.) Korm. határozat a TIOP-1.2.1.B-12/1-2013-0001 azonosító számú (Kulturális GPS – Kulturális Oktatási Központ Nemzeti Kulturális Térinformációs Rendszer Szolgáltató és Tanácsadó Multifunkcionális Módszertani Központ című) projekt elszámolható közkiadásának növeléséről és el nem számolható költségei finanszírozásáról
- 1852/2015. (XI. 24.) Korm. határozat a TIOP-2.2.4-09/1-2010-0006 azonosító számú (Sátoraljaújhelyi Erzsébet Kórház struktúraváltását elősegítő infrastrukturális fejlesztése a fekvőbeteg ellátásban című), és a TIOP-2.2.4-09/1-2010-0023 azonosító számú (Struktúraváltás a Veszprém Megyei Csolnoky Ferenc Kórház Nonprofit Zrt-nél című) projekt támogatásának növeléséről
- 1853/2015. (XI. 24.) Korm. határozat a TIOP-3.4.1. azonosító számú (Bentlakásos intézmények kiváltása, új kapacitások létesítése című) konstrukció keretében megvalósuló egyes projektek támogatásának növeléséről
- 1854/2015. (XI. 24.) Korm. határozat az 1848-1947 között hivatalban lévő miniszterelnökök sírjainak felújításához szükséges források biztosításáról
- 1855/2015. (XI. 24.) Korm. határozat a rendkívüli kormányzati intézkedésekre szolgáló tartalékból történő előirányzat-átcsoportosításról és egyes kormányhatározatok módosításáról
- 1856/2015. (XI. 27.) Korm. határozat a Magyar Olimpiai Bizottság és Budapest Főváros Önkormányzata által a 2024. évi XXXIII. Olimpiai Játékok, valamint a XVII. Paralimpiai Játékok Budapesten történő megrendezése érdekében benyújtandó pályázat kormányzati támogatásáról és a pályázattal összefüggő egyes kormányzati feladatokról
- 1857/2015. (XI. 30.) Korm. határozat A Szent Márton Emlékévhez kapcsolódó beruházások megvalósítása érdekében a IX. Helyi önkormányzatok támogatásai fejezeten belüli előirányzat-átcsoportosításról

#### December (1858−2039)
- 1858/2015. (XII. 1.) Korm. határozat A Lakitelek Népfőiskola beruházásával összefüggő feladatokról
- 1859/2015. (XII. 1.) Korm. határozat Az MFB Földvásárlási Hitelprogram bevezetéséről szóló 1765/2015. (X. 16.) Korm. határozat módosításáról
- 1860/2015. (XII. 1.) Korm. határozat A Magyarország Kormánya és a Koreai Köztársaság Kormánya között a katonai minősített adatok cseréjéről és kölcsönös védelméről szóló egyezmény szövegének végleges megállapítására adott felhatalmazásról
- 1861/2015. (XII. 2.) Korm. határozat Az MKB Bank Zrt. szanálása tekintetében felmerülő állami szerepvállalásról
- 1862/2015. (XII. 2.) Korm. határozat Az állami tulajdonú közutak melletti optikai hírközlő hálózatok hasznosításának előkészítéséről
- 1863/2015. (XII. 2.) Korm. határozat A 2015. évi határátlépéssel járó csapatmozgások engedélyezéséről szóló 1763/2014. (XII. 18.) Korm. határozat módosításáról
- 1864/2015. (XII. 2.) Korm. határozat A 2017. évi Asztanai Szakvilágkiállításon történő magyar részvételről
- 1865/2015. (XII. 2.) Korm. határozat A Formula-1 Világbajnokság Magyar Nagydíj 2017–2026 között történő megrendezésével kapcsolatos kormányzati szerepvállalásról
- 1866/2015. (XII. 2.) Korm. határozat A Liget Budapest projekt megvalósításához szükséges intézkedésekről
- 1867/2015. (XII. 2.) Korm. határozat A 2014. évi költségvetési maradványok egy részének felhasználásáról
- 1868/2015. (XII. 2.) Korm. határozat Az útdíjszedési és ellenőrzési rendszerek 2015. évi üzemeltetéséhez szükséges részleges forrásbiztosításról
- 1869/2015. (XII. 2.) Korm. határozat A Miniszterelnökség és az Emberi Erőforrások Minisztériuma költségvetési fejezetek közötti előirányzat-átcsoportosításról
- 1870/2015. (XII. 2.) Korm. határozat A XI. Miniszterelnökség és a IX. Helyi önkormányzatok támogatásai költségvetési fejezetek közötti előirányzat-átcsoportosításról
- 1871/2015. (XII. 2.) Korm. határozat A központi költségvetésből finanszírozott közúti beruházásokról szóló 1010/2015. (I. 20.) Korm. határozat módosításáról
- 1872/2015. (XII. 2.) Korm. határozat Az Állambiztonsági Szolgálatok Történeti Levéltára 2016. évi feladatellátásához szükséges pénzügyi forrás biztosításáról
- 1873/2015. (XII. 2.) Korm. határozat A Szeged Megyei Jogú Város külterületén fekvő egyes földrészletek beruházási célterületté nyilvánításáról
- 1874/2015. (XII. 2.) Korm. határozat Az Integrált Közlekedésfejlesztési Operatív Program módosításáról
- 1875/2015. (XII. 2.) Korm. határozat A Társadalmi Infrastruktúra Operatív Program támogatási jogcímeivel kapcsolatos egyes feladatokról
- 1876/2015. (XII. 2.) Korm. határozat A Társadalmi Infrastruktúra Operatív Program módosításáról
- 1877/2015. (XII. 2.) Korm. határozat A Társadalmi Megújulás Operatív Program keretében pénzügyi eszközök alkalmazásával összefüggő intézkedésekről és a Társadalmi Megújulás Operatív Program 2011–2013. évekre szóló akciótervének megállapításáról szóló 1172/2015. (III. 24.) Korm. határozat módosításáról
- 1878/2015. (XII. 2.) Korm. határozat A Társadalmi Infrastruktúra Operatív Program keretében pénzügyi eszközök alkalmazásával összefüggő intézkedésekről, a program 1–3. prioritása keretében támogatott egyes projektek támogatásának növeléséről és a Társadalmi Infrastruktúra Operatív Program 2011–2013. évekre szóló akciótervének megállapításáról szóló 1291/2015. (V. 5.) Korm. határozat módosításáról
- 1879/2015. (XII. 2.) Korm. határozat A KEOP-4.11.0/15-2015-0001 azonosító számú („Fotovoltaikus erőmű létesítése” című) projekt támogatásának növeléséről, valamint a Környezet és Energia Operatív Program 2011–2013. évekre szóló akciótervének megállapításáról szóló 1125/2015. (III. 6.) Korm. határozat módosításáról
- 1880/2015. (XII. 2.) Korm. határozat Egyes, a Környezet és Energia Operatív Program 5. prioritása keretében megvalósuló projektek támogatásának növeléséről, kötelezettségvállaláshoz történő hozzájárulásáról, valamint a Környezet és Energia Operatív Program 2011–2013. évekre szóló akciótervének megállapításáról szóló 1125/2015. (III. 6.) Korm. határozat módosításáról
- 1881/2015. (XII. 2.) Korm. határozat A TIOP-2.2.8-14-2015-0002 azonosító számú („Infrastrukturális fejlesztések megvalósítása” című) projekt akciótervi nevesítéséről, támogatásának jóváhagyásáról, a projekttel kapcsolatos kötelezettségvállalásról és a támogatási szerződés megkötéséről
- 1882/2015. (XII. 2.) Korm. határozat A Magyarország és a Szlovén Köztársaság közti belső határon a határellenőrzés ideiglenes visszaállításáról szóló 315/2015. (X. 30.) Korm. rendelet végrehajtása során a rendőrség 2015. október 17. nap és 2015. október 28. nap közötti időszakban felmerült kiadásainak megtérítéséről
- 1883/2015. (XII. 2.) Korm. határozat Az Európa Tanács Sportversenyek Tiltott Befolyásolásáról szóló Egyezménye szövegének végleges megállapítására adott felhatalmazásról
- 1884/2015. (XII. 2.) Korm. határozat A Magyarország és Spanyolország között a minősített adatok cseréjéről és kölcsönös védelméről szóló egyezmény szövegének végleges megállapítására adott felhatalmazásról és kihirdetéséről
- 1885/2015. (XII. 3.) Korm. határozat A Modern Városok Program végrehajtása érdekében szükséges forrás biztosításáról
- 1886/2015. (XII. 3.) Korm. határozat A Társadalmi Infrastruktúra Operatív Program 2011–2013. évekre szóló akciótervének megállapításáról szóló 1291/2015. (V. 5.) Korm. határozat módosításáról
- 1887/2015. (XII. 3.) Korm. határozat A TIOP-2.2.2., a TIOP-2.2.4. és a TIOP-2.2.6. konstrukció keretében megvalósítani tervezett egyes projektek támogatásának növeléséről
- 1888/2015. (XII. 3.) Korm. határozat A KEOP-1.3.0/09-11-2011-0022 azonosító számú („Kalocsa környéki Ivóvízminőség Javító Projekt” című) projekt, valamint egyes szennyvízelvezetési és -tisztítási projektek támogatásának növeléséről
- 1889/2015. (XII. 3.) Korm. határozat Az „M8 dunaújvárosi Duna-híd és a csatlakozó gyorsforgalmi út 10+300 – 15+500 km sz. közötti szakasz megvalósítása” című projektjavaslat jóváhagyásáról és akciótervi nevesítéséről
- 1890/2015. (XII. 3.) Korm. határozat A Környezet és Energia Operatív Program 2011–2013. évekre szóló akcióterve 5. prioritásának keretében kiemelt projekt felhívás meghirdetéséhez történő hozzájárulásról, kiemelt projektek előzetes nevesítéséről, valamint a Környezet és Energia Operatív Program 2011–2013. évekre szóló akciótervének megállapításáról szóló 1125/2015. (III. 6.) Korm. határozat módosításáról szóló 1290/2015. (V. 5.) Korm. határozat módosításáról
- 1891/2015. (XII. 3.) Korm. határozat A Környezet és Energia Operatív Program 8. prioritása keretében megvalósuló egyes projektek támogatásának növeléséről, valamint kötelezettségvállaláshoz, támogatói okirat módosításához történő hozzájárulásáról
- 1892/2015. (XII. 3.) Korm. határozat Egyes, a Környezet és Energia Operatív Program 1. prioritása keretében megvalósuló projektek támogatásának növeléséről, valamint kötelezettségvállaláshoz történő hozzájárulásról
- 1893/2015. (XII. 3.) Korm. határozat Az Emberi Erőforrás Fejlesztési Operatív Program 2015. évre szóló éves fejlesztési keretének megállapításáról szóló 1210/2015. (IV. 10.) Korm. határozat módosításáról
- 1894/2015. (XII. 3.) Korm. határozat A KÖZOP-5.5.0-09-11-2012-0009 azonosító számú („Budapesti villamos és trolibusz járműfejlesztés I. ütem” című) projekt forrásszerkezetének módosításáról
- 1895/2015. (XII. 3.) Korm. határozat A KÖZOP-2.5.0-09-11-2013-0006 azonosító számú („GYSEV üzemirányító központ létrehozása a szükséges biztosítóberendezési felülvezérlések kialakításával” című) projekt támogatásának növeléséről és finanszírozásának módjáról
- 1896/2015. (XII. 3.) Korm. határozat A KÖZOP-2.5.0-09-11 jelű („Az ország és a régióközpontok nemzetközi vasúti és vízi úti elérhetőségének javítása” című) és a KÖZOP-5.5.0-09-11 jelű („Városi és elővárosi közösségi közlekedés, környezetbarát fejlesztések” című) konstrukció keretében villamos motorvonat beszerzése tárgyú, egymilliárd forintot meghaladó támogatási igényű projektjavaslatok támogatásának jóváhagyásáról és akciótervi nevesítéséről
- 1897/2015. (XII. 3.) Korm. határozat A KÖZOP-5.5.0-09-11 jelű („Városi és elővárosi közösségi közlekedés, környezetbarát fejlesztések” című) konstrukció keretében egyes fővárosi közlekedéssel összefüggő projektjavaslatok akciótervi nevesítéséről és támogatásának jóváhagyásáról
- 1898/2015. (XII. 8.) Korm. határozat Magyarország Kormánya és a Globális Zöld Növekedési Intézet között kötendő, a Globális Zöld Növekedési Intézet kiváltságait és mentességeit részletező jogállási megállapodás szövegének végleges megállapításáról
- 1899/2015. (XII. 8.) Korm. határozat A Magyarország Kormánya és a Koszovói Köztársaság Kormánya közötti gazdasági együttműködésről szóló Megállapodás szövegének végleges megállapítására adott felhatalmazásról
- 1900/2015. (XII. 8.) Korm. határozat A 2016. évben kedvezményes villamos energia felhasználásra jogosult költségvetési intézmények kijelöléséről
- 1901/2015. (XII. 8.) Korm. határozat A Külgazdasági és Külügyminisztérium informatikai rendszerének hatékony, üzembiztos működésének biztosításához szükséges egyes intézkedésekről
- 1902/2015. (XII. 8.) Korm. határozat A Nemzeti Adó- és Vámhivatal szervezeti átalakításához és az adóigazgatási rendszer megújításához kapcsolódó egyes intézkedésekről
- 1903/2015. (XII. 8.) Korm. határozat A Várgondnokság Közhasznú Nonprofit Korlátolt Felelősségű Társaság üzletrészének megszerzésével kapcsolatos intézkedésekről
- 1904/2015. (XII. 8.) Korm. határozat A szociális ágazatban dolgozók bérkiegészítéséhez kapcsolódó költségvetési forrás biztosítása érdekében szükséges intézkedésekről
- 1905/2015. (XII. 8.) Korm. határozat A rendkívüli kormányzati intézkedésekre szolgáló tartalékból történő előirányzat-átcsoportosításról
- 1906/2015. (XII. 8.) Korm. határozat A XI. Miniszterelnökség fejezeten belüli előirányzat-átcsoportosításról
- 1907/2015. (XII. 8.) Korm. határozat A XI. Miniszterelnökség és a IX. Helyi önkormányzatok támogatásai költségvetési fejezetek közötti előirányzat-átcsoportosításról
- 1908/2015. (XII. 8.) Korm. határozat Az olimpiai és paralimpiai felkészüléssel, az élsportolók kiemelt ellátásával kapcsolatos sportegészségügyi feladatok megvalósításáról szóló 1381/2011. (XI. 10.) Korm. határozat módosításáról
- 1909/2015. (XII. 8.) Korm. határozat A Szent István Egyetem Alkalmazott Bölcsészeti és Pedagógiai Kar szarvasi telephelyű Pedagógiai Intézetének az egyházi fenntartásban működő Gál Ferenc Főiskolához történő csatlakozásáról szóló 1368/2014. (VII. 3.) Korm. határozatban foglaltak végrehajtásához szükséges intézkedésekről és előirányzat-átcsoportosításról szóló 1818/2014. (XII. 19.) Korm. határozat módosításáról, valamint a fenntartóváltással érintett PPP konstrukcióban megvalósult kollégiumok kiváltásához szükséges további intézkedésekről
- 1910/2015. (XII. 11.) Korm. határozat A mintagazdaságok kialakításáról
- 1911/2015. (XII. 11.) Korm. határozat Egyes tudományos és technológiai szakdiplomata álláshelyek felülvizsgálatáról
- 1912/2015. (XII. 11.) Korm. határozat A távszerencsejáték játékadójából, valamint a sportfogadások játékadójából származó 2015. első félévi bevétel felhasználásához szükséges intézkedésekről
- 1913/2015. (XII. 11.) Korm. határozat	A költségvetési szervek és az egyházi jogi személyek foglalkoztatottjainak 2015. évi kompenzációjához nyújtott támogatással összefüggő előirányzat-átcsoportosításról
- 1914/2015. (XII. 11.) Korm. határozat A Miniszterelnökség költségvetési fejezet címrendjének módosításáról
- 1915/2015. (XII. 11.) Korm. határozat A Miniszterelnökség és a Nemzetgazdasági Minisztérium fejezetek közötti előirányzat-átcsoportosításról
- 1916/2015. (XII. 11.) Korm. határozat A kormányfői protokollfeladatok ellátásához kapcsolódó 2015. évi többletforrásnak a rendkívüli kormányzati intézkedésekre szolgáló tartalékból történő biztosításáról
- 1917/2015. (XII. 11.) Korm. határozat A Szeged, Dorozsmai úti Labdarúgó Stadion megvalósításához szükséges ingatlanok tulajdonjogi helyzetének rendezéséről
- 1918/2015. (XII. 11.) Korm. határozat A Széchenyi-kultuszról és a nagycenki Széchenyi-emlékhely felújításáról
- 1919/2015. (XII. 11.) Korm. határozat A KÖZOP-2.5.0-09-11-2012-0002 azonosító számú [„Budapest–Lőkösháza vasútvonal rekonstrukciója III/I. ütem kivitelezés Gyoma (kiz.) – Békéscsaba (kiz.) vonalszakasz és Cegléd villamos alállomás átépítése” című], valamint a KÖZOP-2.5.0-09-11-2012-0018 azonosító számú [„Békéscsaba állomás pályaépítés és Gyoma (kiz.) – Békéscsaba (bez.) vonalszakasz új elektronikus biztosítóberendezés építése, Ferencváros »C« elágazás – Lőkösháza ETCS 2 telepítés kivitelezése” című] nagyprojekt forrásszerkezetének módosításáról
- 1920/2015. (XII. 11.) Korm. határozat A KÖZOP-2.5.0-09-11-2012-0014 azonosító számú („GSM-R rendszer beszerzése és kapcsolódó szolgáltatások” című) nagyprojekt forrásszerkezetének módosításáról
- 1921/2015. (XII. 11.) Korm. határozat A „MÁV-Start Zrt. 15 darab, 200 férőhelyes villamos motorvonat beszerzése” című projektjavaslat akciótervi nevesítéséről, támogatásának jóváhagyásáról és a 2014–2020 közötti programozási időszakban történő finanszírozásáról
- 1922/2015. (XII. 11.) Korm. határozat	A KEOP-5.6.0/E/15-2015-0044 azonosító számú („Energiamegtakarítást célzó beruházás az Albert Schweitzer Kórház-Rendelőintézetben” című) projekt támogatásának növeléséről, valamint a Környezet és Energia Operatív Program 2011–2013. évekre szóló akciótervének megállapításáról szóló 1125/2015. (III. 6.) Korm. határozat módosításáról
- 1923/2015. (XII. 11.) Korm. határozat A Társadalmi Megújulás Operatív Program 2011–2013. évekre szóló akciótervének megállapításáról szóló 1172/2015. (III. 24.) Korm. határozat módosításáról, valamint a TÁMOP-6.2.3-12/1-2012-0001 azonosító számú („Országos egészségmonitorozási és kapacitástérkép adatbázis- és alkalmazásfejlesztés” című) projekt támogatásának növeléséről
- 1924/2015. (XII. 11.) Korm. határozat A rendkívüli kormányzati intézkedésekre szolgáló tartalékból, az Országvédelmi Alapból és egyéb előirányzat-átcsoportosításról, valamint egyes kormányhatározatok módosításáról
- 1925/2015. (XII. 12.) Korm. határozat A KÖZOP-2.5.0-09-11-2015-0012 azonosító számú („A vasúti személyszállítás közszolgáltatási feladat ellátása biztonságának növelése, a fedélzeti szolgáltatások korszerűsítése vizuális és hangos utas tájékoztatással, mobilalkalmazás fejlesztéssel, informatikai fejlesztésekkel” című) projektjavaslat támogatásának jóváhagyásáról, valamint akciótervi nevesítéséről
- 1926/2015. (XII. 12.) Korm. határozat A KÖZOP-4.5.0-09-11-2014-0001 azonosító számú („Győr-Gönyű Országos Közforgalmú Kikötő infrastrukturális továbbfejlesztése” című) projekt szakaszolásáról, a projekt 2015. december 31. után felmerülő költségei fedezetének biztosításáról, valamint a 2014–2020-as programozási időszak országos jelentőségű közúti, vasúti és vízi közlekedési, városi és elővárosi közlekedési fejlesztéseinek indikatív listájáról szóló 1696/2014. (XI. 26.) Korm. határozat módosításáról
- 1927/2015. (XII. 12.) Korm. határozat A budapesti 4-es metróvonal és kapcsolódó felszíni beruházásai megvalósításához kapcsolódóan kötött Támogatási Szerződés, Finanszírozási Szerződés és Finanszírozási Szerződés Kiegészítő Megállapodás módosításáról és egységes szerkezetbe foglalásáról szóló szerződés 3. számú módosításának jóváhagyásáról
- 1928/2015. (XII. 12.) Korm. határozat A KEOP-1.2.0/2F/09-2010-0067 azonosító számú („Ecsedi-láp szennyvízelvezetési és tisztítási projekt” című) projekt támogatásának növeléséről
- 1929/2015. (XII. 12.) Korm. határozat A Széchenyi Kártya Program egyes konstrukciói támogatásának folytatásáról
- 1930/2015. (XII. 12.) Korm. határozat A Magyarország–Szlovákia–Románia–Ukrajna ENI Határon Átnyúló Együttműködési Program elfogadásáról
- 1931/2015. (XII. 12.) Korm. határozat A Rászoruló Személyeket Támogató Operatív Program 2015. évre szóló éves fejlesztési keretének megállapításáról szóló 1119/2015. (III. 6.) Korm. határozat módosításáról
- 1932/2015. (XII. 12.) Korm. határozat A Közlekedés Operatív Program 1. és 3. prioritása keretében megvalósuló szakaszolt projektek, valamint a KÖZOP-1.5.0-09-11-2013-0011 azonosító számú, „8. sz. főút Székesfehérvár nyugati elkerülő III. szakasz építése” című projekt forrásszerkezetének módosításáról
- 1933/2015. (XII. 12.) Korm. határozat A KÖZOP-1.5.0-09-11 azonosító számú konstrukció keretében az „M0 autóút kiegészítő munkái” című projektjavaslat akciótervi nevesítéséről, támogatásának jóváhagyásáról és a KÖZOP-1.1.1-07-2008-0002 azonosító számú („M0 útgyűrű építése 0+000–29+500 km szelvények között” című) projekt műszaki tartalmának csökkentéséről
- 1934/2015. (XII. 12.) Korm. határozat A „Vízi úti információs rendszer kiépítése” című projekt teljes körű megvalósításához szükséges források biztosításának jóváhagyásáról
- 1935/2015. (XII. 12.) Korm. határozat A Szabolcs-Szatmár-Bereg megye és Kárpátalja együttműködésének és összehangolt fejlesztési feladatainak kormányzati koordinációjáért felelős kormánybiztos kinevezéséről és feladatairól
- 1936/2015. (XII. 12.) Korm. határozat Magyarország Kormánya és Szombathely Megyei Jogú Város Önkormányzata közötti együttműködési megállapodás végrehajtásával összefüggő feladatokról
- 1937/2015. (XII. 15.) Korm. határozat  Egyes állami tulajdonú gazdasági társaságok pénzügyi helyzetének rendezéséről
- 1938/2015. (XII. 15.) Korm. határozat A kéményseprő-ipari ellátás folyamatos biztosítása érdekében szükséges intézkedésekről
- 1939/2015. (XII. 15.) Korm. határozat Az Iparművészeti Múzeum nagyrekonstrukciójáról és múzeumszakmai fejlesztéséről
- 1940/2015. (XII. 15.) Korm. határozat A Demokrácia Központ Közalapítvány – Tom Lantos Intézet feladatellátásához szükséges feltételek biztosításáról – 26280
- 1941/2015. (XII. 15.) Korm. határozat  A Nemzeti Kutatási, Fejlesztési és Innovációs Alap 2015. évi programstratégiájáról – 26281
- 1942/2015. (XII. 15.) Korm. határozat A közfinanszírozású támogatások ellenőrzésével, rangsorolásával és értékelésével összefüggő egyes személyügyi kérdések rendezéséről
- 1943/2015. (XII. 15.) Korm. határozat  A rendkívüli kormányzati intézkedésekre szolgáló tartalékból történő előirányzat-átcsoportosításról
- 1944/2015. (XII. 15.) Korm. határozat  Az Európai Unió Afrikából kiinduló migráció kiváltó tényezőinek kezelésére létrehozott Szükséghelyzeti Vagyonkezelő Alapjához való kiegészítő magyar hozzájárulásról
- 1945/2015. (XII. 15.) Korm. határozat  A 2016. évi Antalyai Botanikai Világkiállításon történő magyar részvételről
- 1946/2015. (XII. 16.) Korm. határozat Az Államreform Operatív Program 2011–2013. évekre szóló akciótervének megállapításáról szóló 1289/2015. (V. 5.) Korm. határozat módosításáról
- 1947/2015. (XII. 16.) Korm. határozat Egyes ivóvízminőség-javító beruházások saját hatáskörben történő megvalósításáról
- 1948/2015. (XII. 16.) Korm. határozat A KÖZOP-5.5.0-09-11-2015-0015 azonosító számú („Szeged–Hódmezővásárhely között a tram-train közlekedés bevezetéséhez szükséges előkészítő munkák elvégzése” című) projektjavaslat akciótervi nevesítéséről, valamint a kötelezettségvállaláshoz történő hozzájárulásról
- 1949/2015. (XII. 16.) Korm. határozat A KÖZOP-5.5.0-09-11-2015-0012 azonosító számú („Budapest I. kerület, Budavár Csikós udvar – Nyugati kert mélygarázs és felvonók építése” című) projektjavaslat akciótervi nevesítéséről
- 1950/2015. (XII. 16.) Korm. határozat A KÖZOP-1.5.0-09-11-2015-0013 azonosító számú („TEN-T közúti hálózat közlekedésbiztonságának, szolgáltatási színvonalának, fenntarthatóságának javítását célzó, az üzemeltetési, fenntartási telephelyek fejlesztése KÖZOP keretében-Szombathelyi Mérnökségi telep fejlesztése, Csorna Mérnökségi Telep fejlesztése, Szolnoki Mérnökségi Telep fejlesztése” című) projekt akciótervi nevesítéséről, szakaszolásának jóváhagyásáról, valamint a projekt második szakaszában felmerülő költségek fedezetének biztosításáról
- 1951/2015. (XII. 16.) Korm. határozat A KÖZOP-1.5.0-09-11-2014-0024 azonosító számú [„Tengelysúly- és össztömegmérő állomás kiépítése az M7 autópálya 192 km szelvényében lévő kétoldali pihenőhelyen (Zalakomári pihenő)” című] projekt támogatásának növeléséről, valamint szakaszolásáról
- 1952/2015. (XII. 16.) Korm. határozat A KÖZOP-2.5.0-09-11 jelű („Az ország és a régióközpontok nemzetközi vasúti és vízi úti elérhetőségének javítása” című) konstrukció keretében a „MÁV Zrt. vasúti közlekedéssel összefüggő projektje” című, egymilliárd forintot meghaladó támogatási igényű projektjavaslat támogatásának jóváhagyásáról, valamint akciótervi nevesítéséről
- 1953/2015. (XII. 16.) Korm. határozat A rendkívüli kormányzati intézkedésekre szolgáló tartalékból történő előirányzat-átcsoportosításról
- 1954/2015. (XII. 17.) Korm. határozat A 2016-ban az államtudományi és közigazgatási, rendészeti, katonai, nemzetbiztonsági, valamint a nemzetközi és európai közszolgálati felsőoktatásban felvehető, államilag támogatott és önköltséges hallgatói létszámkeretről
- 1955/2015. (XII. 17.) Korm. határozat Magyarország Kormánya és Nyíregyháza Megyei Jogú Város Önkormányzata közötti együttműködési megállapodás végrehajtásával összefüggő feladatokról
- 1956/2015. (XII. 23.) Korm. határozat Az Akkreditálási Tanácsról
- 1957/2015. (XII. 23.) Korm. határozat Az elektronikus ügyintézés és a bizalmi szolgáltatások általános szabályairól szóló törvény elfogadását követő feladatokról
- 1958/2015. (XII. 23.) Korm. határozat A központi hivatalok és a költségvetési szerv formában működő központi minisztériumi háttérintézmények felülvizsgálatáról
- 1959/2015. (XII. 23.) Korm. határozat A járási (fővárosi kerületi) hivatalok megerősítéséről, valamint az ehhez szükséges hatáskör-racionalizálásról
- 1960/2015. (XII. 23.) Korm. határozat Az egyes kiemelt kormányzati intézkedésekről és aktuális döntésekről szóló tájékoztató tevékenység keretében felmerülő feladatokról
- 1961/2015. (XII. 23.) Korm. határozat Az állami tisztviselői kar létrehozásáról
- 1962/2015. (XII. 23.) Korm. határozat A Magyar Olimpiai Bizottság és Budapest Főváros Önkormányzata által a 2024. évi XXXIII. Olimpiai Játékok, valamint a XVII. Paralimpiai Játékok Budapesten történő megrendezése érdekében benyújtandó pályázattal összefüggő egyes további intézkedésekről
- 1963/2015. (XII. 23.) Korm. határozat A martonvásári agrár-innovációs centrum (a Magyar Tudományos Akadémia Agrártudományi Kutatóközpont új kutatási tömbje) kialakításával és egyes agrárturisztikai fejlesztések támogatásával kapcsolatos intézkedésekről
- 1964/2015. (XII. 23.) Korm. határozat A Magyar Gyermekonkológiai Hálózat támogatásáról
- 1965/2015. (XII. 23.) Korm. határozat A rendkívüli bevándorlási és migrációs nyomás kezeléséhez szükséges további források biztosításáról, valamint egyes kormányhatározatok módosításáról
- 1966/2015. (XII. 23.) Korm. határozat Az Országos Halgazdálkodási Tanácsról szóló 1379/2013. (VI. 27.) Korm. határozat módosításáról
- 1967/2015. (XII. 23.) Korm. határozat A Magyarország 2015. évi központi költségvetéséről szóló 2014. évi C. törvény alapján a XVIII. Külgazdasági és Külügyminisztérium fejezet, 7. Fejezeti kezelésű előirányzatok cím, 1. Célelőirányzatok alcím, 2. Kötött segélyhitelezés jogcímcsoport előirányzat túllépésének jóváhagyásáról
- 1968/2015. (XII. 23.) Korm. határozat Az Egészségbiztosítási Alap Gyógyító-megelőző ellátás céltartalék jogcím 2015. évi előirányzatáról történő átcsoportosításról
- 1969/2015. (XII. 23.) Korm. határozat A Miniszterelnökség költségvetési fejezet 2014. évi költségvetési maradványa egy részének felhasználásáról
- 1970/2015. (XII. 23.) Korm. határozat A XI. Miniszterelnökség fejezeten belüli előirányzat-átcsoportosításról
- 1971/2015. (XII. 23.) Korm. határozat Az Emberi Erőforrások Minisztériuma költségvetési fejezet részére történő előirányzat-átcsoportosításról
- 1972/2015. (XII. 23.) Korm. határozat A XVII. Nemzeti Fejlesztési Minisztérium és a XLIII. Az állami vagyonnal kapcsolatos bevételek és kiadások költségvetési fejezetek közötti előirányzat-átcsoportosításokról
- 1973/2015. (XII. 23.) Korm. határozat A IX. Helyi önkormányzatok támogatásai költségvetési fejezetek közötti előirányzat-átcsoportosításról
- 1974/2015. (XII. 23.) Korm. határozat Az önkormányzatok adósságot keletkeztető, valamint kezesség-, illetve garanciavállalásra vonatkozó ügyleteihez történő 2015. októberi előzetes kormányzati hozzájárulásról
- 1975/2015. (XII. 23.) Korm. határozat Az önkormányzatok adósságot keletkeztető, valamint kezesség-, illetve garanciavállalásra vonatkozó ügyleteihez történő 2015. novemberi és decemberi előzetes kormányzati hozzájárulásról
- 1976/2015. (XII. 23.) Korm. határozat A Robert Bosch Korlátolt Felelősségű Társaság kormányhatározat alapján történő egyedi kutatás-fejlesztési támogatásáról
- 1977/2015. (XII. 23.) Korm. határozat A Nemzeti Kastélyprogrammal és a Nemzeti Várprogrammal kapcsolatos egyes feladatokról, valamint az ezekkel összefüggő kormányhatározatok módosításáról
- 1978/2015. (XII. 23.) Korm. határozat A közúti közlekedési infrastruktúra üzemeltetési, karbantartási és felújítási feladatainak finanszírozásához és középtávú működtetéséhez szükséges intézkedésekről
- 1979/2015. (XII. 23.) Korm. határozat A kormányzati szektorba nem sorolt, 100%-os önkormányzati tulajdonban álló gazdasági társaságok adósságot keletkeztető ügyleteihez történő 2015. novemberi előzetes kormányzati hozzájárulásról
- 2008/2015. (XII. 29.) Korm. határozat A Magyar Honvédség hadrendjében lévő 2015. május 19-én súlyosan megrongálódott JAS-39D Gripen repülőgép pótlása érdekében a Magyar Köztársaság Honvédelmi Minisztériuma és a Svéd Királyság Védelmi és Biztonsági Export Ügynökség [Swedish Defence and Security Export Agency (FXM)] elnevezésű szervezete között fennálló Bérleti Megállapodás módosítására vonatkozó feladatokról
- 2009/2015. (XII. 29.) Korm. határozat A nemzetbiztonsági védelem alá eső szervek és létesítmények köréről
- 2010/2015. (XII. 29.) Korm. határozat A Nemzeti Drogellenes stratégia 2016. év végéig szóló szakpolitikai programjáról
- 2011/2015. (XII. 29.) Korm. határozat A Magyarország V. középtávú fogyasztóvédelmi politikájának megvalósítására irányuló, 2018-ig szóló feladatterv végrehajtásához szükséges kormányzati intézkedésekről
- 2012/2015. (XII. 29.) Korm. határozat Az internetről és a digitális fejlesztésekről szóló nemzeti konzultáció (InternetKon) eredményei alapján a Kormány által végrehajtandó Digitális Jólét Programjáról
- 2013/2015. (XII. 29.) Korm. határozat A Közép-magyarországi régió kettéválasztásáról
- 2014/2015. (XII. 29.) Korm. határozat A banki hitelezés ösztönzésének irányairól
- 2015/2015. (XII. 29.) Korm. határozat Az MNKH Magyar Nemzeti Kereskedőház Zrt. strukturális átalakításával és költségvetésének biztosításával összefüggő feladatokról
- 2016/2015. (XII. 29.) Korm. határozat A MOB által kiemelt sportágak sportlétesítmény-fejlesztésének támogatásával, valamint az egyes kiemelt sportegyesületek sportfejlesztési feladataival összefüggő kormányzati feladatok változásáról
- 2017/2015. (XII. 29.) Korm. határozat Az Európa Tanács 2016. évi Sportminiszteri Értekezletének Budapesten történő megrendezéséhez szükséges intézkedésekről
- 2018/2015. (XII. 29.) Korm. határozat A központi költségvetést érintő fejezeti és címrendi módosításokról
- 2019/2015. (XII. 29.) Korm. határozat A központi költségvetés fejezeti szintű 2016–2018. évi bevételi és kiadási középtávú tervszámairól
- 2020/2015. (XII. 29.) Korm. határozat A Kormány irányítása alá tartozó fejezetek költségvetési szerveinek eszközbeszerzéseiről szóló 1982/2013. (XII. 29.) Korm. határozat módosításáról
- 2021/2015. (XII. 29.) Korm. határozat A többségi állami tulajdonú gazdasági társaságok vezető állású munkavállalói javadalmazási rendszerének megújításáról szóló 1660/2015. (IX. 15.) Korm. határozat alapján egyes többségi állami tulajdonú gazdasági társaságok I. kategóriába sorolásáról
- 2022/2015. (XII. 29.) Korm. határozat Makovecz Imre életművének gondozásáról
- 2023/2015. (XII. 29.) Korm. határozat A piliscsabai Iosephinum területén megvalósítandó Makovecz Imre Bástyája projekttel kapcsolatos egyes feladatokról
- 2024/2015. (XII. 29.) Korm. határozat A Magyarországi Autonóm Orthodox Izraelita Hitközség kiemelt fejlesztéseivel, beruházásaival és programjaival, továbbá működésének és hitéleti tevékenységének támogatásával összefüggő egyes további intézkedésekről
- 2025/2015. (XII. 29.) Korm. határozat Az Antall József Politika- és Társadalomtudományi Tudásközpont Alapítvány működésének támogatásához szükséges forrás biztosításáról
- 2026/2015. (XII. 29.) Korm. határozat A tiszadobi Andrássy-kastély éves üzemeltetési költségeit fedező forrás biztosításáról
- 2027/2015. (XII. 29.) Korm. határozat A Nyíregyháza és Tokaj közötti kerékpárút hiányzó szakaszainak kivitelezéséről
- 2028/2015. (XII. 29.) Korm. határozat A Szegedi Tudós Akadémia támogatásának egyes kérdéseiről
- 2029/2015. (XII. 29.) Korm. határozat A Pécsi Tudományegyetem alapítása 650 éves jubileumának megünneplésével kapcsolatos intézkedésekről
- 2030/2015. (XII. 29.) Korm. határozat A vitorlás sportközpont létrehozásához szükséges intézkedésekről szóló 1248/2013. (V. 9.) Korm. határozat visszavonásáról
- 2031/2015. (XII. 30.) Korm. határozat A Nemzeti Stadionfejlesztési Program felülvizsgálata keretében szükséges előirányzat-átcsoportosításokról
- 2032/2015. (XII. 30.) Korm. határozat Nemzetközi tenisztornák magyarországi rendezésének támogatásáról, valamint a Magyar Tenisz Szövetség létesítményfejlesztési programjával kapcsolatos intézkedésekről
- 2033/2015. (XII. 30.) Korm. határozat A megújuló Károlyi-Csekonics Palotaegyüttesnek a Magyarországi Református Egyház tulajdonába adásáról, valamint az átfogó felújításához kapcsolódó műszaki ellenőri feladatok és egyéb műszaki szolgáltatások meghatározásáról, továbbá az ezek elvégzéséhez szükséges forrás biztosításáról
- 2034/2015. (XII. 30.) Korm. határozat Költségvetési fejezetek közötti előirányzat-átcsoportosításról
- 2035/2015. (XII. 30.) Korm. határozat A Miskolc Megyei Jogú Város külterületén fekvő egyes földrészletek beruházási célterületté nyilvánításáról
- 2036/2015. (XII. 30.) Korm. határozat A Környezet és Energia Operatív Program 6. prioritása keretében megvalósuló egyes projektek többlettámogatásáról, valamint a Környezet és Energia Operatív Program 2011–2013. évekre szóló akciótervének megállapításáról szóló 1125/2015. (III. 6.) Korm. határozat módosításáról
- 2037/2015. (XII. 30.) Korm. határozat A KÖZOP-2.5.0-09-2009-0001 azonosító számú („Budapest-Ferencváros „C” elágazás – Székesfehérvár vasútvonal ETCS 2 telepítés kivitelezése” című) kiemelt projekt forrásszerkezetének módosításáról
- 2038/2015. (XII. 30.) Korm. határozat A TIOP-1.1.1.A-15/1-2015-0001 azonosító számú („Köznevelési intézmények tantermi informatikai eszközeinek modernizációja” című) projektjavaslat támogatásának jóváhagyásáról
- 2039/2015. (XII. 30.) Korm. határozat A Társadalmi Infrastruktúra Operatív Program pénzügyi eszköz tárgyú konstrukciói végrehajtásával kapcsolatos egyes intézkedésekről

## Európai Unió
- Az Európai Parlament és a Tanács (EU) 2015/1180 határozata (2015. július 8.) az EU Szolidaritási Alapjának igénybevételéről (árvizek Romániában, Bulgáriában és Olaszországban)
- AZ EURÓPAI PARLAMENT ÉS A TANÁCS (EU) 2015/2424 RENDELETE (2015. december 16.) a közösségi védjegyről szóló 207/2009/EK tanácsi rendelet és a közösségi védjegyről szóló 40/94/EK tanácsi rendelet végrehajtásáról szóló 2868/95/EK bizottsági rendelet módosításáról, valamint a Belső Piaci Harmonizációs Hivatalnak (védjegyek és formatervezési minták) fizetendő díjakról szóló 2869/95/EK bizottsági rendelet hatályon kívül helyezéséről
- Az Európai Parlament és a Tanács (EU) 2015/478 rendelete ( 2015. március 11. ) a behozatalra vonatkozó közös szabályokról

## Egyes országok

### Egyesült Királyság
- Modern Slavery Act 2015 (modern rabszolgaság elleni törvény)